# フューチャーカード バディファイト
『フューチャーカード バディファイト』（Future Card Buddyfight）は、ブシロードのトレーディングカードゲームおよびそれを原作としたメディアミックス作品。

## 概要
『カードファイト!! ヴァンガード』などを手掛けるブシロード初のキッズ向けコンテンツで、「小学生のカードゲームユーザーをもう一度開拓すること」を最大の目的とし、アニメ展開をOLM、雑誌展開・漫画掲載を『月刊コロコロコミック』（小学館）にて行い、アニメ・漫画・TCGを同時並行展開するクロスメディアコンテンツである。商品展開終了までは『ヴァンガード』とは自社競合の関係にあった。
プロジェクト開始当初は全体の原作者として、TCGフランチャイズチェーン「カードキングダム」の経営者だった池田芳正を「コマンダー池っち」として起用していたが、2015年7月にプロジェクトを離脱した。カードゲームショップの店長がカードゲームの原作者に就任したのは、ブシロード社長の木谷高明いわく史上初とのこと。なお、原作者就任に伴い、池田はカードキングダムおよび、母体の有限会社遊縁を退社し、「スタジオ池っち」を立ち上げた。池田は2016年7月よりカードキングダムに戻り業務に携わっている。
オフィシャル最強サポーター（イメージキャラクター）として新日本プロレスのオカダ・カズチカを起用している。2016年12月より、オカダとトレードする形で『カードファイト!! ヴァンガード』のイメージキャラクターであるDAIGOが新たにオフィシャルファイターに就任した。
2014年1月4日から2015年4月4日までアニメ版第1期を放送。2015年4月11日から2016年3月26日まで第2期『フューチャーカード バディファイト100』（フューチャーカード バディファイトハンドレッド）が放送された。
2016年4月2日から2017年3月25日までアニメ第3期『フューチャーカード バディファイトDDD』（フューチャーカード バディファイトトリプルディー）が放送され、以降はコロコロコミック編集部とコミック版の作画を手がける田村光久が新たに原作を担当する。
2017年4月1日から2018年3月31日までアニメ第4期『フューチャーカード バディファイトX』（フューチャーカード バディファイトバッツ）が放送され、2018年4月7日から同年5月26日まではアニメ第4.5期『フューチャーカード バディファイトX オールスターファイト』（フューチャーカード バディファイトバッツ オールスターファイト）が放送された。
2018年6月2日より新シリーズ『フューチャーカード 神バディファイト』（フューチャーカード シンバディファイト）が開始。詳細は当該項目を参照のこと。
アニメ第1期の企画段階では、カードの発売スケジュールやそれに伴う対戦表が2015年春期までの5クール分作られており、原作者の池田芳正の構想を踏まえつつシリーズ構成の赤星政尚がシリーズ構成表に落とし込み、各話の脚本家に発注する形がとられていた。キャラクターの名前や外見も池田芳正の原案によるもの。その他、池田によるとアニメと漫画の世界観設定、第1期の大まかなストーリーやファイトシーンの棋譜原案、必殺技やキャラクターの決め台詞、ゲームルール原案、第8弾あたりまでのカード原案、第2期『100』の新キャラクター原案なども自身が携わっていたという。ただし、池田は原作に関する契約終了後に許諾なき作品の秘密情報を再三にわたり開示したこと、事実に反する発言を行ったことによる信用毀損行為によりブシロードに提訴されている。
カードゲームおよびテレビアニメの原作設定は金子良馬が手掛けている。
ドラムバンカー・ドラゴン、魔王アスモダイ、ブレイドウイング・フェニックス、アイスブレイド・ジョーカーなどのメインモンスター原案は、漫画家のなかざき冬が手掛けている。
2019年4月27日、『神バディファイト』の放送終了を以てアニメシリーズが終了。カードゲームの商品展開はアニメシリーズが終了した後も2020年8月11日発売のスペシャルパック「リバイバルバディーズ」を以て終了するまで継続した（ショップ大会・サポートなどは2021年5月31日まで、ゲット！トレジャーキャンペーンは2022年4月30日まで継続）。

## あらすじ
フューチャーカード バディファイト
カードゲーム「バディファイト」のカードを通して様々な異世界と繋がった2030年頃の地球。
異世界から現れるバディモンスターたちは己が選んだ人間・バディファイターとバディを組んで地球に滞在し、その存在はすっかり日常に馴染み深いものとなっていた。
バディレアを引き当ててバディファイターになることを夢見る相棒学園初等部6年生の未門牙王は、その常識外れな行動から異世界「ドラゴンワールド」のモンスター・武装騎竜ドラムバンカー・ドラゴンの目に留まり、彼とバディを組むことになる。
犯罪バディファイターを取り締まるバディポリスの少年・龍炎寺タスクをはじめとした多くのファイターと交流しながら、牙王とドラムは絆を深め、共に成長していく。
フューチャーカード バディファイト100
臥炎キョウヤの野望を打ち砕いた牙王とドラムは修行に出たタスクの代わりとしてバディポリス見習いとなり、学業とバディポリスの仕事で多忙の日々を送っていた。
あくる日、超東驚にイリーガル・モンスターと思わしき巨大な龍が出現する。龍は自らをドラゴンワールドの角王、五角竜王 天武と名乗り牙王とのファイトを通じ期待を寄せるようになる。
迫り来るは100体のイリーガル・モンスター軍団「百鬼」とそれらを統べる長イカヅチとそのバディヤミゲドウ。牙王とドラムは角王を集め、ヤミゲドウの覚醒を阻止するために戦いを始めた。
フューチャーカード バディファイトDDD
ある日、バディファイトの最新ブースターが発売される。なけなしの小遣いで引いたバディレアから現れた大きな卵。翌日孵化したのは太陽竜という全く新しい属性が詰まったカードの束と太陽の竜 バルドラゴンが牙王の新しいバディとなる。
最強のみ求める少年黒渦ガイトとそのバディ黒き死竜 アビゲールといったライバルと競い合い、バディファイター最強決定戦「ワールドバディチャンピオンカップ(WBC)」で世界一のバディファイターとなることを目標に牙王とバルは絆を深めていく。
フューチャーカード バディファイトX
ある日、牙王のもとにドラゴンワールドからセイントホーリーソード・ドラゴンことちびパンダが現れる。彼の話によると牙王は「ワールドバディマスターズ」のドラゴンワールド代表に選ばれたと伝えられる。今の牙王にはバディが不在となっていた。
新たなバディを求めドラゴンワールドに向かい、ある遺跡で謎の声の願いに応じて封印を解く。封印されていたのは一晩でドラゴンワールドを壊滅し尽くした忌むべきドラゴン、魔王竜 バッツであった。なんとかバディにできたもののやりたい放題を続けるバッツに振り回される日々を送るようになる。
今大会は多忙のため不参加を決めたタスクの代わりに彼の推薦を受け大宇宙カナタとそのバディ結晶竜 アトラがスタードラゴンワールド代表に選ばれ、全ワールドの代表選手が出そろった。時を同じくしてカオス・コントロール・カンパニーの世界をアップグレードするという野望が水面下で進行していた。
フューチャーカード バディファイトX オールスターファイト
ある日、ぶんぶく師匠は最強のバディファイターを決めるトーナメント「牙王ガチンコ合戦」、略してGGGカップの開催を宣言し、彼が独断と偏見で選んだ8人のファイターに招待状が送られる。

## 登場人物

### 主要人物
未門 牙王（みかど がおう）
声 - 水野麻里絵
本作の主人公。チーム「バルソレイユ」所属。相棒学園初等部6年生。1月1日生まれ（山羊座）。12歳。身長145cm。血液型B型。好きな物はたこ焼き。弱点はまっとうでないことや卑怯な振る舞い（と自分が感じること）を見過ごせないこと。特技は未門流合気柔術。素直な性格の熱血漢。困っている人を見つけると太陽の描かれた学ランを裏返して着直し、「太陽番長」と名乗って助けている。実家が道場を開いており、師範である母に手ほどきを受けている「未門流合気柔術」の使い手で、合気道の全国大会では3連覇を記録している。5年前に兄・陽太を亡くしており、心の奥底では「大切なモノを失う」ことを怖れている。
ある日バディレアである「ドラムバンカー・ドラゴン」を引き当て、バディを得た牙王にコアデッキケースを支給するためにやってきたタスクにファイトを挑む。当初はバディファイト初心者だったが持ち前の勘の良さと勝負強さを発揮し、タスク戦を皮切りに連勝するようになる。ノボルいわく「運ゲー野郎」で、序盤ではパル子からも「まぐれ勝ち」と実況中に比喩されていた。牙王自身も運の良さに助けられていることを認めているものの、同時に「運は捕まえる準備をしなければ決して掴めない」という信条を持っており、事実牙王が多くの戦いで勝利を収めてきたのも、最後まで諦めず勝つチャンスを逃そうとしない彼の姿勢や優秀なデッキビルダーである爆との連携が大きな理由となっている。
合気柔術を学ぶ内勝利に固執するようになり、危険な技で相手に怪我をさせてしまい、孤立してしまった過去を持つ。そのためロウガを「超爆ドラ」で力任せに倒し、彼を自主退学させてしまった際は深い悔恨の念に捕らわれたが、葱ノ山に諭され「戦った奴と必ずダチになる」と決意を新たにした。
武道の英才教育を施されたために達観した部分があり、集中力と人を見る能力に長ける。また礼儀作法が身についており、ファイトが終わった後も相手への礼を忘れない。その義理人情に厚い気質を土合に見込まれ清風会にスカウトされたこともあるが、自分はもうすでに番長だから、という理由で断っている。
相棒学園には3年前に転入してきた転校生で、前述の大会でしでかしてしまったこともあり、中々学校に馴染めずにずっと1人でいた。そのときに声をかけ、仲間に入れてくれたノボルを恩人であり親友だと思っている。そのため、ノボルが留学することを自身に隠していたことに激怒し、ABCカップ本選にてその思いの丈を全てファイトにぶつけた。その後ABCカップを順調に勝ち進み、優勝を決めた。
得意技はライトとレフトにモンスターを配置、センターを空けて自身がアイテムを装備し三列同時攻撃態勢をとる「牙王フォーメーション」。タスクから譲り受けたカード「ガルガンチュア・パニッシャー!!」を必殺技としているが、後に異世界の存在から悪に対抗する新必殺技「轟斬!! ガルガンチュア・パニッシャー!!」を授かっている。こちらは第64話で返却している。また、タスク同様にカードの力を実体化する「フューチャーフォース」を使用できることが第45話で発覚した。ただし、タスクとは違い自分の意思でその力を自由に使えるレベルには達しておらず、ディザスターパレスでの戦いでは、感情が昂ぶったことで「ガルガンチュア・パニッシャー!!」の力を暴走させる形で具現化させ、周辺ごとパレスを吹き飛ばしてしまっている。
「太陽番長」というコンセプトと「主人公は負けない」というルールは池田芳正のアイデアが反映されたものであり、第1期では無敗を保ち続けた。
『100』よりドラゴンワールドへ修行に出たタスクに代わり、少年バディポリス見習いとして多忙の日々を送るが、学業に加えクリミナルファイターおよび違法モンスターの取締と休む暇もなく、多忙さが問題となりバディポリス・ユース結成に至ることとなった。新たな必殺技として「ギガンティック・クラッシャー!!」を使用し、『100』第26話より天武から授かった「竜王直伝 ギガハウリング・クラッシャー!!」を使用する。
バディポリス・ユースとなってからも連戦連勝、何度も百鬼が起こした事件を解決していたが、イカヅチとのファイトで遂に敗北、さらに天武をヤミゲドウに喰われてしまう。その後は、かつて兄を失った時のトラウマが蘇ったことも重なって、戦いへの恐怖からドラゴンワールドのデッキを使えなくなってしまい、それまでとは打って変わって弱気な発言が目立つようになり、また救いを求める心理状態からヒーローワールドに偏重するようになってしまう。タスクからは自分を救うことをできるのは自分自身だけであることを告げられ思い悩むようになった上に死ヶ峰とのファイトでとどめを刺される瞬間にイカヅチ戦のトラウマが再発、一度はバディファイトそのものをやめる決意をしてしまうが、自身のもとに現れたタスクとカードだけを使ったファイトをしたことで、初心を思い出し克服。ドラムを五角竜王として覚醒させ、イカヅチへのリベンジにも成功した。
オオヤミゲドウに進化したヤミゲドウを封印すべく相棒学園に乗り込んだ際は、裏・五角竜王 荒天武を祠堂から借りたオカダとファイトを行い、勝利。仲間たちとの合流後は、オオヤミゲドウが進化したヒャクガンヤミゲドウによって石化されてしまうも、臥炎キョウヤの力を借りたタスクの手で助け出され、彼やヴァリアブルコードと共に、ヤミゲドウとファイトしているイカヅチのいる未来へと向かう。そしてイカヅチから託された「無双奥義 角王∞弾！」を発動させ、角王たち全員の力と共にヒャクガンヤミゲドウを撃破し、とどめの「ギガ・ハウリングクラッシャー!!」で、裏ヤミゲドウを完全に倒した。
ヤミゲドウとの戦いを終えたことをきっかけにバディポリス・ユースの任務を辞退する。その後、暴留斗へと戻ったイカヅチと約束通りファイトを行い、ドラム一族の長になることが決まったドラムとはバディを解消することになったが、バディファイトを辞めないことを宣言し、笑顔で別れを迎えた。
『DDD』では、新たに引き当てたバディレアカードから出てきた「太陽の竜 バルドラゴン」をバディにすることになり、ともにWBCカップに出場しバディチャンピオンを目指す。日本代表選抜戦にて、ドクター・ガラへの怒りの感情からドラゴンフォースの力を解放、世界大会出場の権利を獲得。キョウヤとの世界大会決勝の再戦にて、彼が再度世界の破壊を試みていることを知り、キョウヤが変身したガエンの能力に苦しめられるも「バルソレイユ “エターナル・バルブラスター！”」でキョウヤを下し、ワールドバディチャンピオンの栄光を得る。さらに同決勝は1万年周期で行われているバルソレイユとアジ・ダハーカの戦いとしても扱われ、それに勝利しバルソレイユとアジ・ダハーカの戦いを1万年後の未来に語り継いだことが示唆されている。
『X』では、セイントホーリーソードドラゴンからワールドバディマスターズのドラゴンワールド代表に選ばれたためバディを探しにドラゴンワールドに出向き、そこで封印されたバッツの声を聞きバディとする。ワールドバディマスターズにて優勝した直後にウィズダムの襲撃を受けて彼とファイトするが、度重なる「雷槍X天バスター！」使用によってその肉体がバッツの力に蝕まれていたことが災いし、同必殺技使用後に倒れて死亡したことでファイトに強制敗北。バッツがミラクルライフを集めてくれたことで復活し、ぶんぶく師匠との修行を通してバッツとの絆を深める。さらにぶんぶく師匠から託された赤色のミラージュカードを全ての雷帝軍モンスターと共に戦える特殊フラッグ「竜牙雷帝」に覚醒させ、「雷槍X天バスター！」を「轟天雷槍X天アルティメットバスター！」に進化させた。
だが、再度のウィズダムとのファイト、カオス牙王とのファイトと二度もギアゴッドに敗北したことで己の弱さを恥じたバッツがバディを解消し、自らの意志で再び封印されてしまう。それを知ったことで自分も封印されることで再度バッツと対面、バディ復活と同時にバッツと「真のバディ」に至り、その後ドラゴンワールドに攻め込んで来たカオス牙王とのファイトに勝利、撃退する。
ウィズダムとの最終決戦では敗北寸前まで追い詰められるも持ちこたえ、バッツら雷帝軍との絆を極限まで高めたことにより「バッツの加護 “完全竜化” 竜牙王（バッツのかご “ドラゴンシフター” りゅうがおう）」へと竜化。自身の能力と「轟天雷槍X天アルティメットバスター！」でウィズダムに初勝利を収めると同時に全ワールドのモンスターカオス化計画の阻止、そしてウィズダムの改心を果たした。
『オールスターファイト』では未門流合気柔術を広めるため、一家そろってアメリカに引っ越すことに。その前に「最高のファイトがしたい」とぶんぶく師匠に話したことでGGGカップが開かれることとなった。漫画版の「オールスター編」では世界中のバディファイターとファイトするためにバッツと共に3年間の旅に出る。
コアガジェット：ベルト型
右側に太陽の形をしたコアデッキケースが取り付けられており、任意で腹部に移動可能となっている。『100』にてバディポリス結界内のファイトでイカヅチに敗北したため破壊、消滅。以降はネオデッキケースが変化したものを使用しており、機能も同一。
使用デッキ：爆ドラ / 超爆ドラ / バルドラ / 疾風！迅雷騎士団 / 爆竜牙 / 拳竜紅蓮団 / 超竜五角陣
全てドラムをバディとした《武装騎竜》中心のドラゴンワールドのデッキ。「爆ドラ」の名前の由来は「爆が作った爆発的ドラゴンデッキだから」。
第6話でのロウガとのファイトでは「鉄拳ドラゴナックル」「パイルバンカー・ドラゴン」といったカードを追加したより攻撃的なデッキ「超爆ドラ」を用いて戦った。
第9話で「迅雷騎士団 ハルバード・ドラゴン」などを加えてさらに改良され、くぐるによりチーム「バルソレイユ」の「バル」を取って「バルドラ」と命名された。第19話では兄・陽太の形見のカードである「太陽拳 サンシャイン・インパクト」を取り入れた。
第31話で「迅雷騎士団」と名のつくモンスターを中心にデッキを大幅に再構築された。
第45話で爆により牙王の長所を伸ばすためにデッキをギリギリまで強化され、爆の「爆」、ドラムの「竜」、牙王の「牙」を合わせて「爆竜牙」と名付けられた。
『100』より「紅蓮闘士 ドラムバンカー・ドラゴン」を中心に、格闘系モンスターと「五角竜王 天武」を組み込んだ「拳竜紅蓮団」を使用。
『100』第26話より角王を継承したドラムと7体の五角騎竜を組み込んだ「超竜五角陣」を使用。
ルミナイズ時の口上は、「爆ドラ」「超爆ドラ」では「（爆が作った）爆発的ドラゴンデッキ！」「爆発的ドラゴンデッキスペシャル！」、「バルドラ」では「貫け！太陽の弾丸！」、「疾風・迅雷騎士団」では「轟け稲妻！吹けよ嵐！」、「爆竜牙」を用いた際は「オレたちの未来を切り拓く最強デッキ！」、「拳竜紅蓮団」では「燃え盛れ！無限の闘志！」、「超竜五角陣」では「轟け、竜王の息吹！照らせ、太陽のごとく！」。
使用デッキ：マジックど根性　
《魔術師》を中心としたマジックワールドのデッキ。第29話と第34話にて使用。
「ドラゴウィザード マジシャン・ドラム」をバディとし、「ドラゴウィザード キヌース・アクシア」などが採用されている。
ルミナイズ時の口上は「気合と根性！火の玉だ！」。
使用デッキ：勇者爆誕　
《冒険者》を中心としたダンジョンワールドのデッキ。第32話と第33話、第36話にて使用。
「勇者 ドラム」をバディとし、ドラムが修行の末で手に入れた「伝説の勇者 タスク」などが採用されている。
ルミナイズ時の口上は「出たとこ勝負で熱くなりゃ、曇天からりと晴れ上がる！」。
使用デッキ：サンシャインガーディアンズ　
《ヒーロー》を中心としたヒーローワールドのデッキ。『100』第3話から登場。
「BP デッカー・ドラム」をバディとし、「爆逮 ランペイジソニック」などが採用されている。
ルミナイズ時の口上は「嵐とともに、緊急出動！」。
使用デッキ：爆熱太陽竜 / 太陽の弾丸
バルをバディとしたドラゴンワールドのデッキ。データに存在しない《太陽竜》と必殺モンスターを中心としたデッキ。
『DDD』第30話よりドラゴンフォースを軸とした「太陽の弾丸」を使用。
ルミナイズ時の口上は、「爆熱太陽竜」では「昇れ太陽！燃えろ太陽！」、「太陽の弾丸」では「合わさる拳！繋がる心！光り輝け、超太陽！」。
使用デッキ：轟雷魔王竜 / 太陽番長
バッツをバディとしたドラゴンワールドのデッキ。バッツ率いる《雷帝軍》を中心としたデッキ。
ルミナイズ時の口上は、「轟雷魔王竜」では「立ち上がれ！天下無双の最強竜！」、「太陽番長」では「炎で闇を焼き尽くし、光で誰かの心を照らす！」。
使用デッキ：轟天の覇王軍
バッツをバディとした、ワールドに関係なく全ての雷帝軍が使える特殊フラッグ「竜牙雷帝」のデッキ。手札7枚、ライフ11、ゲージ1からスタートする。
ルミナイズ時の口上は、「唸れ！響け！天地揺るがす竜の咆哮！」。
使用バディスキル：キャフリィ・サン
太陽のような光る円盤が足元に生成され、上空を自由に動けるようになる。他人も乗せることができるバディスキル。牙王は「座布団」と呼んでいる。
第31話でキリがソフィアのディザスターフォースによって失神したところを助けに行くが、ディザスターフォースによってドラムとともに戦国学園の上空に飛ばされる。その際に、ドラムは自力で飛ぶようになるまではバディスキルをあげられなかったことを明かすが、牙王の励ましにより覚醒して羽根を伸ばし、これによりバディスキルが覚醒した。

ドラム / 武装騎竜 ドラムバンカー・ドラゴン（ぶそうきりゅう ドラムバンカー・ドラゴン） → 超武装騎竜ドラムブレイカー・ドラゴン（ちょうぶそうきりゅう ドラムブレイカー・ドラゴン） → 紅蓮闘士 ドラムバンカー・ドラゴン（ぐれんとうし ドラムバンカー・ドラゴン） → 五角竜王 ドラム（ごかくりゅうおう ドラム） → 超武装逆天竜 ドラムバンカー・ドラゴン（ちょうぶそうぎゃくてんりゅう ドラムバンカー・ドラゴン）
声 - 大畑伸太郎
『100』までの牙王のバディ。本名は「ドラムバンカー・ドラゴン・ファング・スレイド・テレストリアルXIII世の息子」（息子までが名前）。ドラゴンワールド出身で、《武装騎竜》の《赤竜》ドラムバンカー一族族長の息子である若きドラゴン。普段はSD化しているが、本来の姿は体長2m50cm〜3m。硬い頭と性格が自慢の勝ち気で好奇心旺盛な食いしん坊で、たこ焼きとプリンが大好物。食べ物の取り合いで牙王と言い争いになることもしばしば。戦国学園編まで牙王にバディスキルを授けることを拒んでおり、その理由は「まだ（牙王のことを）正式なバディとは認めていないから」だと言っていたが、実は自力で飛べるようにならなければ授けることができないからだった。ジャックナイフ・ドラゴンに憧れている。《竜騎士》のことは「ドラゴンよりも弱いくせに指図だけは一人前」だと嫌っている。
ABCカップ終了後、自分に非力さを感じ、牙王を一時アクシアに預け、異世界へ帰還。父に押し付けられ、ダンジョンワールド、マジックワールド、ドラゴンワールドで修行し、新しい姿とバディスキルを手に入れる。
ファイトでは先祖に伝わる武器、サラマンダーエンジン重装突貫兵器「ドリル・ラム・バンカー」を使って戦う。臥炎カップ一回戦終了後、父とのファイトを通じて自身を「超武装騎竜 ドラムブレイカー・ドラゴン」に、ドリル・ラム・バンカーを「回転爆砕突撃機動衝角ドリルラム・ブレイカー」に進化させた。
『100』より格闘に特化した新しい姿「紅蓮闘士 ドラムバンカー・ドラゴン」でファイトする。また、ヒーローワールドでの修行により新たな姿を手に入れている。『100』第14話にて、天武よりドラゴンワールドの角王の後継者に指名され、第25話にて正式に五角竜王の名前を継承し、角王の証を譲り受け「五角竜王 ドラム」として進化した。第39話では天武に従っていた7体の五角騎竜から竜王を超えた竜王「超竜王」として認められ、「五角超竜王 カイザー・ドラム」の姿を得る。ヤミゲドウ消滅後は角王の証を天武に戻し、牙王と暴留斗の200戦近くのファイトの後、ドラム一族の族長を襲名することが決まったためドラゴンワールドに帰還した。
『オールスターファイト』ではぶんぶく師匠からGGGカップの招待状を受けとり、「ファイターとの連携攻撃中にゲージ1を払えば、∞の攻撃力を得た上で打撃力も2増える」逆天の力を持つ「超武装逆天竜 ドラムバンカー・ドラゴン」として再登場。妻と10人の子がいることを明かし、牙王たちを驚かせた。
ドラゴウィザード マジシャン・ドラム
マジックワールドでの修行で手に入れたドラムの新形態の一つ。分類はマジックワールドのカード。
必殺技カードに匹敵する効果「メガブラスト・バンカー!!」を持つ。
また、手持ちの武器は先端にドリルのついた杖となっている。
迅雷騎士団 ドラムバンカー・ドラゴン（じんらいきしだん ドラムバンカー・ドラゴン）
故郷ドラゴンワールドでの修行で手に入れたドラムの新形態の一つ。分類はドラゴンワールドのカード。
従来の能力に加え、他の「迅雷騎士団」の一部が持つ「移動」能力を持つ。
武器は修行前に行った時と変化はない。
勇者 ドラム（ゆうしゃ ドラム）
ダンジョンワールドでの修行で手に入れたドラムの新形態の一つ。分類はダンジョンワールドのカード。
元のカード同様ソウルガードを持ち、じゃんけんで勝利すると「貫通」能力が得られる効果を持つ。
武器はドリル形状の剣となっている。
究極未来竜 ドラム・ザ・フューチャー（きゅうきょくみらいりゅう ドラム・ザ・フューチャー）
キョウヤ戦にてフューチャーフォースの影響を受け「ドラムブレイカー・ドラゴン」のカードが変化したもの。未来のドラムの姿を現している。分類はドラゴンワールドのカード。
BP デッカー・ドラム（バディポリス デッカー・ドラム）
牙王と共にバディポリスに勤める際にドラムが変身する姿。分類はヒーローワールドのカード。
モンスターの確保に役立つ道具や武器、装備として「デッカー・ドラム7つの秘密」を持っている。
RD ジャスティス・ドラム（レスキュードラゴン ジャスティス・ドラム）
イカヅチ戦の敗北を機に牙王を守りたい一心で変身したドラムの姿。タスクにより命名された。分類はヒーローワールドのカード。

バル / 太陽の竜 バルドラゴン（たいようのりゅう バルドラゴン） → 超太陽竜 バルソレイユ（ちょうたいようりゅう バルソレイユ）→ 逆天太陽竜 バルドラゴン（ぎゃくてんたいようりゅう バルドラゴン）
声 - 村中知
『DDD』での牙王のバディ。ドラゴンワールド所属の《太陽竜》。「必殺モンスター」と呼ばれる新たな特殊能力を持ったモンスター。通称は「バル」で、口癖や語尾も「〜バル」となっている。好物はピザでガイトとの最初のファイトではこのせいで逆転負けとなったことも。
牙王が引き当てたバディレアカードから卵の状態で現れ、翌日に孵化して誕生する。自身と同じく太陽竜のカードが大量に卵の殻の中に入っていた。白紙のカードに手書きすることで「必殺モンスター」の力を作り出すことが可能。胸に刺さっている棒からは剣やハンマー、マジックペン、風見ドラゴンなどを出すこともできる。頭に着けているゴーグルを外すとオナラが三倍臭くなる。
まだ生まれたばかりであるために、ドラムに比べると性格は非常に幼く無邪気。興味本位で牙王のバディとしてキョウヤとファイトし勝利して以来、バディファイトに夢中になる。その後、WBCカップで優勝し、牙王と共にバディチャンピオンになることを夢見るように。同大会での超東驚予選決勝戦の相手である海道のバディ・デュエルイェーガーの力に驚きつつも対抗しようと、清風会に特訓を申し出る。その成果で新たなる必殺技「グレイトフル・バルラリアット」を習得し、決勝を勝ち抜いた。日本代表選抜戦ではドクター・ガラの妨害に遭いながらも着実に勝利を積み重ね、牙王との絆を深めたことで「バルソーサー・オーバーラッシュ」を編み出す。ドラゴンフォースの力を得た牙王と共にガラとそのバディ・ゾディアックを撃破し日本代表の座を勝ち取る。
その正体はアジ・ダハーカの宿敵にしてドラゴン・スタードラゴン・ダークネスドラゴンワールドの3つのワールドに所属し、《ドラゴン》・《ネオドラゴン》・《黒竜》の3つの属性も併せ持つトリプルモンスター「超太陽竜 バルソレイユ」。J・ジェネシスとのファイト前に全てのドラゴンフォースが覚醒したことで、同ファイト中にこの姿に進化、勝利する。その後に暴走し翔び立ってしまい、行方不明になるトラブルはあったものの、それは一度のみですんでいる。
キョウヤとアジ・ダハーカとの最終決戦前に完全に記憶を取り戻すが、それは同時に決戦後に1万年眠りにつかなけねばならない運命を受け入れることも示していた。「エターナル・バルブラスター！」でワールドバディチャンピオンになった後に牙王たちにそれを明かすが、祝勝会にてその時が訪れてしまう。その前に様々なファイターとファイトを行い、牙王との思い出を忘れないことを約束して涙を流して1万年の眠りについた。
『オールスターファイト』ではGGGカップ開催に伴い、牙王のかつてのバディとしてぶんぶく師匠に目覚めさせられ牙王たちと再会、ドラムやバッツとも対面を果たした。それに伴い、姿も「ファイナルフェイズ中にライフ1を払ってデッキから必殺モンスターをコールする」逆天の力を持つ「逆天太陽竜 バルドラゴン」になった他、それと相性のいい「バルブラスター・グランボルト」を編み出している。GGGカップ終了後は再び眠りについた。
デザイン原案はなかざき冬によるもので、愛嬌のあるドラゴンの顔は鳥山明のドラゴンを参考にしている。バルおよびSDバルの正式デザインは田村光久。
『バディファイト ルールブック Ver.2.0』掲載の漫画ではファイターとして爆とファイトしており、ドラゴンワールドのデッキを使用し、「メラブレード・ドラゴン」をバディにしていた。

バッツ / 魔王竜 バッツ（まおうりゅう バッツ） → 雷帝竜 バールバッツ（らいていりゅう バールバッツ） → 轟天覇王竜 バールバッツ・ドラグロイヤー（ごうてんはおうりゅう バールバッツ・ドラグロイヤー）
声 - 小山力也
『X』以降の牙王のバディ。ドラゴンワールド所属の《ドラゴン》。かつて一晩でドラゴンワールドを破壊し尽くし、その罪と凶暴さを恐れられて封印されていた伝説の魔王竜にして《雷帝軍》の頭領。本名「バールバッツ・ドラグロイヤー・ザ・ファースト」。
自らを最強と称する傲慢な暴れ者でプライドも高いが、それに恥じぬ強大な力を持ち合わせており、そのための努力も惜しまない。さらに物語が進むに連れ傲慢な面は鳴りを潜め、好戦的な面はありつつも義侠心溢れる兄貴分へと成長していく。無類の大食らいであり、特にタコ焼きとピザが好き。「雷槍X天バスター！」および「轟天雷槍X天アルティメットバスター！」発動時には巨大な槍に姿を変え、使用者である牙王にその力を直接注入させる。
長い間ドラゴンワールドの神殿に封印されていたが、牙王に封印を解かれバディを組むことになる。バディを組んだ当初は牙王を振り回してばかりいたが、ウィズダムとのファイトの末牙王が死亡したことやぶんぶく師匠とのファイトで完敗したことをきっかけに他者への思いやりに目覚め、「雷帝竜 バールバッツ」へ進化。「ゲージ1と手札1枚を使えば自分の場のカードを全て再攻撃可能にする」逆天の力にも目覚め、自身と牙王とちびパンダことセイントホーリーソード・ドラゴンによる「雷帝フォーメーション」も完成させ、ぶんぶく師匠へのリベンジにも成功する。それに伴い、牙王への呼称も「小僧」から「牙王」になっている。
実はドラゴンワールドの破壊はギアゴッドこと初代ウィズダムによって操られたことで引き起こしてしまったものであり、本人の意思ではなかった。ウィズダム、カオス牙王とのファイトを通して3回連続でギアゴッドに敗北したことで力不足を痛感、牙王とのバディを解消して自らの意志で再び封印されてしまう。しかし自分を追ってきた牙王との絆を再び取り戻すと同時に、彼と「真のバディ」に至り、「ゲージ3と手札1枚を使えば6回攻撃を得る」大逆天の力と∞の攻撃力を持つ、本来の姿にして全てを救う偉大な伝説のドラゴン「轟天覇王竜 バールバッツ・ドラグロイヤー」に進化。ドラゴンワールドに攻めて来たカオス牙王を撃退、ギアゴッドに初勝利を収めた。
ウィズダムとの最終決戦では牙王との絆を極限まで高めたことで彼を「バッツの加護 “完全竜化” 竜牙王」へと竜化させ、ファイトを勝利に導いた。
『オールスターファイト』では未門一家とちびパンダと共にアメリカに渡ることに。その前に開かれたGGGカップ中に牙王のかつてのバディであるドラムおよびバルとの対面を果たした。

ちびパンダ / ちびパンダ → セイントホーリーソード・ドラゴン
声 - 齋藤彩夏
牙王のワールドバディマスターズ出場を伝えるべく使わされたモンスター。ドラゴンワールド所属の《ドラゴン》。「ちびパンダ」は愛称としてバッツがつけたもの。「〜ですん」が口癖。
一見パンダのようだが、魔王竜バッツを封印した偉大な先祖（声 - 石川英郎）を持つ。当初はバッツの封印解放に反対するほど彼を恐れていたが、その強さに惚れ込んだことで彼のことを「兄貴」と呼び慕うように。牙王のバディになった彼共々未門家に居候するようになった。ただ慕うだけではなく、バッツがアスモダイの挑発に乗って勝手な行動をした際には彼を叱責している。バッツが「雷帝竜 バールバッツ」に進化した時に彼もまた真の姿である「セイントホーリーソード・ドラゴン」に覚醒した。以降はレフトにコールされ、「雷帝フォーメーション」の一角を担うようになったが、そのために「電導師 イナズマック」と張り合ったことも。

龍炎寺 タスク（りゅうえんじ タスク）
声 - 斉藤壮馬
中学1年生ながら少年バディポリスとして活躍する有名な天才バディファイター。5月5日生まれ（牡牛座）。13歳。身長158cm。血液型AB型。特技はスポーツ全般。4年前に発生した大災害に巻き込まれ、バディとなるジャックに出会うまでの3日間一人きりで岩山を彷徨った過去を持つ。国家公務員であるため、公務員宿舎で一人暮らしをしている。
企画段階では主人公の予定だった。当初はタスクがバディポリスとして活躍する話としてコロコロ編集部でプレゼンされたが、容姿端麗で天才型のタスクではドラマが生まれず主人公に置きづらいと考えられ、欠点もある器の大きいキャラクターとして牙王が主人公に据えられた。
普段は温厚で誠実な性格の持ち主だが、正義感が強く、彼から逃れられた犯罪バディファイターは誰一人存在しないと言われるほどの腕前を誇る。一方、その性格故に、間違った道に踏み込んでしまった者を救いたいと願う牙王とは対照的に、悪に対して一切の情け容赦はしないという苛烈な信念の持ち主でもあり、そういった自らの考えは決して誤っていないと頑なに信じようとする危うさも持つ。また、かつての大災害で経験したトラウマや自責の念から、「自分たち子供は大人や環境に守られている」ことを痛感し、早く守られる側から守る側、つまりは「大人」にならなければいけないという一種の強迫観念を抱いている。そのことが後の暴走を招いてしまう原因となっているが、ジャックとのバディの絆を取り戻して以降は、心に落ち着きを取り戻すようになり、また敵であったソフィア・サハロフが危機に陥った際も、例え相手が敵であっても危機に陥った者を助けるという決意を打ち明けている。
牙王にとっては憧れの存在であり、タスクもまた牙王に惹かれている。そのためロウガが牙王のライバルを名乗ることを快く思っていなかった。牙王がタスクに勝てるのは10回に1回程度の確率で、第2話での敗北はまぐれのようなものだという。
バディであるジャックとの絆によって作られた、世界で1人しか所有者のいない必殺技カード「ガルガンチュア・パニッシャー!!」を切り札としていたが、第2話でのファイトで自身に勝利した牙王にライバルの証として譲り渡した。その後、第13話にて命の危機に晒された際に、ジャックとの絆をより強固にしたことで生まれた新たな必殺技カード「ドラゴニック・パニッシャー」を手に入れる。カードの力を実体化する「フューチャーフォース」を意図的に使える唯一の人物であり、使用時には髪が長く伸びる。
第21話において許可なくフューチャーフォースを解放したため、内部調査官にコアデッキケースと相棒ジャックナイフ・ドラゴンの使用を封印される。それでも荒神ロウガの正体とディザスターフォースについて捜査を続けていたが、戦国学園の一件におけるフューチャーフォースの無断解放を内部調査官に追及され、バディポリスとしての資格を剥奪された。その後、コマンダーIたちは野針たちがタスクを追い落とそうとしているのに気付いていたために、あえて抵抗しない素振りを見せて反抗の機を伺っていたが、自身を守るために何も知らされていなかったタスクは、彼らが諦めてしまったと思い込み、一方的に失望。葱ノ山からキャプテン・アンサーのヒーローデッキを借り、牙王とともにディザスターのアジトへと突入して祠堂とダビデとの2対1のファイトに勝利するが、キョウヤに敗れた後にどこかへ連れ去られ行方不明となる。
臥炎カップ準決勝においてディザスターの新メンバー「煉獄騎士」の正体であることが判明。敗北したキョウヤの言葉に踊らされ、今まで以上の力を求めた結果、キョウヤの言葉に乗って自らの意志でダークコアデッキを受け取ってディザスターの一員となってしまい、「ダークネスドラゴンワールドの侵攻を防ぐ」と聞かされた計画に力を貸していることを明かした。また、家族同然になっていたジャックの存在自体が自らの「弱点」であると考えるようになり、これも一方的にバディを解消して、新たにダークネスドラゴンワールドのディミオスソード・ドラゴンをバディにする。野針のバディポリスの乗っ取りに当のキョウヤが加担し、自身をディザスターに引き込むための罠であった事実や、本当の目的が世界の滅亡にあることなどは一切知らなかった模様。
しかし、牙王との決勝戦の最中で、ダークネスドラゴンワールドのモンスターが襲撃しこれを撃退しようとするも、タスクが使っていたダークコアデッキにはあらかじめ仕掛けが施されており、ダークネスドラゴンワールドのモンスターには一切攻撃できなくされていたため、牙王との試合中に出現した際は、逆に返り討ちになってしまう。さらには牙王のデッキに入っていたジャックから、内心自らの行いが間違っている事実に気付いていることや、その自らの間違いを認められずにいることを指摘され、躍起になって倒そうとするも、焦りから致命的なプレイミスをしてしまう。そこへ、タスクの敗北を認めないキョウヤの命令を受けたソフィアの横槍によって排除されようとしていたジャックを庇い、フューチャーフォースを強制解放してダークコアの力を自ら捨て去るが、牙王によって進化したジャックナイフ サンダーストームの攻撃を受け、倒された。
牙王に敗北した後に事情聴取を受けるも、それでも自身の過ちを認められずにいたが、牙王の手に届けられたジャックと再会し、過ちを認める勇気を彼から諭されてことで、ようやく自らの過ちを認められるようになり、泣きながらジャックとのバディとしての絆を取り戻す。そして、牙王がキョウヤにバディファイトを挑んだ際には、ディザスターの最終作戦を阻止するべく、キリと共にディザスターの本拠地である富士へと向かい、滝原に託されたアルティメットカードバーンをフューチャーフォースで具現化させ、ダークネスドラゴンワールドのゲート発生装置を破壊した。
『100』では自分自身を鍛え直すためにドラゴンワールドで修行に励み、ジャックと共に試練を乗り越えたことでデッキはスタードラゴンワールドのものへと進化し、新たな必殺技「レディアント・パニッシャー!!」を身につけた。帰還後はバディポリス・ユースの隊長に指名された。
しかし、絢爛朱雀のバディファイトクラブへと潜入した際、不完全な形で進化を遂げたジャックが命の危機に瀕してしまい、彼をスタードラゴンワールドへ向かわせるために、同じくスタードラゴンワールドのバディモンスター「ヴァリアブルコード」であった朱雀から八百長で負けることを持ちかけられ、苦悩。ジャックに叱咤されてファイトに勝利する道を選ぶが、約束を反故にした朱雀にジャックを連れて行かれてしまう。さらには、イカヅチに敗れて天武を失ってしまった結果、そのショックから立ち直れずにいた牙王が、恐怖からドラゴンワールドのデッキで戦えなくなってしまうなど、様々な問題を抱えてしまうことになった。
その後、バディファイトそのものを辞めようとした牙王の前に現れ、初心に返らせる形でバディファイトを行い、彼を立ち直らせることに成功する。そして、未来から来たと思われるジャックのメッセージを受け取り、パル子やソフィアの協力を借りる形で未来へと向かい、そこで傷ついていたジャックと再会。百鬼たちに連れ去られたソフィアを助けるべく、荒んだグラトスとバディファイトを行い、「ガルガンチュア・パニッシャー!!」の力を取り込んで新たにジャックナイフ・アステールへと進化を遂げたジャックの力で勝利し、朱雀も連れて元の時代へと帰還した。
オオヤミゲドウに進化したヤミゲドウを封印すべく相棒学園に乗り込んだ際は、裏・六角嵐王 カタストロフ・コードを所有するヤミゲドウに操られたソフィアと対戦。自身を失うことを恐れたジャックを励ましつつファイトに勝利することに成功するも、同行した朱雀の裏切りを受けることになった。仲間たちと合流後、オオヤミゲドウがさらに進化したヒャクガンヤミゲドウによって自身を除く全員が石に変えられてしまうも、臥炎キョウヤのダークコアによって牙王を石化から解放。ヴァリアブルコードの力を借りて牙王と共に未来へ向かったヤミゲドウの後を追い、そこで再会した自身とソフィアに似た兄妹たちと共に、ヤミゲドウと戦う牙王を見届けた。
『DDD』ではバディポリスは休職中で学業に専念するという名目で相棒学園中等部に転入したが、ジャックとともに新種族である太陽竜バルを護る秘密任務を帯びており、バディポリスは休職していない。転入後は学園でファンクラブが結成され、休み時間を利用した「バディファイト講座」には長蛇の列ができる。WBCカップ超東驚大会ベスト4入賞者として日本代表選抜大会に出場し、いち早く100勝を達成することでWBCカップ日本代表として世界大会出場を決める。世界大会1回戦ではロン・リモートの罠を乗り越え、改めて共にジャックと戦える喜びの感情からドラゴンフォースの解放に成功する。
『X』では多忙のためワールドバディマスターズ出場を辞退し、代わりに指名した大宇宙カナタの活躍を見守っている。
『オールスターファイト』ではGGGカップに出場、決勝戦にて牙王の最後のファイトの相手を務めた。
コアガジェット：スターパルサー → ネオ・スターパルサー
円形の浮遊機械で、起動すると各部が展開し中央にセットされたコアデッキケースを中心に十字の光が迸る。
通常のコアデッキケースとは違う特殊なものであるらしく、ディザスターフォースによるロウガの攻撃を防いでみせた。
『100』でのイカヅチとのファイトで敗北、バディポリス結界の特性により破壊、消滅したため、それ以降はネオデッキケースが変化したものを使用。
使用デッキ：ドラゴニック・フォース / ドラゴニック・クロニクル　
《武装騎竜》中心のドラゴンワールドのデッキだがジャックナイフ・ドラゴンの「グロウアップ」戦術が軸。ルミナイズ時の口上は「ドラゴニック・フォース」では「集え、竜の軍団！」、「ドラゴニック・クロニクル」では「集え、未来を切り開く竜の軍団！」。
使用デッキ：レディアントエヴォリューション / クロスドラグナー / シャイニングドラグナー
《ネオドラゴン》や《竜装機（ドラグアームズ）》を中心としたスタードラゴンワールドのデッキ。ルミナイズ時の口上は、「レディアントエヴォリューション」では「集え、未来の精鋭よ！」、「クロスドラグナー」では「きらめけ！星を纏いし未来の竜！」、「シャイニングドラグナー」では「輝け！天に昇りし星の竜！」。
これらとは別に、『X』にて幽体状態の牙王に憑依された際には彼の「轟雷魔王竜」を使用、祠堂とのファイトに臨んでいる。

煉獄騎士（れんごくきし）
全身を重々しい鎧で覆ったバディファイターで、ディザスターの一員になってしまったタスクの姿。臥炎カップではチーム「煉獄」所属。
『100』では武装騎神デュナミスがタスクの試練のために実体化しており、鎧の中身は空っぽになっている。
『オールスターファイト』でのキョウヤとのファイトでは彼の要望により久方振りにこの姿を披露した。
コアガジェット：鎧型
使用デッキ：断罪 煉獄騎士団 / 新生・煉獄騎士団
いずれも「煉獄騎士団」を名に持つ《武装騎竜》を中心としたダークネスドラゴンワールドのデッキ。ダークルミナイズ時の口上は「血盟は今果たされる。集え、絶望の騎士たちよ、ルミナイズ時の口上は、「いま一度集え、解き放たれし煉獄の騎士達」。
使用バディスキル：スカイサークル
両足首の脇に光の輪が現れ、空を自由に飛び回ることができる。
ジャック / ジャックナイフ・ドラゴン → 超星護 ジャックナイフ（スターガーディアン ジャックナイフ） → 超星竜 ジャックナイフ（スタードラグナー ジャックナイフ） → 逆天星竜 ジャックナイフ（シャイニングドラグナー ジャックナイフ）
声 - 安元洋貴
タスクのバディ。ドラゴンワールドの所属の《武装騎竜》にして《緑竜》だったが「超星護 ジャックナイフ」に進化してからはスタードラゴンワールド所属の《ネオドラゴン》に。本名は「ジャックナイフ・ドラゴン・フィンダード100世」。タスクとは家族のような絆で結ばれ、どんな困難も乗り越えられる。プライドが高く人間社会のルールにはめられるのを嫌い、SD化をタスクに命じられても断ってしまうが、世間からはタスクのバディとしての認知度が高いため、あまりSD化を強制されることはない。タスクの部屋では常にカードの状態でいて、食事の時はドラゴンワールドに帰っている。全長は3m以上。
力を求めるあまり自らとのバディを解消してしまったタスクの身を案じ、自ら望んで牙王に協力を求める。そして煉獄騎士となっていたタスクとの対戦にて、牙王の切札として参戦。タスクが本当は自らの選択を誤っている事実に気付いていることや、その過ちを認められないことを指摘した上で牙王と共にタスクを倒し、奪還することに成功する。その後、牙王の手で自身のカードがタスクのもとに返されたジャックは、彼との絆を取り戻したい想いから自らの意思で嫌がっていたSDの姿となり、過ちを認める勇気を諭して彼とのバディとしての絆を取り戻した。
タスクの「グロウアップ」の指令によりファーストモード「ジャックナイフ"サンダーストーム"」をはじめとする様々な形態に進化し、それぞれ異なる能力を発揮することができる。
『100』ではタスクと共に試練を乗り越えたことで、未来のドラゴンワールドとされるスタードラゴンワールドのモンスターとして進化した。デュナミスから時を超える力を受け継ぎ、それに目をつけた六角嵐王ヴァリアブルコードによって遥か未来のスタードラゴンワールドに連れ去られるが、飛ばされたのは角王が揃わなかったことでヤミゲドウに滅ぼされてしまった世界で、スタードラゴンワールドも存在しないために窮地に陥ってしまう。しかし、タコ助の母艦で未来に飛んだタスクと再会した後、タスクがドラゴンワールドへ修行に行く前に牙王から手渡された「ガルガンチュア・パニッシャー!!」のカードの力を得て「超光星護 ジャックナイフ“アステール”」へと進化した。
その後はタスクと共に現代へ戻るが、自らを散々な目に合わせたヴァリアブル・コードのことは、タスクやドーン伯爵以上に強く疑っていた。そして、相棒学園で彼が臥炎キョウヤと結託し裏切ろうとしているのが明確になった際は、激怒している。
『DDD』では世話好きな面を見せ、バルに「バディファイト必勝法」としてファイトやバディとしての心構えも教えた。また、バルから手書きのカードを贈られたことで、新たな「必殺モンスター」の力も手に入れている。
『X』では「自身のソウル1枚をドロップゾーンに置けば相手ターン中に相手が使ったカードを無効化する」逆天の力を持つ「逆天星竜 ジャックナイフ」となっている。
『オールスターファイト』の決勝戦での牙王とのファイトでは久々に「ジャックナイフ・ドラゴン」の姿になったことも。

煉獄騎士団団長 ディミオスソード・ドラゴン
声 - 河本邦弘
タスクが煉獄騎士だった時のバディ。ダークネスドラゴンワールド所属の《武装騎竜》の《白竜》。元はドラゴンワールドにいたが、いつからダークネスドラゴンワールドにいるようになったかは不明。

煉獄騎士団の解放者 オルコスソード・ドラゴン
声 - 寺島惇太
GGGカップのキョウヤ戦にて一時的に煉獄騎士になったタスクがバディとして選んだ、ドラゴンワールドとダークネスドラゴンワールドに所属する「デュアルモンスター」にして新生煉獄騎士団団長の《武装騎竜》の《白竜》。決勝戦における牙王との最後のファイトでもタスクのデッキに入っていた。

黒渦 ガイト（くろうず ガイト）
声 - 蒼井翔太
『DDD』から登場。相棒学園初等部6年生。7月9日生まれ（蟹座）。12歳。身長135cm。「運命」が口癖。自分が「最強」であることに強い拘りとプライドを持っている。カード狩りを行う上級生をファイトで負かし、持ち主に返すなど独自のやり方で自らの正義を貫いている。幼少期に飼っていた文鳥が野良ネコに食い殺される所を見たことで「運命」や「最強」への拘りが生まれネコが苦手になる。説教するヤツを嫌う。廃工場をねぐらにしている。
WBCカップ超東驚大会ではベスト4入賞者として日本代表選抜大会に出場し、100勝を達成することでWBCカップ日本代表として世界大会出場を決める。しかし、この頃より対戦相手を軽んじる傲慢な考えに陥っていき、ドラゴンフォースを一時的に受けたことで、すでに勝利を決めた相手にトドメを指させようとまでするなど、より悪化の兆しを見せる。これらに関し、自身の心の弱さを封じている事実を見抜いていた五剣早百合からは「心開かぬ者にドラゴンフォースは決して力を貸さない」と評されている。その後、牙王とタスクがそれぞれドラゴンフォースの力を得ていくことに怒りと焦りを感じている。世界大会1回戦においてJ・ジェネシスとのファイト前にアビゲールから「ドラゴンフォースのことで焦らず、いつものお前でいい」と励まされるが、彼のハード・インパクト・タクティクスによってアビゲールのバディコールや必殺コールもできないまま1ターンで敗北。ショックからアビゲールを追い出すもキョウヤの命を受けたデビル・デストロイ・ビッグマシーンとのファイトの中で自分の弱さを受け入れ、アビゲールを失うことの悲しみの感情からドラゴンフォースの解放に成功する。
『X』ではワールドバディマスターズのダークネスドラゴンワールド代表に選ばれる。新たな必殺技「死の宣告 〜鎮魂歌〜（デスカウント レクイエム）」はアビゲールの膨大な力が流れ込む危険な代物だったので中々使いこなせなかったが、同大会の海道とのファイトで完全に会得した。ウィズダム襲来後は牙王の仲間として共に行動、コミカルな面も増加している。また、バディのアビゲールが人造モンスター故、ウィズダムがモンスターを利用した生体電池を使っていると知った時には激しい怒りを顕にしていた。
『オールスターファイト』ではGGGカップに出場したが、タスクに敗れる。
コアガジェット：ミニ翼竜型
使用デッキ：ウツロナル黒竜 / カクセイノ黒竜 / ゼツメイノ黒竜
《黒竜》を中心としたダークネスドラゴンワールドのデッキ。「ウツロナル黒竜」、「カクセイノ黒竜」は必殺モンスターも用いた相手のカードをドロップゾーンに送る戦術、「ゼツメイノ黒竜」は「死の宣告 〜鎮魂歌〜（デスカウント レクイエム）」による特殊勝利戦術が軸。ルミナイズ時の口上は「ウツロナル黒竜」が「ここからは、闇の時間だ…」、「カクセイノ黒竜」が「死を司る漆黒の竜…今こそ、目覚めの時だ！」、「ゼツメイノ黒竜」が「キサマの運命は、オレが決める……！」。

アビゲール / 黒き死竜 アビゲール（くろきしりゅう アビゲール）→ 覚醒の黒死竜 アビゲール（かくせいのこくしりゅう アビゲール） → 撃滅の黒死竜 アビゲール（げきめつのこくしりゅう アビゲール）→ 逆天の黒死竜 アビゲール（ぎゃくてんのこくしりゅう アビゲール）
声 - 黒田崇矢
ガイトのバディ。ダークネスドラゴンワールド所属の《黒竜》。かつて「最強の黒竜」になるためアジ・ダハーカに挑んだが右目を失うほどの重傷を負わされ、弱いという理由で追放される。その後、弱っていたところでダークネスドラゴンワールドに迷い込んだガイトに助けられた。
自らを追放したアジ・ダハーカへの逆襲・打倒を求めてガイトと共に戦っているが、過去の経緯からも自らの力に溺れるような様子は見せず、むしろ思慮深くいかなる相手であっても油断しない強い意志で挑んでいる。そのため、時に我を見失いがちなガイトにとっては良き支えと呼べる存在。
実はアジ・ダハーカの細胞から生まれた人造モンスターであり、アジ・ダハーカに対する執着もキョウヤが意図的に植え付けたものであると判明。それをJ・ジェネシスから告げられたことでガイトにこれ以上迷惑をかけたくない思いからバディ解消を決意、デビル・デストロイ・ビッグマシーンとのファイトにて遂にガイトにそれを打ち明けたが、同ファイト後に彼から「誰であろうとお前は俺のバディだ」と告げられたことで改めて彼のバディとなった。
『X』ではぶんぶく師匠のアドバイスで、常に進化し続けガイトの力となることが自分の役目であることに気付き、進化を果たすために修行に出る。これまで誰の力も借りず進化し続けてきたが、ガイトが共に修行することを望んだことに喜び、「ゲージ1を使えば次のターンにアタックフェイズができない代わりにこの後の相手のターンを強制終了させる」逆天の力を持つ「逆天の黒死竜 アビゲール」に進化する。

大宇宙 カナタ（おおぞら カナタ）
声 - 三瓶由布子
『X』から登場。ワールドバディマスターズのスタードラゴンワールド代表としてタスクにスカウトされた、相棒学園初等部6年7組。天才サッカー少年であり、「ノーダメージファイター」の異名を持つバディファイターでもある。性格や行動に少し天然な部分がある。
ウィズダム襲来後は牙王の仲間として行動を共にするように。実はショップチャンピオンだった剣技のケイセツを完膚なきまでに倒してしまったことがあり、そのことで彼から恨まれていた。本人もそのせいでケイセツがカオス・スリーになったことを悔やんでおり、彼が正しい道に戻ることを望んでいる。そのため彼がウィズダムの呪縛から解き放たれた際には誰よりも喜んでいた。
『オールスターファイト』ではGGGカップに出場するが、牙王に敗れた。
コアガジェット：サッカーボール型
ルミナイズすることによりカナタの衣服をサッカー選手のようなものに変える他、クリスタル・スパイクの効果発動時には相手に向かって蹴り飛ばされる。
使用デッキ：ドラゴンズ・フィールダー / ドラゴンズ・センチネル
《プリズムドラゴン》を中心としたスタードラゴンワールドのデッキ。防御をさらに高めるために対抗（カウンター）魔法も多数組み込まれている。ルミナイズ時の口上は「ドラゴンズ・フィールダー」が「決めるよ、大宇宙（おおぞら）からのロングシュート」、「ドラゴンズ・センチネル」が「宇宙（そら）の彼方へキックオフ！今、僕らの輝きは銀河を超える！」。

アトラ / 結晶竜 アトラ（けっしょうりゅう アトラ） → 天晶竜 アルドアトラ（てんしょうりゅう アルドアトラ）
声 - 水島大宙
カナタのバディ。スタードラゴンワールド所属の《プリズムドラゴン》。カナタの才能を誰よりも認め、彼を案じている。
剣技のケイセツとのファイトで完敗したあと、カナタとの出会いに思いを馳せたことで、「相手ターン中、ゲージ1と手札1枚を使えばそのターン中は破壊されず、相手はカード1枚でこのモンスターを攻撃しなければならず、その度にダメージ1が発生する」逆天の力を持つ「天晶竜 アルドアトラ」に進化した。
『オールスターファイト』では、ガイトとのファイトで「貴光天晶竜 アトラ・アレキサンド（きこうてんしょうりゅう アトラ・アレキサンド）」がカードのみ登場している。

### 牙王の仲間たち
虎堂 ノボル（こどう ノボル）
声 - 橘田いずみ
相棒学園初等部6年生で牙王のクラスメイト。ABCカップではチーム「ライジングタイガー」所属、臥炎カップではチーム「デスティニー」所属。7月20日生まれ（蟹座）。12歳。身長150cm。血液型B型。特技は何でもある程度にこなすこと。好物はエアインチョコ。相棒学園での牙王の転入当初の初めての友達であり、牙王にバディファイトを教えた。初等部学年2位の実力を持つファイターで竜騎士に憧れている。当初は「世の中は運ゲー」と公言して憚らない斜に構えた性格で、実力を上げつつある牙王の成果を運によるものと断言し、頑なに認めようとしなかった。虎の顔を模したマークがある黄色いシャツを着ているが、一部のキャラクターには「猫シャツ」と呼ばれており、そのたびに「虎だ」と訂正する。羽田タマ子のファン。
ABCカップを前に焦りを隠せずにいたところをエル・キホーテに見初められ、彼とバディを組む。
同級生のカクモ、ライタを引き連れてABCカップ予選を突破するものの、牙王の台頭やエル・キホーテの己を見透かす言葉による動揺から焦燥し、バディファイトを引退しようとするまでに至る。しかし、エル・キホーテの「たとえ夢が叶わなくとも自分のしたいことをする」という教諭により考えを改める。直後の青鬼とのファイトの中でかつての自分が抱いていた竜騎士への純粋な憧れを取り戻し、バディファイトを続けることを決めた。
昨年のABCカップにて、ずっと欲しかった「竜騎士ヴラド・ドラキュラ」を譲るかわりにと祠堂に八百長を強制され、断れなかった過去を持つ。それが心に引っかかり、デッキに入れたいと思い続けていたにもかかわらず「常識的に考えてこんな使いづらいカードなんて入れない」と言い張りヴラド・ドラキュラをデッキに加えようとしなかった。今年の対戦ではカードを貰わずとも祠堂の八百長に加担する気でいたが、エル・キホーテの助言によって考えを改め、ヴラド・ドラキュラを加えたデッキで祠堂と正面から戦うことで自分の中の常識を打ち破ろうと試み勝利する。
その後、ABCカップ本選で牙王との対戦に挑むが敗北。牙王との戦いやさまざまな経験を経て仲間や友人の大切さを理解し、素直な性格を表すようになった。牙王とのファイト後はアメリカへ海外留学し、しばらくは登場しなかったが臥炎カップ参加のために帰国。牙王の力になるために、ディザスターの戦法を探ることを目的にチーム「デスティニー」を結成し、リーダーを務めた。準決勝では煉獄騎士と対戦し、正体がタスクであることを暴いた。大会後はアメリカに戻っていった。
『100』では牙王が負けたことを聞き、その支えとなるべく急遽帰国。しかし突如現れたイカヅチとのファイトに敗れた後、独自行動を続ける百鬼のグラトスに連れ去られる。後にグラトスに操られて「タイガー」を名乗るようになり、裏外道衆となる強豪ファイターを次々と狩り、ダンジョンワールドを使う裏外道衆の一人として「裏・三角水王 ダークミセリア」と組む。操られていてもダビデのイカサマを咎めるなど、真面目な部分は残っていた。最終決戦後は心身とも元に戻る。
『DDD』では相棒学園に戻り、引き続きダンジョンワールドのデッキを使用している。服装が変わり、カプリコを食しているシーンが多い。WBCカップ超東驚大会ではガイトに敗れ、ベスト8を逃す。その後、両親が住むアメリカに戻り地区予選から勝ち上がり、アメリカ代表の座を勝ち取り世界大会に参加する。『DDD』30話では牙王たちにつきあう形でアスモダイのエクササイズを受けるが、間違えて女性用エクササイズDVDを使ったために一時的に女性化する。世界大会準決勝まで駒を進めるがキョウヤにあと一歩及ばずベスト4で敗退。
『X』ではワールドバディマスターズのダンジョンワールド代表に選ばれたが、サカテ戦にて心身共に大きなダメージを受けてしまいドクターストップをかけられ、その後はファイトしていない。
『オールスターファイト』ではGGGカップに出場、牙王が隠し事をしていることを悟って彼を叱咤している。また、大会中にバルを誘拐しようとしたサカテを撃退し、ワールドバディマスターズでの借りを返している。
コアガジェット：槍型
エル・キホーテが用いるランスに近い形をした青い槍型のコアガジェット。
ノボルがアイテムカードを装備すると手放され、彼の脇に浮遊して付き従う形になる。
使用デッキ：ナイツ騎士団 / ウィングナイツ
ドラゴンワールドのデッキ。牙王やタスクのものとは異なり《竜騎士》を中心としている。
完璧なバランスデッキであるため、爆いわく「押し切ることも守りきることもできないデッキ」であるが、自身の並外れた実力によってその欠点を補っている。
臥炎カップで戻ってきた時にデッキ名が変わっており、前者は単に同じ言葉を繰り返しているだけと気付いたために改名したのではないかとカクモとライタに言われている。
ルミナイズ時の口上は、「ナイツ騎士団」は「力、夢、俺に滾れ！剣を抜け、走り抜けろ、疾風ルミナイズ！」、「ウィングナイツ」は「俺の背には翼がある、蒼穹駆けろ！」。
使用デッキ：ティーガーナイツ / グロリアス・ナイツ / 角王騎士団
《冒険者》を中心としたダンジョンワールドのデッキ。エル・キホーテ、ヴラド・ドラキュラなどドラゴンワールドのモンスターがダンジョンワールド所属となる。グラトスは「ヤミゲドウ復活の影響で一部のモンスターがワールドの壁を越えたため」と語っている。グラトスに操られていた時はダンジョンワールドの百鬼が組み込まれていた。「グロリアス・ナイツ」は「ティーガーナイツ」の新調版、「角王騎士団」は「グロリアス・ナイツ」に「角王」モンスターを組み込んだもの。
ルミナイズ時の口上は「ティーガーナイツ」が「大地を貫き、空を穿て！」、「グロリアス・ナイツ」が「荒れ狂う嵐を乗り越えて、よみがえれ！栄光の騎士（ナイト）！」、「角王騎士団」が「天地を統べる角王達よ、俺に力を貸してくれ！」。
使用バディスキル：光の鎧（正式名称不明）
胴体前面に光の鎧が現れ、使用者を守る。

エル・キホーテ / 竜騎士 エル・キホーテ（りゅうきし エル・キホーテ） → 栄光の騎士 エル・キホーテ（えいこうのきし エル・キホーテ） → 逆天の騎士 エル・キホーテ（ぎゃくてんのきし エル・キホーテ） → 角王の忠騎士 エル・キホーテ（かくおうのちゅうきし エル・キホーテ）
声 - 陶山章央
ノボルのバディ。『100』24話まではドラゴンワールド所属の《竜騎士》、『100』27話よりダンジョンワールド所属の《冒険者》。パートナーのロシナンテを駆る歴戦の老騎士。普段はサングラスをかけた尖り耳の老人、ロシナンテは犬に姿を変えているが、ファイトの際には真の姿に変身して勇敢に戦う。一人称は「我が輩」でファイトで相手に攻撃する際は「栄光の突撃じゃ〜！」と叫ぶのが常。
ノボルの資質を見抜いており、一人の騎士として認めている。彼を時に厳しく時に優しく導き、孫のように可愛がっている様子。ノボルのことは「タイガーボーイ」と呼ぶ。ノボルを馬鹿にする発言をした祠堂を「下衆」呼ばわりし、激怒したこともある。
『ドン・キホーテ』の物語は自分がモデルであるとノボルに語っており、その筋書きの一部（風車を巨人と勘違いして戦いを挑んだエピソード）もさも自分が経験したかのように話している。また、ノボルもそのエピソードをエル・キホーテに語られる前から知っていた。
アメリカから帰ってきた時はかなりハイカラな服装になっていた。また、本場のアメリカンビーフは歯ごたえがあったらしく、ファイト中にそのことを口にすることもあった。ディザスターによる危機に際してドラゴンワールド代表として会合に出席した。
ノボルがグラトスに操られてからは「栄光の騎士 エル・キホーテ」に姿を変えており、洗脳中はずっと無口だったが解放後の『DDD』では元の性格に戻っている。また、同シリーズにて必殺モンスター「エル・キホーテ“ゴールデン・エイジ！”」のコール時には若い頃の姿に変身していた。
『X』では「逆天の騎士 エル・キホーテ」の姿になるが、その逆天の力が使われることはなかった。

大盛 爆（おおもり ばく）
声 - 森嶋秀太
相棒学園初等部6年生で牙王のクラスメイト。チーム「バルソレイユ」所属。3月29日生まれ。身長168cm。血液型A型。ファイトよりもデッキ構築を得意とするデッキビルダーで、牙王のデッキも彼が組んだもの。職人気質で喧嘩っ早く、牙王との言い争いをくぐるに窘められることもしばしば。
食べることと精密機械の分解が大好きで日課は早弁。空腹になると動けなくなってしまう。青い作業着の中にオレンジのTシャツを着ている。工具箱の形をしたカードケースに大量のカードを入れて持ち歩いていて、いつでもどこでもデッキを組める体制にしている。
従兄弟で師と仰いでいた烈がディザスターの一員である事実を知ってからは、そのショックから立ち直れなかった結果、彼への対抗心を意識するあまり、牙王の意見を聞き入れなくなり、ジャックをデッキに入れたいという要求も受け付けなかったが、自分たちを立ち直らせるために奮闘するテツヤたちの姿に感化され、ジャックを入れたデッキを完成させ、幼少期より抱いていたファイターの望みを叶えたデッキを作れるビルダーになるという信念を、最後まで貫き通した。
『100』では、牙王にタスクから手渡された白紙のカードを託され、彼の新必殺技である「ギガンティック・クラッシャー!!」を完成させた。
使用デッキ：爆狼新撰組
ドラゴンワールドのデッキ。ゲーム『フューチャーカード バディファイト 友情の爆熱ファイト！』で使用。バディは「竜騎士 ソウシ」。ルミナイズ時の口上は「デッキビルダーのど根性、見せてやる！」。
『100』8話で百鬼に操られた際にはレジェンドワールドのデッキを使用した。『バディファイト ルールブック』掲載の漫画ではドラゴンワールドのデッキを使用し、「ギガントソード・ドラゴン」をバディにしていた。『バディファイト ルールブック Ver.2.0』掲載の漫画でもドラゴンワールドのデッキを使用し、「ジャマダハル・ドラゴン」をバディにしていた。

宇木 くぐる（うき くぐる）
声 - 佐々木未来
相棒学園初等部6年生で牙王のクラスメイト。チーム「バルソレイユ」所属のライブラリー。両側頭部で髪を結わえ束ね、その根元にサークライト型蛍光灯を付けた眼鏡をかけた女の子。特技はプログラミング。爆とは幼なじみであり、行動を共にすることが多い。記憶力が抜群で、「歩くカード辞典」の異名を持つ。バディファイトのカードに関しての知識が豊富で、持っているタブレットでデータを分析し、爆のデッキ構築の手助けや、初心者であるキリや花子にファイトの解説などもしている。
心優しく穏やかな性格だが、己の考えを有無を言わさず押し通す強情な面もある。父親がカード会社を経営しており家は富豪で、牙王や爆たちの感性とはいささかズレが生じることもある。可愛いものに目がなく、ネコが好き。
声を担当した佐々木未来は監督に「くぐると爆の関係は夫婦みたいな感じ」と言われており、世話焼きでしっかりした女の子というイメージで演じていると語っている。
使用デッキ：蒼穹の集い
ドラゴンワールドのデッキ。ゲーム『友情の爆熱ファイト！』で使用。バディは「蒼穹騎士団 スレインジ・ドラゴン」。ルミナイズ時の口上は「データを使えば私だって！」。
『100』8話で百鬼に操られた際にはレジェンドワールドのデッキを使用した。

黒岳 テツヤ（くろだけ テツヤ）
声 - 山本和臣
相棒学園初等部6年生。ABCカップではチーム「テツ&ダイ」所属、臥炎カップではチーム「バルソレイユ」所属。12歳。牙王たちとはクラスが違うが、「バディファイト専門コース」を一緒に受けている。普段から語尾に「yo」とつけたラップ調で喋る陽気な少年で、周りを巻き込んで一緒に踊らせる不思議な力を持っている。アスモダイからもらった力により頭の横にはバナナが生えており、もぎ取って食べてもまた生えてくる。本編には登場しないが、父親は真面目で堅物なIT関係会社の部長、母親は肝っ玉母さんで、妹がいる。
当初バディファイトの実力は低く、「学年ランキング圏外」、ノボルからは「アスモダイの気まぐれでバディファイターになった」と蔑まれるほどだった。しかしアスモダイの助言や、牙王からの頼まれ事がきっかけで関わるようになった爆によるデッキの再構築によって成長し、ABCカップ予選を突破するほどの実力を得るに至った。ABCカップ終了からキリがロウガにさらわれるまでの間にアスモダイからバディスキルを与えられている。
朽縄てる美とバディファイトで心を通わせるが、敗北した彼女に対しディザスターが下した処置に強い憤りを感じている。臥炎カップでチーム「バルソレイユ」が崩壊に危機に陥った際には奮起するなど心の強さを見せた。
『100』ではバディポリス見習いとして働く牙王が疲れにより倒れたため、代わりにファイトをしたことがきっかけでバディポリス・ユースに入隊する。アスモダイが自分が角王であることを隠し、あえて友に別れを告げて単身敵地に乗り込もうとしていた際も、アスモダイを信じる気持ちは揺らがなかった。ヤミゲドウとの戦いの後はバディポリス・ユースの任務から離れる。
『DDD』ではWBCカップを見送り出場した世界ダンスコンテストで優勝。ダンスが好評となり、エクササイズDVDが10万枚の大ヒットとなる。また、世界ダンスコンテストの会場であるロサンゼルスに開店したアスモダイジムでマネージャーを務めており、WBCカップ本戦出場のために訪れた牙王たちと再会する。
『X』ではワールドバディマスターズのマジックワールド代表に選ばれている。
コアガジェット：ワイヤレスヘッドフォン型
使用デッキ：ダンシングデビルズ / ダンシングデビルズ改！ / デビルズ♪ミレニアム / ツイン・デビルズ / デビルズ・スクール
《ソロモン72柱》と魔法を中心としたマジックワールドのデッキ。強力な魔法カードが多数投入されているが、テツヤの力量不足で使いこなせないこともあった。
第7話で爆により改良され、4枚投入されたアスモダイを「デビルアドバンテージ」で使い回す除去特化のデッキとなった。『100』第30話からは「二角魔王 アスモダイ」と「堕天魔王 ルシファー」を組み込んだ「ツイン・デビルズ」を使用。『DDD』第5話では「デビルズ・スクール」を使用。
ルミナイズ時の口上は「ダンシングデビルズ」と「ダンシングデビルズ改！」が「悪魔と踊るぜ、子供たち！」、「デビルズ♪ミレニアム」が「千年遊べる千年王国♪」、「ツイン・デビルズ」が「今日も明日も悪魔とダンシング！」、「デビルズ・スクール」が「魔王と一緒にレッツstudy♪」。
使用バディスキル：巨大なバナナ型の光（正式名称不明）
バナナ型のサーフボードが現れ、これに乗ると空中を移動できる。

アスモダイ / 魔王 アスモダイ（まおう アスモダイ）
声 - 太田哲治
テツヤのバディ。マジックワールド所属で、《ソロモン72柱》の一員。4000歳、身長2m50cm、特技は変形、変身、分身。趣味はテツヤをからかうこと。モンスターでありながら地球世界の芸能人としても活躍しており、子供向けのレギュラー番組を持つほどの人気者。テツヤの兄貴分的存在としてその成長を見守っているが、わざとミスを見逃して失敗から学ばせるなどその教育方針は悪魔らしい個性的なもの。将来テツヤを魔界の王にしようと思っている。
エンターテイナーらしく周囲を楽しませることを軸に置いている節があり、牙王がテツヤに「チューナーになってくれ」と頼んできた際にも「ガルガンチュア・パニッシャー!!」を加えたデッキでテツヤとファイトすること・もし負けた場合は二度と「ガルガンチュア・パニッシャー!!」を使わないことを条件に提示してきたが、その理由もただ「その方が盛り上がるから」というだけだった。ABCカップ終了後にテツヤにバディスキルを与えている。第34話ではキリの願望を聞き入れ、一時的にデンジャーワールドのモンスター「アーマナイト・アスモダイ」に変身した。ディザスターによる危機に際してアスモダイがマジックワールド代表、アーマナイト・アスモダイがデンジャーワールド代表として会合に出席した。
『100』では五角竜王 天武から以前会ったことがあると指摘されていたが、後にその正体がマジックワールドの角王「二角魔王 アスモダイ」と判明した。当初はテツヤを巻き込まないためにヤミゲドウに関係する事件からは避け、角王であることも隠していた。ヤミゲドウによって本来の力の半分を奪われたこともあったが、テツヤとルシファーの協力を得て取り返している。角王としてのアスモダイについては角王を参照。
『DDD』第5話では「熱血魔王ティーチャー アスモダイ」に、『X』第21話では「カリスマ魔王ティーチャー アスモダイ」に、『X』第45話からは「ゲージ1を使えば任意のモンスターの攻撃力を50000、防御力を10000、打撃力を3増やし、『貫通』と『反撃』を与える」逆天の力を手に入れた「逆天魔王 アスモダイ」に変身し、『オールスターファイト』では「七転の魔王 アスモダイ」に変身した。
使用デッキ：アスモ大集結☆
マジックワールドのデッキ。ゲーム『友情の爆熱ファイト！』で使用。バディは「踊るぜ！アスモダイ」。ルミナイズ時の口上は「いくぜー！ショウタイムだ！」。
『100』第13話でのイカヅチとのファイトではテツヤの「デビルズ♪ミレニアム」を使用。

如月 斬夜（きさらぎ ざんや）
声 - 斎賀みつき
相棒学園初等部6年生。ABCカップではチーム「如月」所属、臥炎カップではチーム「バルソレイユ」所属。12歳。身長160cm。バディファイトにおいては初等部学年1位の実力を持つファイターであり、昨年のABCカップでは中等部の相手を倒すという前代未聞の結果を残した。父親は警視総監であり、弟に暁がいる。少年バディポリスのタスクを尊敬しており、将来の夢はバディポリスとなって「正義の忍者使い」として活躍すること。文武両道の優等生だが、唯一女子が苦手という欠点を持つ。自宅ではほうじ茶しか飲まず、たこ焼きにマヨネーズをかけるのを嫌う。常に着用しているメガネにはウェアラブル・コンピューターが組み込まれており、画像投影や望遠機能が搭載されている。後に苦手な女子を克服するためにメガネに遮光モードと、視界内の女性がすべて男性に見える遮光モードバージョンMを追加している。家は平屋の日本家屋で、忍者屋敷のような構造になっている。
年上に対しては一応敬語を使うもののかなりの自信家・毒舌家であり、清風会の面々に対しても全く物怖じすることなく対等のように接する。弟の暁をとても大事に思っており、清風会の団員が暁の肩を掴もうとした際にはその手を叩き落とした上で「汚い手で触るな、下郎」と吐き捨て、以後は清風会に対し敬語を使うこともやめるほど。しかし、フェアな相手に対しては礼儀や作法をきちんと弁えており、ABCカップにて自身と正々堂々戦った土合には自身の非礼を詫びた上で「貴方は比類なき侍です。有象無象の盆暗とは違う」と見解を改めた。
昨年のABCカップで敗北を喫した轟鬼と再戦し、リベンジすることが夢。そのため轟鬼が突如失踪したことを不審に思って独自に調査・行動したり、自身と決勝戦で戦うことになった牙王に対し「残念だ」と言い放った。しかし、自身のために牙王が轟鬼を探し出そうとしていたことを知り、彼を対等な存在として認め、夢だった轟鬼と再戦するが再び敗北。プライドを傷つけられ、だれとも話しなくないほどショックを受けた。
ABCカップ終了後に牙王たちの前に顔を見せ、キリがロウガにさらわれたと知った後、ABCカップで暁の身代わりになってくれたキリに借りを返すために暁と共に戦国学園へ同行した。
死神が起こした事件の際には事件解決に動こうとしないバディポリスやタスクを非難し、自らの手で死神を捕まえようとするが敗れてバディの月影を奪われる。その後、牙王のおかげで花薔薇に操られた月影を取り戻すことができ、ディザスターの悪事を暴く目的で新生バルソレイユのメンバーとして臥炎カップに出場する。大会では煉獄騎士の正体がタスクであることにいち早く気付いた。
『100』では、バディポリスに任命された牙王やテツヤを羨み、自身もバディポリスになりたいと願っていたが、その気持ちを素直に表せずにおり、牙王たちに頼み込んだ暁にも厳しく突き放してしまう。しかし、クリミナルファイターの貫目黒鬼を倒したことがきっかけでドーン伯爵にバディポリス・ユースの一員に任命される。新たに「ナノマシン忍者 白夜」をデッキに加え、「一角獣王 ジウン」に自身の力を認めさせ、その力を借りることに成功している。ヤミゲドウとの戦いの後はバディポリス・ユースの任務から離れ、大人になって正式なバディポリス隊員となることを改めて決意する。
『DDD』ではWBCカップを見送り出場した剣道の大会で優勝し、グランドチャンピオンとなる。
『X』では変装時のサカテに騙され、彼にワールドバディマスターズのカタナワールド代表の座を譲っている。
コアガジェット：日本刀型
刀の鍔部分にコアデッキケースが取り付けられている。鞘から刃を抜くことも可能で、ファイト中に自身の手札やライフを捨てる際に用いられることもある。
使用デッキ：如月忍法帳 / 大江戸アラストレコード / 如月忍法帳弐式 / 如月風雲伝 蒼ノ舞 / 如月風雲伝 夜叉ノ舞 / 如月忍風伝 天の巻　
全てカタナワールドのデッキ。《忍者》と《忍法》中心の構成。「如月忍法帳」「大江戸アラストレコード」「如月忍法帳弐式」「如月風雲伝 蒼ノ舞」は必殺技でのカウンター攻撃、「如月風雲伝 夜叉ノ舞」と「如月忍風伝 天の巻」は前者が「剛刃丸」モンスター、後者が「逆天忍者 月影」による押し切りが軸のデッキ。
ルミナイズ時の口上は「如月忍法帳」は「宵闇に、貴様を弔う死の刃」、「大江戸アラストレコード」は「咎人を、清めて斬ず、札裁き」、「如月忍法帳弐式」は「忍ぶれど、音に聞こえし我が剣！」、「如月風雲伝 蒼ノ舞」は「月満つる、天に水差す、剛の太刀」、「如月風雲伝 夜叉ノ舞」は「白き夜に、忍び斬り伏す月の影」、「如月忍風伝 天の巻」は「天の月、逆さと成りて悪を斬る」。
使用バディスキル：名称不明
額に半月型の前立が現れ、空を飛ぶことができる。

月影 / ナノマシン忍者 月影（ナノマシンにんじゃ つきかげ）→月影 “もうど黒夜叉”（つきかげ “もうどくろやしゃ”）→逆天忍者 月影（ぎゃくてんにんじゃ つきかげ）
声 - 藤堂真衣
斬夜のバディ。カタナワールド所属の《忍者》。全身がナノマシンで構成されているため自由自在に姿を変えることができ、分離しても各々に行動が可能。
口数は少なく「忍（ニン）」としか喋らないため、手にした巻物に書かれた文字でコミュニケーションをとる。これは精神修養のためであり、実際に人間の言葉を話すことができる。真面目な性格で、ファイトだけでなく隠密行動から雑用まで手を抜くことなくこなすが、匿名の手紙に自分の名前のハンコを押してしまったり秘密裏にしていた情報を牙王たちにバラしてしまうなど、少し間の抜けたところもある。
兄弟である白夜と合体して「鬼神 剛刃丸」になることができる。
『X』では「ターン中に手札1枚を使えばデッキから『月影』と『白夜』と名の付くモンスターをコールできる」逆天の力を手に入れ「逆天忍者 月影」となる。
白夜 / ナノマシン忍者 白夜（ナノマシンにんじゃ びゃくや）→白夜 “もうど白夜叉”（びゃくや “もうどしろやしゃ”）→雷天忍者 白夜（らいてんにんじゃ びゃくや）
声 - 村瀬歩
斬夜がバディレアとして引き当てたナノマシン忍者。非常におしゃべりであり、語尾に「ござるんるん」と付ける。
生まれた順番は月影より後だが、ナノマシン忍者の世界では優れた者が「兄」と呼ばれるため当初は能力が優れていた白夜が兄とされていた。斬夜が月影をバディとして選んだために月影の弟として戦うことを決め、斬夜のデッキに加わった。

氷竜 キリ（ひょうりゅう キリ）
声 - 愛美
相棒学園初等部6年生。チーム「バルソレイユ」所属。11歳→12歳→？歳。身長142cm。血液型AB型。雑魚山に絡まれていたところを「太陽番長」となった牙王に助けられた、気弱だが心優しい少年。父親の転勤が多く、幼い頃から引っ越しを繰り返す暮らしをしてきたために、友達に自分の存在を忘れられることを極端に恐れている。
バディファイト未経験だったが、第4話で牙王たちのクラスに転入してきた後キャッスル店長の手ほどきを受け、デンジャーワールドのトライアルデッキを手にした。
自分を助けてくれた牙王を強く慕っており、彼の行く先々にひょっこりと現れては彼を驚かせている。ファイターとして牙王と対等に競い、勝つことを夢見ている。
チーム内では記録係を担当しており、常にスマートフォンでファイトの様子を撮影し、ABCカップの記録を残した。
デンジャーワールドの特性を使いこなすなど、バディファイトの腕前は決して弱いわけではないのだが思うように勝利することができず、勝ち負けにこだわらずバディファイトを楽しむ風音に対して苛立ちを覚え、また実力者たちとのファイトを楽しむ牙王の姿に「弱い自分はいつか忘れられてしまうのではないか」という思いに駆られるようになる。そしてロウガの提唱した「勝つことが全て」といった考えに共感するようになっていたところを、キョウヤの命令を受けたロウガによって戦国学園へ連れ去られる。連れ去られた後ロウガが仕組んだ門番との強制ファイトに勝利した後、資料室でバディファイトについて勉強しているところにソフィアによりダークコアデッキケースを受け取れと強制されるが拒否し、牙王の介入によってその場は事なきを得る。後に牙王たちにより無事救出されたが、自分が誘拐されていることに気づいていなかった。その後帰還して戦国学園で得た知識と、デンジャーワールドのモンスターに変身したアスモダイの力を借りて牙王に挑むが敗北。アスモダイから牙王のように別のワールドのデッキを使用することを勧められた。
第38話からは牙王に選んでもらった究極レアモンスターの《アースガルド》「魔狼 フェンリル」（声 - 森訓久）のカードを入手したことがきっかけでレジェンドワールドを使用するようになる。しかし突然転校することが決まり、せめて牙王の記憶に残ろうと彼のライバルである風音にファイトを挑むが敗れ、何も言わずに牙王たちの前から姿を消す。転校先の普宮第二小学校で、同級生に牙王から貰ったフェンリルのカードを取られて失意に陥っていた中、ダビデの誘いに応じることでダークコアデッキケースを持つ道を選ぶ。それ以降は相棒学園にいた頃に比べて姿や雰囲気が一変し、牙王を誘い出して勝負を挑むが敗れ、ダークコアに頼るなと言う牙王とは分かり合うことができないまま再び姿を消す。
その後、顔の半分を仮面で隠して「死神」を名乗り、ファイターからバディを奪うバディカード狩りを繰り返すようになり、奪ったカードは花薔薇エルフの実験材料となっている。ディザスターの新たな一員候補の一人（他は牙王とタスクの二人）としてダビデにディザスターパレスへと招かれるが、そこへ乗り込んだ牙王とのファイトを通じて彼の熱い心に触れ、正しい心を取り戻す。
ファイト後はキョウヤに「見込み違い」だと切り捨てられ、牙王によって病院に運ばれた後も意識を失ったままでいた。しかし、臥炎カップ一回戦が行われている最中に目を覚まして花薔薇の研究所に行き、死神としての行いを償うために奪われたバディモンスターたちを解放し、煉獄騎士となったタスクに捨てられたジャックを牙王に託した。その後キョウヤの陰謀を阻止するため、牙王とキョウヤがファイトしている間にディザスターのアジトに向かい、タスクと協力して祠堂とダビデを撃退する。
『100』にて正体は遥か古代から生きるダンジョンワールドの角王「三角水王 ミセリア」であり、父親と呼ばれていた人物は最初から存在しないことが判明。父親を演じていたのは鏡に映った自分自身であり、自らの正体が明らかになる前に住む場所を移し、転校を繰り返していた。人類誕生以前にヤミゲドウを封印した際に地球に残り、少なくとも数万年以上前から今と変わらない姿で人間に混じり暮らしていたが、長い寿命の中で無数の生死や悲哀を体験したために自らの記憶を消し、角王であることを忘れていた。詳細は#角王を参照。『100』再登場時は相棒学園にいた頃の雰囲気に戻っており、超穂高のペンションに管理人を兼ねて住み込んでいた。他人を傷つけることを拒みファイトから遠ざかっていたが、角王を探しに超穂高にやって来た牙王と偶然再会する。超穂高に眠っていた八角神王グランガデスとの共鳴により封印していた記憶が蘇り、百鬼の襲来から牙王とロウガを守るために角王として覚醒する。
牙王やタスクと同様にカードの力を現実化する力を持っているが、それはフューチャーフォースやディザスターフォースとは異なり角王としての力によるもの。
戦国時代らしき頃に牙王の先祖（声 - 水野麻里絵）と友として関わりを持ち、牙王の先祖がダビデ、祠堂の先祖（声 - 財満健太）からキリを身を挺して庇い倒れ、その最期を看取ったことがある。そのことを思い出し、いつの時代も会うべき人とは必ず出会うものだと悟り、例え別れが待っていたとしてもその先に続く牙王たちの未来と共に生きていく決意をする。牙王とは現代において人間として最後のひと時を過ごした関係でもある。
ソフィアによって眠りを妨げられたグランガデスが暴走した際にはロウガと協力してグランガデスをカードに戻すが、膨れ上がった闘争心がカードから自身に悪影響を与え始めたため、ロウガとファイトすることで闘争心を収めた。
オオヤミゲドウとの戦いでは洗脳されたノボルに対して、牙王とノボルの友人関係が羨ましかったことを吐露している。裏外道衆との戦いではロウガと組み、ダビデとノボル、そして自身の分身であるダークミセリアとのファイトに打ち勝つ。
『DDD』ではダンジョンワールドに戻っており、人間の姿でバディのジョーカーたちと牧歌的な暮らしを営んでいる。真の姿は以前の三角水王ではなく「審判の冷王 ミセリア（しんぱんのれいおう ミセリア）」となっており、これ以降からはレジェンドワールドにも所属する「デュアルモンスター」として登場している。ドラゴン・ドライがもたらす世界の異変を察知し地球へと赴き、一時的に死神の姿となり臥炎タワーへの侵入を図るがロウガに阻まれ、せめてドラゴン・ドライとバルソレイユの接触を防ぐためにバルを連れ去ろうと密かに決意する。再会した牙王から相棒学園のエキシビション・マッチの相手に指名されるが、ファイトの中で牙王とバルの仲を裂くことはできないことを悟り、敗北後は別の方法を探るために独自に調査を行うこととなる。WBCカップ優勝決定戦が行われた際には牙王とバルの勝利を信じつつモンスターたちの力を集め、ダンジョンワールドの防衛に努める。
『X』では友人であるぶんぶく師匠に頼まれ、ガイトとファイトするためにダンジョンワールドから地球へやってくる。以前住み込んでいたペンションのオーナー兼料理長として合宿を行う牙王たちの前に現れ、得意の料理をふるまった。ガイトとのファイトでは、知っている相手とのファイトでは心の内に甘えが生じるということで、ぶんぶく師匠の提案で死神の衣装で正体を隠しファイトする。その後ぶんぶく師匠の頼みでモンスター失踪事件（別名モンスター狩り）の調査に乗り出す。また、牙王との対戦では「ゲージ2を使えば互いのファイターの、自分以外のカードを全てデッキに戻してシャッフルさせた後、それぞれデッキから6枚ドローしゲージ2プラスする」逆天の力を得た「逆天の氷王 ミセリア（ぎゃくてんのひょうおう ミセリア）」の姿になり、ウィズダムを倒すために「逆天を超える力」を得ようと悩む牙王を励ます。
『オールスターファイト』では「流転の悲王 ミセリア（るてんのひおう ミセリア）」としてノボルのデッキに入り、GGGカップ準決勝での牙王とのファイトでは新たな進化形態である「再誕の氷竜 ロワ・ミセリア（さいたんのひょうりゅう ロワ・ミセリア）」の姿を披露している。
転校後に雰囲気が変わるのは製作段階から決まっており、声を担当した愛美は差を大きくするために最初は可愛らしくしようと意識したが、キャラクターがそもそも可愛かったので自然にそうなったと語っている。
漫画版では牙王のクラスメイトであることは変わらないが、アニメのようにファイトしたりダークコアに手を出したりするエピソードは無い。また、三角水王ミセリアは登場しているが本編ではキリと同一人物かどうかは語られておらず、単行本第6巻のおまけページで示唆される程度にとどまっている。
コアガジェット：雪の結晶型
ダークコアデッキケースを手に入れてから使用。それまでは汎用コアガジェットを使用していた。『100』からのファイト時には角王の証がこれに変化している。
使用デッキ：不完全なパズル
《アースガルド》を中心としたレジェンドワールドのデッキ。死神に変装している時および『X』のブルータルとのファイトで使用。ルミナイズ時およびダークルミナイズ時の口上は「君という敗北者を得て完全な物となる」。
使用デッキ：デッドエンド・ワールド / ラスト・アポカリプス / 輪廻創世
《Dエネミー》や《魔王》を中心としたダンジョンワールドのデッキ。三角水王ミセリアとして覚醒してから使用。『100』では「デッドエンド・ワールド」、『DDD』では「ラスト・アポカリプス」、『X』では「輪廻創世」を使用。
ルミナイズ時の口上は「デッドエンド・ワールド」が「始めよう、僕の前に立つ者の終焉を！」、「ラスト・アポカリプス」が「今ここに、最後の審判が下される！」、「輪廻創世」が「森羅万象を天へと還し、新たな世界を創造しよう」。
使用デッキ：神王覚醒
デンジャーワールドのデッキ。八角神王グランガデス覚醒時のみ使用。この時、一時的にダークコアを使っていた頃の姿になっている。ルミナイズ時の口上は「深く眠りし猛き力、目覚めたまえ」。
使用デッキ：TDフォージング・ブラッド
デンジャーワールドのデッキ。ゲーム『友情の爆熱ファイト！』で使用。バディは「アーマナイト・ケルベロス」。ルミナイズ時の口上は「勝利はボクの手に！」。
使用ダークバディスキル：名称不明
背後に三日月型の光が現れ、空を飛べるようになる。

死神（しにがみ）
声 - 愛美
バディカード狩りを繰り返す謎のバディファイター。正体は氷竜キリ。氷竜キリを参照。

ジョーカー / アイスブレイド・ジョーカー → 水王の側近 シュタインブレイド・ジョーカー（すいおうのそっきん シュタインブレイド・ジョーカー） → サンダーブレイド・ジョーカー
声 - 川原慶久
キリのバディ。アイスブレイド名義ではレジェンドワールド所属の《アースガルド》、シュタインブレイド名義ではダンジョンワールド所属の《Dエネミー》にして《魔王》で、サンダーブレイド名義では《Dエネミー》にして《魔王》の、レジェンドワールドとダンジョンワールド所属の「デュアルモンスター」。ジョークが好きで、寒いダジャレを連発する道化師のような見た目のモンスター。口癖はアイスブレイド時が「フリーズ」、シュタインブレイド時が「ストーン」。
キリがダークコアを手に入れて以降、彼のバディとなる。基本的に冷徹であり、洗脳されていたこともあって虚無的な言動を取っていたが、牙王に倒された後はキリのことを気遣う息の合ったバディとなった。これは後述の理由のため意図的にやっていた。
『100』にて正体はキリの本来の姿であるミセリアの側近であり、大昔から人間として生きる道を選んだ彼を陰に日向にサポートしていたことが判明した。キリが記憶を完全に取り戻したことで本来の姿であるシュタインブレイド・ジョーカーに戻った。
『X』では再びアイスブレイド・ジョーカーの姿で登場し、SD化した姿を見せている。牙王との対戦からは「サンダーブレイド・ジョーカー」の姿になる。

如月 暁（きさらぎ あかつき）
声 - 三森すずこ
相棒学園初等部4年生。チーム「如月」所属のチューナー。斬夜の弟で、兄と正義の忍者に憧れている。忍術も未熟で、一流の忍者にはまだまだ遠い。方向音痴ですぐに迷子になってしまう。斬夜を「兄者」と呼び、語尾に「〜ござる」と付ける。
臆病だが非常に素直で優しい性格であり、自分を探してくれていた爆たちに礼を言いに来たり、兄のために牙王たちが轟鬼を捜索していることを必死に斬夜に伝えようとしたりと兄に似て真面目な面も持ち合わせている。
まだ幼く思慮に欠ける部分があるために兄の言いつけの真意が分からず、斬夜が秘密裏に保管していた「剛龍気炎」を持ち出して清風会に返そうと行動を起こす。しかしそれをソフィアに知られ、巧みに誘導された結果「剛龍気炎」をソフィアに再び奪われてしまった。その後も、ロウガを庇って父親に逮捕させなかった兄の考えを理解できなかったり、ソフィアの宣伝にのせられてダークコアデッキを欲しがったりして斬夜に説教されるなど、精神的成長の足りない面を所々に見せていた。
第16話にて自身に変装して代わりにバディピットに入っていたキリのことを、自分が「忍法幽体離脱」をしたものであると勘違いしたことがきっかけで「我が分身」と呼んでいる。実際に仲はいいようで、連絡先も交換している。
元々は脇役の予定だったが、脚本家の會川昇が気に入ったことでメインキャラクターになった。
コアガジェット：日本刀型
使用デッキ：暁忍法帳
カタナワールドのデッキ。ゲーム『友情の爆熱ファイト！』で使用。バディは「月影 大盾」。ルミナイズ時の口上は「日の本の国に暁昇る。忍者の世の夜明けでござる！」。
『100』第15話での斬夜とのファイトではカタナワールドのデッキを使用し、月影をバディにしていた。

富士宮 風音（ふじみや かざね）
声 - 本多真梨子
相棒学園初等部5年生。学年ランキングには入らず、「wind」の名でホビーショップ「キャッスル」のショップチャンピオンの座につくほどの実力者。臥炎カップではチーム「デスティニー」所属。ポジティブな性格の持ち主で、周囲の人をわくわくで盛り上がらせる。将来友達100人作ることを夢見ている。
学園ではソフトボール部に所属しており、バディファイト時には愛用のコアガジェットをバスケットボールや新体操のボールのごとく扱っている。
ABCカップ終了後にキャッスルで牙王と出会いファイトし、以後牙王の良きライバルの1人となる。キリがロウガにさらわれた際には救出のために牙王たちと共に戦国学園に向かい、そこでファイトした毛村と友達になる。
『100』にて家庭環境と過去が語られた。現在は母子家庭であり、父親は4年前の大災害で殉職したバディポリスの隊員だった。友達100人は父親のバディであったドーン伯爵と交わした約束で、100人目の友達を伯爵とすることで夢を叶えることができた。ヤミゲドウとの戦いでは、ドーン伯爵にバディとなってもらうことを願い出て承諾されている。ヤミゲドウに乗っ取られた毛村とのファイトでは焦りから一度は敗北するが、再戦時では死ヶ峰の助けもあり勝利する。
コアガジェット：球体型
球体を模したコアガジェット。
使用デッキ：カレイドラビリンス
《コンストラクト》を中心としたダンジョンワールドのデッキ。ルミナイズ時の口上は「無限の冒険、わくわくの万華鏡！」。
使用デッキ：ドーン正規軍
レジェンドワールドのデッキ。ドーン伯爵のデッキを借りており、この時のみ彼をバディにしている。ルミナイズ時の口上は「暁に映えよ、正義の使者」。公式サイトに記載されている口上は「力を貸して、正義の使者さん！」。
使用バディスキル：名称不明
靴に光の羽が生え、空を飛べるようになる。

ブレイドウイング・フェニックス
声 - 斎賀みつき
風音のバディ。ダンジョンワールド所属の《Dエネミー》にして《コンストラクト》。「ブレイ（無礼）者！」、「ブレイですよ！」が口癖の不死鳥型のモンスター。通称「ブレイド」。
口数が多く、自慢の刀に触れられるのを嫌う。目から光線を出せ、相手を黒焦げにする。また、SD化したときはよく風音の上着のフードに入っている。

ぶんぶく師匠（ぶんぶくししょう）
声 - 大畑伸太郎
浮浪者のようななりをし、ふざけた言動が目立つ痩せた老人だが、実際は牙王を初めとしたファイターやモンスターの悩みをすぐに見抜き、彼らに的確なアドバイスを送る凄腕の人物。ちびパンダからは伝説の殿堂入りファイターと呼ばれている。しかし生命エネルギーを用いて仲間を治癒できたりワールドに通じるゲートを開くことができたりと明らかに人間離れしており、自分のデッキに組み込んでいる「厳正」と名のつくモンスターはもちろん、ミセリアことキリやアスモダイ、バルとも知り合いのようである。また「本気モード」になると、マッチョになる。
実はミラージュカードもまた彼の生命エネルギーによる産物。ウィズダム一派がミラージュカードを「the chaos」に変貌させたことを知っていたが、逆天殺の力をも手にしていたことは知らなかったようで、それに対抗するために新たなミラージュカードの製作を決意。しかしそのために多大な生命エネルギーを使用したため消耗しきっていたところをウィズダムに急襲される。「本気モード」で迎え撃つも敗北、追い込まれるが、真の狙いはあらゆる戦いを禁じている聖地であるミラージュ神殿の特性を引き起こすことにありウィズダム一派を撤退させることに成功。完成したミラージュカードを牙王に託しデカたぬき共々崩壊する空間の中に消えた。しかし実際にはキリによって助け出されており、その後も牙王たちを導いている。
コアガジェット：とっくり型
使用デッキ：ヘブン・オア・ヘル　
ワールドに関係なく天国のカードを使える特殊フラッグ「楽園天国」のデッキだが、「厳正」と名に付くカードが組み込まれている。通常時に使用。ルミナイズ時の口上は「天と地の友情パワー、見せるとするかの〜！」。
使用デッキ：ヘル・オア・ヘブン　
ワールドに関係なく地獄のカードを使える特殊フラッグ「灼熱地獄」のデッキだが、「厳正」と名に付くカードが組み込まれている。「本気モード」時に使用。ルミナイズ時の口上は「ヘブン・オア・ヘル」と同じ。

デカたぬき
声 - 最上嗣生
ぶんぶく師匠のバディ。カタナワールド所属だが「楽園天国」と「灼熱地獄」でも使える。語尾に「ぽこ」とつける。
ぶんぶく師匠曰く「ワシのズッ友」であり、師匠のズレた発言によくツッコミを入れている。

### 実況担当
奈々菜 パル子（ななな パルこ）
声 - 徳井青空
相棒学園初等部6年生。放送部所属。バディである「火星人UFOタコ助」に乗ってバディファイトの実況をする女の子。自称「バディファイト界に咲く一輪の花」。バディファイターでもあり、放送部のエース。臥炎カップでは公式実況アナに任命され、ファイターとしてチーム「ゴッデス」にも所属、その時は後述の戦術で牙王を追い詰めていた。
タスクの大ファンであり、そのタスクが牙王に負かされた当初は牙王を疎ましく思っている様子だった。ABCカップ開催前までは牙王のみ呼び捨てにしたり、彼の勝利を全て「まぐれ勝ち」と片付けるなど少々アンフェアな実況を行っていたが、開催後はある程度中立な立場を保ち、牙王のABCカップ優勝時には「もうまぐれ勝ちとは言わせない」と実力を認めた実況をし、その後の祝勝会にも参加していた。
独特な言葉の言い回しが多く、よく口にするのは「火を見るよりファイヤー（明らか）です！」など。実況に織り交ぜて、選手やバディの情報をあることないことを何でも紹介する傾向がある。メタフィクション的な発言をすることもある。また、「牙王ちゃん」や「タスク様」など、一部のファイターには特別な呼び方をすることも。
牙王とキョウヤのスペシャルマッチでも、他の報道陣が中継を許可されなかったのに対し、実況を特別許可されている。
『100』では異世界である闇結界のステージや未来にまでワープして実況を行い、タコ助ハイパースコープ（略してタコスコープ）でチェックしたモンスターの解説も行っている。
『DDD』ではWBCカップ超東驚予選、日本代表選抜、世界大会本戦のオフィシャル実況アナウンサーの他、ステージ設営係も任されている。
『X』ではワールドバディマスターズの公式実況担当を任されている。ウィズダム撃破後の未門家での祝勝会にも参加していた。
『オールスターファイト』ではオゾンBのやらかしのせいで赤ん坊になってしまい、その間は牙王が実況を務めたことも。
コアガジェット：マイク型
使用デッキ：レッツ・トゥインクルスター
ヒーローワールドのデッキ。火星人UFO タコ助による相手の手札当て戦術を軸としたギャンブル性が高いデッキだが、実況によって多数のファイターをしっかり見ているパル子だからこそ使いこなせるもの。
ルミナイズ時の口上は「アンドロメダからレッツゴー！」。
『100』第4話で百鬼「迦陵頻伽 鶯小町」に操られた際にはカタナワールドのデッキを使用した。

火星人UFO タコ助（かせいじんユーフォー タコすけ）
声 - 小池ゆき
パル子のバディ。ヒーローワールド所属の《ヒーロー》。「タコチュー」としか喋れないが、パル子は何を言っているのかが分かる。お酢に弱く、浴びると酔っ払う。
異世界にワープする力を持っており、パル子と共に試合を生中継する。また、地球の静止軌道にあるタコ助の母艦UFOは時間を超える能力も持っている。

オゾンB（オゾンビー）
声 - 大畑伸太郎
相棒学園地下で眠っていたゾンビ型モンスターでオゾン兄弟の次男。ダンジョンワールド所属の《Dエネミー》にして《アンデッド》。「バディファイトの裏も表も知り尽くしている」と豪語し、頼まれてもいないのに勝手にバディファイトの解説を担当するが、的外れな解説をすることが多いため、他の人々から雑な扱いを受けることが多く、くぐるからは特に疎まれている。当初はバディを求めていたが、WBC世界大会にて相棒の猫のバディモンスターとなる。

猫（ネコ） / マダナイ
声 - 愛美
オゾンBが驚いたときに頭から飛び出すネコ。正式名称は「猫」。背中の模様が羽根になり飛ぶことができる。タスクのファン。
WBCカップ世界大会では文字通りの猫の世界CAT（シー・エー・ティー）代表選手として出場。登録名は「マダナイ」（名前がまだ無いため）。2回戦にて牙王に敗れる。
コアガジェット：汎用コアガジェット
使用デッキ：オゾンビーズ
オゾン兄弟の特性を活かしたダンジョンワールドのデッキ。ルミナイズ時の口上は「ネコの誇りにかけて！」。口上はオゾンBが務めている。

### ライバルチーム

#### 浪速カード会
禍津 ジン（まがつ ジン）
声 - 浅利遼太
相棒学園中等部1年生。チーム「浪速カード会」所属。臥炎カップではチーム「デスティニー」として参加している。13歳。超大坂出身。関西弁でしゃべり、常に飄々とした態度のギャンブラー気質な人物で、いつも2つのサイコロを持ち歩いて物事の丁半を見定めている。
己の実力を隠しあえてランキングに名を残さない一方、法外な報酬でファイトを請け負い、策謀を巡らせて影からファイトを支配することから「無冠の帝王」の異名を取る。
チーム「バルソレイユ」の行動には関心を寄せており、特に牙王に対してはその気質と才能を見込んでいる。元々報酬のために祠堂の策略に加担していたが、祠堂が報酬の上乗せを却下したことから交渉決裂。負けるように指示されていたテツヤとのファイトを「牙王と戦いたい」という理由で勝ち越し、祠堂の元を去った。
爆とは古い知り合いで、彼を「爆坊」と呼び親しんでいる。ノボルのことはタスクや花子同様「猫シャツ」と呼んでいる。
第22話ではミーハーな面をみせた。その後しばらく登場しなかったが、第43話で滝原から臨時バディポリスとして任命され、ディザスターのアジトを探っていたことが判明する。
『100』にて本人いわく「ええとこのボンボン」であることが判明。お人好しの父親が騙され無一文になったことから現在の性格が形成された。里帰り中に会った斬夜にカタナワールドの本質を教え、彼が一角獣王ジウンに認められるきっかけを作った。その後グラトスに操られたノボルに敗れて洗脳され、カタナワールドを使う裏外道衆の一人として「裏・一角獣王 カゲジウン」と組む。最終決戦後は心身とも元に戻っている。
コアガジェット：名称不明
大腿部のベルトに装着された筒状のアイテム。「狐に関係あって美味しい麺類」がモチーフ。
使用デッキ：狂祭・骸投げ / 狂祭・闇雲祟り
カタナワールドのデッキ。《髑髏武者》のモンスターや強力な設置魔法を使う。「狂祭・闇雲祟り」はヤミゲドウに操られた状態で使用。
ルミナイズ時の口上は、「狂祭・骸投げ」では「怖い怖い、祭りが始まるで…」、「狂祭・闇雲祟り」では「怖い怖い、闇の祭りが始まるで…」。
第9話での牙王とのファイトでは爆から貸与された「爆ドラ」を使用。

包蔵禍心 闇狐（ほうぞうかしん やみぎつね）
声 - 太田哲治、藤堂真衣（少年闇狐）
ジンのバディ。カタナワールド所属の《髑髏武者》。ジン同様真意の読めない謎めいた狐面の人型モンスター。
神出鬼没で、さまざまな策謀の裏で暗躍することが多い。
25話からのエンディングでは幼い姿で登場し、幼少のジンに手を引かれるシーンがある。ジンが超大坂から引っ越すことになった日に出会い、そのままバディとなった。

真間雁 メグミ（ままかり メグミ）
声 - 橘田いずみ
相棒学園中等部1年生。チーム「浪速カード会」所属のマネージャーで、ジンのチューナーでもある。臥炎カップではチーム「デスティニー」として参加している。ジンと行動を共にしている情報収集役。
長い前髪で目を隠した独特の風貌と大人びた服装をしており、ジンの発言にことごとくツッコミを入れる毒舌家。勘が鋭く、第16話ではチーム如月のバディピットにいるのが暁ではなくキリであることに気付いていた。また、細身な外見と裏腹にかなりの大食漢でもあり、ジンと連絡が取れなくなった際は、その苛立ちから喫茶店で一人大量の料理を食べていた様子が描かれている。
第43話では臨時バディポリスとしてジンと共にディザスターの調査を行っていた。
『100』では、ジンと連絡が取れなくなったことから、斬夜と共に調査を行うも、相変わらず女子を苦手としている彼の性格に関しては、「面倒臭い」と手厳しい評価をしていた。

#### 天野鈴コンツェルン
天野鈴 鈴羽（あまのすず すずは）
声 - 高橋美佳子
相棒学園中等部1年生。ABCカップではチーム「天野鈴コンツェルン」所属、臥炎カップではチーム「ゴッデス」所属。13歳。巨大企業・天野鈴コンツェルンの一人娘で、多くの生徒に「鈴羽お嬢様」と呼ばれる相棒学園きってのセレブ。
巨大飛行船「天空ルーム」をはじめとした無数の私室を所有し、羊のような角が特徴の執事・セバスチャンや侍女のサダコとミツコを連れて行動する。
高慢ではあるが同時に潔さも兼ね備えており、ファイトの際に相手を信頼することの大切さを牙王に改めて説く。牙王たちが天空ルームを墜落させても咎めなかったり、チーム「ゴッデス」のリーダーとしてチームメイトに気遣いを見せるなど器量の大きさも持ち合わせている。
タスクに憧れ彼を婚約者と心に決めているが、牙王に敗北した後はとある勘違いから「婚約者が複数いてもいい」と彼も婚約者候補に加えた。
自身の家が相棒学園の建設に関わっていることもあり、轟鬼たちが幽閉されていた地下洞窟の存在を知っていた。牙王たちが戦国学園に乗り込む際に天空ルームを貸したが、野蛮な戦国学園のことを耳にした際は一発でダウンしてしまった。
『100』では牙王たちの角王探しに協力しており、天空ルームをバディポリス・ユースの臨時本部として提供する。その後グラトスに操られたノボルに敗れて洗脳され、マジックワールドを使う裏外道衆の一人として「裏・二角魔王 デスアスモダイ」と組む。最終決戦後は心身とも元に戻っている。
コアガジェット：ティースタンド型
3段重ねのティースタンドの最上にコアデッキケースがある。セバスチャンが跪いた状態で常に持っている。
使用デッキ：マジェス・セレナーデ / イヴィル・セレナーデ
《魔術師》を中心としたマジックワールドのデッキ。「イヴィル・セレナーデ」はヤミゲドウに操られた状態で使用。
ルミナイズ時の口上は、「マジェス・セレナーデ」では「奇跡をご覧に入れますわ！」、「イヴィル・セレナーデ」では「暗黒の奇跡をご覧に入れますわ！」。
使用バディスキル：名称不明
蝶の羽が背中に現れ、空を飛ぶことができる。

世界の中心 メアリー・スー（せかいのちゅうしん メアリー・スー）
鈴羽のバディ。マジックワールド所属の《魔術師》。
少女の姿が描かれたハート型のステンドグラスのような姿をしており、常に浮遊している。
表情がない上笑い声以外の発声はせず、その思考を窺い知ることはできないが鈴羽には「私の大切なお友達」と呼ばれている。

執事 セバスチャン
声 - 森訓久
常に鈴羽の側に仕える執事。羊のような髪型をしている。チームではデッキビルダーとして鈴羽をサポートする。
侍女 サダコ
声 - 小池ゆき
鈴羽に仕える双子の侍女ズの1人。ハート型の髪型をしている。チームではチューナーとして鈴羽をサポートする。
侍女 ミツコ
声 - 中山恵梨香
鈴羽に仕える双子の侍女ズの1人。星型の髪型をしている。チームではマネージャーとして鈴羽をサポートする。

#### 清風会
轟鬼 ゲンマ（とどろき ゲンマ）
声 - 三宅健太、斎賀みつき（幼少期）
相棒学園中等部3年生。清風会団長にして相棒学園総番。チーム「清風会」所属。15歳。中等部1位の実力を誇るファイターで、昨年のABCカップ優勝者。「古（いにしえ）より〜」が口癖。伝統を重んじ、荒っぽいが正義感の強い性格で、相棒学園と生徒のためには自ら身体を張って尽くす。
ABCカップ本選開催直後、祠堂に「不正の疑いがある」と生徒会室に呼び出され、清風会伝統のデッキである「剛龍気炎」のカードに目印となり得るような傷がついていないかチェックさせて欲しいと言われる。その際、反論の余地がないと判断しデッキを祠堂に渡すが、直後に自身が立っていた場所の床が開き地下に落下。以後はデッキを祠堂に奪われたまま洞窟のような場所でやむを得ず幽閉されていた。
第17話にて、牙王の代わりに捜索に来たジンや鈴羽たちに助け出され、自身を嵌めた祠堂を引き連れて決勝戦に現れ、再戦を申し出た。
牙王の兄である陽太のことや彼が描いた漫画「太陽番長」のことは小学生のときから憧れており、毎日原稿を読んでいた。
『100』ではグラトスに操られたノボルに敗れて洗脳され、エンシェントワールドを使う裏外道衆の一人として「裏・四角炎王 ヴェノムノヴァ」と組む。最終決戦後は心身とも元に戻る。
『DDD』ではWBCカップ超東驚大会ベスト8まで進出するが、準々決勝で海道に敗れる。その後、決勝にのぞむ牙王とバルに対し特訓を行った。
コアガジェット：腕章型
使用デッキ：剛龍気炎 / 爆龍気炎
《ドラゴンロード》を中心としたエンシェントワールドのデッキ。「爆龍気炎」はヤミゲドウに操られた状態で使用。
ルミナイズ時の口上は、「剛龍気炎」では「古の竜よ、目覚めて世界に嵐をもたらせ！兵戈槍攘（へいかそうじょう）、疾風怒濤（しっぷうどとう）！」、「爆龍気炎」では「古の竜よ、目覚めて世界に破滅をもたらせ！難攻不落、完全無欠！」。
第57話では一時的にキャプテン・アンサーに扮し、ヒーローワールドのデッキ「シャイニングアンサー」を使用した。ルミナイズ時の口上は「正義は己の胸にあり！」。
使用バディスキル：名称不明
背中に後光を模したような光の輪が現れ、空を飛ぶことが可能になる。

武神竜王 デュエルズィーガー（ぶしんりゅうおう デュエルズィーガー）
轟鬼のバディ。エンシェントワールド所属の《ドラゴンロード》。清風会に代々受け継がれるバディモンスター。
轟鬼いわく「神」であるがゆえに普段は姿を現すことはなく、コールされたときにのみ姿を現す。第2形態「スパルタンド」、最終形態 「テンペスト・エンフォーサー」というさらなる進化形態が存在する。

土合 突男（どあい とつお）
声 - 木内秀信
相棒学園中等部2年生。清風会副団長。チーム「清風会」所属。14歳。団長である轟鬼に心酔している。豪快で男気溢れる性格。
斬夜によって清風会館に投げ込まれた手紙を読み、「剛龍気炎」を取り戻すために無人の生徒会室に乗り込み、奪還を果たす。その後、轟鬼の代理で出場したABCカップ本選にて斬夜と対戦するが敗北。
再び生徒会室に出向き轟鬼の居場所について直接ソフィアを問い詰めるも、自身も轟鬼と同じ方法で地下に幽閉されてしまう。
その後、眼前に現れたソフィアにダークコアの影響を与えられ、闇に飲み込まれて暴走するが、牙王の母・涼実の平手打ちによって正気に戻る。
以降は何事もなく会場に戻り、チーム「清風会」のバディピットに入り轟鬼をサポートした。
コアガジェット：モアイ型
金のモアイ像を模したコアガジェット。
使用デッキ：爆肉強食
《デュエルドラゴン》を中心としたデンジャーワールドのデッキ。ルミナイズ時の口上は「呵責無き力で道を開く」。
使用バディスキル：名称不明
モアイ像型のコアガジェットにスクーターのように乗って移動する。

格闘竜 デモンゴドル（かくとうりゅう デモンゴドル）
声 - 堂坂晃三
土合のバディ。デンジャーワールド所属の《デュエルドラゴン》。ドラゴンでありながら格闘技を極めている。
ドラムとは以前からの知り合いであり、ワールドが違うにもかかわらず互いに切磋琢磨しあった仲。ドラムのことを「ドラムバンカーの坊主」と呼ぶ。

毛村（けむら）
声 - 藤原貴弘
戦国学園中等部1年生。四鬼将の一人で、4人の中では特別な役割を持たない。臥炎カップではチーム「清風会」所属。肥満体型でとがった耳にモヒカン頭というかなり特徴的な外見をしている。無口であり、しゃべるときには語尾に「ケム」とつける。
舌でドローし、カードを飲み込んで耳から出してチャージアンドドローするという、奇天烈なプレイングをする。目の前で動くものを舌でつかんで口に入れてしまうらしく、バディであるシルフもよく口の中に入れてしまう。
轟鬼が山で修行をしていたところに出会い、バディファイトを通じて仲良くなるが、相棒学園と対峙した時には、学園の掟に逆らえず、轟鬼を裏切るような行為をしてしまう。その負い目から次なる風音とのファイトではわざと負けようと手を抜いたプレイングをするが、ロウガから名前を呼ばれたうえで「勝て」と叱咤激励され、風音に諭されたことで立ち直り、本気で風音とのファイトに臨む。その結果敗北するも、自分のデッキに勝手にカードを投入したレア麻呂に文句を言ったり、「失望した」と言い放つロウガに対してバディファイトを教えてくれたことを感謝するなど、精神的な成長をみせた。
風音からは「ケムケム君」と呼ばれ、戦国学園でのファイト以降親しくしている。轟鬼からは清風会に誘われ、共に山籠りの修行をする仲になる。
『100』ではグラトスに操られたノボルに敗れて洗脳され、レジェンドワールドを使う裏外道衆の一人として「裏・七角地王 トワイライト・カウント」と組む。ゲスシドーを除く裏外道衆が全て敗れた後、最終覚醒が近づき増大したヤミゲドウの力が一気に流れ込んだことで禍々しい姿に変貌するが、風音たちとのファイトに敗れた後に元に戻った。
コアガジェット：鉢巻型
使用デッキ：オンスロート・オブ・ワイダーサカー
《ワイダーサカー》を中心としたレジェンドワールドのデッキ。ルミナイズ時の口上は「目覚めよ、伝説のモンスター」。口上はシルフが務めている。
使用バディスキル：名称不明
背中にシルフのような妖精の羽が生え、宙に浮くことができる。

風の精 シルフ（かぜのせい シルフ）
声 - 高橋美佳子
毛村のバディ。レジェンドワールド所属の《ワイダーサカー》。
口数が少ない毛村に代わって話すことが多い。毛村に引き当てられた当初は、毛村の外見と食べられかけたことに不満をもっていたが、彼の心優しい性格に触れ親友となる。

### 戦国学園
手札の君 レア麿（てふだのきみ レアまろ）
声 - 津田健次郎
戦国学園中等部2年生。学園の中で最も強い「四鬼将」の一人で、戦国学園生徒会長。臥炎カップではチーム「戦国学園」所属。他人の名前を呼ぶ際、「〜氏（うじ）」をつけて呼び、語尾に「おじゃる」を付けるなど平安貴族のような言葉を口にするのが特徴。
誇り高いうえ、執念深さも持ち合わせており、ABCカップで優勝した牙王と手合わせしたいと考えている。戦国学園の頂点だったが、地位を奪われ、恥をかかされたことでロウガに復讐心を燃やしている。そのため牙王を倒して自分がロウガより強いということを示そうとするが、牙王との対戦で対ドラゴンワールド用のデッキを用意したものの、対する牙王はマジックワールドを使用していたため思うようなファイトができず敗北した。敗北後は牙王と再戦を約束し、ロウガへの復讐を誓い去って行った。
臥炎カップでは、牙王とグレムリンのファイトを見た際に、ファイターの存在そのものを否定し壁で自分を守って相手の手札切れを狙ったグレムリンの戦略に対し、「見せ場の一つも無い雅に欠けた地味な戦法」と、ファイターとしての視点で手厳しい評価を下している。また、決勝戦ではロウガが斬夜に負けることを祈っており、試合の様子に一喜一憂していた。
コアガジェット：薬玉型
使用デッキ：竜滅の祓
ドラゴンメタカードを中心としたレジェンドワールドのデッキ。ルミナイズ時の口上は「祓い給え、清めたまえ。お前なんかぽぽいのポイでおじゃる」。
使用バディスキル：名称不明
鳥居のような光を帯びた薬玉を掲げながら、宙に浮くことができる。

魔獣 グレンデル（まじゅう グレンデル）
声 - 斉藤壮馬
レア麿のバディ。レジェンドワールド所属の《ワイダーサカー》。
防御力が高く魔法が効かないため「マジックワールドキラー」と呼ばれる。

霧雨 正雪（きりさめ しょうせつ）
声 - 藤堂真衣
戦国学園中等部2年生。四鬼将の一人で、戦国学園学生寮の風紀委員長。臥炎カップではチーム「戦国学園」所属。14歳。文武両道であり、戦国学園最強と噂されている。
カード勝負に敗れた生徒の見苦しい態度に処罰を与えたほか、戦国学園を訪れた牙王たちを生徒会長のところまで案内した。ファイトでは風音や斬夜を圧倒する。元々ロウガに近付いたのはダークコアの力が目的であり、牙王とのファイト前に突如割り込んできたソフィアからダークコアを差し伸べされ、力を求めるあまりその力に取り込まれてしまう。牙王とのファイト中暴走するが、駆け付けたタスクの活躍で元に戻る。己を取り戻した後は牙王と正々堂々ファイトを再開するが敗北し、デュランダルと共に本当の強さを探す旅に出る。戦国学園に帰還した後は臥炎カップに出場し、一回戦でロウガと対戦する。敗れたもののロウガのキョウヤに対する心の迷いを看破していた。
正雪がロウガに憧れているという設定は脚本家の西園悟によるもので、それを受けて第32話でダークコアデッキを使うという流れになっている。
『DDD』ではWBCカップ超東驚大会に出場するが、牙王に敗れベスト8を逃す。
『X』ではワールドバディマスターズのレジェンドワールド代表に選ばれており、髪型や服装も変わっている。大会後に剣技のケイセツに襲われデュランダルを強奪されたが、彼の改心および牙王への協力に伴い返却されている。また、未門家での祝勝会にも参加していた。
コアガジェット：デュランダルの鞘
使用デッキ：剣の城塞
「円卓の騎士」と名のつくモンスターと、アイテムを中心としたレジェンドワールドのデッキ。ルミナイズおよびダークルミナイズ時の口上は「千の剣、戦の誓によって敵を討つ」。
使用バディスキル：名称不明
背中に輪のようなものが生え、宙に浮くことができる。

不滅剣 デュランダル（ふめつけん デュランダル） → 不滅王剣 デュランダル（ふめつおうけん デュランダル）
声 - 森嶋秀太
正雪のバディアイテム。レジェンドワールド所属の《英雄》。
意思を持ち、言葉を話す剣。また、絶対に破壊されない効果を持つ。
『X』では「不滅王剣 デュランダル」として登場する。

金蛇 秀水（かなへび しゅうすい）
声 - 浅利遼太
戦国学園中等部3年生。四鬼将の一人で、戦国学園学生寮の寮長。臥炎カップではチーム「戦国学園」所属。語尾に「〜っしょ」と付ける癖がある。
「金蛇流忍術」の宗家であり現代に生きる本物の忍者の末裔だが、一族は斬夜の父の元一斉検挙されてしまい、金蛇本人は一族の意志を継ぐことなく、その力を思うように振舞っていた。しかし因縁の相手である斬夜から「夢から逃げている」と押し付けられ、得意の攻撃を破られ敗北、もう一度自分の夢と向き合うことにした。新参者のロウガを旦那と呼ぶなど一目置いている。
第28話での金蛇と斬夜の忍者対決は脚本家の會川昇によるもので、シリーズ構成の赤星政尚の「カタナワールドで何かよろしく」という発注から、すでにあった「斬夜の父親は警視総監」という設定を使い掘り下げられた話となっている。
コアガジェット：短刀型
使用デッキ：ヘビガラス地獄変
《忍者》を中心としたカタナワールドのデッキ。ルミナイズ時の口上は「締め付け、砕き、飲み込むぜ」。
使用バディスキル：名称不明
両足に星型手裏剣状の光を纏い、宙に浮くことができる。

天空忍者 闇烏（てんくうにんじゃ やみがらす）
声 - 藤原貴弘
金蛇のバディ。カタナワールド所属の《忍者》。
戦国学園へ不法侵入してきた牙王たちを排除しようとした。

毛村（けむら）
#清風会を参照。

### ディザスター
臥炎 キョウヤ（がえん キョウヤ）
声 - 日野聡、七緒はるひ（幼少期）
コアデッキケースの製造を一手に引き受けた臥炎財閥の総帥にして臥炎家の御曹司。1月18日生まれ（山羊座）。15歳。身長169cm。血液型A型、特技は企業経営。世界中の復興支援に尽力しており、表舞台では「キョウヤ様」と呼ばれアイドル的人気を持つほどのカリスマを持った有名人であるが、その正体はディザスターを創始して、荒神ロウガをはじめとする一部の者にディザスターフォースを提供した人物でもある。ロウガとは、6年前の誕生日にスラム街で出会い、父親にねだり臥炎家に引き取らせ兄弟同様に育った仲でもある。
性格は深慮遠謀、沈着冷静。大胆な改革やプロジェクトを着実に実行に移していく。紋切り型の善悪にとらわれず、「常識」にもとらわれず、「未来においてはこれがベスト」（ベターではない）と考えたら、それに向かって邁進する信念と行動の持ち主。しかし、その本質は冷酷そのもので、自らの理想こそを絶対とし、その理想実現のために生じる犠牲などについては一切意にも返そうとしない。他人の心理を「分析」することはできても「共感」しようとする意思は無く、自身が「友達」と評しているディザスターのメンバーたちに対しても、その扱いは「道具」も同然であり、用済みになればどんなに尽くす努力をしたとしても切り捨てる。最も付き合いの長いロウガも例外ではなく、幼少期にわざとプレイングミスをしてそれを彼が指摘するかしないかで自身への忠誠心を試し、臥炎カップ決勝時において彼から計画に異を唱えられたことで一方的に袂を分かっている。朽縄てる美に至っては、彼女の本名にすら無関心で自分で勝手につけた名前で呼んでおり、最も忠誠心の強いソフィアですらも、『100』の時には彼女を命の危険に晒しかねない任務を何度も命令している。
ディザスターフォースの使い手を見つけるために船上バディファイトパーティを開催し、力を発動したが、警備に来ていたタスクとジャックの活躍で騒動は鎮圧された。後にディザスターのメンバーを集結させ、他にも牙王、タスク、キリをディザスターメンバーに加えようと画策する。
真の目的は、地球の文化を統一すること。世界で戦争や差別、公害が起こるのは、異なる思想や文化や歴史があるとし、一度それらを破壊することで世界を単一の共同体にしようとしている。一見すると破滅的であるが、彼は一時的な混乱はあっても長期的に見れば世界にとって有効なものであると考えている。牙王とのファイトに敗れた後はダークコアデッキケースなどの一連の騒動を全て財閥に所属する科学者の暴走として処理し、責任を取る形で財閥総帥の座から降りることでバディポリスからの追及を逃れた。
『100』ではどこかの場所でバカンスを楽しんでいるが、ソフィアを通じてイカヅチにダークコアを与えたり、絢爛朱雀と手を結ぶなど暗躍している。
ヤミゲドウ封印に失敗した混沌の未来に「僕が支配するに相応しい世界」と強い関心を寄せており、オオヤミゲドウ覚醒後に潜水艦で海中から超東驚に近づく。そしてソフィアに裏角王のカードを回収させ、牙王にタスク、角王たちがヤミゲドウの繭にまで辿り着いた際にアジ・ダハーカと共に乱入。世界を作り変えるためにヤミゲドウを意のままに操り、その力を我が物にしようとしたが、逆にディザスターフォースを吸収され、ヤミゲドウをさらにパワーアップさせてしまう結果となる。その後、ヤミゲドウが手に負えない存在であると判断し、タスクに協力してディザスターフォースを応用する形で牙王の石化を解放している。
ヤミゲドウ撃破後は、これまでヤミゲドウに取り込まれてしまったワールドが復活しているのを確認し、自分自身の手で目的を達成させるしかないと考える。また、ヤミゲドウによって世界が石化に追い込まれていた際、相棒学園付近に臥炎財閥のヘリがいた結果、世間から世界の救世主と認知されてしまうことになった。
『DDD』ではバルドラゴンの保護を申し出るが、牙王たちからは信用されておらず拒否され、バルドラゴンの処遇を掛けて牙王とファイトするが必殺コールによって発動させた「バルバースト・スマッシャー!!」によって敗れる。牙王たちに究極の竜の力である「ドラゴンフォース」へと目覚めさせるため、WBCカップ日本代表選抜大会の会場をドラゴンフォースが眠る超太陽島に仕向けた。その時には新たなる特殊フラッグ「ドラゴン・ツヴァイ」を手に入れており、真意を確かめようとしたロウガもこれで返り討ちにして、「ウルフ」として自身の計画に参加させている。世界大会本戦には特別招待選手として参加するが、現在の総帥であるジェネシスとの関係は一触即発の関係にある。ジェネシスがキョウヤの意思に反する形でドラゴンフォースの覚醒をさせぬままガイトを撃破し、続いてタスクも撃破したことには不快感を抱いている。ジェネシスの悪事が発覚し逮捕された後は、正式な手続きを経て総帥に返り咲いている。
決勝戦では牙王の捨て身の攻勢によって引き分けに持ち込まれたが、ファイト中にドラゴン・ツヴァイから新たなる特殊フラッグ「ドラゴン・ドライ」にフラッグを差し替えることで勝利を勝ち取ろうとしたがカードが暴走したため引き分けに終わり、2か月後に改めて決勝戦を行うこととなった。
その真意は第1期同様、破壊からの新世界の創造であり、牙王たちをドラゴンフォースに覚醒させたのも、バルやアジ・ダハーカを進化させたのも、ドラゴン・ドライを創り出したのも全て彼が「黒き太陽の魔竜神 ガエン」になり、全てのドラゴンや竜を操り、強きものが生き残る世界を創り出す計画「プロジェクトDDD（プロジェクトトリプルディー）」通りであった。牙王との決勝戦でそれを明かし、自ら「黒き太陽の魔竜神 ガエン」に変身して彼を追い詰めるも最終的に敗北、牙王やロウガに諭されてロウガ共々バディポリスに連行されていった。
『オールスターファイト』ではGGGカップに出場。ウィズダムとのファイトを制し、彼から激励される。その後タスクとのファイトで敗退した。その直前に再び騒動を起こすことを匂わす発言をし、彼を煉獄騎士としてファイトさせたが、どうやら目的はそれだけのようであり、初めから騒動を起こす気はなかったようである。
名字の「臥炎」は江戸時代の「火消し」を意味する。
コアガジェット：ダークゲルフ
使用デッキ：終焉の翼 / 創世の翼
ワールドに関係なく竜やドラゴン属性のカードを使うことができる特殊フラッグ「ドラゴン・アイン」を使用したデッキ。「終焉の翼」のダークルミナイズ時の口上は「バベルの呪いを解くために、僕はなろう。最後の破壊者に」、「創世の翼」のルミナイズ時の口上は「今再び羽ばたこう。太陽が守ったこの世界で」。
「終焉の翼」は『DDD』ではデッキ構成が変わり、1ターンでアジ・ダハーカをコールできるように調整されている。
使用デッキ：終焉の世界 / 創世の超竜神
ワールドに関係なく竜やドラゴン属性のモンスターを使うことができる特殊フラッグ「ドラゴン・ツヴァイ」、そしてそれから進化するフラッグ「ドラゴン・ドライ」を使用したデッキ。「終焉の世界」のダークルミナイズ時の口上は「尊き我が理想のため、旧（ふる）き世界を終わりへと導こう」、「創世の超竜神」のルミナイズ時の口上は「キミとの因縁に決着をつけよう。この新たなる竜神の力で！」。

黒き太陽の魔竜神 ガエン（くろきたいようのまりゅうしん ガエン） → 白き創世の超竜神 ガエン（しろきそうせいのちょうりゅうじん ガエン）
声 - 日野聡
キョウヤが竜の姿となったモンスター。ダークネスドラゴンワールド所属の《ドラゴン》にして《神》。キョウヤの野望「プロジェクトDDD」の到達点であり、アジ・ダハーカにさえ教えていなかった。この姿になるには「ドラゴン・ドライ」が必要であり、牙王たちのドラゴンフォース解放もアジ・ダハーカの究極進化も全てはこのためにキョウヤが計画したものだった。

アジ・ダハーカ / 終焉魔竜 アジ・ダハーカ（しゅうえんまりゅう アジ・ダハーカ） → 終末の大魔竜 アジ・ダハーカ（しゅうまつのだいまりゅう アジ・ダハーカ） → 黒天太陽竜 アジ・ダハーカ"ダ・エーワ"（こくてんたいりょうりゅう アジ・ダハーカ"ダ・エーワ"）
声 - 有本欽隆
キョウヤのバディ。ダークネスドラゴンワールド所属の《ドラゴン》にして《神》。他のモンスターとは比べ物にならない強力な力を持ち、キョウヤの命令で暗躍する。ダークネスドラゴンワールドのゲートを開いて暗黒竜たちを襲来させ世界の半分を滅ぼすために、異界の闘技場でディザスターの尖兵となる闇の軍団を養成していた。
『100』では、ヤミゲドウの力を手に入れるべく、キョウヤと共にヤミゲドウと角王たちの戦いに乱入。裏角王のカードとキョウヤのディザスターフォースによってヤミゲドウを完全支配しようと目論むが、逆にヒャクガンヤミゲドウによって返り討ちに遭い、石化してしまう。最終決戦後は心身とも元に戻っている。
『DDD』ではアビゲールと親子の関係にあり、期待に沿えなかったため制裁として右目を抉り再起を促した。宿敵バルソレイユとは大昔から地球において1万年周期で激突しており、超太陽島に「怒り」「喜び」「哀しみ」のドラゴン・フォースが眠るきっかけを作った。WBCカップを利用しかつての姿を取り戻すために暗躍する。1万年前の戦いでは勝利したが今回は敗北という結果に終わったことでキョウヤとのバディを解消し1万年間の眠りについた。
『オールスターファイト』では「罪過の標 アジ・ダハーカ“SYS”（ざいかのしるし アジ・ダハーカ“シス”）」および「贖罪の標 アジ・ダハーカ ダ・エーワ・ “SYS”（しょくざいのしるべ アジ・ダハーカ ダ・エーワ・ “シス”）」がキョウヤのバディになっているが、アジ・ダハーカ本人かどうかは不明。

荒神 ロウガ（あらがみ ロウガ）
声 - 広田みのる、髙山ゆうこ（幼少期）
相棒学園中等部2年生。1月18日生まれ（山羊座）。14歳。身長175cm。血液型O型。学年トップの強さを誇るバディファイター。「力こそがパワー」「勝つことが全て」をモットーとし、タスクと牙王をライバル視している。
ファイト相手の名前を呼ぶことをせず、牙王を「龍炎寺タスクのライバル」、テツヤを「アスモダイのバディ」というように周囲の事物と結びつけた呼び方をする。ただしその執念深さから、タスクや敗北を喫した後の牙王など、恨みを持つ相手の名前は覚えている。
ディザスターの最古参メンバーであり、6年前に身寄りの無かったところを臥炎財閥に引き取られ、キョウヤと兄弟同然に育った。その際に地獄から抜け出せたと感じており、臥炎カップ準決勝での対ジン戦ではキョウヤが太陽であること、決勝の対斬夜戦ではキョウヤが餓えと寒さと孤独を癒してくれたことを口にしている。外国人であり、「荒神 ロウガ」という名前は本名かどうかは不明。どんどん訳の分からない「友達」を増やしていくキョウヤに疑問を感じている。原作の池田の構想では中東あたりの少年兵士だったが、この設定は無くなっている。
当初は祠堂の点数稼ぎに手を貸しており、ディザスターフォースによって容姿を変化させ仮面の男「ウルフ」となってフォトンメタル採掘場を襲撃したが、フューチャーフォースを解放したタスクによって阻止された。
第6話で牙王に後攻ワンターンキルを決められ敗北したことを受け、キョウヤにより相棒学園を退学。退学後姿を見せなかったが、後に戦国学園へ転入して全ての生徒を打ち破り、頂点に立つ者として君臨した。一度牙王に敗れたことによって多少人間性に目覚めており、「自分に近いものがある」という理由でキリを受け入れるなど親分肌な一面を持つようになった。戦国学園での牙王との対決を経て、彼をライバルとして認めるようになる。
臥炎カップではチーム「煉獄」のメンバーとして出場しているが、キョウヤから計画の真の目的を聞かされてからは、彼やディザスターの行く末について不安を感じながらも付き従い続けている。決勝戦では斬夜と対決し勝利するが、彼の言葉を受けてキョウヤのやろうとしていることが間違いであるという答えに辿り着き、キョウヤに計画の中止を訴えるも拒絶され袂を分かたざるを得なくなる。
『100』では指名手配犯であることは変わらず行くあてもない放浪の旅をしている。超穂高にて眠る八角神王グランガデスをデッキに組み込もうとするが、ミセリアの記憶を取り戻したキリから力不足と指摘される。その後、ソフィアによって無理矢理覚醒させられ暴走しているグランガデスを止めるべく、そのカードを持つキリとファイトを行い、勝利。自らの実力を認めたグランガデスから出された「力を正しいことに使い、ヤミゲドウの封印に協力すること」という条件に従い、牙王の仲間となることでデッキに加えることに成功した。
『DDD』ではWBCカップ超仙台大会に乱入し、同代表として日本大会に出場し、一時は首位についていたが自らUFOステージを破壊して失格となる。真の目的はキョウヤの野望と日本代表選抜の舞台となった超太陽島を探るためであり、その後は独自にキョウヤやドクター・ガラの動きを追うが、キョウヤとの直接対決で返り討ちにあい敗北。キョウヤの計画の全貌を知ってもなお彼を止めようとしたがことごとく失敗したことで諦観、再び「ウルフ」となってしまった。以降はキョウヤのために行動していたが、牙王に叱責され、改めてキョウヤを止めるために彼のもとに向かうが、ケルベロス共々デビルの手榴弾に巻き込まれる。しかし生存しており、デビルに「落とし前をつけ」た上でキョウヤのもとに現れ彼を説得、共にバディポリスに連行されていった。その後釈放されたのか、祝勝会では牙王にキョウヤのメッセージを伝えている。
『X』では登場しなかったが、『オールスターファイト』ではケルベロスと共に、どこかの地で修行する形で登場した。
モチーフは「地獄の使い」のイメージで、そのためにケルベロスを連れている。キャラクターデザインの小野和美によると、通常時の姿よりも先にディザスターフォース発動時の姿がデザインされており、発動時の髪型は歌舞伎をイメージしている。
漫画版では登場していない。
コアガジェット / ダークコアガジェット：槍型
コアガジェット時は白、ダークコアガジェット時は黒ベースのカラーリング。
先端にはドリル状の穂先が取り付けられており、「怒裏留バンカー!!」発動時や破壊活動時に用いられる。
使用デッキ：カラミティ・ブラッド / フォージング・ブラッド / エース・デフィート / レイジング・タイラント　
全てデンジャーワールドのデッキ。「カラミティ・ブラッド」「フォージング・ブラッド」「エース・デフィート」は《アーマナイト》、「レイジング・タイラント」は《タイラント》が中心。
ルミナイズ時の口上は「カラミティ・ブラッド」は「炎の槍で貴様を砕く！」、ダークルミナイズ時の口上は「フォージング・ブラッド」は「消え去れ愚物！」、「エース・デフィート」は「エースの力が、お前を砕く！」、「レイジング・タイラント」は「猛る血潮で全てを砕く！」。
使用ダークバディスキル：名称不明
コアガジェットの槍の先端が光り、空を飛べるようになる。

アーマナイト・イーグル
声 - 藤堂真衣
ロウガの通常時のバディ。デンジャーワールド所属の《アーマナイト》。
ロウガのバディは2種類おり、ロウガ役の広田みのるには「イーグルはバディに見せかけたペットではないか」と言われている。

ケルベロス / アーマナイト・ケルベロス → アーマナイト・ケルベロス“A”（エース） → タイラント・ケルベロス
声 - 寺島惇太
ロウガのディザスターフォース発動時のバディにして彼の本当のバディ。デンジャーワールド所属の《アーマナイト》。3つの首を持つ狼型モンスター。25話にてアジ・ダハーカの闘技場でロウガとともに実戦訓練を行い、強化型の「アーマナイト・ケルベロス“A”」に進化。『DDD』では「タイラント・ケルベロス」にパワーアップしており、属性も《タイラント》になる。SD時の毛の色は白だったが、『DDD』からは黒色になった。また、バルから助けてもらった礼として必殺モンスター「バイオレンス・ゲイザー」の力も貰っている。
ロウガに対しては口は悪いが、彼の心境の変化をよく理解しており、バディとしての関係はむしろ良い方である。

ソフィア・サハロフ
声 - 能登麻美子
相棒学園中等部生徒会の副会長で、ディザスターの一員。ABCカップではチーム「生徒会バディファイト執行部」所属、臥炎カップではチーム「煉獄」所属。13歳。ロシア人。真意を伺わせない無表情で謎めいた少女。白銀色の髪が特徴で、身長はどちらかというと小柄。美少女と言える容姿の持ち主だが、性格はクールというよりも酷薄なまでにドライで、自らの力で相手を死に追いやるような仕打ちも厭わない残酷な面も持ち合わせている。返事の仕方は「ダー」（ロシア語で「はい」の意味）。
ダークコアの力を借り、ディザスターフォースを発動させることも可能。バディスキルにより、強制テレポートや、ダークコアを押し当てることによって記憶を消去することができる他、ワームホールによる空間転移やバリアなども使用可能と、かなり多彩な能力を持ち合わせている。
キョウヤに絶対の忠誠を捧げており、ダークコアデッキケースの力を操れる者を探すために暗躍する。彼の命令の下に祠堂の陰謀に加担し、参謀的存在を担うが、祠堂の言動に呆れた素振りを見せ、彼の知らぬところで単独で行動することもある。他のディザスターのメンバーに対しても仲間意識は無きに等しく、いずれもキョウヤが野望を達成するための道具程度にしか思っておらず、用済みになれば冷淡に切り捨てる。一方、短気な面を見せることも多く、アスモダイの仕掛けた悪戯に逆上し、ディザスターフォースを暴走させており、この点についてはキョウヤからも「心に余裕が無い」と指摘されている。
第17話にて自身が幽閉した轟鬼たちの前に現れた際にバディスキルを使用し、バディファイターであることが明らかになった。第21話にて祠堂の力を見限り、生徒会の副会長としての立場を捨て、キョウヤの側に仕えていた。
臥炎カップでは、チーム煉獄の一人として参加しているが、キョウヤの命令で用済みになった朽縄てる美の記憶を消すなどといった暗躍もしている。決勝戦ではテツヤと試合をすることになるも、試合前に棄権するよう彼に要求し、その条件としててる美に関する情報を与えるという甘言をするが、その陰湿なやり方に激怒したアスモダイによって前述の通り辱められ、彼の叱咤に立ち直ったテツヤによって敗北を喫した。試合後、タスクからは自身が試合に負けたことを悔しがっている心境を見抜かれている。その後の第三試合では、タスクの対戦相手である牙王を失格に追い込むべく、彼の使用していたジャックナイフドラゴンを排除しようとしたが、それを妨害したタスクが発動させたフューチャーフォースに吹き飛ばされている。富士での最終決戦では、ディザスターパレスに近づくタスクとキリの2人を迎え撃つも、乱入してきたロウガの妨害を受け、最終的に計画は失敗に終わり、捕縛された花薔薇を連れて脱出した。
『100』では再び副会長に戻っており、イカヅチの部下として行動し、事情をよく知らない祠堂を体よく利用しており、気絶した民間人を危険に晒そうとするなど、冷酷な行いも変わらずに見せる。イカヅチに従うふりをしてキョウヤに内通しているが、キョウヤからはスパイ行為を始めとする危険な任務を度々任されることが多く、それらが原因で何度も窮地に陥る展開があった。その一方、タスクとも因縁を持つようになり、絢爛朱雀の運営するバディファイトクラブで捕らえられた際は、彼に助けられている。この際に、百鬼に加担していることが暴かれバディポリスから追われる身となり、副会長の座からも降りている。
イカヅチが行方不明になりグラトスに仕えるようになってからは、キョウヤの命令のために、ジャックを取り戻そうとしていたタスクに協力して未来の世界へと向かうが、そこで百鬼たちに捕らわれ、未来で荒んでいたグラトスのもとに送られ危機に陥り、再びタスクに助けられている。また、未来に訪れた際には、自身とタスクに容姿の似ている兄妹とも出会っている。
オオヤミゲドウが降り立った相棒学園での戦いでは、スタードラゴンワールドを使う裏外道衆の一人として「裏・六角嵐王 カタストロフ・コード」と組むが、元よりヤミゲドウの指示に従うつもりはなく離反。その結果、自らの背信を見抜かれ、操られる形で半ば強引にタスクと戦わされるが敗北し、石化される。しかしその後、裏切りを画策していた朱雀によって石化から解放され、他の石化した裏外道衆から裏角王のカードを回収していき、全て集めた後にキョウヤのもとへと戻ったが、自信と同じく石化していたかつての仲間であるダビデや祠堂のことは見捨てている。スタードラゴンワールドのデッキはキョウヤに手を貸す朱雀から与えられたもの。『DDD』以降は登場していない。
漫画版でもディザスターの一員として登場しているが、アニメ版とは異なり出番は少ない。
コアガジェット：名称不明
使用デッキ：冬のダイヤ
《星》を中心としたレジェンドワールドのデッキ。ダークルミナイズ時の口上は「夜空よ、止まれ。歴史よ、凍れ！」。
使用デッキ：終焉銀河
裏・六角嵐王 カタストロフ・コードの一点突破戦術が軸のスタードラゴンワールドのデッキ。裏外道衆の一員として使用。ルミナイズ時の口上は「銀河を覆う煌めきよ、嵐の如く荒れ狂い、今ここに一つとなれ」。
使用デッキ：アクター・オブ・タロット
マジックワールドのデッキ。ゲーム『友情の爆熱ファイト！』で使用。バディは「アクターナイツ・エンペラー」。ルミナイズ時の口上は「はむかうなら容赦しない」。

星神 アストライオス（せいしん アストライオス）
ソフィアのバディ。レジェンドワールド所属の《星》。

祠堂 孫六（しどう まごろく）
声 - 財満健太
相棒学園中等部3年生で、中等部の生徒会長を務める。ディザスターの一員で自称リーダー。学年ランキングは2位。ABCカップではチーム「生徒会バディファイト執行部」所属、臥炎カップではチーム「ダークドミネイターズ」所属。6月27日生まれ。15歳。血液型AB型、特技は言い訳、責任転嫁。口癖は「〜ですし」。キャプテン・アンサーのファン。
上昇志向が強く、勝利のためには手段を選ばないが少々天然で抜けた性格であるため詰めの甘い一面も持つ。またかなり小心者でずる賢く、かつ調子のいい性格でもある。表向きは優等生だが、裏ではキョウヤから「マヌケな生徒会長役を演じ続ける」任務を与えられており、彼の指示の下ロウガに命じて悪事を働かせたり報酬を渡してジンを動かすなど、陰謀を企てている。
ABCカップ本選が開催された直後に清風会団長・轟鬼を罠に嵌め、清風会伝統のデッキである「剛龍気炎」を奪う。しかし自身がノボルに敗北したあとはすっかりやる気を失くしてしまい、斬夜の思惑によってデッキが生徒会室の自身の机の引き出しから奪還されていたことにすら気づかなかった。
父親はバディカード管理庁の内部調査官で、息子がダークネスドラゴンワールドのカードを使うことも知っていたようだが、同僚の野針がキョウヤと結託していた事実や息子がディザスターフォースを扱える事実についてまでは知らなかった。
『100』ではイカヅチの部下として行動しており、牙王の持っている天武のカードを狙って何度もファイトを挑んでいるが、何度も失敗してはイカヅチから電撃の制裁を受けている。相棒学園の生徒会長に復帰しても私生活は落ちぶれてしまっており、かつて落とし穴として使っていた生徒会長室の地下を寝倉にしている。
グラトス出現後は、新たにグラトスに鞍替えしているが、イカヅチの影に脅え続けている。オオヤミゲドウ覚醒後は、ドラゴンワールドを使う裏外道衆の一人として「裏・五角竜王 荒天武」と組む。しかし負ければ石化するファイトは本人は嫌がっており、偶然居合わせたオカダが代わりにファイトしたため石化せずに済んでいる。
その後ヤミゲドウの狙いが地球の石化であることを初めて知り、さらにソフィアにそそのかされてヤミゲドウが裏角王回収のために放ったグラトスとファイトすることになり、勝利するが糸に襲われて石化する。最終決戦後は心身とも元に戻る。
『DDD』では生徒会長に復帰している。WBCカップ超東驚大会では轟鬼に敗れ、ベスト8を逃す。ディザスターのみならずプロジェクトDDDには一切関わっていない。
『X』でも引き続き生徒会長として登場しており、隙あらば牙王たちより人気者になろうとしているがいつも失敗している。また、ファッションセンスが独特のものであることも発覚した。
コアガジェット / ダークコアガジェット：星型
赤い星を模した台座のようなものだが、常に浮遊している。ダークコアガジェット使用時は色が黒になっている。
使用デッキ：デンジャラスDEATH死 / タイラント・デアリング
それぞれデンジャーワールド、エンシェントワールドのデッキ。デンジャーワールドでは「蒼駆竜ガグ」、エンシェントワールドでは「シルバードラゴン アデイラード」をバディにしていた。第14話にて使用されていた「デンジャラスDEATH死」は手を抜くためのいわば仮のデッキであり、第18話にて使用された「タイラント・デアリング」は世を忍ぶ仮のデッキ。
ルミナイズ時の口上は、「デンジャラスDEATH死」は「消し炭にしてやりますし！」、「タイラント・デアリング」は「我が敵を砕き、その魂を焼き滅ぼせ！」。
使用デッキ：フォーエバーDEATH死 / ストロングDEATH死 / マリオネットDEATH死
いずれも《死》を中心としたダークネスドラゴンワールドのデッキ。本来の使用デッキである「フォーエバーDEATH死」および裏外道衆の一員として使用した「ストロングDEATH死」は潜影による攻撃、「マリオネットDEATH死」は相手モンスターを操る戦術が軸。
ダークルミナイズ時の口上は「フォーエバーDEATH死」は「馬鹿は死ななきゃ治らんですし！」、「ストロングDEATH死」は「僕は史上最強のファイター、祠堂孫六！」。「マリオネットDEATH死」のルミナイズ時の口上は「自分の力で倒れるがいいですし！」。漫画版では潜影のほか霊撃の能力を持ったモンスターを入れたデッキを使用。
デスシドー → ゲスシドー
自称「史上最強のバディファイター」。祠堂またはソフィアがイカヅチの手下として行動する際、正体を隠すためにガロウズと合体して変身した姿。
超名古屋のバディファイトクラブでの一件においてソフィアが正体を明かしてしまったため、以後は祠堂のみが変身する。『100』第27話よりガロウズの進化に伴い「ゲスシドー」に改名。「デスシドー」はソフィア、「ゲスシドー」はグラトスによる命名。
オオヤミゲドウの戦いにて、自身の正体が牙王たちにもばれてしまっているが『DDD』では生徒会長に復帰していることから周囲からはばれていない模様。
使用デッキ：ハンドレッド〜（バディとして組んだ百鬼が所属するワールド名）
バディとなる百鬼のワールドによって名称が変わる。ルミナイズ時の口上は「道を外れし悪鬼羅刹、その力を見るがいい！」。

ガロウズ / デスルーラー ガロウズ → 獄門案内人 ガロウズ “ゲストゥス”（ゲートガイダー ガロウズ ゲストゥス） → 操骨支配人 レブル・ガロウズ（ボーンマスター レブル・ガロウズ）
声 - 石上裕一
祠堂のバディ。ダークネスドラゴンワールド所属の《死》。「ゲッシャシャシャ」と笑う癖がある。
悪党ながら必要もなくSD化するなど憎めない振る舞いをするが、ファイトでは異様な力を発揮する。祠堂のことをからかって小馬鹿にしており、祠堂からは邪険に扱われている。また、彼には非協力的でバディスキルを与えていない。ただし、祠堂がどんなに落ちぶれても、見限ってバディを解消するようなことはしていないことからも、彼のことを心底から嫌ってはいない模様。
『100』第27話にてグラトスが用意した新しいアジトに備えられていた暗黒の祭壇の力によって「獄門案内人 ガロウズ “ゲストゥス”」に進化した。『X』では「操骨支配人 レブル・ガロウズ」の姿となっている。

花薔薇 エルフ（かばら エルフ）
声 - 三宅健太
ディザスターの一員。29歳。筋骨隆々の容姿とは裏腹にオカマ口調が特徴のナルシストで、バディカード関連の研究者でもある。語尾に「C（しー）」などを付け、身体でアルファベットを表現する癖がある。コミカルな雰囲気をしているが、バディモンスターを材料に使った冷酷な実験を行い、またキョウヤの世界を救うという計画にも、その過程の全てを知りながら加担している。
第1期の中盤にて、相棒学園に非常勤の数学教師として潜入し、牙王らについての情報を探る。一方、ディザスターのメンバーとしてはダークコアデッキなどの装備品を研究・開発し、また死神が奪ったモンスターたちを研究に利用し、ダークコアに組み込んだマインドサプレッサーを使って操った。
臥炎カップ開催中、正気を取り戻したキリに騙されて捕らえたバディモンスターたちのいる場所へ案内してしまい、アイスブレイド・ジョーカーに凍らされて、バディモンスターを奪還される。
キョウヤと牙王がファイトをする中、ダークネスドラゴンワールドへのゲートを開くべく、富士の秘密基地で開発されたゲート開放装置の調整を行っており、ディザスターフォースの資質があると見た牙王の潜在能力を利用しようとしていたが、フューチャーフォースとディザスターフォースが対極の力だったという誤算から、逆にゲートが閉じられることになる。そしてキョウヤが敗北した後は強引にゲートを開かせようとしたが、タスクやロウガに取り押さえられ、最終的にはソフィアによって助け出され逃亡する。
『100』でも、キョウヤに協力し続けており、タスクが未来へ向かおうとした際は、以前破壊されたゲート開放装置とは別の物を使って未来へ向かうための協力を行った。
ヤミゲドウがオオヤミゲドウに進化して地球に降りて来た後は、キョウヤと共に潜水艦でその様子を傍観しており、牙王にタスク、角王たちがヤミゲドウの繭にまで辿り着いた際には、乱入したキョウヤのサポートをヘリで行いあらかじめ開発した特殊なパイル「ニードルロケット」をヒャクガンヤミゲドウに打ち込んで、キョウヤがディザスターフォースでヤミゲドウを操るサポートを行ったが、失敗に終わっている。
ヤミゲドウが牙王たちに倒された後は、その影響で今まで発見されなかったワールドが出現しているのを確認している。『DDD』以降は登場していない。
コアガジェット：コンパクトミラー型
使用デッキ：不明
第45話での牙王とのファイトでは、死神が奪った斬夜の「如月忍法帳外伝」を使用。ルミナイズ時の口上は「宵闇に坊やを弔ううつくC（しー）刃」。

山崎 ダビデ（やまざき ダビデ）
声 - 陶山章央
ディザスターの一員。臥炎カップではチーム「ダークドミネイターズ」所属。4月1日生まれ。中学2年生の14歳。血液型B型、特技はイカサマ、カードの使用目的は転売。普宮第二小学校の卒業生。
他人を見下す不真面目で悪意に満ちた態度を取り、それに苦しむ様子を楽しむ歪んだ性格の持ち主。ポケットに自分がファイトで有利になるためのカードを何枚も仕込んでおり、イカサマなどの卑怯な手段も平然と使い、指摘されても完全に開き直っている。相手を精神的に追い込む狡猾さも持つ上に悪知恵が働き、用意周到であり、カードを奪われて落ち込んでいたキリにダークコアデッキを持たせることに成功し、彼を「死神」に変貌させる原因を作っている。
ディザスターの最終作戦発動時には、キョウヤの秘密研究施設に乗り込むタスクとキリの2人の前に祠堂やソフィアと共に立ちはだかるものの、ディザスターを離反したロウガがタスクたちに加勢したことで形勢が逆転し、敗北。
『100』では、31話にて再登場するもののディザスターから離れており、カードのカツアゲを行っているなど落ちぶれている。偶然祠堂と再会し、彼に無理矢理ついていく形で、かつて自身が闇に誘ったキリが三角水王ミセリアである事実を知る。以前の敗北からキリを逆恨みしており、彼の数万年間の記憶である「記憶の水晶」を強制的に吸収させて心身共に傷を負わせるものの、ミセリアとして完全覚醒したキリにファイトで敗北。キリへの逆恨みを加速させた結果、より力を手に入れるべくヤミゲドウの勢力に加わる。ノボルたちと違い自らの意思で傘下に入っており、グラトスによる洗脳処置は受けなかった。
オオヤミゲドウ覚醒後は、デンジャーワールドを使う裏外道衆の一人として「裏・八角神王 デビルガデス」と組み、操られたノボルと組んで、ロウガと行動を共にするキリに積年の恨みを晴らそうとするも敗北。石化する末路を辿り、かつての仲間であったソフィアからも見捨てられた。最終決戦後は心身とも元に戻ったようである。
エルフやてる美、グレムリン同様その後の動向は不明になっていたが、『オールスターファイト』にて姿を見せた。
原作者の池田芳正が経験した子供のズルさや悪賢さが反映されたキャラクター。
コアガジェット：チョーカー型
使用デッキ：ザ・ブラックドラゴン
霊撃による戦術が軸のダークネスドラゴンワールドのデッキ。ダークルミナイズ時の口上は「すり潰せ、心を！」。
使用デッキ：ザ・デビルドラゴン
裏・八角神王 デビルガデスによる押し切りを狙ったデンジャーワールドのデッキ。裏外道衆の一員として使用。ダークルミナイズ時の口上は「踏み潰せ、魂を！」。
『100』第31話ではゲスシドーから無理矢理借りたハンドレッドデンジャーを使用している。

死竜 デスゲイズ・ドラゴン（しりゅう デスゲイズ・ドラゴン）
声 - 浅利遼太
ダビデのバディ。ダークネスドラゴンワールド所属の《黒竜》、《死》、《深淵》。

朽縄 てる美（くちなわ てるみ）
声 - 藤堂真衣
相棒学園中等部1年生で、ディザスターの一員。臥炎カップではチーム「ゴッデス」所属。13歳。祠堂の元秘書であり、ソフィアの代わりに生徒会副会長を兼任する。キョウヤには崇拝に近い感情を抱いており、顔を見ると赤面する。その反面、祠堂には辛辣な態度に出ることが多く、逆に祠堂からは強く疎んじられており「でろ美」と呼ばれ、ぞんざいに扱われている。キョウヤ本人からも、内心では大して利用価値の無い存在と見なされていた。「朽縄 てる美」は本名ではなくキョウヤから与えられた名前。
普段はメガネで顔を隠しているが、ディザスターフォースを発動してメガネを外すことによって残虐性を現す。本性を現すと語尾に「〜だわさ」と付けるようになる。
アスクレピオスの万能薬で牙王を思いのままに操ろうとするが、テツヤの歌とダンスによって調子を狂わされ、計画は失敗に終わる。その後、キョウヤの命令で臥炎カップに出場することになるも、祠堂とチームを組むことを拒否した結果、祠堂からの不況を買って相棒学園の地下に幽閉されてしまう。
その後鈴羽に助けられ、実力を認められてチーム「ゴッデス」のメンバーとして臥炎カップに出場。一回戦でテツヤと再戦し、敗れたもののバディファイトの楽しさを覚えるが、試合後にキョウヤの命令を受けたソフィアによってバディと記憶を奪われる。記憶が戻ることはなかったが、臥炎カップ決勝戦でのテツヤのファイトを見て再びバディファイトの楽しさに目覚めていた。
『オールスターファイト』では再びバディファイトを行う姿が描かれている。
コアガジェット：杖型
使用デッキ：ゴルゴン・エンパイア
《オリンピア》を中心としたレジェンドワールドのデッキ。ダークルミナイズ時の口上は「邪眼開放、呪いをまき散らせ！」。

ゴルゴン三姉妹 メデューサ（ゴルゴンさんしまい メデューサ）
声 - 橘田いずみ
てる美のバディ。レジェンドワールド所属の《ワイダーサカー》にして《オリンピア》。
キョウヤの命令でてる美のバディになったモンスターで、無感情・無表情に近い反応をする。てる美と長く共に戦う内に心が通い、彼女との別れを惜しんでいた。
『オールスターファイト』ではてる美と共に登場している。

グレムリン / 大盛 烈（おおもり れつ）
声 - 津田健次郎
ディザスターの一員で天才デッキビルダー。臥炎カップではチーム「ダークドミネイターズ」所属。12月24日生まれ、14歳。その正体は爆の従兄である師匠の「大盛 烈」だが、キョウヤに「グレムリン」の名を与えられ、ディザスターメンバーのデッキ構築を一手に引き受けている。
常に冷静沈着であり、キョウヤに対しても冷たい態度を取る。デッキビルダーとして強い誇りを持っている反面、それを使ってファイトするファイターを道具扱いし、自らの考えを強引に押し付けようとするなど傲慢な内面の持ち主であり、かつてデッキを作ったファイターたちからも嫌われていたようである。
爆のことも最初から自らの目的に利用するためだけに弟子にしていたが、その爆はファイターが自由にファイトできるためにデッキを構築すると言い出したことから、一方的に師弟関係を切ってしまっている。
臥炎カップでは、デッキ構成を行ったチームメンバーのダビデや祠堂に対し、試合中も逐一指示を行っており、特にダビデを苛立たせていた。祠堂からも敗北後に「いけ好かない」と嫌悪されている。準決勝の牙王との試合では、自らをあくまでもデッキビルダーだと自負し、「ファイターによる試合は添え物」と、バディファイト自体を否定するも同然の発言を平然としたことから、観客の子供たちから反感を買っている。ビルダーとして計算しつくした戦法で牙王を追い詰めるものの、ファイターたちから見れば勝率のみを考えたものであり、レア麿からは「雅に欠けた地味な戦法」と酷評されている。結局はファイターを見下す姿勢から、自分が直接ファイトに参加しようとはせず、さらに爆と牙王の絆を見くびっていたことが災いし、隙を見せる結果になってしまい、敗れた。
爆のビルダーとしての考えには気付いても自らの敗北は頑として認めていなかったが、決勝戦の大将戦直前に爆の前に姿を現し助言を施す。キョウヤの頼みで彼のデッキ「終焉の翼」を作り上げた後はディザスターを去り、姿を消している。その後の動向は不明であり、『100』からは全く姿を見せていない。
ディザスターフォースの能力として瞬間移動を使用できる。
コアガジェット：悪魔の顔型
使用デッキ：完全暗黒世界
死と深淵を中心としたダークネスドラゴンワールドのデッキ。ダークルミナイズ時の口上は「果て無き無限の漆黒が、貴様の心を塗り潰す」。カードに記載されている口上は「果て無き無限の漆黒が、貴様の心を打ち砕く！」。

終末の黒竜 デスタリカ（しゅうまつのこくりゅう デスタリカ）
グレムリンのバディ。ダークネスドラゴンワールド所属の《黒竜》にして《深淵》。コール時にドロップゾーンの「深淵」属性のカードを全てソウルに積み込み、3枚デッキに戻す度に相手の攻撃や効果で場から離れない能力を持つ。

煉獄騎士（れんごくきし）
全身が鎧で覆われた謎の新メンバー。正体は龍炎寺タスク。#煉獄騎士を参照。

### 角王
一角獣王 ジウン（いっかくじゅうおう ジウン）
声 - 藤原貴弘
カタナワールドの角王である《髑髏武者》。前回の封印の儀の後は地球・超霧島の山奥で数万年間眠っていたが、仲間を探すために超東驚に現れた。一人称は「おい」で、語尾に「ごわす」と付ける。
ヤミゲドウ封印に力は貸すつもりではいるが、自分より弱い斬夜を認めていなかったため彼のデッキに入ることを拒んでいた。カタナワールドの本質を理解した斬夜と超櫻島で再びファイトし敗れ、デッキに加わることになる。
コアガジェット：角王の証
使用デッキ：突撃事変
《髑髏武者》を中心としたカタナワールドのデッキ。バディは自分自身。ルミナイズ時の口上は「止められるものなら止めてみるでごわす」。

二角魔王 アスモダイ（にかくまおう アスモダイ）
マジックワールドの角王である《ソロモン72柱》にして《魔王》。テツヤのバディ、魔王アスモダイの本気になった姿。
普段の姿については魔王アスモダイを参照。

三角水王 ミセリア（さんかくすいおう ミセリア）
声 - 愛美
ダンジョンワールドの角王である《Dエネミー》にして《魔王》。氷竜キリの正体。
戦うことを嫌い、平和を愛する性格。ヤミゲドウの封印後は人間として生きることを望み、角王としての記憶を封印し現在まで「氷竜キリという人間」として生きていた。人間体と『DDD』以降に登場したミセリアの形態については氷竜キリを参照。

炎魔 バン（えんま バン） / 四角炎王 バーンノヴァ（よんかくえんおう バーンノヴァ）
声 - 奈良徹
エンシェントワールドの角王である《怒羅魂頭》。人間としての姿は記憶喪失の百鬼ハンター・炎魔バン。バディのリッキーの他、舎弟である「天輪覇王 ギャング・ザ・キング」「罵詈罵詈竜王 チャンピオンロード」「悪羅悪羅竜王 ビリオンナックル」とつるんでいる。
荒っぽい性格で、百鬼を狩るためなら手段は選ばない。人間時はリーゼント頭をしており、百鬼モンスターの方向を指し示すレーダーにもなっている。また、頭から生えているハンドルをネタにされたり、リッキー以外に触れられたりすると「本気（マジ）モード」になって暴れる。「冗談はよし子さん」などの昭和の不良のような死語を多用する。
かつてグラトスの奇襲を受けた際、自ら記憶を封じ炎魔バンとなることで辛うじてその力を保ち、それ以降は百鬼と化したモンスターをヤミゲドウの呪術から解きっていた。
『オールスターファイト』では「漢気の拳王 バーンノヴァ」としてノボルのデッキに入る。
コアガジェット：バイク型
使用デッキ：炎魔連合、夜路死苦！
自身も含めた《怒羅魂頭》を中心としたエンシェントワールドのデッキ。ルミナイズ時の口上は「ナウなヤングにバカウケだぜ！」。記憶を取り戻してからはバーンノヴァと炎王の舎弟リッキーをデッキに組み込んでいる。

ドラゴンキッド リッキー → 炎王の舎弟 リッキー（えんおうのしゃてい リッキー）
声 - 能登麻美子
バンのバディ。エンシェントワールド所属の《怒羅魂頭》。ハチマキを頭に巻いた小さいドラゴンで、バンを「兄貴」と呼んで慕っている。一人称は「俺っち」で、語尾に「キー」と付ける。
身体の中に角王の証である宝珠を持っているため角王だと疑われていた。

五角竜王 天武（ごかくりゅうおう てんぶ）
声 - 梅津秀行
ドラゴンワールドの角王である《武装騎竜》。巨大な東洋の竜の姿をしており、角王の中では最も大きい。女性に目がなく、見た相手を「花嫁」と呼び求婚する癖がある。
世界に迫っている「とてつもない脅威」を回避するために、世界最強のバディファイターを求めて超東驚湾から現れた。牙王とのファイトに敗れた後に現れたイカヅチによって記憶を奪われ、以降は牙王のデッキの一枚として行動を共にしていたが、牙王の初めての敗北の際にヤミゲドウに喰われる。その後アスモダイが半身を取り返すためにヤミゲドウの体内に潜り込んだ際に生きていることが判明した。角王の証はドラムに継承されている。最終決戦ではヤミゲドウの体内から脱出し、五角騎竜たちとともにドラゴンワールドに帰還した。
漫画版ではヤミゲドウに力の大半を喰われたものの生還しており、牙王に「竜王直伝 ギガハウリング・クラッシャー!!」を伝授する。
コアガジェット：角王の証
使用デッキ：飛翔陣
《武装騎竜》を中心としたドラゴンワールドのデッキ。バディは自分自身。ルミナイズ時の口上は「鍛えし武勇、この日のために！」。

五角竜王 ドラム（ごかくりゅうおう ドラム）
声 - 大畑伸太郎
ドラムバンカー・ドラゴンを参照。

絢爛朱雀（けんらんすざく） / 六角嵐王 ヴァリアブルコード（ろっかくらんおう ヴァリアブルコード）
声 - 木内秀信
スタードラゴンワールドの角王である《ネオドラゴン》。人間としての姿は非合法の地下ファイト「バディファイトクラブ」の主催者にして、バディファイターとして活動する絢爛朱雀。「超白虎（ブランデウス）アキシオン」、「超青竜（アズルデウス）テスラマグナ」、「超玄武（ヴェールデウス）マトリクス」の3体が配下のモンスターとして仕えている。掴みどころのない性格で、真意をはかりづらい面がある。
かつてヤミゲドウ封印のためにデュナミスによって未来のスタードラゴンワールドから過去の地球に招集されたが、故郷に戻ることができなくなったため絢爛朱雀として地球に残ることとなった。その後は超名古屋で地下ファイトを開いていたが、そこに訪れたタスクのバディであるジャックが自分が待ち続けていた時を超える力の持ち主であることに気付く。メンテナンスが必要なほど弱っていたジャックを助ける条件としてタスクに八百長試合を持ちかけるが、ジャックのバディとして戦う覚悟を決めたタスクにファイトで敗れ、ジャックを連れて未来へ帰還する。しかし角王である自らがいなくなったことで、辿り着いた未来ではヤミゲドウが封印されず、スタードラゴンを含む全てのワールドが消え去ってしまったという現実を突き付けられる。同じく未来へとやってきたタスクと再会するが、ジャックの治療もできなかったために、激怒したタスクに殴られている。
結局はタスクたちについていく形で元の時代へと戻り、角王として協力することにもなるが、このまま黙って従うつもりは無い様子を疑われ、タスクやジャック、ドーンからは睨まれていた。決戦が起ころうとする中、世界を動かし得るほどの力を持った臥炎キョウヤに目をつけ彼と結託しており、その部下であるソフィアにはスタードラゴンワールドのカードまで提供している。そして角王所有者たちと裏角王所有者たちの戦いに決着がつこうとしていた土壇場で、石化したソフィアを解放して裏角王の回収を行う。
その後はタスクや牙王たちに裏切りがばれてもほとんど開き直った姿勢を見せ、逃げた後は完全に傍観に徹していたが、ヒャクガンヤミゲドウ覚醒直前に自身の考えを否定する声が頭に響き、さらにはイカヅチの電撃を偶然浴びた結果、忘れ去っていたある記憶を取り戻す。実は遥か昔、タイムジャンプ能力によって未来のスタードラゴンワールドから人類が誕生する以前の過去に渡っており、そこで世界を救うためにたった1人でヤミゲドウに戦いを挑んでいた。しかし、ヤミゲドウに叶わずダメージを負った自分を救ってくれた武装騎神デュナミスにタイムジャンプの力を与えて角王となるべきモンスターを集める任務を託していたが、ダメージの影響により深刻な記憶障害を起こしており、そのため高い志も角王を集める計画も忘れていた。
自身がヤミゲドウと角王の戦いのきっかけを作っていながら、そのことを忘れて勝手なことばかりをしてしまったことに責任を感じ、迷わず牙王やタスクたちに協力。彼らに事の経緯やデュナミスとの関係を説明した後、ヒャクガンヤミゲドウ打倒に尽力し、戦いが終わった後は、スタードラゴンワールドが蘇ったことを確信し、飛び去っていった。
コアガジェット：角王の証
使用デッキ：絢爛銀河
タスクのもの同様《ネオドラゴン》と《竜装機（ドラグアームズ）》を中心としたスタードラゴンワールドのデッキだが、こちらはバディにして本来の姿でもあるヴァリアブルコードによる一点突破を目的としたもの。
ルミナイズ時の口上は「銀河を飾る煌めきよ、嵐の如く舞い踊り、今ここにひとつとなる」。

七角地王 ドーン伯爵（ななかくちおう ドーンはくしゃく）
声 - 家中宏
レジェンドワールドの角王である《ワイダーサカー》。バディポリス隊員として活動し、牙王たち「バディポリス・ユース」を指揮する隊長を務める。一人称は「我が輩」。
太陽を嫌っており、日光を浴びると灰化する。そのため牙王のシャツの太陽マークなども苦手としている。コマンダーIとは仕事の方針の違いにより犬猿の仲だが、信頼を寄せる場面もある。
4年前の大災害において当時のバディであった富士宮隊員を救えなかったことを悔いており、以来陰ながら富士宮親子の生活を見守るようになった。また、父親を亡くして落ち込んでいた風音に手紙を送って励ましており、彼女が「友達を100人作る」ことのきっかけを作っている。
はるか昔から淵神一族の村を訪れており、彼らに秘法「闇外道鎮魂之術」を伝えている。
コアガジェット：杖型
使用デッキ：ドーン正規軍
《ワイダーサカー》を中心としたレジェンドワールドのデッキ。バディは自分自身。ルミナイズ時の口上は「暁に映えよ、正義の使者」。

八角神王 グランガデス（はっかくじんおう グランガデス）
デンジャーワールドの角王である《デュエルドラゴン》。角王の中では最強の力を持つ。超穂高で眠っていたが、キリことミセリアが超穂高に引っ越してきたことをきっかけに思念体を飛ばすようになった。人間の言葉は話さないが、テレパシーのような超感覚でロウガやミセリアなど特定の相手に意思を伝えることができる。巨大で威圧感のある外見だが笑いのハードルは低く、シュタインブレイド・ジョーカーのダジャレに無邪気に反応していた。

キャプテン・アンサー
ヤミゲドウ封印に参加できなかったヒーローワールドの角王。詳細は葱ノ山 一束/ キャプテン・アンサーを参照。

死ヶ峰 骸（しがみね むくろ） / 九角勇王 ムクロ（きゅうかくゆうおう ムクロ）
声 - 石上裕一
三度笠を被り長楊枝をくわえた、口調も渡世人を意識した言動をするファイター。語尾に「ござんす」と付ける。人間の姿をしているが、その正体はヒーローワールドの《ダークヒーロー》。キャプテン・アンサーに憧れ、彼にヒーローとしての理想を重ねている。
前回のヤミゲドウの封印においてヒーローワールドが参加できなかったため、今回の封印では角王の証を手に入れヒーローワールドの角王となるために行動する。
目的のためには手段を選ばず、一般市民を危険に巻き込んでの自作自演を平然と行うが、『100』第32話においてヤミゲドウの封印とヒーローワールドの角王を誕生させるのも全て自分が「認められたい」ためと判明。ドラムから器の小ささを指摘され激怒した。
グラトスの眼中にはなく、ドーン伯爵からは「同じワールドならいざ知らず別のワールドの者が角王の証が主と認めるわけがない」と断言された。その後はヒーローワールドに戻り調査を続け、ヒーローワールドにも角王がいることを突き止めている。
地球を救うために戦う牙王たちの姿を見て何もできない自分に苛立ち、自分が何を為すべきなのかを知るためにキャプテン・アンサーこと葱ノ山の前に姿を現す。ヤミゲドウに操られて暴走したキャプテン・アンサー “オーバーロード”とのファイトを経て、ヒーローワールドの角王「九角勇王 ムクロ」として覚醒した。
コアガジェット：独楽型
ドラムの角王の証を巡ってのバディポリス結界内の牙王とのファイトで敗北したことで破壊、消滅したが、再登場までには新たなものを入手していた様子。
使用デッキ：シャドーヒーローズ
《ダークヒーロー》を中心としたヒーローワールドのデッキ。
ルミナイズ時の口上は「影に紛れて悪を斬る…アッシら正義の世捨て人」。

影雄 シュヴァルツ（シャドーヒーロー シュヴァルツ）
声 - 森嶋秀太
死ヶ峰のバディ。ヒーローワールド所属の《ダークヒーロー》。ソフト帽を被ったダークヒーローで、ドイツ語で受け答えをする。

無角邪王 ネグロバルス（むかくじゃおう ネグロバルス）
エクストラブースター「決戦!!裏角王」にて判明したダークネスドラゴンワールドの角王の《黒竜》、《深淵》、《破壊》。アニメ未登場。
理由は不明だが、天武に角を五本折られており、怨み復讐を望んでいる。

### 百鬼
イカヅチ / 淵神 暴留斗（ふちがみ ボルト）
声 - 増田俊樹
100体のイリーガル・モンスター《百鬼》のカードを従える少年。バディスキルなしで飛行が可能で、百鬼の召喚や電撃を放つなどの人間離れした力を持っている。
元々は角王を祀り、ヤミゲドウの封印を隠し守ってきた「淵神一族」の末裔。「一族の厳しすぎる戒律に縛られて生きてきたが、その生活に耐えかねていたところに偶然ヤミゲドウの封印を解き放つことになった」と記憶しているが、これはグラトスによって書き換えられた後の記憶であり、グラトスに騙されヤミゲドウの封印を解いたというのが真相。「イカヅチ」という名前はグラトスから与えられたもので、本名は「淵神 暴留斗」。
ヤミゲドウからより多くの力を得るために祠堂とソフィアに角王探しを命じる。祠堂たちがあまりにも不甲斐ないため自ら出向くようになり、常勝無敗だった牙王にバディファイトで初めての敗北を与えた。後に超竜五角陣を携えた牙王とのファイトに敗北し、アジトの崩壊と共に行方不明となる。
心身ともに弱った状態で涼美に発見され、一時は未門家で過ごしていたが再び姿を消す。そして記憶を取り戻して改心し、自分と淵神一族の運命を変えたグラトスをファイトで破り決着をつけることができたが、直後にオオヤミゲドウに体を乗っ取られる。その後キョウヤたちが放ったニードルロケットによりオオヤミゲドウが半ば昏睡状態に陥ったことで正気に戻り、身体から脱出して自由を取り戻し、淵神の里に伝わる大いなる力を携えヒャクガンヤミゲドウに挑むも、その大いなる力を発動させることができず、再びヤミゲドウに取り込まれてしまう。最終決戦では天武とタスクの助けを借りて、ヤミゲドウの本体と共にヒャクガンヤミゲドウの体内から脱出する。その後復旧した淵神の里に帰還し、ヤミゲドウが再び暴れ出すことのないよう見守りつつバディとして行動を共にする。
バディファイトの実力は非常に高く、牙王戦の戦績は『100』第50話の時点で99勝99敗と互角。また、ディザスターフォースの保持者としても高い潜在能力を備えており、ソフィアを通じる形でキョウヤからダークコアを与えられていた。
『オールスターファイト』ではGGGカップに出場、ノボルとのファイトで敗北し、彼を激励する。
コアガジェット：ヤミゲドウ型
小さなヤミゲドウの姿をした、生命と意志を持つコアガジェット。憑依した主のイカヅチを手助けする。
イカヅチが牙王に敗北して消息不明になった後、姿を見せたグラトスによって、ヤミゲドウをオオヤミゲドウに進化させるべく半ば無理矢理従わされていたが、生還して記憶を取り戻したイカヅチによって奪還され、再び彼に従う。後にヤミゲドウに乗っ取られたイカヅチが正気を取り戻した後も、彼と共に戦う道を選び、角王たちからの協力を得る形でサポートを行った。
ヒャクガンヤミゲドウと裏ヤミゲドウが倒された後も、イカヅチと共に生きる道を選んでいる。
使用デッキ：外道百雷 / 御雷の王
全ワールドの《百鬼》のカードが使える特殊フラッグ「百鬼夜行」を使用したデッキ。百鬼の専用技能「爆雷」の発動条件により追い詰めていく戦術が特徴。ダークルミナイズ時の口上は「外道百雷」が「闇に蠢く百鬼共！ 壊せ！ 暴れろ！ 世界を喰らえ！」、裏ヤミゲドウ戦での口上は「闇に蠢く百鬼共！ 壊せ！ 暴れろ！ 奴らを喰らえ！」。「御雷の王」のルミナイズ時の口上は「久しぶりのデカいファイトだ！ 俺達の力見せてやろうぜヤミゲドウ！」。
裏ヤミゲドウ
裏角王とキョウヤのディザスターフォースを吸収したヒャクガンヤミゲドウが、自らのバディとして生み出した、イカヅチの分身といえる存在。裏角王のパーツを組み合わせた醜悪な怪物の身体にイカヅチの上半身がくっついているという不気味な姿をしている。額にダークコアがついており、そこからカードを引くことができる。ヒャクガンヤミゲドウの意思を反映したかのような言動で喋る。
正気を取り戻し、ヤミゲドウの本体や角王たちからの助力を得たイカヅチとファイトを行い、バディモンスターの域を超えたヒャクガンヤミゲドウの能力によって圧倒する形で勝利する。しかし、駆けつけた牙王とのファイトで「角王∞弾」を発動されたことでヒャクガンヤミゲドウを撃破され、自身もまた牙王の「ギガハウリング・クラッシャー!!」によるとどめで完全に滅びた。
使用デッキ:ハンドレッドヤミゲドウ
全《百鬼》を入れた100枚の「百鬼夜行」のデッキ。ダークルミナイズ時の口上は「人を、モンスターを、星を、ワールドを、この世の全てを喰らい尽くす！」。

大魍魎ヤミゲドウ（だいもうりょうヤミゲドウ） → 悪神悪鬼ゴクヤミゲドウ（あくしんあっきゴクヤミゲドウ） → 闇荒御魂オオヤミゲドウ（やみあらみたまオオヤミゲドウ） → 災禍の大邪神ヒャクガンヤミゲドウ（さいかのだいじゃしんヒャクガンヤミゲドウ）
イカヅチのバディの《百鬼》。かつて複数の異世界を滅ぼしてきたモンスター。イカヅチに背後霊のように憑りつき、強大な力を与えている。体内は特殊な空間になっており、捕食したモンスターのエネルギーを体内にいるヤミゲドウの幼体が吸収し、本体の力とする。また吐いた糸や光線に触れた者を石化させたり、精神を乗っ取り操る能力を持つ。
イカヅチが行方不明になる直前にグラトスが回収し、闇の祭壇で繭の段階を経て、オオヤミゲドウとして完全復活を遂げる。イカヅチが復活した際に再び彼のバディとなるが、彼の体や裏角王、キョウヤのディザスターフォースを取り込み、最終形態であるヒャクガンヤミゲドウへと進化を遂げる。さらに自身のバディである裏ヤミゲドウを生み出し、時空を歪めイカヅチとともに遙かな未来へ向かい、イカヅチとファイトすることになる。
漫画版ではオオヤミゲドウの前段階として、天武を喰らうことにより「悪神悪鬼ゴクヤミゲドウ」に進化している。
ヤミゲドウ（本体）→ 天和御魂ヤミゲドウ・ミカヅチ（あまのにぎみたまヤミゲドウ・ミカヅチ）
ヤミゲドウのもともとの本体であり、ヒャクガンヤミゲドウとは別個の存在。ヤミゲドウ型のコアガジェットが、裏ヤミゲドウと戦う決意をしたイカヅチのために、バディとして出現させた。ヤミゲドウの初期形態である大魍魎ヤミゲドウと同じ姿をしており、能力もまた同様である。
バディであるイカヅチや角王たちと共に裏ヤミゲドウに戦いを挑み、一時は追い込むものの、ヒャクガンヤミゲドウの圧倒的な力の前に敗れ、取り込まれてしまう。
その後は、ヒャクガンヤミゲドウの体内でイカヅチと共に倒れ弱っていたが、バディであるイカヅチは最後まで見捨てようとせず、最終的には乗り込んできたタスクや天武によって救出され、以降はイカヅチのバディとして共に生きる道を選んだ。
『オールスターファイト』ではヤミゲドウ・ミカヅチに進化していた。
黙示録の第一騎士 グラトス（もくしろくのだいいちきし グラトス）
声 - 小山剛志
ダークネスドラゴンワールド所属の《百鬼》。《黒騎士》属性。王冠を頂いた骸骨の騎士であり、「百鬼を束ねる長」を自称する。自身を角王と偽りイカヅチを嗾けヤミゲドウを復活させた元凶。
イカヅチの招集に遅れてやってきたが、これはヤミゲドウの復活のために独自行動を取り、角王の力を削ぐために未遂に終わったバーンノヴァの洗脳などを進めていたため。ノボルを洗脳させてタイガーへと変貌させ、イカヅチが行方不明となった後は彼を見限り、代わりにヤミゲドウ復活を指揮する。新たなアジトと闇の祭壇を月に用意し、タイガー（ノボル）に強豪ファイターを狩らせて洗脳し配下に加え、角王に対抗する8人の「裏外道衆」をそろえる。しかし復活したイカヅチにファイトで敗れ、オオヤミゲドウに食われるという最期を遂げ、ノボルたちはグラトスを吸収したオオヤミゲドウに操られることとなる。その後ヤミゲドウの忠実な部下として再び姿を現し、裏角王のカードを持つ祠堂にファイトを挑むが敗れ、バディファイトの楽しさを思い出しつつ消滅した。
ヤミゲドウ封印失敗によって生まれた「ワールドの垣根がなくなった遥か未来の地球」では現代の頃の高貴だが狡猾な印象は見られず、「黙示録の第二騎士 ヴォレモス」「黙示録の第三騎士 アベルシア」「黙示録の第四騎士 サナトス」と共に欲望のままに動いている。また、バディファイトそのものを忘れていた。
武器としては弓を使用しているが、漫画版では大剣を使用している。
コアガジェット：宝珠型
使用デッキ：黙示録騎士団
《黒騎士》の百鬼を中心としたダークネスドラゴンワールドのデッキ。バディは自分自身。ルミナイズ時の口上は「解放せよ、闇をも覆う黙示録の深淵を」。
漫画版では百鬼夜行を使用している。

祠堂 孫六（しどう まごろく）
ソフィア・サハロフ
山崎 ダビデ（やまざき ダビデ）
以上の人物については#ディザスターを参照。

デックアールヴの魔剣士 ヘイム（デックアールヴのまけんし ヘイム）
声 - 川島得愛
イカヅチが放ったレジェンドワールドの《百鬼》。《アースガルド》属性。爆とくぐるに青銅の巨人タロスを乗り移らせて人質にし、一度は牙王から天武のカードを奪うことに成功するが、スタードラゴンワールドの力を手に入れたタスクに敗れる。イカヅチに対する忠誠心は無く、勝手な行動を取っていた。
使用デッキ：ハンドレッドレジェンド
レジェンドワールドのデッキ。ルミナイズ時の口上はデスシドーと同じ。
百鬼将
トライアルデッキ「百戦連魔」およびエクストラブースター「百雷の王」にて判明した大将格の百鬼モンスター｡アニメ未登場。
百鬼将ゴクメンガイオウ
ダークネスドラゴンワールドの百鬼将である《死》にして《深淵》。
百鬼将イヨノラセツリュウ
ドラゴンワールドの百鬼将である《武装騎竜》。
百鬼将ギシンギュウキ
カタナワールドの百鬼将である《髑髏武者》。
百鬼将ブライデン
ヒーローワールドの百鬼将である《ダークヒーロー》。漫画版では百鬼将の中で唯一登場している。
百鬼将ヨモツゴズリュウ
エンシェントワールドの百鬼将である《ドラゴンロード》。

#### 裏角王
裏・一角獣王 カゲジウン（うら・いっかくじゅうおう カゲジウン）
カタナワールドの裏角王である《髑髏武者》。バディは禍津ジン。
彼が信じるのは己の力のみ。ゲージ1を払えばターン中、単独での攻撃が無効化されない。
裏・二角魔王 デスアスモダイ（うら・にかくまおう デスアスモダイ）
マジックワールドの裏角王である《ソロモン72柱》にして《魔王》。バディは天野鈴鈴羽。
彼が求めるのは世界滅亡の瞬間。破壊された時にデッキの上から3枚をドロップゾーンに置き、その中のモンスターを【コールコスト】を払わずに別々のエリアにコールする。
裏・三角水王 ダークミセリア（うら・さんかくすいおう ダークミセリア）
声 - 愛美
ダンジョンワールドの裏角王である《Dエネミー》にして《魔王》。バディは虎堂ノボル。
彼が望むのは写し身の破滅。破壊される度にライフを+1する。
ヤミゲドウの腹の中でミセリアの力と記憶を吸収して生まれたためミセリアのことを知りつくしており、ミセリアことキリに精神的なゆさぶりをかけた。自身の願望であるキリの破滅を優先してノボルの言うことを聞かずにファイトを進めていたが、その自分勝手な性格が自身の破滅という結末を招くこととなった。口癖は「ウケる〜」。
裏・四角炎王 ヴェノムノヴァ（うら・よんかくえんおう ヴェノムノヴァ）
エンシェントワールドの裏角王である《怒羅魂頭》。バディは轟鬼ゲンマ。
彼の眼に入るのは絶対強者のみ。場から離れる時、ゲージ2を払った場合、場に残ることができる。
裏・五角竜王 荒天武（うら・ごかくりゅうおう こうてんぶ）
ドラゴンワールドの裏角王である《武装騎竜》。本来のバディはゲスシドーこと祠堂孫六だが、祠堂からデッキを借りたオカダのバディとしてファイトを行う。
彼に残されたものは最強を探す欲求のみ。登場した時、相手の場のモンスターかアイテム1枚のソウル1枚をドロップゾーンに置き、そのカードを破壊する。
ヤミゲドウに食われた天武の生まれ変わり、いわばもう一人の天武とも呼べる存在であるため、天武に仕える五角騎竜たちはなかなか攻撃できなかった。
裏・六角嵐王 カタストロフ・コード（うら・ろっかくらんおう カタストロフ・コード）
スタードラゴンワールドの裏角王である《ネオドラゴン》。バディはソフィア・サハロフ。
彼が捜すのは堕ち行く絶望の未来。ゲージ2を払う度、デッキからカード1枚をソウルに入れる。
裏・七角地王 トワイライト・カウント（うら・ななかくちおう トワイライト・カウント）
レジェンドワールドの裏角王である《ワイダーサカー》。バディは毛村。
彼が欲するのは鮮血の宴。ダメージを受けた時、ライフを+1し、相手にダメージ1。
裏・八角神王 デビルガデス（うら・はっかくじんおう デビルガデス）
デンジャーワールドの裏角王である《デュエルドラゴン》。バディは山崎ダビデ。
彼に与えられたのは純粋な破壊衝動。攻撃する度に相手にダメージ1を与える「デモニックマグナム」を持つ。

### WBCカップ出場選手

#### 日本大会出場選手
影尾 ワタル（かげお ワタル）
声 - 金田アキ
相棒学園初等部6年生で牙王とは別のクラス。手品を特技とするバディファイター。12月3日生まれ、12歳、身長160cm、好きな物は（手品で）自分に注目が集まること、嫌いなものは無視されること、恥をかくこと。姑息で嫉妬深く、バルに弁当泥棒の罪を与えたり、WBCカップ超東驚予選準々決勝にてガイトのバニシング・デスホールを強奪するなどの汚い手を平然と行う。
ガイトに敗れたことを根に持ち影の世界に繋がる「シャドーホール」を開いて復讐を敢行するが、誤って落ちてしまいバディと共に飲み込まれた。その後しばらくして超東驚に帰還し、タスク、ガイトとキョウヤの2対1のファイトやWBCカップ優勝決定戦を観戦する。
漫画版では超東驚地区大会で牙王と対戦し、試合前にマジックワールドのわかめエキスが含まれた「わけわかめX」を牙王に飲ませてワケワカメ病に追い込むが、バルの活躍により完治した牙王に逆転負けする。
コアガジェット：シルクハット型
使用デッキ：シルエット歌劇団
《シャドウシェイド》を中心としたマジックワールドのデッキ。ルミナイズ時の口上は「幻影魔術劇場、開幕！」。

影絵の奇術師 シルエット・ジョー（かげえのきじゅつし シルエット・ジョー）
声 - 黒沢寿樹
ワタルのバディ。マジックワールド所属の《シャドウシェイド》。語尾に「ですゾ」「ますゾ」とつける。SD形態ではワタルが小さくなった影のような姿をとる。

増科 レイド（ますか レイド）
声 - 野島健児
マスクをつけたナルシストなバディファイター。8月3日生まれ、15歳（中学3年生）、身長165cm、好きな物は可愛いもの・キレイなもの、嫌いなものは美しくないもの。ファイト前から相手に心理戦を仕掛ける狡猾さを持つがツメが甘い。WBCカップ超東驚予選準々決勝でタスクに敗れ、後日には別の件で斬夜にも敗北した。ファイトではヒーロー「包帯戦士 バンテージ仮面」に変身して戦うが、漫画版では最初から「バンテージ仮面」の姿と名前で大会にエントリーしている。
コアガジェット：バラ型
使用デッキ：ビューティフル伝説
ヒーローワールドのデッキ。ルミナイズ時の口上は「美しき乙女を穢す者は、この私が許さない！」。

制服戦士 ブレザーフリル（せいふくせんし ブレザーフリル）
声 - 佳村はるか
レイドのバディ。ヒーローワールド所属の《ヒロイン》。バディファイト界のアイドル。表向きはいわゆる萌え系ヒロインの体裁を取るが、粗雑で気性が粗い本性を隠している。

風斬 ダッシュ（かざきり ダッシュ）
声 - 渡辺久美子
烈風学園5年生。牙王の熱心なファン。4月11日生まれ、11歳、身長139cm、好きな物は正義の味方、嫌いなものは悪、悪いことを平気でする人。一人称は「俺っち」。正々堂々としたファイトを望み、ワケワカメ病を患った牙王を見捨てることなく治療に協力する。WBCカップ超東驚予選準々決勝で牙王に敗れるが、牙王はその時からワケワカメ病完治に使用した薬の副作用でサカナカナ病を患い苦しんでいた。
コアガジェット：ブレスレット型
使用デッキ：ブレイブ・チェンジャーズ
《ライドチェンジャー》を中心としたヒーローワールドのデッキ。ルミナイズ時の口上は「ファイトスタート！みんな、出動だ!!」。

RC隊長 ウイニング・マキシマム（ライドチェンジャーたいちょう ウイニング・マキシマム）
声 - 松本保典
ダッシュのバディ。ヒーローワールド所属の《ブレイブマシン》にして《ライドチェンジャー》。ダッシュを「友」と呼ぶロボットヒーローであり、変形ロボット「ライドチェンジャー」部隊の隊長。巨大な人型「ソルジャーフォーム」と装甲トラック「ライドフォーム」に変形可能で、正義の味方として活動する際には状況に応じて2つの形態を使い分ける。

海道 大（かいどう だい）
声 - 最上嗣生
クジラ船上学園からやってきた小学6年生。7月20日生まれ（かに座）、12歳、身長180cm。豪快な性格で人情に厚い。海で困っていた牙王たちを助けたことで意気投合しライバルとして見るようになる。「祭りじゃ祭りじゃ！」が口癖。
WBCカップ超東驚大会では轟鬼、タスクを破り決勝進出するが、牙王に敗れ準優勝となる。日本代表選抜大会にも出場していたが最終日のシュラとのファイトが長引き、牙王が先にドクター・ガラとしての本性を現したカケルとのファイトに勝利したため日本代表の座を逃す。世界大会決勝戦前には牙王とバルを応援するべく渡米したが、「黒天太陽竜 アジ・ダハーカ “ダ・エーワ”」が彼ら（特にバルソレイユことバル）を襲おうとしたためキョウヤとファイト、完敗した。
『X』ではワールドバディマスターズのエンシェントワールド代表に選ばれたが、ガイトとのファイトで「死の宣告 〜鎮魂歌〜（デスカウント レクイエム）」の効果で強制敗北、敗退した。その後も牙王の仲間としてウィズダムとの戦いに力を貸している。
コアガジェット：太鼓型
使用デッキ：豪海竜王
《竜王番長》を中心としたエンシェントワールドのデッキ。ルミナイズ時の口上は「波を割れ、無敵竜！ワシが海の番長じゃ！」。カードに記載されている口上は「波を割れ、無敵竜！ワシが、ワシらが海の番長じゃ！」。

イェーガー / 武神番長 デュエルイェーガー（ぶしんばんちょう デュエルイェーガー）
海道のバディ。エンシェントワールド所属の《竜王番長》。
「神」なのでデュエルズィーガーと同じように普段は姿を現すことはなく、コールされたときにのみ姿を現す。ライフリンク即死を持つがそれに見合った性能を持つ第2形態「剛腕無双番長 デュエルイェーガー “リボルテッド”」が存在する。
『X』のガイトとのファイトでは「灼熱怒涛番長 デュエルイェーガー“ダイナマイト”」の姿を披露。さらに「手札1枚を使えばソウル5枚をプラスし、単体攻撃を無効化されない」逆天の力を手に入れ、「逆天番長 デュエルイェーガー」となる。

双星 カケル（ふたぼし カケル） / ドクター・ガラ
声 - 保志総一朗
ボランティアでモンスタードクターとしても参加しているバディファイターだが、指名手配中のクリミナルファイター「ドクター・ガラ」としての顔も持つ。12月13日生まれ、14歳、身長160cm。特殊な成分が含まれたキャンディーを舐めることで体の匂いを変え、ガラとカケルが同一人物であることを隠している。カケルの時は少し抜けた人当たりの良い人物を演じているが、その本性は研究のためなら手段を選ばない冷酷非情かつ自己中心的な卑劣漢。自らの研究を邪道呼ばわりしたキョウヤを憎んでおり、超太陽島の人造モンスター研究所を強奪・占拠。ゾディアックを強化するために太陽竜の属性を持つバルを実験材料とするべく付け狙う。
日本代表選抜大会においてはカケルとして出場。本戦ではゾディアックの特殊能力でバルの必殺モンスターを封じての勝利で牙王を代表選抜から引き離す。その後、信頼を得てバルを捕獲することに成功したが奪還される。奥の手として服用させた遅効性の薬でバルから理性と記憶を奪い、選抜大会最終日の夕方に牙王の前で本性を曝け出して通算3回目かつ牙王の101戦目の対戦相手として優位に事を運ぶ。しかしそれが牙王の怒りの感情によるドラゴンフォース解放およびバルの解毒を招き、最後は牙王と「バルソーサー・オーバーラッシュ」の連続連携攻撃の前に逆転負け、脱出しようとするもバディポリスに捕捉され逮捕された。その後キョウヤの手により脱獄し、雪辱を果たすためタスクに挑むが敗北し、再び収監される。
漫画版では牙王に敗北後、キョウヤの研究データを全て奪うために臥炎財閥オフィスに侵入するが、キョウヤのドラゴン・ツヴァイに敗れる。
コアガジェット：石英型
カケルの時とガラの時に異なるものを使用。カケルの時にはシンプルな柱、ガラの時には十字架の形を取る。
使用デッキ：創星の道標
《星》を中心としたレジェンドワールドのデッキ。カケルの時に使用。ルミナイズ時の口上は「星を束ねし導きの神よ…まだ見ぬ世界への道を示せ！」。
使用デッキ：コスモエリミネーション
「消星竜（エリミネイター）」と名の付く《ネオドラゴン》と「竜消機（ドラギュレイサー）」と名の付く《竜装機（ドラグアームズ）》を中心としたスタードラゴンワールドのデッキ。ガラの時に使用。ルミナイズ時の口上は「跪け、星屑ども！次元の彼方に消え去るがいい！」。

星神竜 ゾディアック（せいしんりゅう ゾディアック）
カケル/ガラのバディである人造モンスター。レジェンドワールドとスタードラゴンワールドに所属する《星》にして《ネオドラゴン》の「デュアルモンスター」。相手モンスター登場時にゲージ1と手札1枚を使うことでそのモンスターの動きを停める特殊能力「グラビティレスト」を持つ。
ガラはこのモンスターを全てのワールドで使用可能にすることを最終目標としていた。

五剣 天下（ごつるぎ てんか）
声 - 森嶋秀太
「現代にさまよい出た古武士」と称される日本刀使いのバディファイター。超岡山代表。11月8日生まれ、18歳、身長194cm。鎧武者のような風貌であり、仰々しい話し方や振る舞いをする。古風で真面目すぎる性格だが、機械オンチであり携帯電話やアプリなどの最新技術が苦手。一人称は「拙者」。超太陽島に眠るドラゴンフォースを見守る五剣一族の末裔で、キョウヤの狙いを探るべく送り込まれた。
コアガジェット：印籠型
使用デッキ：刀獣の乱
《刀獣》を中心としたカタナワールドのデッキ。ルミナイズ時の口上は「五つの技、五つの刃。天下一の業物、ここにあり！」。

美技の刀獣 三日月宗近（びぎのとうじゅう みかづきむねちか）
声 - 川原慶久
天下のバディ。カタナワールド所属の《刀獣》。

極楽 アゲハ（ごくらく アゲハ）
声 - 斎藤千和
アゲアゲビジュアル系バディファイター。超名古屋代表。2月17日生まれ、16歳、162cm。超が付くほどの目立ちたがり屋だがバディファイトに対しての取り組みは本物。日本代表選抜戦におけるタスクの100戦目の対戦相手。タスクとのファイトでは、楽園天国の回復力を生かした戦いで、一時タスクに大幅にライフの差を広げたが、タスクの気迫のこもったプレイングと、新たな必殺モンスターで敗北した。
コアガジェット：コンパクト型
使用デッキ：アゲアゲパラダイス
全ワールドの天国属性のカードのみ使用できる特殊フラッグ「楽園天国」のデッキ。ルミナイズ時の口上は「天上の神の洗礼で、アナタの罪を許してア・ゲ・ル！なぁんちゃって♪」。

永遠の御使い エーティル（えいえんのみつかい エーティル）
声 - 佐々木未来
アゲハのバディ。スタードラゴンワールド所属の《ネオドラゴン》だが「楽園天国」でも使用可能。アゲハ同様ハイテンションな目立ちたがり屋。

獄門 シュラ（ごくもん シュラ）
声 - 伊丸岡篤
決めポーズと自己陶酔に満ちた言動が特徴の、パル子いわく「どっぷりスタイリッシュつかりすぎ系」バディファイター。超大阪代表。4月10日生まれ、16歳、148cm。「宿命」が口癖。シークレットブーツを履いている。
日本代表選抜戦におけるガイトの100戦目の対戦相手。ガイトを妬んでいるが、その理由は、彼の彼女がガイトのファイトを見て、ガイトの追っかけになったからというものだった。ガイトとのファイトでは、灼熱地獄の特性を生かした戦い方をするが、それが仇となり、デッキアウトで敗北した。海道の100戦目の対戦相手にもなったが牙王が先に100勝を達成したことと時間切れにより無効試合となった。
シュラとバディのゲパルトは元々はクールな役の想定だったが、伊丸岡と大畑の演技がスタッフの予想を超える面白さだったので、2人に任せたところテンションの高いキャラクターとなった。
コアガジェット：ショルダーアーマー型
赤いドクロを模している。
使用デッキ：インフェルノ・パーガトリー
全ワールドの地獄属性のカードのみ使用できる特殊フラッグ「灼熱地獄」のデッキ。ルミナイズ時の口上は「ククク……森羅万象を焼き尽くす地獄の業火が、今宵キサマに裁きを下す！」。

音速の獄卒 ヘル・ゲパルト（おんそくのごくそつ　ヘル・ゲパルト）
声 - 大畑伸太郎
シュラのバディ。デンジャーワールド所属の《アーマナイト》だが「灼熱地獄」でも使用可能。かなりノリノリな感じでシュラをゴマすりしている。

#### 世界大会本戦出場選手
J・ジェネシス（ジェイ・ジェネシス）
声 - 関俊彦
アメリカ代表。キョウヤに代わる新しい臥炎財閥総帥であり、バディモンスター研究の第一人者としても知られる。7月4日生まれ（かに座）、23歳、身長185cm、血液型AB型。あらゆる「ムダ」を嫌い効率のみを追求する。WBCカップ主催者でありながら地区予選から勝ち上がってきた実力者だが、WBCカップを利用しジェムクローンを闇のオークションで兵器として売り捌こうとする死の商人としての顔も持つ。
キョウヤの意に反する形で本戦1回戦でガイト、2回戦でタスクを撃破した。ジェムクローンの製造および人造モンスター研究の課程としてヒーローワールドの《ダークヒーロー》「革命者ゼータ」を始めとする多くの抜け殻となったモンスターをドクター・ガラに売っている。準決勝で牙王に敗れたことで悪事が露見し、バディポリスに逮捕され臥炎財閥総帥の座を解任される。移送中にデビルに拉致され、「精神シールド」を施されて臥炎タワーへの侵入者を排除する意思だけをもつファイターとなるが、ガイトとのファイトとオリジンブレイカーの想いによって正気を取り戻す。その後は刑務所で牙王とキョウヤのファイトをテレビで見ていた。
『オールスターファイト』では、街中でSD状態のジェムクローンと共に登場している。
コアガジェット：コアのみ
使用デッキ：イノベーション・オブ・ゼータ
《ダークヒーロー》を初めとした必殺モンスターと「人造符」または「機甲符」と名に付く魔法を組み込んだヒーローワールドのデッキ。自ら必殺モンスター「機甲戦鬼ゼータ」に変身して戦い、ジェムクローンを全てのワールドの必殺モンスターに進化させる「全必殺技戦術（ハード・インパクト・タクティクス）」を取る。ルミナイズ時の口上は「括目して見よ。これが新時代の…革新的バディファイトだ」。

ジェムクローン→オリジン・ブレイカー / 複製模倣兵器 ジェムクローン（ふくせいもほうへいき ジェムクローン） → ジェムクローン “オリジン・ブレイカー！”
声 - 古賀瑠（オリジン・ブレイカー）
ジェネシスのバディ。ヒーローワールド所属。ヒーローワールドで産出されるレアメタル「ジェム」から、ジェネシスが創り出した人造モンスター。ジェネシスが掲げる「ハード・インパクト・タクティクス（全必殺技戦術）」の柱の一つであり、あらゆるワールドの必殺技・必殺モンスターを使用することができる能力を持つ。創造主であるジェネシス本人も与えたつもりがないモンスターや人間と話すことのできる力と心を持っており、ジェネシスを「お父さん」と呼ぶ。ジェネシスが収監された後はSD化した状態でバディポリスに保護されている。

アメンクラー十七世（アメンクラーじゅうななせい）
声 - 中島ヨシキ
エジプト代表。自分のピラミッドを建てるという野望のために出場。エジプト大会では全てのファイトで1ダメージも受けずに勝ち上がってきたと豪語するが、本戦1回戦で「ドラゴン・ツヴァイ」を用いるキョウヤに完敗。
コアガジェット：ピラミッド型
使用デッキ：ピラミッドアーミー
「マミー」を名に持つ《アーマナイト》を中心としたデンジャーワールドのデッキ。ルミナイズ時の口上は「呪われし死者の軍勢よ、王の命に従い蘇るのだ！」。

アーマナイト・メニーマミー
声 - 斉藤壮馬、森嶋秀太、安元洋貴、蒼井翔太
アメンクラーのバディ。デンジャーワールド所属《アーマナイト》にして《アンデッド》。4体のミイラ男。1体だけ王冠をかぶっている。

カルロス・マタドール
声 - 村瀬歩
スペイン代表。赤い服に身を包む闘牛士。レジェンドワールドを使う。バディは「タウロス・アルデバラン」。

マハトマ・シーノヴィ
声 - 森嶋秀太
インド代表。日本に憧れて忍者のコスプレをしているが、忍者のことを芸人と勘違いしている。一人称は「それがし」。1回戦でカルロス・マタドールに敗れ、インドに帰る前日に街で暴れるジャックを目撃しバディポリスに通報する。
マハトマを演じた森嶋は、役作りのためにインド料理店でカレーを食べながらインド人を研究した。

爆笑忍者 フグ丸（ばくしょうにんじゃ フグまる）
声 - 黒沢寿樹
マハトマのバディ。カタナワールド所属の《忍者》。

リー・カンフー
中国代表。精神修行と腕試しのために参加した、とある寺院で修業を積む拳法家。エンシェントワールドを使う。バディは「翠竜王 ジェダフライト」。

サー・ジェームズ・ナイトマン
声 - 樫井笙人
イギリス代表。伝統ある竜討伐一族の子孫であり、全身を覆う甲冑は由緒正しき一族の証。レジェンドワールドを使う。バディは「竜滅騎士 ジークフリート」。2回戦でノボルに敗れる。

ナグロ・ナグロ
南アフリカ代表。モンスターと心を通わせる野生の戦士。デンジャーワールドの大型モンスターデッキを使う。バディは「密林竜 ラディカ」。

アミーゴ★タカタ
声 - 川原慶久
メキシコ代表。陽気なサラリーマンバディファイター。さすらいのバディファイターとしてバディファイト普及のために世界中を旅しており、最強のマジックワールド使いと呼ばれる。バディは「伊達男 シトリー」。1回戦でマダナイと対戦する予定だったが、前日夜に黒猫によってモンスターカードだけ盗まれ不戦敗に終わる。
コアガジェット：マラカス型
使用デッキ：不明
マジックワールドのデッキ。

イワン・シカケヴィッチ・ワナスキー
声 - 川田紳司
ロシア代表。6月12日生まれ、14歳、身長177cm、好きな物は罠を考えること、寒い所、だまされるヤツ、嫌いなものは暑い所。ファイトでは不戦勝が続いているため、「シベリアの死神」と呼ばれているが本人は良く思っていない。
コアガジェット：ソリ型
使用デッキ：オールラブーシカ
50枚中28枚が《罠》のカードで構成されたダンジョンワールドのデッキ。ルミナイズ時は吹雪吹きすさぶ背景に変わり、口上は「罠の結界「トラップルーム」から、抜け出せると思っているのか？」。

遠隔の罠師 ロン・リモート（えんかくのわなし ロン・リモート）
声 - 箭内仁
ワナスキーのバディ。ダンジョンワールド所属の《冒険者》にして《罠》。ワナスキーのために対戦相手への妨害を繰り返していた。タスクとのファイトの後に逮捕されダンジョンワールドに強制送還された。

デビル・デストロイ・ビッグマシーン
声 - 勝沼紀義
アメリカ代表。筋肉質な巨体の持ち主で、筋肉が人類最強の武器と豪語する。アスモダイのエクササイズにより一時的に女性化したノボルに一目惚れし、ノボルとの結婚を賭けて1回戦で牙王とファイトするが敗れる。
ジェネシスの特命秘書として振る舞うが、その正体はキョウヤによって送り込まれたスパイ。ジェネシス逮捕後は完全にキョウヤの部下になり、ドラゴンフォースの進化のために暗躍するが、用済みとなったロウガの始末に失敗、彼に「落とし前をつけ」させられることになった。
コアガジェット：鉄アレイ型
使用デッキ：ドロイドデストロイヤーズ
悪役側の《ブレイブマシン》を中心としたヒーローワールドのデッキ。ルミナイズ時の口上は「邪魔するものは叩いて潰す」。公式サイトに記載されている口上は「邪魔する野郎は、みんなまとめて叩き潰す！」。

ギガドロイド ビーゲスト
声 - 田所陽向
デビルのバディ。ヒーローワールド所属の《ブレイブマシン》。

### ワールドバディマスターズ出場選手
帝都 クウ（ていと クウ）
声 - 三森すずこ
聖ロマン学院初等部4年生。ワールドバディマスターズのヒーローワールド代表。口癖は「〜であります」。見習いバディポリスであり、尊敬する先輩であるタスクの言うことだけは素直に聞く。自分の身長にコンプレックスを抱いており、それ故子供扱いされることを極度に嫌う。そしてその度に牙王にのみ（文字通り）噛み付いている。
コアガジェット：操舵輪型
使用デッキ：大帝都艦隊
サツキのソウルに入れた《艦載機》を初めとしたモンスターを出撃させる戦術をとるヒーローワールドのデッキ。ルミナイズ時の口上は「総員、出撃であります！」。

暦級五番艦 サツキ（こよみきゅうごばんかん サツキ） → 逆天戦艦 サツキG（ぎゃくてんせんかん サツキジー）
声 - 愛美
クウのバディ。ヒーローワールド所属の《戦艦》。SD時はタブレット端末のような姿になる。
クウの保護者代わりであり、どちらかというと態度は甘い。彼女のことを「提督」と呼ぶ。グリモとの対戦前にはすでに「手札1枚を使えばこのモンスター以外のモンスターの能力を無効化する代わりに、ソウルの《艦載機》か《雷帝軍》のモンスターをコストを支払わずに連続でコールできる」逆天の力を手に入れ、「逆天戦艦 サツキG」になっていた。

泊ヶ山 トガリ（とげやま トガリ）
声 - 大畑伸太郎
ワールドバディマスターズのデンジャーワールド代表。カナタに敗北した。

タイラント・ディアブロ
トガリのバディ。デンジャーワールド所属の《タイラント》。

鬼頭 サカテ（おにがしら サカテ）
#カオス・コントロール・カンパニーを参照。

### カオス・コントロール・カンパニー
ウィズダム
声 - 野島裕史
世界的なIT企業「カオス・コントロール・カンパニー」（以下「CCC」）の若きCEO（最高経営責任者）。マッドサイエンティストであり、ウィズダム一族の長でもある。ウィズダム一族は血縁ではなく、優秀な子供を選別し、英才教育されたエリート中のエリートだとされる。強靭な意志の力によって生み出されたカリスマ性を持ち、目的達成のために優秀な人材を集め、ギアゴッドのアップグレードをし続ける。
「ウィズダム」とは代々後継者に受け継がれる称号であり、その企業活動の裏では「世界をアップグレードする」を合言葉に、全世界のモンスターを「カオス化」することで意のままに操り支配し、人類にとってのユートピアを築くことを一族の悲願としている。そのための手段として配下であるサカテを使って魔王竜バッツの捕獲を試みたが失敗、ワールドバディマスターズ終了後（漫画版では開会式前）に直接襲来して紫色のミラージュカードを強奪、全てのカオスモンスターを従える特殊フラッグ「the Chaos（ザ・カオス）」に変化させた。世界の未来を担うトップ100」に入るほどの有名人となり、モンスター管理アプリ「バディチェッカー」で起こしたモンスターの暴走を自らが収めるマッチポンプにより、人々の信頼を得てヒーロー扱いされている。
「the chaos」やギアゴッドの力があるとはいえ、ファイトの腕前は非常に高く、最終決戦に至るまでに牙王とのファイトも含めた全てのファイトで勝利を収めている。世界はもちろん、ウィズダム一族のアップグレードを目論んでおり、そのために「∞ the Chaos ∞（インフィニティ・ザ・カオス）」を開発、ギアゴッドを「究極に至るC ギアゴッドver.1ØØØØ（アルティメット・カオス ギアゴッド コンプリート）」へとアップグレードさせた。牙王との最終決戦では全ワールドをカオス化させ、牙王たちを人類の敵と評し、社会的な意味でもファイト的な意味でも優位に立つが、最終的に自身のマッチポンプを白日の下に晒され、「轟天雷槍×天アルティメットバスター！」を受けて敗北。敗北後、牙王から「ギアゴッドのいないアンタは寂しそうに見えた」、人格とバディモンスターの誇りを取り戻したギアゴッドからは「長きに渡り自分に全てを注ぎ込んでくれたことを感謝する」と告げられたことで改心。ギアゴッドと「真のバディ」に至らせ、ファイトの楽しさを教えてくれた牙王とバッツに礼を述べ、バディポリスやぶんぶく師匠監視下のもと全世界のカオス化を解除した。
『オールスターファイト』ではGGGカップにてキョウヤとファイトするが敗北、彼に激励の言葉を送る。ファイト後は落ちぶれていたサカテを再び自身の部下にして各ワールド発展のために働かせることで彼にやり直す道を示した。
コアガジェット：眼球型
「the chaos」のエンブレムに酷似したもの。他のファイターのドローとは違い、カードをダウンロードするようにドローする方式でデザインされている。
使用デッキ：混沌の支配者 / 混沌の超越者 / 不滅なる混沌の王（カオス・エバーラスト）
全ワールドの《カオス》のカードを使用できる特殊フラッグ「the Chaos」のデッキ。「不滅なる混沌の王（カオス・エバーラスト）」では、「ザ・カオス・アップグレード」によって進化するフラッグ「∞ the Chaos ∞（インフィニティ・ザ・カオス）」も組み込んでいる。
ルミナイズ時の口上は、「混沌の支配者」が「カオスに導かれしすべての者たち！人よ、竜よ、神よ、我に従え！」、「混沌の超越者」が「カオスが管理する世界こそ至高。そう、我こそが人の世の支配者である」、「不滅なる混沌の王」が「時は来た！カオスが統べし新たな森羅の扉、今こそ開かれん！人よ、竜よ、神よ……世界よ！その全てを我に捧げよ！」。

Cの支配者 ギアゴッドVII（カオスのしはいしゃ ギアゴッドセブン） → PCM ギアゴッドVIII（プロトカオスマキナ ギアゴッド エイト） → Cの超越者 ギアゴッドver.Ø99（カオスのちょうえつしゃ ギアゴッド ナインティナイン）→ 究極に至るC ギアゴッドver.1ØØØØ（アルティメット・カオス ギアゴッド コンプリート）
声 - 最上嗣生
ウィズダム、カオス牙王のバディ。the Chaos所属の《カオス》。サイズ30（VII、VIII）、90（ver.Ø99）、10000（ver.1ØØØØ）モンスター。
ウィズダム一族が作り上げた人造バディモンスターである4本腕の超巨大ロボット。死期を悟っていた初代ウィズダムの記憶と人格が移植されているが、当初はその記憶を失っていた。機械的にウィズダムに従っていたが、牙王とバッツに関わったことで感化され、「心が熱くなるファイト」を求めてCCCから出奔する。自身の作り出した「最高のバディ」であるカオス牙王が敗北したことで自身とバディの関係性について悩むが、グリモによって初代ウィズダムの記憶を復元される。ウィズダム対グリモ戦の際に、「一族の運命を見極めるため」として一時的にウィズダムのバディに戻るが、「究極に至るC ギアゴッドver.1ØØØØ」へのアップグレードによって再び人格をリセットされた。最終決戦ではバッツの叱責によって自我とバディモンスターとしての誇りを取り戻し、ファイトを中断させようとするグリモの妨害を阻止。ウィズダムに自身をアップグレードし続けてくれたことへの感謝を述べ、彼を改心させ、「真のバディ」となった。
ver.Ø99には「相手が攻撃した時に手札1枚を使えばドロップゾーンから《カオス》モンスターを3体までノーコストでコールした上で、これを使った時までにに相手が6回以上攻撃していた場合そのターンを終了させる」逆天殺の力が、ver.1ØØØØには「自分のターンに手札1枚を使えばドロップゾーンから《カオス》モンスター3体までノーコストでコールした上で、これを使った時にライフが3以下ならライフを10にする」逆天殺ReBOOTの力がある。

暗技のサカテ（あんぎのサカテ） / 鬼頭 サカテ（おにがしら サカテ）
声 - 菊池幸利
CCCの幹部「カオス・スリー」の1人である少年。変装を得意とし、相手の弱みに付け込み精神的ダメージを与えるファイトスタイルを好む卑劣漢だが、ダビデのようにファイトのルールそのものを破るようなことはしない。ウィズダムの命令でバッツを捕獲しようとするが牙王に敗北。その後ミラージュカードを得るためにカタナワールド代表としてワールドバディマスターズに出場し、ノボルファンを自称する少年に変装して油断を誘い、ファイト中に正体を現しノボルを圧倒し心身ともにダメージを与えてドクターストップに追い込む。その後テツヤも倒すが、またも牙王に倒される。その後は各ワールドでモンスターの捕獲・カオス化を進めるが失敗続きで、現在の地位を危うくしている。そして竜牙雷帝を廃棄すべく牙王と3度目のファイトを行うが「轟天雷槍X天アルティメットバスター！」の前に完敗した。最終計画の際にはウィズダムのサクラやカナタとのファイトの相手を務めている。逆天殺使用時の口上は「お前に選択権はねぇ！」。
ウィズダムが牙王に敗れた後はフリーの立場になっており、GGGカップの会場でテキ屋としてタコの入っていないタコ焼きといったインチキで生計を立てている。さらに牙王やノボルを妨害しようとしたがいずれも失敗、落ちぶれていたところを再びウィズダムに拾われ、彼の部下として各ワールド発展のために働くことでやり直す道を選んだ。
コアガジェット：籠手型
使用デッキ：混沌の大魍魎
《百鬼》を多く用いたカタナワールドのデッキ。
ルミナイズ時の口上は「機械の邪神のおでましだ！」。
使用デッキ：悪童、鬼人絵巻 / 獄童、鬼神絵巻
《暗殺鬼》や《暗殺術》といった、ソウルからドロップゾーンに送られた時に真価を発揮するカードを中心としたカタナワールドのデッキ。
ルミナイズ時の口上は、「悪童、鬼人絵巻」が「人を喰らうが鬼の道！咲かせてやろうぜ悪の華！」、「獄童、鬼神絵巻」が「人を喰らわば鬼となり、鬼を凌がば神と成る！」。

鬼の頭目 伊吹童子（おにのとうもく いぶきどうじ）→“酒天魔神” 伊吹童子（“しゅてんまじん” いぶきどうじ）
声 - 寺島惇太
サカテのバディ。カタナワールド所属の《暗殺鬼》にして《カオス》。カオスモンスターでもあるが自我や感情を持っており、荒っぽいが他者をいたぶることを好む性格。牙王との3度目のファイトまでには「ゲージ1を払った場合、そのターン中自分のモンスター1体を破壊させなくする」逆天殺の力を持つ「“酒天魔神” 伊吹童子」に進化していたが、カナタとのファイトでは「鬼の頭目 伊吹童子」の姿も見せている。

C・ヤミゲドウ（カオス・ヤミゲドウ）
『X』第1話のサカテのバディ。カタナワールド所属の《百鬼》にして《カオス》。
ヤミゲドウをサイボーグにしたような姿をしているが、カードのテキストでは採取した細胞を培養してカオス化したものだとされる。ヤミゲドウには爆雷能力がある一方でC・ヤミゲドウには爆雷能力がない他、能力ではソウルは1枚しか入らない代わりに反撃の能力がある。
牙王とのファイトに敗北したことでウィズダムから弱いと見なされ、抹消された。

闘技のブルータル（とうぎのブルータル）
声 - 安元洋貴
「カオス・スリー」の1人である大男。2016年7月6日生まれ。アメリカ・アリゾナ州出身のブラジル系アメリカ人の元傭兵で言動も軍人のそれ。高い作戦遂行能力を持つプロ中のプロで、ウィズダムの命を受けて各ワールドでのモンスター捕獲・カオス化を進めており、カオス・スリーの中で最も結果を出している。それ故キリにカオスモンスターを奪われたりガイトとのファイトで敗北した際には他のカオス・スリーからからかわれたが、それに対しても冷静な態度を保っている。逆天殺使用時の口上は「我が部隊の勝利の為に…！」。
バディポリスの調べでは生年月日と出身地の他、2031年8月6日に15歳でアメリカ陸軍に入隊、2032年9月中東に配属、2033年アメリカ・ノースカロライナ州フォート・ブラッグにて特殊部隊の訓練を受け、2033年後半に某国最前線に配属、2034年4月17日に除隊したことが判明している。ウィズダム敗北後は再び傭兵として世界平和に貢献する決意を固めた。
コアガジェット：片足ベルト型
使用デッキ：魔岩機兵小隊
《デュエルゴーレム》を中心としたデンジャーワールドのデッキ。
ルミナイズ時の口上は「進軍せよ。恐怖を捨て去りし、無心の殲滅兵器。」。

“魔岩機兵” ドラゴレム（“まがんきへい” ドラゴレム）
声 - 最上嗣生
ブルータルのバディ。デンジャーワールド所属の《デュエルゴーレム》にして《カオス》。カオスモンスターでもあるが唸り声のみで話し、自我があるかどうかは不明。「ゲージ1を使えば場のモンスターの打撃力を2増やす」逆天殺の力を持つ。

剣技のケイセツ（けんぎのケイセツ）
声 - 志田有彩
「カオス・スリー」の1人である少年。
人をからかうような軽い言動が特徴的だが、かつてショップチャンピオンだった頃に自分を破ったカナタとアトラに強い憎しみを抱いている。そのためCCCに入りウィズダムから「“降魔王剣” レヴァンティン」を授けられ、再びカナタの前に現れる。前述の経緯ゆえアトラを初めとしたモンスターも憎んでおり、逆天殺使用時の口上である「モンスターなんかいらない！」がそれを物語っている。また、激昂したり本気を出したりしたときには一人称が「ボク」から「俺」になり、口調もドスが効いたものになる。
一度はカナタへのリベンジに成功するが、その次のファイトでは再度敗北した上、「君はウィズダムに利用されているだけだ」とカナタから言われてしまう。後にウィズダムとのファイトでその言葉が真実であることを知り、それがウィズダムからの離反および牙王たちへの協力に繋がった。ウィズダム敗北までには完全に改心しており、未門家での祝勝会にも参加している。
コアガジェット：スケートボード型
使用デッキ：ロード・オブ・セイバー
レヴァンティンの特性を活かしたレジェンドワールドのデッキ。モンスターは1枚もいない。
ルミナイズ時の口上は「ボクは剣聖！千の伝説、万の戦場、億の魔剣を束ねる最強の剣士だ！」。

“降魔王剣” レヴァンティン（“こうまおうけん” レヴァンティン）
声 - 佐々木未来
ケイセツのバディアイテム。レジェンドワールド所属の《英雄》にして《カオス》。
正雪のデュランダル同様言葉を話す剣だが、カオスモンスターとして自我を奪われており、受け答えは機械のように無機質的なものになっている。
場にモンスターを出せなくなり、装備する度にゲージ1の追加コストが発生する代わりに、アイテムを何枚でも装備できるようになる。また「ゲージ1と手札1枚を使えば、デッキの上5枚の中からアイテムを3つまでノーコストで装備することができる」逆天殺の力を持っている。

グリモ / 法技のグリモ（ほうぎのグリモ）
声 - 箭内仁
ウィズダムの秘書。代々のウィズダム一族に仕えてきた家系でありウィズダムからの信頼は厚い。ウィズダムに仕える傍ら、超東驚のど真ん中に建てたテーマパーク「グリモパーク」の責任者を務める。ファイトの際には戦闘モードに姿を変える。
誰に対しても敬語で話すが、ウィズダム以外の人物に対しては極めて慇懃無礼。カオス・スリーに対しても例外ではなく、有無を言わせず命令に従わせている。ファイトスタイルも「トークスタイル」と謳っているが、その実態は「究極大魔法 ワールド・パンデミック！」によって何もできなくなった相手をからかいいたぶるという非常に陰湿なもの。逆天殺使用時の口上は「参ります」。
あくまでもウィズダム一族に仕える身であるため、ギアゴッドに眠っていた初代ウィズダムの自我が覚醒したときは彼に従っていたが、その後の当代ウィズダムとのファイトを通して彼に心酔、最終決戦では彼が牙王に負けそうになった際にファイトを妨害しようとした。ウィズダム敗北後は彼の全世界カオス化解除に同行している。
コアガジェット：髑髏のオブジェ型
使用デッキ：確定された死の世界（クローズド・ユア・ワールド）
《病》を中心としたマジックワールドのデッキ。相手フラッグおよびそれに属するカードの機能停止（クローズ・ザ・フラッグ）が可能な「究極大魔法 ワールド・パンデミック！」発動に必要である、アイテムのソウルの病の魔法8枚とゲージ6の貯蓄に特化している。
ルミナイズ時の口上は「蔓延れ、不治の呪い。世界の可能性を閉じる、死の病魔よ……！」。

“死灰魔導” エルシニアス（“しかいまどう” エルシニアス）
声 - 財満健太
グリモのバディ。マジックワールド所属の《病》、《死》にして《カオス》。カオスモンスターだが自我や感情を持っており、冷酷かつ残忍な性格。
「ライフ2を使えばゲージを6増やす」逆天殺の力を持つ。
大惡寺 ロン（だいあくじ ロン）
声 - 加藤将之
報酬のためなら誰にでも雇われる裏社会のファイター。ウィズダムの命令を受けたグリモによりケイセツの代わりとして呼び寄せられ、CCCの所属となる。
コアガジェット：太極図型
使用デッキ：守護竜の逆鱗
生誕の守護竜 マザー・ドラゴンとモンスターエッグによる戦術が軸のダンジョンワールドのデッキ。ルミナイズ時の口上は「来る者全てを蹂躙し、希望は根こそぎ焼き尽くせ！」。

生誕の守護竜 マザー・ドラゴン（せいたんのしゅごりゅう マザー・ドラゴン）
ロンのバディ。ダンジョンワールド所属の《Dエネミー》にして《ドラゴン》。

ミニギアゴッド
声 - 最上嗣生
小型サイズのギアゴッド。ウィズダムの全ワールドカオス化の先兵であり、CCCの防御・迎撃システムの役割もある。サカテによると「ギアゴッドのパーツをコピーし、人工知能を搭載したクローンマシーン」であり、複数存在するが違いは基本的に色と音声のみ。カオス・スリーおよびグリモはこのミニギアゴッドを操り命令する権利を持っている。最終決戦にてグリモの命令で牙王とウィズダムのファイトを妨害しようとしたが、自我とバディモンスターの誇りを取り戻したギアゴッドによって全て廃棄された。
コアガジェット：汎用コアガジェット
使用デッキ：アンリミテッド・ギア
「ミニギアゴッド」モンスターによる相手の妨害に特化した、特殊フラッグ「the Chaos」のデッキ。
ルミナイズ時の口上は「コード プロトギアゴッド 起動」。

ミニギアゴッド・パープル
ミニギアゴッドのバディ。the Chaos所属。

カオス牙王（カオスがおう）
声 - 水野麻里絵
ギアゴッドがウィズダムに代わる新たなバディとして作り出したファイター。牙王をモデルに過去のファイトのデータを調べ尽くして作られている。当初は牙王の肌を浅黒くしたような外見だったが、1度目のファイトで「神槍C・X天バスター！」をキャストしたことに伴い、右半身が常に変化したものになった。
牙王とは2度ファイトし、1度目は勝利するが、2度目は「轟天覇王竜 バールバッツ・ドラグロイヤー」の大逆天の前に完敗。その時にファイトの楽しさを教えてくれたことへの例を言い、消滅した。
コアガジェット：ベルト型
使用デッキ：混沌の機神軍
《機神軍》を中心とした、特殊フラッグ「the Chaos」のデッキ。バディは「Cの超越者 ギアゴッドver.Ø99」。ルミナイズ時の口上は「壊せ！砕け！天地滅ぼす竜の爪牙！」。

クリスティーヌ 後藤（クリスティーヌ ごとう）
声 - 柚木涼香
CCCの広報担当。彼女を含め、社員はCCCの裏の顔を知らない。

### 主要人物の血縁者
未門 隆（みかど たかし）
声 - 川原慶久
牙王と花子の父。合気柔術の道場を経営しており、本部事務所にスーツで出勤している。穏やかな性格で、ドラムをすんなりと一家の一員として迎え入れた。
臥炎カップ一回戦終了後に未門家を訪れたドラムの父と意気投合し、バディを組んで牙王とドラムに稽古をつけた。

未門 涼実（みかど すずみ）
声 - 七緒はるひ
牙王と花子の母。「未門流合気柔術」を継いだ師範で、牙王を鍛えている。家庭では母親として笑みを絶やさず子供たちを育てているが、合気柔術の稽古の際には鬼の一面をのぞかせる。
牙王がバディファイトにのめり込むことをあまり良しとしていなかったが、ある一件での牙王の姿を見て「私はバディファイトにヤキモチを妬いてた」と考えを改める。
その後、轟鬼たちの救出を手伝ってからはABCカップの観覧席にて牙王を応援し、優勝まで見届けた。ABCカップ終了後はアメリカの合気柔術道場を指導すべく、家族を残して渡米している。
『100』ではオオヤミゲドウとの戦いの前に帰国しており、行き倒れたイカヅチを背負って未門家に帰ってきた。

未門 陽太（みかど ようた）
声 - 寺島惇太
牙王と花子の兄。5年前に12歳で亡くなっており、未門家の居間に遺影が飾られている。「太陽番長」の原作者であり、原稿は亡くなった後に轟鬼が預かっていた。生年は2016年、没年は2028年。

未門 花子（みかど はなこ）
声 - 三森すずこ
相棒学園初等部3年生。9歳。愛称は「ハナ」。兄である牙王が大好きで、「太陽番長」のファン。
牙王を「運ゲー野郎」と呼んで認めなかったノボルを「猫シャツ」と呼んで敵対視していた。しかし、ABCカップ本選での牙王との対決でのノボルの姿を見て「ノボルもかっこいい」と認識を改め、以後は「猫シャツ」と呼ぶのをやめ、彼のシャツに関しても「強くてかっこいい虎」と表現している。
兄・陽太の形見である髪留めをつけている。臥炎カップでは観戦のためにフリフリのドレスを新調してもらった。
声を担当した三森すずこは当初元気な幼稚園児をイメージして演じていたが、途中で音響監督のえびなやすのりに花子が9歳であることを知らされ、徐々に演技を微調整したという経緯がある。

十文字 華絵（じゅうもんじ はなえ）
声 - 七緒はるひ
牙王と花子の祖母で、涼実の母。身体は小さいが武道の達人であり、老齢を思わせぬ軽い身のこなしを見せる。たこ焼き作りの名人。

ドラムバンカー・ドラゴン・ファング・スレイド・テレストリアルXIII世
声 - 大塚周夫
ドラムの父で、武装騎竜ドラム一族の族長。地球へ修行に向かうため「完璧なバディを探す」と息巻くドラムに「見つけるべきは完璧な人間などではなく、常識外れな人間である」と諭した。ドラムは大勢の子供の1人だが、親子というよりも王様と家臣のような関係性。初期オープニングや第23話に登場したドラゴンたちもみんな息子でありXIV世候補。

パパパンダ / セイントグローリーソード・ドラゴン
声 - 玄田哲章
ちびパンダことセイントホーリーソード・ドラゴンの父。本名は「セイントグローリーソード・ドラゴン」。語尾に「だすん」とつける。

### 相棒学園関係者
煮付 二世（につけ にせい）
声 - 川原慶久
相棒学園初等部の教師で、牙王のクラス「6-11」の担任。英語部分のみネイティブな発音でしゃべる。かなりの怖がり屋でもある。

葱ノ山 一束（ねぎのやま ひとたば） / キャプテン・アンサー
声 - 江原正士
相棒学園で牙王たち「バディファイト専門コース」の生徒を教えている教師。語尾に「でしゅ」と付ける独特な口調が特徴。特技は変装。
バディファイト世界学の権威であり、コマンダーIとも知り合い。名前の通り頭部に明らかにネギとしか言いようのない何かが生えている。
その正体は20年ほど前に地球を守って活躍していた伝説の《ヒーロー》「キャプテン・アンサー」で、奇妙な容姿は変装によるもの。バディポリス創設の立役者でもある。愛用しているバイクの名前は「アンサイクロン」。
肉体の限界からバディポリスに後を任せて引退していたものの、かつて自分が捕らえた魔人インザイディが脱獄した際に一時的に復活して活躍した。
『100』において遥か昔にヒーローワールドの角王として選ばれていたが、自分のワールドを守ることを優先したためにヤミゲドウの封印に参加できなかった九人目の角王であることが判明し、さらにヤミゲドウの呪いを受け「キャプテン・アンサー “オーバーロード”」として風音、死ヶ峰たちと敵対する。最終決戦後は心身とも元に戻っている。
デッキ内のカードを用いて変身することができ、変身時の掛け声は「変身・アンサースパーク」。キメ台詞は「風が答えを知っている。正義のために答える男！」。
「コンパスガン」、「リコーダージャベリン」などの武装を備え、必殺技は「リコーダージャベリン・ファイナルアンサー」。
コアガジェット：銃型
使用デッキ：シャイニングアンサー
《ヒーロー》を中心としたヒーローワールドのデッキ。ルミナイズ時の口上は「正義、正解、イコールジャスティス」。

怒野 アイアンクロー（いかりの アイアンクロー）
声 - 高木渉
相棒学園初等部校長を務める老人。大きな手のような形をした頭髪は自在に動かすことができ、悪い子はこれでわし掴みにしてしまう。特技は頭部でのアイアンクロー。趣味は「子供たちとの本気ドッジボール」と「突然の虫歯検診」。歯科医師の資格を持っており、頭に額帯反射鏡をつけている。
生徒たちを「悪ガキども」と呼び親しみ、大きな声で熱血指導を行う。歴戦のバディファイターでもあり、相棒学園の地下洞窟に自分専用の「ダンジョンステージ」を持つ。葱ノ山に弱い一面がある。
『100』ではバディである魔王ガーグナーの力を借りて歪められた地下洞窟を元通りに復元するが、直後にヤミゲドウによって石化させられる。最終決戦後は心身とも元に戻っている。
コアガジェット：魔法の杖型
使用デッキ：ザ・デンジャラスダンジョン
《Dエネミー》中心のダンジョンワールドのデッキ。ルミナイズ時の口上は「無謀なる挑戦者よ、身の程を教えてやろう！」。

魔王 ガーグナー（まおう ガーグナー）
声 - 川原慶久
怒野のバディ。絶望の迷宮の支配者にして大魔術師でもある。ダンジョンワールド所属の《Dエネミー》にして《魔王》。
怒野とは「ガーちゃん」「アーちゃん」と呼び合う友人で、同じ魔王であるアスモダイとも知り合いの仲。
漫画版ではダンジョンワールドへ修行の旅に出たドラムの前に、悪の魔王として立ちはだかった。人の自由を奪い、管理・掌握することを趣味としている。

握拳 メリコム（にぎりこぶし メリコム）
声 - 安元洋貴
相棒学園中等部校長で、握り拳のような髪型をしたフランス系日本人。ボクシング部の名誉顧問も務める。
怒野とはライバル関係にあり、ABCカップ本選の際には互いに筋骨隆々の半裸を晒して激突することで本選開幕を告げた。
『100』では怒野と一緒に相棒学園地下の復元に力を貸して牙王たちの援護に成功するが、ヤミゲドウによって石化させられる。最終決戦後は心身とも元に戻っている。

舞浜 カクモ（まいはま カクモ）
声 - 村瀬歩
牙王のクラスメイトでノボルの友達。チューナーであり、ABCカップではチーム「ライジングタイガー」所属。五角形の眼鏡を掛けた少年。元々名前だけをチームに貸していただけだったが、ノボルの力になりたいと思い、ABCカップ本選の牙王とのファイトからバディピットに入ることを決意する。自分たちもチームメイトとして一緒に戦いたいとノボルに強く進言し、完璧にノボルのサポートをこなしてみせた。

新井谷 ライタ（にいたに ライタ）
声 - 黒沢寿樹
牙王のクラスメイトでノボルの友達。ABCカップではチーム「ライジングタイガー」所属。ゴーグルと航空帽がトレードマークの少年。カクモ同様元々名前だけをチームに貸していただけだったが、ノボルの力になりたいと思い、ABCカップ本選の牙王とのファイトからバディピットに入ることを決意する。カクモと2人で繰り返し行ったシミュレーションのデータをもとに、ノボルをサポートする。

相和 タツト（あいわ タツト）
声 - 橘田いずみ
牙王のクラスメイト。眼鏡をかけた小柄な少年。語尾に「なのです」と付ける。バディファイト専門コースではないがバディファイトに興味を持ち始め、牙王と同じ「紅蓮闘士ドラムバンカー・ドラゴン」のカードを引き当てる。キャッスルのティーチングファイト参加中に百鬼「迦陵頻伽 鶯小町」が起こした騒動に巻き込まれるが、牙王のファイトを間近で体感することでバディファイトの熱さを知る。後にバディファイトから離れそうになった牙王を立ち直らせるきっかけを作った。

火之神 エンラ（ひのかみ エンラ）
声 - 本多真梨子
牙王のクラスメイトでタツトの友達。バディファイトに興味を持ったタツトを連れてキャッスルを訪れた。

田島 シンジ（たじま シンジ）
声 - 佐々木未来
牙王のクラスメイトでタツトの友達。エンラと共にタツトをキャッスルに連れて来た。

気毒 スルー（きどく スルー）
声 - 畠中祐
相棒学園中等部3年生。本人によると「影が薄く、存在感がなく、性格は抜群に暗い」ため、他人からスルーされている。バディファイトでも弱く注目されていなかったが、CCC製のアプリで学習したことをきっかけに小さな大会で優勝できるほどの実力を身につけ、同級生にも気づいてもらえるようになった。そのため将来はCCCに入社し、憧れのウィズダムの右腕になることを夢としている。
コアガジェット：汎用コアガジェット
使用デッキ：シャドー・アグリゲート
シャドー・ドラゴンの特性を活かしたドラゴンワールドのデッキ。ルミナイズ時の口上は「数多の影に、喰われて朽ちろ！」。

シャドー・ドラゴン
声 - 波賀由紀
スルーのバディ。ドラゴンワールド所属の《影竜》。デッキに何枚も入れられる特性を持つ。スルーと同様に存在感が薄い。

### バディカード管理庁

#### バディポリス
コマンダーI（コマンダーアイ）
声 - 高木渉
バディポリスの司令にしてバディカード管理庁の重要人物でもある男性。肩書きはバディカード対策室統合室長。やや頼りない雰囲気を見せることも多いが、大人としての責任感は持ち合わせており、地球と異世界を正しい方向へ導くために、時に思い切った選択をする決断力を見せることもある。バディポリスの名誉隊員であるキャプテン・アンサーとは旧知の仲で、彼の素性についても知っていた。
中盤では内部調査官の末六や自らの地位を狙っていた野針に度々追及を受けており、それが原因でウルフや死神の件に関する捜査が思うようにできなくなる。タスクがフューチャーフォースを度重なる形で無断使用した責任を取らされる形で、ついにコマンダーの座を追われ、野針にバディポリスの指揮権を完全に牛耳られてしまうが、清掃担当に扮する形で、管理庁内では密かに活動を続け、反抗の機を伺っていた。一方で、野針たちがタスクを標的にしていることにも気づいていたために、彼の立場を守るためにあえて真意を隠していたが、結果的に野針たちの背後にいたキョウヤの付け入る隙を与えてしまうことになっている。
第57話ではバディポリスを奪還すべく、キョウヤと結託している野針の不正を突き止めるために行動を開始。キャプテン・アンサーの協力もあり、元の地位に復帰することができた。その後、臥炎カップ決勝で牙王とタスクの試合が行われている最中に、ダークネスドラゴンワールドのモンスターが侵攻して来たことから、それに深く関与しているキョウヤに出頭を言い渡そうとしたが、キョウヤは逆にその状況を利用して世界中から熱狂的指示を受けたために、出頭要請を断念せざるを得なかった。その後はキョウヤのダークネスドラゴンワールドのゲート発生計画に備えて、本部で指揮を取った。
『100』では、キョウヤの野望を阻止するのに大きく貢献した牙王を少年バディポリスの見習いとしてスカウトしており、後にテツヤと斬夜の二人も加え、彼らによって構成されたバディポリス・ユースの指揮官として、修業から戻ってきたタスクを任命している。角王の一人でありバディポリスと協力関係にあるドーン伯爵とは犬猿の仲で、喧嘩をする度に、彼に太陽を見せて灰化に追い込んでいる。一方で彼の悲惨な過去を知る一人でもある。
一度イカヅチ率いるヤミゲドウが本部を襲撃した後も、司令官としてその場に留まり続けていた。オオヤミゲドウに進化したヤミゲドウが本格的に地球に侵攻してきた際は、密かに開発していた対イリーガル・モンスター用の巨大ロボット、通称「Iボット」に搭乗する形で出撃するものの、運悪くオオヤミゲドウの力がバディポリス結界を突き破った結果、戦う前に石化された。ヒャクガンヤミゲドウ消滅後、石化は解けたが片足を骨折してしまい入院することになった。
モデルは「コマンダー池っち」こと第1期原作者の池田芳正。

滝原 剣（たきはら つるぎ）
声 - 川原慶久
バディポリス主任。26歳。司令部から指揮を執るだけでなく、自ら前線に出向くこともある。元ハイパーレスキュー隊員であり、幼少期のタスクを発見・救出した恩人でもある。基本的には良識や責任感のある大人の男性であるが、キャプテン・アンサーに憧れてバディポリスになった過去を持ち、現在も彼への強い畏敬の心を持ち続けている。一方、その影響でフィギュアを始めとするキャプテン・アンサーに関するグッズも大量に自宅に飾っている子供っぽい面もあり、ステラを始めとする他の隊員たちには筒抜けとなっていた。
35話では、ヒーローワールドから魔人インザイディを追って来たカードバーンをバディを組み、インザイディとファイトして勝利を収めるも、相手がコアガジェットを2つ所有し、さらにはステラを人質にとられたことから窮地に陥ってしまう。それでも、最後まで諦めようとしない意志を見せており、その姿は駆けつけてきたキャプテン・アンサーに認められ、カードバーンとも引き続きバディを組むことになった。
43話では、指揮系統を野針に乗っ取られたことで思うように捜査ができなくなってしまうも、ジンやメグミといった外部から協力を頼む形で、ディザスターの本拠地を突き止める。しかし、証拠も無いのに強行的な操作をすることができないため、捜査に乗り出さないことに異を唱えたタスクにも何とか解ってもらうよう諭すが、タスクからは子供である自分が信頼されていないと思われてしまう。その後、タスクが独断でディザスターの下に乗り込んだことを知り、これ以上彼を失望させたくない想いから命令無視を承知で乗り込むも、間に合わずタスクはディザスターに連れ去られてしまい、後に再会した時、彼は煉獄騎士としてディザスターの一員になってしまう。
牙王やタスクが黒幕である臥炎キョウヤと決戦を迎えた際は、頃合いを見計らってバディポリスのメンバーを引き連れてディザスターの本拠地である富士へと向かい、ダークネスドラゴンワールドのゲート発生装置を破壊すべく、タスクにバディであるカードバーンを託した。
『100』では、第1話にて地球に現れた五角竜王 天武に最初に挑むも、叶わず敗退。その後は、タスク率いるバディポリス・ユースのメンバーたちの角王探しのサポートを行っている。
『100』第40話では、繭状態になったオオヤミゲドウを攻略すべく、大勢のバディポリスとヒーローワールドのバディモンスターで構成された大部隊の隊長として出撃。その指揮を執り、百鬼部隊相手には善戦するものの、裏角王たちの猛反撃に押されていき、最終的にはオオヤミゲドウの石化能力に敗れ、石化した。最終決戦後は心身とも元に戻っている。
コアガジェット：飛行機械型
後述のバディスキルにも用いる腰の飛行機械の右腰部にコアガジェットが内蔵されている。
使用デッキ：ファイティング・カードバーン
《ブレイブマシン》を中心とした、カードバーンとそのサポートカードを多く含むヒーローワールドのデッキ。ルミナイズ時の口上は「正義のカードで敵を討つ」。
使用バディスキル：名称不明
腰に装着したノズルからジェットを噴出し、飛行する。

カードバーン
声 - 杉田智和
滝原のバディ。ヒーローワールド所属の《ブレイブマシン》。意思を持ったロボットで、ファイト時には滝原を体内に搭乗させることができる。
凶悪犯を追って地球にやってきた捜査官。任務が完了した後も自らの意志で地球に残留し、滝原のバディとして戦い続けている。
仲間の「カードサーペント」や「カードライノ」と「ハイパーカード合体」し、「最強王者・アルティメットカードバーン」となることができる。必殺技は「ダブルソードスラッシャー」。

ステラ・ワトソン
声 - 七緒はるひ
バディポリスのオペレーターであり、ライブラリー。19歳。イギリス国籍だが育ちは京都で、時折京都弁が出る。
普段は温厚で優しいお姉さんといった雰囲気であるが、ミーハーな一面があり、人気バンド「セカイノオシマイ」の熱狂的ファンでもある。滝原と同様にタスクの良き理解者の一人であり、果敢にイリーガル・モンスターやクリミナルファイターと戦う彼を見守っている。
第35話では、書類を届けるために、パトロールも兼ねて牙王を家に送ろうとしていた滝原に同行するも、魔人インザイディによる暴動の発生時において攻撃に巻き込まれ、人質として捕まってしまう。その結果、滝原と共に窮地に陥ってしまうも、キャプテン・アンサーの活躍によって救われる。
第43話以降は、野針によってバディポリスの指揮系統を牛耳られてしまうが、ステラにいたっては内部調査官である末六の意向によって、若手隊員の制服を着させられてしまった上に、お茶汲みをさせられるなど、セクハラに近い仕打ちを受ける。
第57話では、バディポリスの指揮系統を奪還すべく、カードバーンがホログラフで時間を稼いでいる隙に、野針が使用している司令室に潜入。パソコンからデータのハッキングを行い、野針がキョウヤに協力して行っている悪事の数々を突き止める。最終的に集めたデータはキョウヤの命令を受けたソフィアによって破壊されてしまうも、野針を失脚に追い込み、指揮系統を奪還することには成功した。

ドーン伯爵（ドーンはくしゃく）
#角王を参照。

帝都クウ（ていと クウ）
#ワールドバディマスターズ出場選手を参照。

#### 内部調査官
祠堂 末六（しどう すえろく）
声 - 森訓久
祠堂の父で、バディカード管理庁内部調査官。口癖は「〜であるし」。息子を「マイサン」と呼び、息子からは「パパダディ」と呼ばれている。かなりの親バカであり、息子を一度も殴ったことが無いらしい。
バディポリスを監視下に置き、フューチャーフォース使用禁止命令を無視したタスクからバディポリスの資格を剥奪。その後、野針にバディポリスの指揮系統を握らせ、ステラには若年層の制服を強要するなど好き放題をしていたが、野針の悪事が露見したことで追及を受ける羽目になる。なお、彼もまた野針に利用されていただけであるらしく、彼がキョウヤと組んで悪事を働いていた事実やディザスターフォースの存在についてまでは知らなかった。

野針 誠一（のばり せいいち）
声 - 堂坂晃三
バディカード管理庁内部調査官で、末六の同僚。表向きには紳士に振舞うも、常に不遜な笑みを浮かべ、嫌味に満ちた口調で話し、実際は冷酷な切れ者かつ欲深い野心家。キョウヤと裏で通じており、タスクをディザスターに引き込むためにキョウヤによりバディポリスに派遣された。
末六を利用してコマンダーIに様々な圧力を掛けているが、タスクが自分たちの命令に従わないことも見越しており、それらの責任をコマンダーIに押し付けるべくあえて躍らせていた。そして、タスクが度重なってフューチャーフォースを無断使用した後、コマンダーIに代わって「コマンダーノバリン」を名乗り、バディポリスの指揮系統を牛耳る。顔に似合わずかなりのナルシストで、司令官となった後、自らの自室となった司令室には、大きな自画像や監視カメラ付きの銅像を飾っており、ステラからは「趣味が悪い」と評されている。
司令官の地位を手に入れてからは、それを利用してキョウヤに様々な協力を行い、富士採掘場（ディザスターパレスの場所）の監視映像の改竄、クリミナルファイターから回収したモンスターの横流し、通報記録の揉み消し、不正の融資の受け取りといった悪行を次々と行っていた。しかし、牙王とタスクの臥炎カップ決勝戦前日、自室に侵入したステラによってそれらの証拠データを入手されてしまい、コマンダーたちや轟鬼の扮したキャプテン・アンサーの活躍もあって、完全に追い詰められた野針はキョウヤに助けを求めるも、タスクを引き入れるために最初から利用されていた事実を告げられる形で見捨てられ、完全に破滅。最終的には警察に逮捕され、追及を受けることになった。
末六と共に、脚本家の會川昇によってタスクを追い落とす「大人のダメさの象徴」として作られたキャラクター。

### 犯罪（クリミナル）バディファイター
貫目 赤鬼（かんめ あかおに）
声 - 堂坂晃三
カード強盗として指名手配中のクリミナルファイター。臥炎カップではチーム「貫目三兄弟」所属。
語尾に「〜ゲバ」とつけて話す赤鬼のような容姿の男で、「斧頭竜 ドルカス」をバディとする。動物にだけは優しく、親切にする。
滝原によってバディポリス結界に追い込まれた後でタスクとのファイトに敗北し、確保された。その後、青鬼と共に優秀な模範囚だったという理由で臥炎カップへの参加が特別に認められた。
コアガジェット：鬼のパンツ型
その滑稽な見た目からジャックやタスクたちに大笑いされていた。
使用デッキ：怪獣フェスティバル
デンジャーワールドのデッキ。
ルミナイズ時の口上は「地響き立てて大暴れ！」。

貫目 青鬼（かんめ あおおに）
声 - 木内秀信
カード強盗として指名手配中のクリミナルファイター。臥炎カップではチーム「貫目三兄弟」所属。
赤鬼の弟で、兄と同じく鬼のような風貌をしているがやや痩せ型。語尾は「ゲバ」。
「激突竜 ガエルゴルガ」をバディとしていたが犯罪の片棒を担がされることを厭うガエルゴルガにバディを解消され、代わりのバディとしてエル・キホーテを手に入れるためノボルにファイトを挑んだ。
コアガジェット：鬼のパンツ型
使用デッキ：恐竜フェスティバル
デンジャーワールドのデッキ。
ルミナイズ時の口上は「ガンガン激突！」。

貫目 黒鬼（かんめ くろおに）
声 - 森嶋秀太
臥炎カップで初登場した赤鬼と青鬼の兄弟。臥炎カップではチーム「貫目三兄弟」所属。語尾は「ゲバ」。
『100』では逮捕された赤鬼と青鬼を脱獄させるべくデスシドーと共謀して「兄弟竜フンバルティス」たちを従えて暴れていたが、斬夜とのファイトに敗れて御用となった。ファイトではデンジャーワールドを使用。

魔人インザイディ（まじんインザイディ）
声 - 梅津秀行
異世界の脱獄囚。かつて自分を捕らえたキャプテン・アンサーに復讐するため、犯罪バディファイターとなってアンサーをおびき寄せた。
使用デッキ：ガチアーマナイト
デンジャーワールドのデッキ。

### その他のモンスター
迅雷騎士団 ハルバード・ドラゴン（じんらいきしだん ハルバード・ドラゴン）
声 - 七緒はるひ
爆が「牙王フォーメーション」で自らを直接攻撃の危険に晒して戦う牙王のためにデッキに追加した《武装騎竜》の《赤竜》モンスター。ドラゴンワールド所属。「移動」能力を持ち、自分か相手の攻撃時に空いたスペースへ移動することができる。
牙王のバディモンスターではないが明確な自我を持ち、自分を守るためにモンスターを犠牲にすることを躊躇う牙王にファイターを守るという己の使命を遂げさせてほしいと直談判した。

超武装騎竜 ガルバニックフェザー・ドラゴン（ちょうぶそうきりゅう ガルバニックフェザー・ドラゴン）
声 - 斎賀みつき
アジ・ダハーカが作り出した異空間の闘技場の番人。ドラゴンワールド所属の《武装騎竜》にして《赤竜》。アジ・ダハーカによって異空間に引きずり込まれたタスクと戦うが、ジャックとの新たな絆の力「ドラゴニック・パニッシャー」により敗れ、タスクの力を認めて彼のデッキに加わった。

ドラゴウィザード キヌース・アクシア
声 - 太田哲治
第22話から登場した究極レアモンスター。マジックワールド所属の《魔術師》で、ドラゴウィザードの一員。性別は男性だが、自分のことを女性と自覚している。マジックワールドにドラゴンがいるのは、彼らドラゴウィザードがマジックワールドへの留学生であるため。デザインは服装がアカデミックガウンを鎧にしたもの、頭部が角帽をイメージしたものとなっている。
元々はキョウヤが主催した船上バディファイトパーティの賞品だったが、商品ケースの中にいるのが嫌になり、脱走。言うことを聞かなかったためソフィアに焼却されそうになるが、ドラムに引き留められ、そのまま牙王のカードとなり、さらにドラムを「運命の人」として惚れてしまっている。
牙王のバディモンスターではないにも拘らず、彼のカードとなってからはSD化で行動することや、ドラム不在の際は彼が牙王の仮のバディになることがあった。牙王の新たなデッキ「マジックど根性」に投入される。
第34話では改めて牙王とドラムのバディとの絆の深さに理解し、自分の理想のバディを見つけるべく旅に出た。

伝説の勇者 タスク（でんせつのゆうしゃ タスク）
声 - 斉藤壮馬
ダンジョンワールドの冒険者。龍炎寺タスクによく似ているが別人であり、「伝説の」という肩書きにこだわっている。「クラフトマン 爆」（声 - 森嶋秀太）、「賢者 くぐる」（声 - 佐々木未来）、「ダンシングマジシャン テツヤ」（声 - 山本和臣）とパーティを組んでおり、ダンジョンワールドに修行しにやってきたドラムと共に冒険することになる。伝説の勇者 タスクのカードはドラムが持ち帰り、牙王のデッキに加わることになる。
漫画版では牙王とドラムがダンジョンワールドにやってきた際に会っており、魔王ガーグナーに捕らわれた牙王を救うためにドラムと共に戦った。

長靴を履いたケットシー（ながぐつをはいたケットシー）
声 - 南條愛乃
猫のような姿をしたモンスター。レジェンドワールドの《妖精》で、武器や防具を作る鍛冶仕事を任されていたが嫌気が差し、バディファイトをしに地球にやって来た。ファイトのルールをろくに理解していなかったが、牙王とともにファイトすることで自分の役割を知りレジェンドワールドへ帰って行った。
使用デッキ：フェアリーブレイド
自身も含めた《妖精》を中心としたレジェンドワールドのデッキ。爆に組んでもらったデッキだが、ファイトではケットシーをバディとした牙王が使用した。
ルミナイズ時の口上は「今日より強くなるために、どんな苦難も乗り越える！」。

武装騎神 デュナミス（ぶそうきしん デュナミス）
声 - 本多真梨子
別名「マスターオブ武装騎竜」。ドラゴンワールド所属の《武装騎竜》にして《神》。ドラムの父の師匠であり、ドラゴンワールドの名だたる戦士は全て彼女のもとで修行を積んでいる。
挑戦者の心の底にある最も忌み嫌うものと向き合わせることで試練を与え、それに打ち勝ったタスクとジャックを新たにスタードラゴンワールドのファイターとそのバディにした。また、太古の昔にヤミゲドウを封印するために各ワールドの角王を招集した。

五角騎竜 火剣のドゥーベル（ごかくきりゅう ひけんのドゥーベル）
声 - 寺島惇太
五角騎竜 風弓のメグレス（ごかくきりゅう ふうきゅうのメグレス）
声 - 財満健太
五角騎竜 魔刀のミザル（ごかくきりゅう まとうのミザル）
声 - 浅利遼太
五角騎竜 氷槍のメラク（ごかくきりゅう ひょうそうのメラク）
五角騎竜 砂杖のアルカイド（ごかくきりゅう さじょうのアルカイド）
声 - 愛美
五角騎竜 爆槌のファード（ごかくきりゅう ばくついのファード）
五角騎竜 光旋のアリオット（ごかくきりゅう こうせんのアリオット）
声 - 津田健次郎
五角竜王に仕える7人の五角騎竜。ドラゴンワールド所属の《武装騎竜》。ドゥーベル、メグレス、ミザル、メラク、アルカイド、ファード、アリオットの順番で角王を継承したドラムを主として認めた。数万年前から天武に仕えており、若い頃のアリオットはドラムの父とはライバルだった。

ルシファー / ルーシー / 堕天魔王 ルシファー（だてんまおう ルシファー）
声 - 浅利遼太
角王となる前のアスモダイを知るマジックワールド所属のモンスターで《ソロモン72柱》にして《魔王》。アスモダイのことを「ダイ」と呼ぶ。普段は人気急上昇中のバンド「セカイノオシマイ」のヴォーカルとして活動する。バンドのメンバーは「従者 ガープ」と「魔界ファンタジスタ セーレ」。その歌声は普段嘘ばかりついているアスモダイですら素直な気持ちにさせる力を持っており、そのためアスモダイからは「最悪」と評されている。
かつてアスモダイが角王の招集に応じて自分たちの世界を去ったことで彼を裏切り者だと思うようになるが、テツヤと知り合ったことで考えを改め、アスモダイが角王になったのがルシファーとの友情が生まれた世界を失いたくなかったという理由であることを知った後は完全に和解。テツヤのデッキに入り、協力することになった。
『X』第21話では「ロックな魔王ティーチャー ルシファー」として登場した。

悪魔医師 ブエル（あくまいし ブエル）
声 - 最上嗣生
マジックワールド所属で、《ソロモン72柱》の一員。自然哲学や論理学に通じる魔界の名医。看護師として「魔界コンピューター ヴァッサゴー」がついている。彼のモンスター病院は超東驚の近くにあるが、正しいルートを通らなければ辿り着けない特殊な結界に守られている。ワケワカメ病やサカナカナ病を患った牙王を治療する。

オゾンA（オゾンエー）
声 - 川原慶久
オゾン兄弟の長男。ダンジョンワールド所属の《Dエネミー》にして《アンデッド》。

オゾンC（オゾンシー）
声 - 寺島惇太
オゾン兄弟の三男。ダンジョンワールド所属《Dエネミー》にして《アンデッド》。

トイレの華子さん（トイレのはなこさん）
声 - 大橋彩香
不気味な雰囲気をした少女。相棒学園に伝わる怪談「トイレの華子さん」の正体である。レジェンドワールド所属の《妖精》にして《トイレ》。
数百年生きている大妖怪であり、頭の白い部分は白髪。デザインのイメージは昭和の女の子。
コアガジェット：水晶型
使用デッキ：学校の怪談 / 学校の怪談2
《妖精》と《トイレ》を中心としたレジェンドワールドのデッキ。バディは自分自身。ルミナイズ時の口上は「学校の怪談」が「皆の衆、たのしいたのしいイタズラの時間じゃ！」、「学校の怪談2」が「またまた集まれ皆の衆！怖い話はまだ続くのじゃ！」。

一反木綿 ペーパー（いったんもめん ペーパー）
声 - 大畑伸太郎
華子の家来。レジェンドワールド所属の《妖精》にして《トイレ》。

### その他の人物
キャッスル店長
声 - 木内秀信
超商店街にあるホビーショップ「キャッスル」の店長で、ヒーローワールドのモンスター「超宇宙ロボ 銀河魔神」をバディに持つバディファイター。名字は「売夫主（うぶぬし）」。子供好きで、牙王たちにバディファイトについてアドバイスをしていた。
バディファイトの初心者であった牙王の良き理解者で、彼がキョウヤにファイトを申し込んだ結果、世界の敵に回ってしまったことを心配していた。
コアガジェット：ヘル・アルティメット
ヘルメット型のコアガジェット。背中に大きな羽の生えた騎士を思わせる緑色の鎧と併用される。
使用デッキ：不明　
キリにバディファイトを教えた際はドラゴンワールドのトライアルデッキを使用した。

雑魚山 健太（ざこやま けんた）
声 - 藤堂真衣
キリに絡んでいた不良たちのリーダー格で、牙王たちの上級生。卑小な性格であり、自惚れが強い。牙王に返り討ちにあって以降、彼を逆恨みしている。
後にキリが店長にバディファイトを教わった際にも現れ、牙王に借りを返そうとしたがあっさり敗北している。その後ショップチャンピオンの座を狙って風音とファイトし敗れるが、彼女との戦いを通じてファイトの楽しさを味わう。デンジャーワールドのデッキを使用し、当初はバディに「アーマナイト・オーガ」を選択していた。第42話では新たに「蒼駆竜 ガグ」をバディにして連勝を重ねていたが、突如現れた死神に敗れてバディとコアデッキケースを奪われる。風音からは「雑魚山ちゃん」と呼ばれて親しまれていた。キョウヤの圧倒的な力に憧れを抱いており、臥炎財閥が配布していたダークコアデッキケースのレプリカも躊躇わずに受け取っている。
『100』では、キョウヤすら倒した牙王の実力を未だに認めようとしておらず、タツトとのファイトで彼がドラムバンカー・ドラゴンをバディにしていた際は、「たまたま運が良いラッキーファイター」とこき下ろしているが、逆にタツトからは牙王が強い理由がどんな小さなチャンスも逃さず、どんな状況でも常に勝つことを考えているからだと反論されている。『100』18話では死ヶ峰の自作自演の行為に利用された。

茂部谷 了（もぶたに りょう）
声 - 村瀬歩
キリに絡んでいた不良の一人。

賀屋岡 士郎（がやおか しろう）
声 - 浅利遼太
キリに絡んでいた不良の一人。

羽田 タマ子（はねだ タマこ）
声 - 藤堂真衣
パル子が憧れるテレビ局の女性レポーター。

ノボルの父
声 - 陶山章央
ノボルがアメリカに海外留学する日に妻とともに相棒学園を訪れ、牙王たちと会う。『100』ではグラトスにさらわれたノボルを妻とともに心配する。『DDD』では登場しないがアメリカに住んでいる。

如月 斬月（きさらぎ ざんげつ）
声 - 藤原貴弘
斬夜と暁の父。警視庁警視総督。元バディファイターで、かつて違反行為を行っていた闇の組織「金蛇流忍者」を一斉検挙した。

キリの父
声 - 森訓久
いつもキリと電話で連絡を取っており、姿は見せない。仕事の都合で転勤を繰り返していることになっているが本当は存在せず、『100』でキリが父親だと思って話していた人物が自分自身であることが判明する。

稲葉 ノリスケ（いなば ノリスケ）
声 - 小池ゆき
普宮第二小学校の生徒。転校してきたキリにバディファイトで勝利して「魔狼フェンリル」のカードを奪うが、その後ダークコアデッキケースを手に入れたキリに取り返される。ダビデの後輩であり、キリに接触するように命じられていた。

富士宮 大地（ふじみや だいち）
声 - 石上裕一
風音の父。かつてバディポリス隊員でありドーン伯爵のバディだったが、4年前の大災害で殉職している。

富士宮 光代（ふじみや みつよ）
声 - 橘田いずみ
風音の母。明るい性格で娘とも仲が良い。ドーン伯爵を「ドンちゃん」と呼び、彼が富士宮親子を見守っていることを知っている。

淵神 和津斗（ふちがみ ワット）
声 - 高木渉
イカヅチの祖父で、慈得留の父。10歳の誕生日を迎えた暴留斗に、淵神一族に伝わる闇外道鎮魂之術を授けた。

淵神 慈得留（ふちがみ ジウル）
声 - 安元洋貴
イカヅチの父。漫画版では心ない人間により封印を破られたヤミゲドウを鎮めようとするが石にされ、それを見て人間を憎悪した暴留斗が怒りにまかせてヤミゲドウのバディとなる。最終決戦後は心身とも元に戻っている。

淵神 雷花（ふちがみ ライカ）
イカヅチの母。

オカダ・カズチカ
声 - オカダ・カズチカ
「レインメーカー」の異名を持つプロレスラーであり、第63代IWGPヘビー級王者。オカダッシュで地を駆け、名前を呼ばれるときに「さん」を付けさせるこだわりを持つ。
相棒学園の地下で特訓をしていたが、「強いヤツと戦いたい」という願いを利用したゲスシドー（祠堂）により、牙王とファイトすることになる。途中で牙王たちが世界を救うために戦っていることを知ってからは牙王や五角騎竜に活を入れて励まし、自ら敗北を受け入れた。最終決戦後は心身とも元に戻っている。
使用デッキ：荒天陣
《武装騎竜》中心のドラゴンワールドのデッキ。ゲスシドーから借りたデッキであり、バディは「裏・五角竜王 荒天武」。ルミナイズ時の口上は「ステージにカードの雨が降るぞ！」。

カメ三兄弟（カメさんきょうだい）
声 - 寺島惇太（カメいち）、村瀬歩（カメじ）、財満健太（カメ三郎）
海道の子分。長男はカメいち、次男はカメじ、三男はカメ三郎。海道と行動を共にしており、ファイトでは大漁旗を振って応援する。

五剣 小百合（ごつるぎ さゆり）
声 - くじら
天下の祖母で、彼女もまたドラゴンフォースを見守る五剣一族の一人。ドラゴンフォースを使用するに相応しいファイターを探すために超太陽島にいる。孫やバディたちからは「オババ様」と呼ばれるが、その呼び名を嫌っており名前で呼ぶように言う。
コアガジェット：簪型
使用デッキ：不明　
カタナワールドのデッキ。孫の天下と同じく刀獣をメインにしたデッキ。

鬼斬の刀獣 童子切安綱（おにきりのとうじゅう どうじきりやすつな）
声 - 黒沢寿樹
小百合のバディ。カタナワールド所属。

黒猫（くろねこ）
声 - 大竹宏
人間の言葉を話し、怪しげな術を使う猫ファイター。猫の世界でもバディファイトは盛んに行われており、キョウヤに直談判してWBCカップに猫の代表枠を組み込んでもらう。ファイトではダンジョンワールドを使用。相棒学園ファイティングステージで行われたCATの代表決定戦でマダナイに敗れる。自分を倒したマダナイを見込み、世界大会でアミーゴのモンスターカードを盗んだり、妖術「猫化の術」でバルを気まぐれな猫にしようとしてマダナイの不戦勝を狙う。

執事
声 - 樫井笙人
WBCカップアメリカ西地区大会の事務局長。正体はキョウヤの執事であり、アジ・ダハーカの究極進化のために強い対戦相手を求めるキョウヤが事務局に潜り込ませていた。

未門 友牙（みかど ゆうが）
声 - 真野拓実
牙王を父と呼ぶ少年。本作の続編『フューチャーカード 神バディファイト』の主人公。シリーズ最終話である『オールスターファイト』第8話に登場し牙王にファイトを挑むが、牙王の夢の中の出来事のように描かれている。
友牙登場のシーンは、シリーズ構成の藤田伸三の計らいで『神バディファイト』のシリーズ構成を務める川崎ヒロユキが執筆した。

ガルガンチュア・ドラゴン
友牙のバディ。ドラゴンワールド所属。

ナレーター
声 - マーク・大喜多
『100』までにおけるバディファイト中のシステム音声に加え、アニメ第1期の本編開始前のナレーションも担当。

### 漫画版の人物
猛虎 撃（もうこ げき）
激切高校1年。ぶつかった拍子にガチレアカードが破れたと難癖をつけてキリをこき使っていたが、間に割って入った牙王とファイトをして敗れ、ガチレアカードも偽物だと判明した。ファイトではデンジャーワールドを使用。袖口に隠したカードを入れ替えるイカサマも行った。

理詰 サクシ（りづめ サクシ）
「百貫の頭脳」の異名を持つ。ABCカップ本戦出場選手の1人だが、トーナメント1回戦で轟鬼に敗れる。

ギルギル団（ギルギルだん）
特別編「龍炎寺タスク物語」に登場。クリミナルファイターによる窃盗組織であり、バディモンスターの力を使って超東驚美術館に飾られている天野鈴コンツェルン寄贈の像「純金の愛娘」を盗み出すが、タスクによって逮捕される。リーダーのバディは「銅頭鉄額 兜熊」で、カタナワールドを使用。

影浦 道（カゲウラ トオル）
単行本第7巻収録の田村光久と吉田正紀による合作オマケマンガ「ダークゲームへの誘い」に登場。
『フューチャーカード バディファイト ダークゲーム異伝』の主人公。死神が見えており、命を懸けてカードファイトに挑んでいる男。

### ゲーム版の人物
天道 勇気（てんどう ゆうき）
声 - 高橋李依
ゲーム版第1作の主人公の一人。相棒学園初等部6年生。明るく元気な性格で、じっとしていることが苦手な少年。
月宮 真（つきみや まこと）
声 - 西山宏太朗
ゲーム版第1作の主人公の一人。相棒学園初等部6年生。曲がったことが嫌いで、責任感の強いリーダー気質な少年。
空峰 翔太（そらみね しょうた）
声 - 若井友希
ゲーム版第3作の主人公。いつも元気で、何事も全力で楽しむ少年。
バーン / バーンボンドドラゴン
声 - 新田早規
翔太のバディ。ドラゴンワールド所属。本名は「バーンボンドドラゴン」。やんちゃな性格で、バッツの強さに憧れている。

## 作中用語
異世界（ワールド）
地球がある宇宙の外側に存在する様々な世界の総称。それぞれにモンスターが住んでおり、バディファイトのカードを通じて人間たちの世界とつながっている。また、劇中に登場するワールド以外にも数多くのワールドが存在することが示唆されている。
ドラゴンワールド
知性を持つ武装化されたドラゴンの戦士《武装騎竜》・ドラゴンと共に戦う《竜騎士》・相手のセンターが空いていると強くなる《太陽竜》などが住まう異世界。
戦うための魔法や武器も多いので、色々な闘い方ができる。
ドラムバンカー・ドラゴン、ジャックナイフ・ドラゴン、バルドラゴン、バッツ、ちびパンダ、エル・キホーテ、五角竜王 天武、武装騎神 デュナミスが所属する。
攻守ともバランスが取れたワールドで、「ガルガンチュア・パニッシャー!!」を始めとする必殺技も多い。
デンジャーワールド
機械化されたモンスター《アーマナイト》や怪獣のような好戦的なドラゴン《デュエルドラゴン》などが住まう何でもありの超危険な異世界。すべて力で解決する。
アーマナイト・ケルベロス、アーマナイト・イーグル、デモンゴドル、ガグ、八角神王 グランガデスが所属する。
攻撃に特化した超危険なワールドで、防御を捨てて、超攻撃的になっているカードも多い。
マジックワールド
「ソロモン《72柱》」を始めとする悪魔や《魔術師》などが住まう異世界。魔法の研究が一番進んでいる。中には、ファイトの勝敗を決めるほどの強力な魔法もある。
（二角）魔王 アスモダイ、メアリー・スー、アクシア、堕天魔王 ルシファーが所属する。
魔法を駆使して戦うワールドで、多彩な戦術ができる。
カタナワールド
機械と融合したサイバーな《忍者》、まるで妖怪のような《髑髏武者》などが住む世界。
ナノマシン忍者 月影、ナノマシン忍者 白夜、包蔵禍心 闇狐、一角獣王 ジウンが所属する。
忍者や妖怪が集まるワールドで、相手を罠にはめる心理戦を得意とする。
エンシェントワールド
古の竜神《ドラゴンロード》、純粋な進化を遂げた《ネイキッドドラゴン》、暴走族をモチーフとした《怒羅魂頭》、不良をモチーフとした《竜王番長》などが住まう異世界。
武神竜王 デュエルズィーガー、ドラゴンキッド リッキー、四角炎王 バーンノヴァが所属する。
大型モンスターを補助するモンスターが多いワールドで、サイズ3の超弩級ドラゴンで場を制圧しながら戦うのが基本となる。
ダンジョンワールド
何が起こるか予想の付かないゲームの中に入ったかのようなファンタジーの異世界。
ブレイドウイングフェニックス、魔王 ガーグナー、三角水王 ミセリア、シュタインブレイド・ジョーカーが所属する。
ゲームのように《冒険者》たちやモンスターや魔物がいて、冒険者たちの中はアニメのキャラクターをモチーフにしたカードもある。運要素の強い効果が多いワールドで、独特な戦術が特徴的である。
レジェンドワールド
伝説や神話に出てくる神や精霊・魔獣といった伝説のモンスターが住まい、伝説の武器が存在する異世界。
シルフ、グレンデル、デュランダル、アイスブレイド・ジョーカー、七角地王 ドーン伯爵が所属する。
神話をなぞった魔法と伝説のアイテムカードが充実しており、『装備変更』をしながらモンスターと共に戦うワールドである。
TCG『バディファイト』発表会でのプロモーションビデオではアイスブレイド・ジョーカーが所属するワールドとして「ミソロジーワールド」が紹介されていたが、レジェンドワールドと統合されたため登場しなかった。
ダークネスドラゴンワールド
《黒竜》や《死》などがはびこる闇の世界で、煉獄や地獄など、死に関わるモンスターが多く、闇の力が集結した異世界。
死竜 デスゲイズ・ドラゴン、デスルーラー ガロウズ、ディミオスソード・ドラゴン、終焉魔竜 アジ・ダハーカ、黙示録の第一騎士 グラトス、黒き死竜 アビゲールが所属する。
相手のライフを直接減らす効果が多いワールドで、相手のモンスターやアイテムはもちろん、相手のデッキすら破壊する。
ヒーローワールド
表の道を進む《ヒーロー》・《ヒロイン》とロボット、裏の道を進む《ダークヒーロー》などが存在する異世界。
火星人UFO タコ助、キャプテン・アンサー、カードバーン、影雄 シュヴァルツ、九角勇王 ムクロが所属する。
レジェンドワールドとは逆にアイテムカードは少ないが、《ヒーロー》への『変身』やロボットへの『搭乗』という形でモンスター自身をアイテムのように使用できる能力をもつ。一方、《ダークヒーロー》はターン終わりに場から離れる代わりに様々な効果をもつモンスターが多い。
スタードラゴンワールド
ドラゴンワールドの未来の姿とされる異世界。高度な文明を誇り、未知の力を持っている。
超生命体の《ネオドラゴン》、機械生命体の《竜装機》、体が結晶になっている《プリズムドラゴン》などが暮らしている。
超星護 ジャックナイフ、六角嵐王 ヴァリアブルコード、結晶竜 アトラが所属する。
ロストワールド
かつて神々によって異次元に封じ込まれ、いつしか忘れ去られた世界。詳細はフューチャーカード 神バディファイト#作中用語を参照。
バディファイト
地球がある世界で最も流行しているカードゲーム。基本は老若男女問わず気軽に遊ぶことができるカードゲームであるが、コアデッキケースと専用のファイティングステージを使用することで魔法や攻撃を疑似体験しながら対戦できる世界的な競技としても親しまれている。
また、カードを通じて異世界やそこに生息するモンスターの研究も進められており、相棒学園にも選択科目の一つとしてバディファイト専門コースが設けられている。
超東驚（ちょうとうきょう）
近未来の地球世界・日本国の首都。主要な地名には「超」がついている。
相棒学園（あいぼうがくえん）
超東驚・第7ブロックの学が丘に位置する学校。
牙王たちが所属する初等部、ロウガや祠堂が所属する中等部に加え高校・大学が存在する。
バディファイト教育が盛んで、専門コースが設けられているほか生徒同士の対戦成績からバディファイターのランキングも発表されている。バディファイターの育成では全国でも屈指のエリート校。
丘の上にある広いキャンパスには校舎、体育館、グラウンドの他にバディファイト専用ファイティングステージがあり、学園の地下には洞窟が存在する。
相棒バディカップ（あいぼうバディカップ）
相棒学園で行われるバディファイトの大会。略称は「ABCカップ」。ただしこれは重言であり、公式サイトとミニコーナーでこのことが指摘されている。
チーム「バルソレイユ」
ABCカップに向けて牙王、爆、くぐる、キリが結成したチーム。チーム名の意味はフランス語で「太陽の弾丸」であり、くぐるが命名した。臥炎カップでは牙王、テツヤ、斬夜が新生バルソレイユを結成している。
天野鈴コンツェルン（あまのすずコンツェルン）
世界中のありとあらゆる航空交通機関の設計・量産を一手に担う、世界に冠たる大企業。相棒学園のファイティングステージの修理・補修・管理も請け負っている。ABCカップではチーム「天野鈴コンツェルン」として出場。
清風会（せいふうかい）
相棒学園の風紀を守るために、相棒学園中等部の有志によって結成された応援団を母体とした自治組織。轟鬼ゲンマが団長、土合突男が副団長を務めている。清風会には、代々伝わる桐箱入りのデッキ「剛龍気炎」があり、団長はバディファイトでこのデッキを使用、そして応援する者は団歌を熱唱するのが古よりの慣わしとなっている。初代清風会会長兼応援団団長は十文字堂克であり、清風会応援歌の作詞・作曲も手掛けている。なお、団員の参入には寛容で、組織拡大にも積極的である。
ABCカップにおいては予選を免除されており、本選に直接参加可能な唯一のチームである。
戦国学園（せんごくがくえん）
戦国時代から存在する超箱根の山奥にある学園。全寮制の男子校で、「弱肉強食」がモットー。近年はバディファイトに力を注ぎ、学園生活のあらゆる面でカード勝負に力を注いでいるが、相棒学園をライバル視し、いまだにその頂には立ったことはない。
バディモンスター
異世界からやってきたモンスターの中でも特に人間とバディ（相棒）になった者を指す。多くの者はバディと日常生活を共にし、絆を深める。
人間世界では本来の力を出すことができないが、フューチャーフォースやディザスターフォースの発動下ではそのリミッターが外れ強大な力を発揮するようになる。
人造モンスター（じんぞうモンスター）
臥炎財閥が密かに研究していた人間の手で作られたモンスターの名称。星神竜ゾディアック、ドラゴン・ツヴァイのデッキに入っている魔竜〜のモンスターがこれに当たる。
SD化（エスディーか）
バディモンスターが「地球には人間を怖がらせない姿で滞在しなければならない」という規則に従いデフォルメされた姿に変身すること。
ただし有名なバディモンスターに関してはこの限りではなく、少年バディポリスとして有名なタスクのバディであるジャックナイフ・ドラゴン（第1期まで）や地球で人気の芸能人でもあるテツヤのバディ・魔王アスモダイは普段から本来の姿で生活している。
バディレア
バディモンスターが潜むカード。多くのバディファイターはこのカードを引き当てることでバディモンスターと出会い、バディを組む。
それ自体が異世界とのゲートとして機能する他、バディモンスターが光の塊となってカードの中に留まることもできる。
また、カードの中にいる間に周囲で起こった出来事を見聞きすることも可能。
コアデッキケース
バディファイターとなった人間に国から支給される特殊なデッキケース。中央に「コア」という青い宝石のようなものが埋め込まれている。
ルミナイズやフューチャーフォース解放の他、ファイト中およびバディスキル発動中のナビゲーションなど多彩な機能を持つ。『DDD』からはルミナイズおよびフューチャーフォース解放以外の機能は全て廃止された様子。
富士山の麓などから産出する特殊鉱物「フォトンメタル」を用いて製造されている。
ダークコアデッキケース
ディザスターのメンバーが用いる特殊なコアデッキケース。「コア」に当たる部分が眼球を模した「ダークコア」になっており、デザインも骨を模した禍々しいもの。これを持っているものは「ディザスターフォース」を発動できる。
ネオデッキケース
『100』にてバディポリス結界発動時のファイトでイカヅチに敗北、コアデッキケースを失った牙王とタスクに支給された新たなコアデッキケース。コアデッキケースと比較すると機械的なデザインになり、「コア」が赤色になっているが、機能は同一。
ルミナイズ
コアデッキケースの中央にあるコアを押し「ルミナイズ」と宣言することで発動する特殊機能。
ルミナイズを行うと初期手札6枚およびゲージ2枚が光となって自動でファイターの前に展開し、以後のドロー・チャージ＆ドローの結果も反映される。
ルミナイズ中のファイトではモンスターの姿やカードの効果、アイテムカードの装備などが全て仮想現実で再現され、ファイターのみならず観客も光や音、衝撃を疑似体験することができる。
ダークルミナイズ
ダークコアデッキケースを用いて行われるルミナイズ。『オールスターファイト』では全てルミナイズに差し替えられた。
コアガジェット
コアデッキケースをルミナイズすることで出現するバディファイター専用の装備。使用者の特性によって形状は変化し、コアデッキケースが必ずどこかに装着できるようになっている。また、専用のコアガジェットを持たないファイターでもルミナイズが可能な「汎用コアガジェット」も存在し、ファイティングステージに備え付けられている。
専用コアガジェットはバディファイター本人が思い入れのある物や、士気の上がる物にちなんだ形状をしている。
バディスキル
バディファイターにバディモンスターから贈られる力。人によって様々な形で発動する。効果が発揮されるとファイターの身体は光を帯び、空を飛べるようになる。
バディピット
ファイター以外のメンバーがファイターをサポートするスペース。手札の状態をモニターでき、ファイターに最新の情報や作戦の指示を与えることができる。
バディポリス
正式名称は「バディカード管理庁バディカード対策室実働部『バディポリス』」。
犯罪バディファイターを取り締まり、街の治安を守る任務を帯びた実働部隊。バディを探してこの世界にやって来たモンスターの入国審査も担当している。
バディカード管理庁（バディカードかんりちょう）
日本中のバディカード/ファイター/モンスターの情報を管理する国家機関。
コアデッキケースの管理および支給も担当している。
犯罪バディファイター（クリミナルバディファイター）
バディスキルなどを悪用して犯罪を行う悪徳バディファイターのこと。バディポリスの取り締まり対象となる。作中では「クリミナルファイター」とも呼ばれる。
バディポリス結界（バディポリスけっかい）
犯罪バディファイターを逮捕するために使われる装備。
バディポリス司令部から結界発生の指示が出ると、衛星軌道上に存在するバディポリス衛星からビームが照射されファイティングステージを形成する。同時にバディポリスと犯罪者のコアデッキケースがロックされ、脱出するにはファイトを行いどちらかのコアデッキケースを破壊するしかなくなる。
相手のバディファイト以外の抵抗を封じ、無傷で確保できる優れたシステムであるが、バディポリス側が負けると逃げられてしまう上にそちらのコアデッキケースが破壊されるリスクもある。また、ディザスターフォースによりコアデッキケースがファイトを介することなく破壊され、突破されてしまったこともある。
臥炎財閥（がえんざいばつ）
臥炎キョウヤを総帥とする、コアデッキケースの製造を一手に引き受け、全世界の復興に尽力してきた財閥。相棒学園のスポンサーでもあるが、後に傘下とし、事実上乗っ取ることになる。
臥炎カップ（がえんカップ）
臥炎キョウヤが主催する、選りすぐりの8チームによるバディファイトトーナメント戦。1チーム3人で構成され、先に2勝したチームの勝利となる。
ディザスター
臥炎キョウヤを頂点とした、表向きは臥炎財閥傘下のコアメタル研究機関、裏の顔は謎の秘密組織。「大人に支配された現在の世界を開放し、子供の力で変革する」ことを目的とし、相棒学園などから闇の力の素養を持つものを探し出し、メンバー獲得を狙っている。富士のフォトンメタル採掘場近くの廃坑の地下深くにアジトである「ディザスターパレス」を構えている。キョウヤ以外のメンバー（ロウガ、祠堂、ソフィア、花薔薇、ダビデ、てる美、グレムリン）は「ディザスター・セブン」と呼ばれる。
フューチャーフォース
タスクと牙王が使用する、カードの効果を実体化する能力。発動下ではバディファイターが実際にアイテムを装備して戦闘できるようになる上、バディモンスターも普段は封じられている真の力を発揮できる。未来の自分から送られる力であり、基本的に未来の世界で使用することはできない。
ディザスターフォース
フューチャーフォースと同じくカードの効果を実体化できる能力。ディザスターが持つ特殊な「ダークコア」によって発動する。こちらは、フューチャーフォースと違い未来でも使うことができる。
イリーガル・モンスター
バディファイトのカードを通らずに異世界から地球にやってきたモンスターのこと。バディカード管理庁に地球滞在届けが登録されていないため、違法（イリーガル）と判別されている。
角王（かくおう）
『100』からその存在が判明した、遥か昔にヤミゲドウ封印に参加していた各ワールドの8体、諸事情により参加できなかったヒーローワールドとダークネスドラゴンワールドの2体、計10体のモンスターたち。非常に長い寿命を持つ。それぞれ宝珠の形をした「角王の証」を所持している。また、それぞれ、名前の数と同数の角を持つ。
また、オオヤミゲドウが腹の中で吸収した角王たちの力をもとに新たに生み出した闇の角王である「裏角王」が存在し、ヤミゲドウ配下の「裏外道衆」とバディを組んでいる。
百鬼（ひゃっき）
大魍魎ヤミゲドウに従う百体のモンスターの名称。バーンノヴァによると「ヤミゲドウに掛けられた呪い」。
闇結界（やみけっかい）
百鬼が持つ結界。黒ドクロによって発動し、周囲の者を異世界に閉じ込める。バディポリス結界同様、ファイトが終わるまで出ることはできない。
闇外道鎮魂之術（やみげどうちんこんのじゅつ）
淵神一族の先祖がドーン伯爵から伝えられ術。ヤミゲドウの魂を鎮め一時的に眠らせることができるが、あくまで一時的に時間を稼ぐ手段に過ぎない。
大いなる力（おおいなるちから）
淵神一族の先祖が角王から授かり、祠に納められていたヤミゲドウを無に帰す力。デュナミスが角王の証を作り出すために生まれたカードで、全ての角王が集まった時にその力を最大限に発揮する。角王がヤミゲドウ封印に失敗したときの最後の希望であり、牙王の手の中で「無双奥義 角王∞弾！」へと姿を変えた。
WBCカップ（ダブルビーシーカップ）
世界一のバディチャンピオンを決める大会。正式名称は「ワールド・バディファイト・カップ」。牙王、タスク、ガイトは超東驚地区予選を通過し、全国各地の予選を勝ち抜いたファイターが集う超太陽島で日本代表選抜大会を勝ち抜き、日本代表として世界大会の出場権を手に入れた。本戦は各国の予選、代表選抜を勝ち抜いたファイターによってアメリカ・ロサンゼルスのワールドバディスタジアムで行われる。
超太陽島（ちょうたいようじま）
WBCカップ日本代表選抜大会の開催場所。元々は大会スポンサーである臥炎財閥が所有するリゾート地で、日本代表選抜のために特別に開放されている。大会のために選手村を兼ねて建てられた超太陽ホテルの他、診療所やテント村がある。光の使者の魂が落下した場所として五剣一族に言い伝えられ長く監視されてきたが、闇の使者であるアジ・ダハーカもこの島の地中に力が衰えた状態で埋もれており、かつてキョウヤが臥炎財閥の総帥となった時にその権力を使って発掘したことがある。超太陽島から10km離れた海域には三日月島と呼ばれる無人島があり、そこにはガラが押収したキョウヤの海底研究所がある。
ドラゴン・フォース
超太陽島に眠る究極の竜の力。五剣一族の伝承によれば、古に闇と戦い超太陽島に落ちた光の使者「バルソレイユ」の魂のかけらだとされる。牙王、タスク、ガイトは3つに割かれた魂のかけら（怒り・喜び・悲しみの感情）であるドラゴン・フォースの解放に成功し、3つがそろうことで「超太陽竜 バルソレイユ」が甦った。さらにドラゴン・フォースには進化形が存在し、タスクが「正義の型」、ガイトが「逆襲の型」、牙王が「必殺の型」の解放に成功している。またキョウヤもこの力を狙っており、ドラゴン・フォースによって強化された最強の敵たちと戦わせることでアジ・ダハーカを「黒天太陽竜アジ・ダハーカ “ダ・エーワ”」へと進化させ、「ドラゴン・ドライ」を通じて全ドラゴンを支配する力を高め、自らが「黒き太陽の魔竜神 ガエン」となることを「プロジェクトDDD」の最終目標としている。
ワールド・バディ・マスターズ
各ワールドの使い手によって争われる大会。優勝者には伝説の「ミラージュカード」与えられる。ワールドごとに代表を選出され、1次リーグ制が導入されている。本大会はドラゴンワールドの優勝で幕を閉じたが、優勝賞品のミラージュカードはカオス・コントロール・カンパニーのウィズダムに強奪され、「the Chaos」のフラッグカードに変化してしまった。
GGGカップ（ジージージーカップ）
真剣勝負のファイトを切望する牙王の願いを叶えるため、ぶんぶく師匠が立ち上げた大会。正式名称は「牙王ガチンコ合戦」。ぶんぶくが独断と偏見と気まぐれで選んだ8人のファイターによるトーナメント戦で行われる。

## カードゲームとしての遊び方

### ルール
バディファイトは、2人で対戦するカードゲームである。50枚以上のデッキと、フラッグカード1枚、バディに選んだモンスターカード1枚でデッキが構成され、同一カードは4枚までデッキに入れられる。
デッキは、フラッグカードと違うワールドのカードも入れられる。ただし、違うワールドのカードは場に出すことができないため、基本的にはフラッグカードに選んだワールドのカードで構成される。
プレイヤーの耐久力はライフと呼ばれる数値で表される。ファイト開始時は10で、上限は無く、下限の0となったら敗北となる。また、山札が0枚になった場合は、その時点で敗北となる。このほか、特殊な勝利条件を成立させた場合も勝敗が決着する。
フラッグカードがドラゴン・アインに限り以下の制約と特性が付与される。
- 制約：ファイト開始時のライフは12、手札は4枚、ゲージは2。
- 特性：すべてのワールドから属性に「竜」「ドラゴン」を含むカードと、「ジェネリック」のみ使用できる。設置魔法「ドラゴンスローン 竜の玉座」、サイズ4モンスター「終焉魔竜 アジ・ダハーカ」のコール、一定条件を満たすことで「終焉魔剣 アクワルタ・グワルナフ」か「邪王竜剣 アクワルタ・グワルナフ」の装備が可能。

フラッグカードがドラゴン・ツヴァイに限り以下の制約と特性が付与される。
- 制約：ファイト開始時のライフは20、手札は4枚、ゲージは2。
- 特性：すべてのワールドから属性に「竜」「ドラゴン」を含むカードと、「ジェネリック」のみ使用できる。サイズ3モンスター「終末の大魔竜 アジ・ダハーカ」、ライフ0でフラッグカード「ドラゴン・ドライ」のコールが可能。

フラッグカードがドラゴン・ドライに限り以下の制約と特性が付与される。
- 制約：ファイト開始時のフラッグカードとして使用できない。フラッグカードがドラゴン・ツヴァイであればデッキに入れることできる。
- 特性：すべてのワールドから属性に「竜」「ドラゴン」が含むカードのみ使用できる。サイズ10モンスター「黒き太陽の魔竜神 ガエン」への変身が可能。
- 使用：ライフ0かつ手札にこのカードがあればフラッグカードとして宣言し、ライフを5回復してファイトを再開する。

フラッグカードが百鬼夜行の場合に限り以下の特性が付与される。
- 特性：すべてのワールドから属性に「百鬼」を含むカードと、「ジェネリック」のみ使用できる。

フラッグカードが楽園天国の場合に限り以下の制約と特性が付与される。
- 制約：ファイト開始時のライフは12、手札は6枚、ゲージは1。
- 特性：すべてのワールドから属性に「天国」を含むカードのみ使用できる。

フラッグカードが灼熱地獄の場合に限り以下の制約と特性が付与される。
- 制約：ファイト開始時のライフは8、手札は6枚、ゲージは4。
- 特性：すべてのワールドから属性に「地獄」を含むカードのみ使用できる。

フラッグカードがthe Chaosに限り以下の制約と特性が付与される。
- 制約：ファイト開始時の手札は4枚、ゲージは2。
- 特性：すべてのワールドから属性に「カオス」を含むカードのみ使用できる。場に置けるモンスターのサイズの合計が99になるまで置ける。サイズ30以上のモンスターは効果で破壊されず能力は無効化されない。
- 特性2：サイズ30モンスター「Cの支配者 ギアゴッドVII」「PCM ギアゴッドVIII」、サイズ90モンスター「Cの超越者 ギアゴッドver.Ø99」のコール、マジックカード「ザ・カオス・アップグレード」が使用できる。

フラッグカードが竜牙雷帝に限り以下の制約と特性が付与される。
- 制約：ファイト開始時の手札は7枚、ライフは11、ゲージは1。
- 特性：すべてのワールドから属性に「雷帝軍」を含むカードのみ使用できる。

フラッグカードが∞the Chaos∞に限り以下の制約と特性が付与される。
- 制約：ファイト開始時のフラッグカードとして使用できない。フラッグカードがthe Chaosであればデッキに入れることできる。
- 特性：属性に「カオス」を含むカードのみ使用できる。場に置けるモンスターのサイズ制限はない。サイズ30以上のモンスターは効果で破壊されず能力は無効化されない。
- 特性2：サイズ10000モンスター「究極に至るC ギアゴッドver.10000」のコールが可能。
- 特性3：フラッグカード∞the Chaos∞は相手に攻撃できる。
- 使用：マジックカード「ザ・カオス・アップグレード」をコールする。

フラッグカードがロストワールドに限り以下の制約と特性が付与される。
- 制約：ファイト開始時のフラッグカードとして使用できず、別ワールドのデッキを使用する。ロストワールドのデッキは30枚で構築する。
- 特性：ファイターはロストワールド以外のデッキとロストワールドの専用デッキを所持できる。
- 使用：手札にこのカードがあればフラッグカードとして宣言し、ロストワールド用のデッキと交換する。

勝敗の判定が、両者で同時に発生した場合は引き分けとなる。

### ファイトの準備
デッキをシャッフルする前に、フラッグカードとバディに選んだモンスターカードを伏せて置く。シャッフルした後は山札をデッキゾーンに置き、最初の手札として6枚をドローする。その後に2枚をゲージゾーンに裏向きのまま置く。
先攻か後攻はジャンケンで決められるが、このカードゲームではジャンケンに勝ったほうが先攻となる。最後に、オープン・ザ・フラッグ！とのかけ声と同時にフラッグカードとバディに選んだカードを表向きにし、ファイトが開始する。
ファイトは、以下のフェイズに従って進行される。

### フェイズ進行

#### スタートフェイズ
自分の場のカードをすべてスタンド（縦向きに）して、デッキからカードを1枚ドローする。ただし、先攻1ターン目はドローしない。
次に、手札から1枚をゲージゾーンに伏せて置き、デッキから1枚ドローできる。この行為をチャージ＆ドローと呼び、先攻1ターン目でも可能である。

#### メインフェイズ
このフェイズでは、手札を使用することで以下の行動を任意の回数だけ行うことが可能である。
モンスターカードを、自分のモンスタースペースに置く。
この行為をコールと呼ぶ。すでにモンスターがいるエリアでも、そのカードをドロップゾーンに置くことでコールできる。
モンスタースペースにはレフト・センター・ライトの3ヶ所がある。
モンスターは0から3までのサイズがある。モンスタースペースに置かれたモンスターのサイズは、合計が3以下になるようにしか置けない。
【起動】能力を使用する。
アイテムカードを装備する。
装備する際は、フラッグカードの上に乗せて置く。すでに装備されていても、そのカードをドロップゾーンに置くことで装備し直せる。
魔法カードを使う。
この行為をキャストと呼ぶ。使用された魔法カードはドロップゾーンに置かれるのが原則だが、設置魔法は魔法エリアに残り続ける。
バディに選んだモンスターをコールする際は、コストを支払った後に手札の同一カードをバディゾーンにレスト（横向きに）して置き、元々バディゾーンにあったモンスターをコールする。この行為をバディコールと呼び、バディギフトとしてライフを1回復できる。
この他、【対抗】能力も使用できる。【対抗】はスタートフェイズ以外は任意のタイミングで発動でき、さらに相手のターンでも発動できるが、【対抗】に【対抗】できるのは一度のみである。

#### アタックフェイズ
場に置いたカードで、相手に攻撃をするフェイズである。
アタックフェイズの開始時には「移動」能力が発動し、空いているモンスタースペースに移動することができる。お互いに「移動」能力を持つモンスターがあった場合は、ターンプレイヤー、非ターンプレイヤーの順に処理を行う。その時に、【対抗】を使うタイミングも発生する。
この後は、以下の手順に従って進行する。
攻撃するモンスターを選択してレストし、攻撃対象を選択する。
自分のセンターにモンスターがいない場合は、アイテムで攻撃することができる。
相手のセンターにモンスターがいない場合は、相手ファイターを攻撃対象に選択できる。
連携攻撃をする場合は、攻撃するモンスターを2枚以上選び、同時にレストする。
この手順の開始時より「攻撃中」「バトル中」として扱う。
【対抗】を使うタイミングが発生する。
このタイミングの【対抗】は、ターンプレイヤー、非ターンプレイヤーとも一回のみに限定される。
「攻撃した時」「攻撃された時」に発動する能力もここで処理する。
攻撃判定、ならびに「貫通」能力、「反撃」能力が発動する。
攻撃対象がモンスターの場合、攻撃力が攻撃されたモンスターの防御力以上であれば、攻撃はヒットし、そのモンスターを破壊する（ドロップゾーンに置く）。
連携攻撃の場合は、攻撃力を合算して処理する。
攻撃対象が相手ファイターの場合、打撃力分のダメージを相手に与える。
連携攻撃の場合は、打撃力を合算して処理する。
攻撃が相手センターのモンスターにヒットした際、攻撃したモンスターが「貫通」能力を持っていれば、攻撃されたモンスターを破壊し、さらに打撃力分のダメージを相手に与える。
連携攻撃の場合は、その攻撃時に「貫通」能力を持っているモンスターを合算した打撃力分のダメージを相手に与える。
攻撃された「反撃」能力を持っているモンスターが、攻撃された後も場に残っている場合は、攻撃したモンスターのうち1体を選ぶ。そのモンスターの防御力が、「反撃」能力を持つモンスターの攻撃力以下であれば、そのモンスターを破壊する。
この手順の終了時まで「攻撃中」「バトル中」として扱う。
【対抗】を使うタイミングが発生する。
「ダメージを与えた時」「モンスターを破壊した時」に発動する能力もここで処理する。
「バトルの終了時」「攻撃の終了時」に発動する能力もここで処理する。
「2回攻撃」の能力が発動する。
攻撃したカードに「2回攻撃」を持っているカードがある場合、このターン中でまだ「2回攻撃」を発動していなければ、ここでスタンドする。
続けて攻撃を行う場合は、再度上記の手順を踏む。先攻1ターン目でもアタックは可能であるが、1度のみであり、連携攻撃はできない。

#### ファイナルフェイズ
必殺技、もしくは必殺モンスターを発動するフェイズである。このフェイズが終了した後は相手ファイターのターンになり、スタートフェイズに移る。

### ルール変更とエラッタ
2014年5月17日より、以下の部分でルールが変更されている。
連携攻撃の処理について
相手ファイターに連携攻撃した場合、以前は連携攻撃に参加したカードのうち1枚を選び、そのカードの打撃力分のダメージを与えていた。
変更後は、打撃力の合計値分のダメージを与えるようになった。
バトル中の【対抗】の処理について
以前は、バトル中の【対抗】は何回でも発動でき、一度のバトル中に使用できる【対抗】能力の回数制限もなかった。
変更後は、上記のとおり発動できる回数が一度のみになった。
これに合わせ、同日より以下のカードでエラッタがかけられている。
鉄拳 ドラゴナックル
【装備コスト】ライフ1を払う。
攻撃力：2000
ゲージ1を払うことで、攻撃力を2000上げるアイテムカードである。【起動】【対抗】双方の能力を有する。
エラッタ前はバトル中のみ効果を使用できたが、エラッタ後はメインフェイズにも使用できるようになり、ターン終了時まで効果が継続するようになった。
ドラゴエナジー
バトル中の《武装騎竜》1枚を選択し、そのバトル中の攻撃力・守備力とも3000上げ、さらに「反撃」を与える魔法カードである。【対抗】能力を有する。
エラッタ後は同時に何枚でも使えるようになった。
同様の効果を持つカードは他にも存在するが、この効果を加えられたのは上記カードのみである。

## カードセット
カード種類の計算では、いわゆる"パラレルカード"（イラストが違う同一カード）は元のカードと同じカードとして扱うものとする。

### スタートデッキ
デッキ17種52枚構成（内ガチレア仕様カード2枚、フラッグカード1枚）。ライフカウンター、ルールブック、プレイマットを同梱。
- BF-SD01:500円スタートデッキ「強ドラ」
  - 構築済みドラゴンワールド（牙王）デッキ
  - 2014年1月24日発売
    - キラ仕様：ライジングフレア・ドラゴン、ガルガンチュア・パニッシャー!!
- BF-SD02:500円スタートデッキ「フォージング・ブラッド」
  - 構築済みデンジャーワールド（ロウガ）デッキ
  - 2014年1月24日発売
    - キラ仕様：アーマナイト・ケルベロス、怒裏留バンカー!!
- BF-SD03:500円スタートデッキ「ドラゴニック・フォース」
  - 構築済みドラゴンワールド（タスク）デッキ
  - 2014年3月28日発売
    - キラ仕様：ジャックナイフ・ドラゴン、ドラゴニック・パニッシャー

### トライアルデッキ
デッキ20種52枚構成（内ガチレア仕様カード3枚、フラッグカード1枚）。付録品はスタートデッキと同様の内容だが、価格が1,000円になった。
- BF-TD01:「ザ･勇者爆誕!!」
  - 構築済みダンジョンワールドデッキ
  - 2014年7月4日発売
    - キラ仕様：伝説の闘士 牙王、ミッションカード"パーティ結成！"、デッドエンド・クラッシュ！
- BF-TD02:「激闘!!絶命陣」
  - 構築済みカタナワールド（斬夜）デッキ
  - 2014年7月4日発売
    - キラ仕様：豪族忍者 百地丹波、月影 剣神もうど、秘剣 絶命陣
- BF-SD03:「暗黒竜 凶襲」
  - 構築済みダークネスドラゴンワールドデッキ
  - 2014年10月3日発売
    - キラ仕様：煉獄騎士団 サタンフォース・ドラゴン、デスルーラー アブリル、魔葬奥義 デスレクイエム
- BF-SD04：「アスモ大集結☆」
  - 構築済みマジックワールドデッキ
  - 2015年1月9日発売
    - キラ仕様：チャンピオンレスラー・アスモダイ、遊ぶぜ！アスモダイ、アスモダイ エターナルローリングバックドロップ！

### ブースターパック
1パック5枚入り、1ボックス30パック入り。全105種。1パックのうち3枚が並、1枚が上、1枚がレア以上のカードであり、収録ワールドのフラッグカードも1枚封入されている。
第3弾以降は初版限定で並・上・レアのパラレルホロカードがランダムで封入されている。
- BF-BT01:第1弾「ドラゴン番長」
  - 2014年1月31日発売
    - 収録ワールド：ドラゴンワールド、デンジャーワールド、マジックワールド
    - バディレア：ジャックナイフ・ドラゴン
- BF-BT02:第2弾「サイバー忍軍」
  - 2014年4月5日発売
    - 収録ワールド：ドラゴンワールド、デンジャーワールド、マジックワールド、カタナワールド、エンシェントワールド（バディレアのみ）
    - バディレア：武神竜王 デュエルズィーガー
- BF-BT03:第3弾「ドドド大冒険」
  - 2014年7月4日発売
    - 収録ワールド：ドラゴンワールド、マジックワールド、カタナワールド、ダンジョンワールド、デンジャーワールド（バディレアのみ）
    - バディレア：アーマナイト･ケルベロス"A"
- BF-BT04:第4弾「轟斬轟く!!」
  - 2014年10月3日発売
    - 収録ワールド：ドラゴンワールド、ダークネスドラゴンワールト、レジェンドワールド
    - バディレア：煉獄騎士団団長 ディミオスソード・ドラゴン
- BF-BT05:第5弾「煉獄ナイツ」
  - 2015年1月9日発売
    - 収録ワールド：ドラゴンワールド、マジックワールド、カタナワールド、ダークネスドラゴンワールド、ヒーローワールド（バディレアのみ）
    - バディレア：カードバーン

### キャラクターパック
1パック3枚入り、1ボックス30パック入り。全45種。1パックのうち2枚が並、1枚がレア以上のカードであり、収録ワールドのフラッグカードも1枚封入されている。
- BF-CP01:第1弾「100円ドラゴン」
  - 2014年3月14日発売
    - 収録ワールド：ドラゴンワールド
    - バディレア：ジャックナイフ “ディアスパシィ”

### エクストラブースター
1パック5枚入り、1ボックス15パック入り。全48種。1パックのうち3枚が並、1枚が上、1枚がレア以上のカードであり、収録ワールドのフラッグカードも1枚封入されている。
- BF-EB01:第1弾「不死身の竜神」
  - 2014年6月6日発売
    - 収録ワールド：ドラゴンワールド、カタナワールド、エンシェントワールド
    - バディレア：迅雷騎士団 ドラムバンカー・ドラゴン
- BF-EB02：第2弾「ヤバすぎ大決闘!! ドラゴン VS デンジャー」
  - 2014年9月12日発売
  - 初版限定で並・上・レアのパラレルホロカードをランダムで封入。
    - 収録ワールド：ドラゴンワールド、デンジャーワールド、ダークネスドラゴンワールド（バディレアのみ）
    - バディレア：死竜 デスゲイズ・ドラゴン

### スペシャルシリーズ
デッキ38種104枚構成（内ガチレア仕様カード8枚、バディレア仕様カード2枚、フラッグカード2枚）。ルールブック、プレイマットを同梱。
- BF-SS01:第1弾「ゲキ強!! バディレアWデッキ」
  - 構築済みドラゴンワールド、レジェンドワールドデッキ
  - 2014年11月21日発売

### パーフェクトパック
1パック6枚入り、1ボックス10パック入り。全58種。全てガチレア以上のカードであり、収録ワールドのフラッグカードも1枚封入されている。
- BF-PP01:第1弾「ゴールデンバディパック」 
  - 2015年2月13日発売
    - 収録ワールド：ドラゴンワールド、デンジャーワールド、マジックワールド、カタナワールド、エンシェントワールド、ダンジョンワールド、レジェンドワールド、ダークネスドラゴンワールド

## コラボレーション

### 企業とのコラボレーション
ファミリーマート×meiji
2014年10月7日から10月20日まで、全国のファミリーマート店舗で対象商品16種類から3個以上買うと、先着でファミリーマート限定オリジナルPRカード「虹玉騎竜 マーブル・テイカー」がプレゼントされるキャンペーンを実施。
コラボ第2弾として2015年8月11日から8月24日まで、全国のファミリーマート店舗で対象商品の中から3個以上買うと、ファミリーマート限定PRカード「コード“CHOCO”ザ・ベビー」がプレゼントされるキャンペーンを実施。
プッチンプリン
2015年1月17日から2月22日まで、「あそバディワールド’15 Winter」会場であるイオンのチルド商品売り場で「プッチンプリン 3個パック」または「ひとくちプッチンプリン6個入り」を買うと、特製PRカード「プリン大好き ドラム」がプレゼントされるキャンペーンを実施。2015年10月7日からイオンリテール店舗で対象商品を買うと、特製カード「プリンで幸せ 牙王」「プリンで幸せ ドラム」がプレゼントされるキャンペーンを実施。
ピザーラ
2015年4月15日から、ピザーラ全店でLサイズピザを注文すると、ピザ1枚につき特製PRカード「三ツ星騎竜 ピザー・ランド"36"」が1枚プレゼントされるキャンペーンを実施。
2016年4月20日から、ピザーラ公式サイトでMサイズピザ、Lサイズピザを注文すると、Mサイズなら1枚、Lサイズなら2枚、特製PRカード「ピザパーティ!バルドラゴン&ジャックナイフ」か「ピザ大好き!バル&牙王」がランダムでプレゼントされるキャンペーンを実施。
2017年4月21日から、ピザーラ公式サイトでMサイズピザ、Lサイズピザを注文すると、Mサイズなら1枚、Lサイズなら2枚、特製PRカード「ピザ好き魔王竜 バッツ」か「ピザ好き魔王竜 バッツ“SD”」がランダムでプレゼントされるキャンペーンを実施。
2018年6月8日から、ピザーラ公式サイトでMサイズピザ、Lサイズピザを注文すると、Mサイズなら1枚、Lサイズなら2枚、特製PRカード「ピザーラ食べてみた！友牙＆ガルガ」か「ガルガンチュア・ドラゴン“モード・ピザーラ!?”」がプレゼントされるキャンペーンを実施。
築地銀だこ
2015年5月5日から、対象店舗でバディファイトパックを買うと、パック1箱につき特製PRカード「たこ焼大好き 牙王」か「たこ焼大好き ドラム」のどちらか1枚がプレゼントされるキャンペーンを実施。
2016年5月10日から、全国の築地銀だこでバディファイトパックを買うと、パック1箱につき特製PRカード2種セット「バル&牙王&ノボル “銀だこ食ってバディファイト！”」「タスク&ジャック&ガイト&アビゲール “銀だこ食べてバディファイト！”」がプレゼントされるキャンペーンを実施。
2017年5月10日から、全国の築地銀だこでバディファイトパックを買うと、特製PRカード3種セット「銀だこパーティーだぜ!!」「銀だこパーティーだと!?」「銀だこパーティーですん♪」がプレゼントされるキャンペーンを実施。また、2017年4月28日から5月28日まで、JR秋葉原駅周辺の築地銀だこ3店舗で対象商品を購入すると、ブースターパック「Reborn of Satan」が1つプレゼントされるエリア限定キャンペーンを実施。
2018年5月15日から、全国の築地銀だこでバディファイトパックを買うと、特製PRカード2種セット「銀だこパーティだぜ!!“2018”」「神・銀だこパーティだ！“2018”」がプレゼントされるキャンペーンを実施。また、2018年5月15日から、JR秋葉原駅周辺の築地銀だこ2店舗で対象商品を購入すると、ブースターパック「伝説バディ大集結！」が1つプレゼントされるエリア限定キャンペーンを実施。
2019年5月18日から、一部店舗を除く銀だこでバディファイトパックを買うと、特製PRカード2種セット「銀だこ×バディファイト “最強のタコパ2019”」「銀だこ×バディファイト “神ってるタコパ2019”」がプレゼントされるキャンペーンを実施。
ジャイアントカプリコ
2016年3月22日から、イオンでグリコのお菓子2個を買うと、特製PRカード「カプリコをかじるノボル」か「夢の共演!? ノボル&カプすけ」のどちらか1枚がプレゼントされるキャンペーンを実施。
スシロー
2016年7月21日から、小学生以下の子供がスシローに行くと、スシローオリジナルカード「厳選鉄火竜 ロード・スシロード」が1枚プレゼントされるキャンペーンを実施。
Y!mobile
2016年8月6日から、対象のワイモバイルショップに行ったり「あそバディワールドY!mobileスペシャルイベント」に参加すると、ワイモバイル限定「牙王とふてニャンの書下ろしPRカード」が全3種プレゼントされるキャンペーンを実施。
横浜F・マリノス
2017年4月30日から、日産スタジアムの横浜F・マリノスホームゲーム開催時に試合会場でオリジナルプロモーションカード「スタードラゴンワールド」か「マーベラス・クリスタル・シュート！」のどちらか1枚が配布されるコラボ企画を実施。この他、同時期に名古屋グランパスエイト、サンロッカーズ渋谷、アビスパ福岡VSザスパクサツ群馬の試合会場でPRカード「フューチャーカード バディファイトX」が配布されるコラボ企画も実施された。
2018年5月19日には、日産スタジアムでのV・ファーレン長崎戦に来場した中学生以下を対象に、スペシャルコラボカード（52枚デッキ）がプレゼントされるコラボイベントが実施された。
横須賀地方隊
2017年8月5日に、「横須賀地方隊サマーフェスタ2017」のバディファイトブースでPRカード「護衛艦「かが」」と「了解であります！」の2枚がプレゼントされるイベントを実施。
名古屋グランパスエイト
2017年8月12日に、豊田スタジアムでの松本山雅FC戦に来場すると、オリジナルコラボカード「海王騎竜 グランパスVIII世」がプレゼントされるコラボイベントを実施。
ミニストップ×カルビー
2017年12月4日から、全国のミニストップで対象商品を2個購入すると、限定PRカード「ドラゴンワールド」か「間食竜 ジャガリ・カップ」のどちらか1枚がプレゼントされるキャンペーンを実施。
串カツ田中
2019年3月1日から、串カツ田中の国内全店でオリジナルコラボPRカード「超名物串竜 ガルクシー・ドラゴン」がプレゼントされるキャンペーンを実施。
ゲオ
2019年7月6日から、全国のゲオショップでバディファイト関連商品を1,000円以上購入すると、ゲオ限定PRカード「ガル・GEO ドラゴン“HMS・モード”」がプレゼントされるキャンペーンを実施。
ロッテリア
2019年7月18日から、ロッテリア公式アプリ内のクーポン画面をレジで提示し対象商品を購入すると、対応のPRカード「プリプリのエビカツと具だくさんタルタルのロッテリアエビバーガー！」または「粗挽きパティにとろ〜りWチーズのロッテリア絶品チーズバーガー！」がプレゼントされるキャンペーンを実施。
この他、警視庁とのタイアップとして『DDD』と警視庁生活安全部のコラボポスターや、『DDD』と『X』の小学生向け万引き防止対策コマーシャルが作成されている。

### 他作品とのコラボレーション
カードファイト!! ヴァンガード
アニメ『フューチャーカード バディファイト』第4話にアニメ『カードファイト!! ヴァンガード』の一部のキャラクターが登場している。
また、2025年7月25には『カードファイト!! ヴァンガード』の商品として、『フューチャーカード バディファイト』のコラボパックが発売。
探偵オペラ ミルキィホームズ
アニメ『フューチャーカード バディファイト』第54話オープニングと本編にミルキィホームズのメンバー4人が登場している。また、『フューチャーカード バディファイト100』のエンディングテーマ「ミルキィ100ワールド」のCDパッケージではメンバー4人の声優が『バディファイト』でそれぞれ担当しているキャラクターが描かれている。
トリプルモンスターズ
2018年4月26日にブシロードから配信されたスマートフォン向けアプリ。『フューチャーカード バディファイト』から一部のカードが登場しており、同じブシロードの『カードファイト!! ヴァンガード』、『ラクエンロジック』のカードとも共演している。
名探偵コナン
2019年4月12日に『フューチャーカード バディファイト』の商品として、アニメ『名探偵コナン』のキャラクターが登場する2種類のトライアルデッキやアルティメットブースタークロス第1弾が発売。
BanG Dream! ガルパ☆ピコ
2019年6月8日に『フューチャーカード バディファイト』の商品として、アニメ『BanG Dream! ガルパ☆ピコ』のキャラクターが登場するアルティメットブースタークロス第2弾が発売。
アイドルマスター シンデレラガールズ劇場
2019年6月22日に『フューチャーカード バディファイト』の商品として、アニメ『アイドルマスター シンデレラガールズ劇場』のキャラクターが登場するアルティメットブースタークロス第3弾が発売。
ゲゲゲの鬼太郎
2019年10月19日に『フューチャーカード バディファイト』の商品として、アニメ『ゲゲゲの鬼太郎』（第6期）のキャラクターが登場するアルティメットブースタークロス第4弾が発売。
SSSS.GRIDMAN
2019年11月2日に『フューチャーカード バディファイト』の商品として、アニメ『SSSS.GRIDMAN』のキャラクターが登場するアルティメットブースタークロス第5弾が発売。
ソードアート・オンライン
2019年12月に『フューチャーカード バディファイト』の商品として、アニメ『ソードアート・オンライン』のキャラクターが登場するアルティメットブースタークロス第6弾が発売。
メダロット
2020年2月に『フューチャーカード バディファイト』の商品として、ゲーム『メダロット』のキャラクターが登場するアルティメットブースタークロス第7弾が発売。
コロコロito
2023年発売のカードゲーム。『コロコロコミック』の歴代キャラクターがカード化しており、『フューチャーカード バディファイト』から未門牙王、『フューチャーカード 神バディファイト』から未門友牙が登場している。

## 漫画

### 本編
- 『月刊コロコロコミック』2013年12月号から2018年5月号まで、田村光久による漫画が連載された。2018年4月号および5月号に「フューチャーカード バディファイト オールスター編」が掲載され、前編が『フューチャーカード 神バディファイト』単行本第3巻に、後編が第4巻に収録された。単行本は全11巻。
  1. 2014年3月25日発売、ISBN 978-4-09-141738-1
  2. 2014年8月28日発売、ISBN 978-4-09-141796-1
  3. 2015年1月23日発売、ISBN 978-4-09-141858-6
  4. 2015年6月26日発売、ISBN 978-4-09-142018-3
  5. 2015年12月28日発売、ISBN 978-4-09-142113-5
  6. 2016年3月28日発売、ISBN 978-4-09-142152-4
  7. 2016年8月26日発売、ISBN 978-4-09-142185-2
  8. 2016年12月28日発売、ISBN 978-4-09-142268-2
  9. 2017年4月28日発売、ISBN 978-4-09-142387-0
  10. 2017年11月28日発売、ISBN 978-4-09-142528-7
  11. 2018年4月27日発売、ISBN 978-4-09-142654-3

### 外伝および番外編
大激突！牙王vs爆
『バディファイト ルールブック』などに掲載された田村光久による漫画。漫画でバディファイトのルールを解説する。
龍炎寺タスク物語
『フューチャーカード バディファイト 爆勝WデッキBOOK』掲載。田村光久による特別読切漫画。少年バディポリスの龍炎寺タスクが緊急発生した事件を解決に導く。単行本第4巻に収録。
牙王vsタスク超SPまんが
『月刊コロコロコミック』2015年8月号ふろく「フューチャーカード バディファイト 夏だぜ!!スタードラゴンワールド超デビューBOOK」に掲載された田村光久による漫画。スタードラゴンワールドの力を手に入れたタスクに牙王が挑む。特別編「新ワールド、オープン・ザ・フラッグ!!」として単行本第6巻に収録。
大激突！バルvs爆
『バディファイト ルールブック Ver.2.0』に掲載された吉田正紀による漫画。漫画でバディファイトのルールを解説する。
魔王竜バッツを使いこなせ！
『月刊コロコロコミック』2017年4月号ふろく「バディファイト 魔王竜バッツ 絶体絶命相棒契約の書」に掲載された吉田正紀による漫画。漫画でバディファイトのルールを解説する。また、吉田正紀は『フューチャーカード バディファイト』公式サイトでもチュートリアル漫画を掲載している。
フューチャーカード バディファイト ダークゲーム異伝
『コロコロアニキ』連載の吉田正紀による漫画。主人公は「影浦 道」。死神が見える男・カゲウラが命を懸けたカードファイトに挑む。『フューチャーカード バディファイト』単行本第7巻では田村光久と吉田正紀による合作オマケマンガ「ダークゲームへの誘い」が収録されている。続編に『フューチャーカード 神バディファイト ホーリー異伝』がある。単行本は全3巻。
1. 2016年3月15日発売、ISBN 978-4-09-142142-5
2. 2017年6月12日発売、ISBN 978-4-09-142426-6
3. 2018年7月12日発売、ISBN 978-4-09-142769-4

## テレビアニメ
テレビ愛知製作、テレビ東京系6局ネット、BSジャパンほかにて2014年1月4日より放送。2015年4月11日からは第2期『フューチャーカード バディファイト100』として放送、2016年4月2日からは第3期『フューチャーカード バディファイトDDD』として放送、2017年4月1日からは第4期『フューチャーカード バディファイトX』として放送、2018年4月7日からは第4.5期『フューチャーカード バディファイトX オールスターファイト』として放送された。
テレビ愛知YouTubeオフィシャルチャンネルでは、第1期第1話 - 第10話が「バディファイトスタート編」、第11話 - 第20話が「ABCカップ編」、第21話 - 第33話が「戦国学園編」、第34話 - 第45話が「ディザスター編」、第46話 - 第64話が「臥炎カップ編」と区切られている。
次回予告後はカード解説をするミニコーナーがあり、第1期第1話 - 第24話までは奈々菜パル子が解説を行い、第25話から第64話までは「タスク・牙王の今日のカード」、第2期は「タスク先生のバディポリス講座」、第3期は「今日の必勝カード」、第4期および第4.5期は「今日の最強カード」のタイトルで行われる。ただしテレビ放送では、プレゼントコーナー（バディコールキャンペーン）がある時は差し替えになる。
第3期では第1話から第26話まで漫画家のまえだくん原案・作画、インフィニティビジョン制作によるショートアニメ『とびだせ!!バディくん』が番組冒頭に放送された。第4期および第4.5期では番組の最後に「バディじゃんけん」が行われる。
第2期以降はコーナーの最後の台詞に牙王役の水野麻里絵のアドリブが採用されている。

### スタッフ
- 製作総指揮 - 木谷高明
- 企画・原案 - ブシロード、スタジオ池っち（第2期）→小学館（第3期 - ）
- 原作 - 池田芳正（第1期）→田村光久 / 小学館（第3期 - ）、ブシロード
- 連載 - 月刊コロコロコミック（小学館刊）
- 監督 - 池田重隆
- シリーズ構成 - 赤星政尚（第1期 - 第3期）→藤田伸三（第4期 - ）
- キャラクター原案 - Quily
- メインモンスター原案 - なかざき冬、ムラナコ
- 原作設定 - 金子良馬
- カードファイト構成 - 校條春
- キャラクターデザイン - 小野和美（第1期）→小沢久美子（第2期 - ）
- 総作画監督 - 小野和美（第1期 / 第1話 - 第24話）
- 美術監督 - 高木佑梨
- 撮影監督 - 堀野大輔（第1期・第2期・第4期）、有村駿（第3期）
- 音響監督 - えびなやすのり
- CGIディレクター - 那須基仁（第1期）→瀬尾太（第2期 - ）
- 色彩設計 - 小島真喜子
- 編集 - 松村正宏
- 音楽 - 都田和志、葉山拓亮（第1期・第2期 / 第1話 - 第13話）→山本茂（第2期 / 第14話 - 第50話・第3期・第4期）
- 音楽プロデューサー - 榎沢祐一
- 音楽制作 - エースクルー・エンタテインメント
- 制作担当 - 会川慎吾（第1期 / 第1話 - 第41話）、高木秀仁（第3期）
- 制作デスク - 高木秀仁（第1期 / 第59話 - 第64話・第2期）→池本直史（第3期）
- 設定制作 - 川崎豊（第1期・第2期）→堀口和樹（第3期）
- アソシエイトプロデューサー - 高田敦行（第1期・第3期）、長谷川将司（第1期・第2期）、嶋田恭平（第3期）、横田瞳（第4期）
- プロデューサー - 平良俊一（第1期・第2期 / 第1話 - 第7話）→吉野直樹（第2期 / 第8話 - 第50話・第3期・第4期）、中島良介→尾谷孝、古市直彦、嵯峨隼人→小掛慎太郎、岡田大将（第2期・第3期・第4期）
- アニメーションプロデューサー - 西沢正智（第1期 / 第1話 - 第41話）→会川慎吾（第1期 / 第42話 - 第64話・第2期・第3期）→高木秀仁（第4期・第4.5期）
- アニメーション制作 - OLM、XEBEC
- 製作 - テレビ愛知、dentsu、OLM

### 主題歌

#### 第1期
レーベルは全てブシロードミュージック（旧：響ミュージック）。
オープニングテーマ
「Card of the Future」（第1話 - 第46話）
作詞・作曲 - YOFFY / 編曲 - 大石憲一郎 / 歌 - サイキックラバー×Suara
第25話から映像が変更された。
「バディバディBAAAAAN!!」（第47話 - 第64話）
作詞 - 畑亜貴 / 作曲・編曲 - 高木隆次 / 歌 - 未門牙王（水野麻里絵）&もりしー（大盛爆役 森嶋秀太）

エンディングテーマ
「Buddy Buddy Fight!」（第1話 - 第24話）
作詞 - 畑亜貴 / 作曲・編曲 - 山口朗彦 / 歌 - 奈々菜パル子（徳井青空）
「夏色Fighting!!」（第25話 - 第46話）
作詞 - うらん / 作曲・編曲 - 山口朗彦 / 歌 - 奈々菜パル子（徳井青空）
「シャイニーアップ！」（第47話 - 第64話）
作詞 - 溝口貴紀 / 作曲 - 太田雅友 / 編曲 - EFFY / 歌 - 未門花子（三森すずこ）

#### 第2期
レーベルは「Luminize」がNBCユニバーサル・エンターテイメントジャパン、それ以外の楽曲は全てブシロードミュージック。
オープニングテーマ
「Luminize」（第1話 - 第21話）
作詞・作曲・編曲 - 八木沼悟志 / 歌 - fripSide
「Beyond the limits」（第22話 - 第48話）
作詞 - 藤林聖子 / 作曲 - YOFFY / 編曲 - 大石憲一郎 / 歌 - 高橋秀幸
第49話、第50話では未使用。

エンディングテーマ
「Buddy Lights」（第1話 - 第21話）
作詞 - 坂井竜二 / 作曲 - 山崎真吾 / 編曲 - 安岡洋一郎 / 歌 - 龍炎寺タスク（斉藤壮馬）
「ミルキィ100ワールド」（第22話 - 第50話）
作詞 - こだまさおり / 作曲・編曲 - 前山田健一 / 歌 - ミルキィホームズ

挿入歌
「GO GO BUDDY!!」（第26・29・30話）
作詞・作曲・編曲 - 山崎真吾 / 歌 - 高橋秀幸
「Buddy Buddy Fight!」（第50話）
作詞 - 畑亜貴 / 作曲・編曲 - 山口朗彦 / 歌 - 奈々菜パル子（徳井青空）

#### 第3期
レーベルは「DDD」がキングレコード、「Unite (Live Forever)」がrhythm ZONE、それ以外の楽曲は全てブシロードミュージック。
オープニングテーマ
「クロノグラフ」（第1話 - 第27話）
作詞・歌 - 夏代孝明 / 作曲 - hirao（SpiralS）・安達練 / 編曲 - 安達練
「DDD」（第28話 - 第51話）
作詞 - 内田直孝（Rhythmic Toy World） / 作曲 - 澁谷文仁 / 編曲 - 河合英嗣 / 歌 - 蒼井翔太

エンディングテーマ
「ワク☆ドキSHOOTER」（第1話 - 第27話）
作詞 - うらん / 作曲・編曲 - 山口朗彦 / 歌 - 奈々菜パル子（徳井青空）
「夢のヒカリ君のミライ」（第28話 - 第39話）
作詞 - 畑亜貴 / 作曲・編曲 - 太田雅友（SCREEN mode） / 歌 - 相羽あいな
「Unite (Live Forever)」（第40話 - 第51話）
作詞 - Leondre Devries and Charlie Lenehan / 作曲 - Kazushi Miyakoda / mixinc. / 編曲 - mixinc. / Alex Wharton / 歌 - バーズ & メロディー（rhythm ZONE）

挿入歌
「Card of the Future」（第48話）
作詞・作曲 - YOFFY / 編曲 - 大石憲一郎 / 歌 - サイキックラバー×Suara
「クロノグラフ」（第51話）
作詞・歌 - 夏代孝明 / 作曲 - hirao（SpiralS）・安達練 / 編曲 - 安達練

#### 第4期
レーベルは全てブシロードミュージック。
オープニングテーマ
「Brave Soul Fight!」（第1話 - 第29話）
作詞・作曲 - Motokiyo / 編曲 - 河合英嗣 / 歌 - 奈々菜パル子（徳井青空）&もりしー（大盛爆役 森嶋秀太）
「バディファイト×バディファイター」（第30話 - 第51話）
作詞 - 都田和志 / 作曲 - 篤永猛彦・都田和志 / 編曲 - 篤永猛彦 /  歌 - 城田純

エンディングテーマ
「向い風にファイト!」（第1話 - 第29話）
作詞 - 岩里祐穂 / 作曲・編曲 - Tomokazu Nishiumi / 歌 - 木下綾菜
「B.O.F」（第30話 - 第52話）
作詞 - 中村航 / 作曲 - DAIGO / 編曲 - 宅見将典 / 歌 - Poppin' Party（戸山香澄〈愛美〉、花園たえ〈大塚紗英〉、牛込りみ〈西本りみ〉、山吹沙綾〈大橋彩香〉、市ヶ谷有咲〈伊藤彩沙〉）

挿入歌
「Brave Soul Fight!」（第29・52話）
作詞・作曲 - Motokiyo / 編曲 - 河合英嗣 / 歌 - 奈々菜パル子（徳井青空）&もりしー（大盛爆役 森嶋秀太）
「都市伝説ロボ ハナコWCの歌」（第45話）
歌 - 川原慶久

#### 第4.5期
レーベルは全てブシロードミュージック。
オープニングテーマ
「バディファイト×バディファイター」（第1話 - 第8話）
作詞 - 都田和志 / 作曲 - 篤永猛彦・都田和志 / 編曲 - 篤永猛彦 /  歌 - 城田純

エンディングテーマ
「B.O.F」（第1話 - 第8話）
作詞 - 中村航 / 作曲 - DAIGO / 編曲 - 宅見将典 / 歌 - Poppin' Party（戸山香澄〈愛美〉、花園たえ〈大塚紗英〉、牛込りみ〈西本りみ〉、山吹沙綾〈大橋彩香〉、市ヶ谷有咲〈伊藤彩沙〉）

挿入歌
「Brave Soul Fight!」（第8話）
作詞・作曲 - Motokiyo / 編曲 - 河合英嗣 / 歌 - 奈々菜パル子（徳井青空）&もりしー（大盛爆役 森嶋秀太）

### 各話リスト
放送日はテレビ東京系列のもの。
| 話数               | サブタイトル                                         | 脚本                  | 絵コンテ          | 演出                | 作画監督                                                                         | 放送日         |
| 第1期              | 第1期                                                | 第1期                 | 第1期             | 第1期               | 第1期                                                                            | 第1期          |
| ------------------ | ---------------------------------------------------- | --------------------- | ----------------- | ------------------- | -------------------------------------------------------------------------------- | -------------- |
| 第1話              | 牙王、吼える！                                       | 赤星政尚              | 池田重隆          | 黒田幸生            | 鷲田敏弥、小沢久美子 沓澤洋子                                                    | 2014年 1月4日  |
| 第2話              | ルミナイズ！爆ドラ!!                                 | 赤星政尚              | 池田重隆          | 近藤一英            | 辻浩樹、はしもとかつみ                                                           | 1月11日        |
| 第3話              | 悪魔と踊るファイター！                               | 西園悟                | 森義博            | 浅見松雄            | 鎌田均、中山初絵 大久保修、飯飼一幸                                              | 1月18日        |
| 第4話              | トライアル！これがバディファイトだ!!                 | 谷崎あきら            | 池田重隆          | 高田昌宏            | 室山祥子、楠木智子 五月麻帆、辻浩樹 鈴木裕輔（モンスター）                       | 1月25日        |
| 第5話              | フューチャーフォース輝く！                           | 會川昇                | 田所修            | 高橋秀弥            | しんぼたくろう、水野辰哉                                                         | 2月1日         |
| 第6話              | 強襲！荒神ロウガ!!                                   | 會川昇                | 川村伸二          | 川村伸二            | 飯田清貴、高橋敦子 上山賢太郎                                                    | 2月8日         |
| 第7話              | デッキビルダーは勝利の相棒！                         | 西園悟                | 福冨博            | 秦義人              | 辻浩樹、徳田拓也 萩原省智 鈴木裕輔（モンスター）                                 | 2月15日        |
| 第8話              | 最終予選、突破せよ！                                 | 赤星政尚              | 池田重隆          | 山﨑茂              | こかいゆうじ                                                                     | 2月22日        |
| 第9話              | 盗まれた爆ドラ！                                     | 赤星政尚              | サトウ光敏        | 田中ひろし          | 沓澤洋子、鷲田敏弥 小沢久美子                                                    | 3月1日         |
| 第10話             | 英雄たちのカード！                                   | 會川昇                | 前園文夫          | 近藤一英            | 辻浩樹、五月麻帆 板倉健、徳田拓也 原田峰文                                       | 3月8日         |
| 第11話             | 開幕！相棒バディカップ!!                             | 西園悟                | 田所修            | 川崎豊              | こかいゆうじ、水野辰哉                                                           | 3月15日        |
| 第12話             | パワーvs忍法！食うか斬られるか!?                     | 谷崎あきら            | 福冨博            | まつもとよしひさ    | 辻浩樹、徳田拓也 橋本純一、服部憲知                                              | 3月22日        |
| 第13話             | 魂の絆！ドラゴニック・パニッシャー!!                 | 會川昇                | 坂田純一          | 外山草              | 水野辰哉                                                                         | 3月29日        |
| 第14話             | 気高き心！竜騎士と共に!!                             | 赤星政尚              | 石踊宏            | 又野弘道            | 飯田清貴、高橋敦子 榎本勝紀、上山賢太郎                                          | 4月5日         |
| 第15話             | そして虎は千里を駆ける！                             | 谷崎あきら            | 前園文夫          | 近藤一英            | 水野辰哉、五月麻帆 辻浩樹                                                        | 4月12日        |
| 第16話             | 秘技炸裂！カタナワールド大決戦!!                     | 西園悟                | 山崎茂            | 山崎茂              | こかいゆうじ、後藤孝宏                                                           | 4月19日        |
| 第17話             | ABCカップ決勝！地下迷宮大冒険!!                      | 會川昇                | 高橋秀弥          | 高橋秀弥            | 鷲田敏弥、小沢久美子 沓澤洋子                                                    | 4月26日        |
| 第18話             | 脅威！デュエルズィーガー!!                           | 赤星政尚              | 西嶋かな          | まつもとよしひさ    | 徳田拓也、辻浩樹                                                                 | 5月3日         |
| 第19話             | 兄が遺したカード                                     | 西園悟                | まついひとゆき    | 外山草              | 水野辰哉                                                                         | 5月10日        |
| 第20話             | 奇跡を呼ぶ！太陽のコブシ!!                           | 赤星政尚              | 池田重隆          | 近藤一英            | 室山祥子、楠木智子 辻浩樹、徳田拓也                                              | 5月17日        |
| 第21話             | バディモンスター大集合！                             | 會川昇                | 羽原久美子        | 川崎豊              | 鷲田敏哉、小沢久美子 沓澤洋子                                                    | 5月24日        |
| 第22話             | 悪魔の力！ディザスターフォース!!                     | 會川昇                | 又野弘道          | 又野弘道            | 飯田清貴、高橋敦子 上山賢太郎                                                    | 5月31日        |
| 第23話             | 勇者はつらいぜ！ドラムの大冒険!!                     | 谷崎あきら            | 池田重隆          | 加戸誉夫            | しんぼたくろう、水野辰哉                                                         | 6月7日         |
| 第24話             | ともだち100人！ダンジョンワールド!!                  | 赤星政尚              | 土屋日            | 山崎茂              | こかいゆうじ、後藤孝宏                                                           | 6月21日        |
| 第25話             | 地獄の学舎！戦国学園!!                               | 西園悟                | 田所修            | 鈴木裕輔            | 板倉健、原田峰文 五月麻帆                                                        | 6月28日        |
| 第26話             | レジェンドワールドの挑戦！                           | 谷崎あきら            | 高橋秀弥          | 古賀一臣            | 中野彰子                                                                         | 7月5日         |
| 第27話             | 友達なら全力ファイト！                               | 谷崎あきら            | まつもとよしひさ  | まつもとよしひさ    | 辻浩樹、徳田拓也                                                                 | 7月12日        |
| 第28話             | ニンジャ対決！夢という名の翼!!                       | 會川昇                | 坂田純一          | 又野弘道            | 沓澤洋子、鷲田敏弥 小沢久美子                                                    | 7月19日        |
| 第29話             | 決めろ！メガブラスト・バンカー!!                     | 赤星政尚              | 池田重隆          | 中重俊祐            | 室山祥子                                                                         | 7月26日        |
| 第30話             | 無敵の剣士！霧雨正雪!!                               | 西園悟                | 土屋日            | 山崎茂              | こかいゆうじ、小島えり 飯塚葉子、後藤孝宏                                        | 8月2日         |
| 第31話             | 牙王、バディスキル覚醒！                             | 西園悟                | 谷戸ソウマ        | 谷戸ソウマ          | しんぼたくろう、水野辰哉                                                         | 8月9日         |
| 第32話             | 最強！王剣エクスカリバー!!                           | 會川昇                | 前園文夫          | 近藤一英            | 辻浩樹、徳田拓也                                                                 | 8月16日        |
| 第33話             | 逆襲！荒神ロウガ!!                                   | 赤星政尚              | 池田重隆          | 筑紫大介            | 水野辰哉、沓澤洋子                                                               | 8月23日        |
| 第34話             | 闇の軍団！ディザスター!!                             | 赤星政尚              | 高橋秀弥          | 鈴木裕輔            | 板倉健、高橋慶江 能條理行、入江崇                                                | 8月30日        |
| 第35話             | 謎のヒーロー！キャプテン・アンサー!!                 | 谷崎あきら            | 田所修            | 山崎茂              | こかいゆうじ、小島えり 山崎愛                                                    | 9月6日         |
| 第36話             | 怒野校長の素敵なダンジョン！                         | 西園悟                | まついひとゆき    | まつもとよしひさ    | 辻浩樹、徳田拓也                                                                 | 9月13日        |
| 第37話             | メデューサを連れた女！                               | 赤星政尚              | 古賀一臣          | 古賀一臣            | 中野彰子                                                                         | 9月20日        |
| 第38話             | 運命のフェンリル！                                   | 西園悟                | 坂田純一          | 近藤一英            | 土信田和幸、小田多恵子 五月麻帆                                                  | 9月27日        |
| 第39話             | 拝啓、牙王君                                         | 谷崎あきら            | まつもとよしひさ  | 中重俊祐            | 室山祥子、野中美希 曽我部智紗                                                    | 10月4日        |
| 第40話             | 恐怖！ダークネスドラゴンワールド!!                   | 赤星政尚              | 佐藤雄三          | 又野弘道            | しんぼたくろう、水野辰哉                                                         | 10月11日       |
| 第41話             | 炸裂！轟斬!!ガルガンチュア・パニッシャー!!           | 川崎ヒロユキ          | 寺田和男          | 近藤一英            | 辻浩樹、徳田拓也 高橋慶江                                                        | 10月18日       |
| 第42話             | 逢魔が刻に死神来たる                                 | 西園悟                | 飯田崇            | 山崎茂              | こかいゆうじ、小島えり 山崎愛、桜井正明                                          | 10月25日       |
| 第43話             | タスクの覚悟！さらばバディポリス!!                   | 會川昇                | もりたけし        | まつもとよしひさ    | 沓澤洋子、しんぼたくろう 水野辰哉、高橋敦子                                      | 11月1日        |
| 第44話             | 2対1のデスマッチ！ジャック超進化!!                   | 會川昇                | もりたけし        | 近藤一英            | 辻浩樹、徳田拓也 高橋慶江                                                        | 11月8日        |
| 第45話             | ルミナイズ！爆竜牙!!                                 | 谷崎あきら            | 岩間貴            | 古賀一臣            | 中野彰子、鈴木レイカ 大門ダイゴ                                                  | 11月15日       |
| 第46話             | 誕生！新生バルソレイユ!!                             | 赤星政尚              | 坂田純一          | 又野弘道            | 瀬谷新二                                                                         | 11月22日       |
| 第47話             | 世紀の祭典！臥炎カップ!!                             | 西園悟                | まつもとよしひさ  | 中重俊祐            | 室山祥子、野中美希 高橋慶江、萩原省智 臼田美夫                                   | 11月29日       |
| 第48話             | ダンシングファイト！魔王vsメデューサ                 | 西園悟                | 飯田崇            | 山崎茂              | こかいゆうじ、小島えり                                                           | 12月6日        |
| 第49話             | なななんと！実況ファイト!!                           | 川崎ヒロユキ          | もりたけし        | 鈴木裕輔            | 萩原省智、高橋慶江                                                               | 12月13日       |
| 第50話             | チーム煉獄の進撃！                                   | 赤星政尚              | 坂田純一          | 工藤寛顕            | 波風立志                                                                         | 12月20日       |
| 第51話             | 帰ってきた虎！その闘いはデスティニー!!               | 會川昇                | 高田耕一          | 古賀一臣            | 鈴木レイカ、大門ダイゴ                                                           | 12月27日       |
| 第52話             | 父に挑め！ドラムブレイカー・ドラゴン！               | 谷崎あきら            | もりたけし        | 又野弘道            | 水野辰哉                                                                         | 2015年 1月10日 |
| 第53話             | 絶無の剣！ディストーション・パニッシャー!!           | 赤星政尚              | 飯田崇            | 山崎茂              | 小島えり                                                                         | 1月17日        |
| 第54話             | 狼vs狐！それは男たちの決意!!                         | 會川昇                | 坂田純一          | 近藤一英            | 徳田拓也、臼田美夫                                                               | 1月24日        |
| 第55話             | テツヤ孤立無援！バルソレイユ崩壊!?                   | 西園悟                | まつもとよしひさ  | まつもとよしひさ    | 下地彩加、洪範錫 柳民知                                                          | 1月31日        |
| 第56話             | 師弟対決！デスタリカvs爆竜牙!!                       | 川崎ヒロユキ          | もりたけし        | 川崎ゆたか          | 水野辰哉                                                                         | 2月7日         |
| 第57話             | バディポリス奪還作戦！                               | 谷崎あきら            | 田所修            | 古賀一臣            | 鈴木レイカ、大門ダイゴ                                                           | 2月14日        |
| 第58話             | 臥炎カップ決勝！テツヤの選択!!                       | 西園悟                | 高田耕一          | 工藤寛顕            | 波風立志                                                                         | 2月21日        |
| 第59話             | ロウガ、友情に散る！                                 | 川崎ヒロユキ          | 坂田純一          | 鈴木裕輔            | 萩原省智、高橋慶江 辻浩樹、臼田美夫                                              | 2月28日        |
| 第60話             | 龍炎寺タスクvs未門牙王！                             | 會川昇                | もりたけし        | 又野弘道            | 水野辰哉                                                                         | 3月7日         |
| 第61話             | 永遠のライバルたち！                                 | 會川昇                | 高田耕一          | 中重俊祐            | 楠木智子                                                                         | 3月14日        |
| 第62話             | キョウヤの世界！                                     | 赤星政尚              | まつもとよしひさ  | まつもとよしひさ    | 下地彩加、洪範錫 柳民知                                                          | 3月21日        |
| 第63話             | 終焉を告げる者！                                     | 谷崎あきら            | 飯田崇            | 山崎茂              | 小島えり                                                                         | 3月28日        |
| 第64話             | 放て！フューチャーカード!!                           | 赤星政尚              | 坂田純一          | 鈴木裕輔            | 水野辰哉                                                                         | 4月4日         |
| 第2期              |                                                      |                       |                   |                     |                                                                                  |                |
| 第1話 （第65話）   | とてつもない脅威！                                   | 赤星政尚              | 池田重隆          | 又野弘道            | 鷲田敏弥、沓澤洋子 高橋敦子                                                      | 4月11日        |
| 第2話 （第66話）   | 百鬼襲来！天武を守れ!!                               | 西園悟                | もりたけし        | 近藤一英            | 徳田拓也、辻浩樹                                                                 | 4月18日        |
| 第3話 （第67話）   | 太陽を嫌う者                                         | 赤星政尚              | 飯田崇            | 呉唯男              | こかいゆうじ                                                                     | 4月25日        |
| 第4話 （第68話）   | 風雲！バディフェスタ!!                               | 谷崎あきら            | 湖川友謙          | まつもとよしひさ    | 清水陽一、李東益 朴昌煥                                                          | 5月2日         |
| 第5話 （第69話）   | 不眠不休！バディポリス見習い!!                       | 西園悟                | もりたけし        | 工藤寛顕            | 波風立志                                                                         | 5月9日         |
| 第6話 （第70話）   | 兄弟対決！斬夜VS超合竜ブレンバルティス!!             | 川崎ヒロユキ          | 佐藤雄三          | 又野弘道            | 勝亦祥視、李東益 朴昌煥                                                          | 5月16日        |
| 第7話 （第71話）   | ニャニャ？長靴を履いたケットシー!                    | 赤星政尚              | 飯田崇            | 徐恵眞              | 岡辰也、柳民知                                                                   | 5月23日        |
| 第8話 （第72話）   | 忍び寄る魔剣士！奪われた天武!!                       | 赤星政尚              | もりたけし        | 宮澤良太            | 中野彰子、半田大貴                                                               | 5月30日        |
| 第9話 （第73話）   | 星合体！スタードラゴンワールド!!                     | 赤星政尚              | 飯田崇            | 山崎茂              | 小島えり                                                                         | 6月6日         |
| 第10話 （第74話）  | チェスト！仲間を捜してジウン万年!!                   | 西園悟                | 中重俊祐          | 中重俊祐            | 楠木智子、李東益 朴昌煥                                                          | 6月13日        |
| 第11話 （第75話）  | さすらいの百鬼ハンター                               | 川崎ヒロユキ          | 高橋秀弥          | 川崎ゆたか          | 水野辰哉                                                                         | 6月20日        |
| 第12話 （第76話）  | 勝ち抜け！一〇二四連戦!!                             | 西園悟                | 坂田純一          | 近藤一英            | 徳田拓也、辻浩樹 五月麻帆                                                        | 6月27日        |
| 第13話 （第77話）  | 百鬼夜行！爆雷の恐怖!!                               | 西園悟                | 高橋滋春          | 工藤寛顕            | 波風立志                                                                         | 7月4日         |
| 第14話 （第78話）  | 全てを喰らう獣！ヤミゲドウ!!                         | 谷崎あきら            | 飯田崇            | 呉唯男              | こかいゆうじ、佐藤道雄                                                           | 7月11日        |
| 第15話 （第79話）  | ナノマシン忍者対決！白夜VS月影!!                     | 西園悟                | もりたけし        | 長澤剛              | 清水陽一、西田正義 橋本純一、鷲田敏弥 斉藤千比呂                                 | 7月18日        |
| 第16話 （第80話）  | おいらがヒーロー！ジャスティス・ドラム!!             | 川崎ヒロユキ          | 又野弘道          | 又野弘道            | 水野辰哉                                                                         | 7月25日        |
| 第17話 （第81話）  | タスク潜入！バディファイトクラブ!!                   | 赤星政尚              | もりたけし        | 鈴木裕輔            | 高橋慶江、五月麻帆 李東益、朴昌煥                                                | 8月1日         |
| 第18話 （第82話）  | 切り捨て御免！死ヶ峰無限剣!!                         | 谷崎あきら            | 飯田崇            | 山崎茂              | 小島えり                                                                         | 8月8日         |
| 第19話 （第83話）  | 鬼神合体！剛刃丸!!                                   | 西園悟                | 工藤寛顕          | 徐恵眞              | 岡辰也、柳民知 下地彩加                                                          | 8月15日        |
| 第20話 （第84話）  | 哀しみの地王！大地に捧ぐ鎮魂歌!!                     | 川崎ヒロユキ          | 榎本明広          | 安部元宏            | 鷲田敏弥、斉藤千比呂 李東益、朴昌煥                                              | 8月22日        |
| 第21話 （第85話）  | 永遠の別れ！超星護ジャックナイフ!!                   | 赤星政尚              | もりたけし        | 近藤一英            | 徳田拓也                                                                         | 8月29日        |
| 第22話 （第86話）  | 外道奥義 召雷暴神立！                                | 西園悟                | 高橋敦史          | 工藤寛顕            | 波風立志                                                                         | 9月5日         |
| 第23話 （第87話）  | 激突！ヒーローVSダークヒーロー!!                     | 赤星政尚              | 坂田純一          | 又野弘道            | 西田正義                                                                         | 9月12日        |
| 第24話 （第88話）  | 炎王降臨！復活のバーンノヴァ!!                       | 川崎ヒロユキ          | 飯田崇            | ながはまのりひこ    | こかいゆうじ、柳民知                                                             | 9月19日        |
| 第25話 （第89話）  | さらば、バディファイト                               | 赤星政尚              | 高田耕一          | 羽多野浩平          | 安藤正浩                                                                         | 9月26日        |
| 第26話 （第90話）  | ルミナイズ！超竜五角陣!!                             | 赤星政尚              | 飯田崇            | 鈴木裕輔            | 橋本純一、松本昌代 清水陽一、李東益 朴昌煥                                       | 10月3日        |
| 第27話 （第91話）  | 鈴羽赤面！タイガーからの果し状!!                     | 谷崎あきら            | 田所修            | 近藤一英            | 五月麻帆、高橋慶江                                                               | 10月10日       |
| 第28話 （第92話）  | 霧の神話                                             | 西園悟                | もりたけし        | 安部元宏            | 水野辰哉、李東益 朴昌煥                                                          | 10月17日       |
| 第29話 （第93話）  | テツヤ絶句！裏切りの魔王!!                           | 西園悟                | 飯田崇            | 山崎茂              | 小島えり                                                                         | 10月24日       |
| 第30話 （第94話）  | テツヤ号泣！魔王異次元に消ゆ!!                       | 西園悟                | まつもとよしひさ  | 徐恵眞              | 岡辰也、山村俊了                                                                 | 10月31日       |
| 第31話 （第95話）  | ミセリア初陣！友情は時をこえて!!                     | 川崎ヒロユキ          | 工藤寛顕          | 近藤一英            | 徳田拓也、辻浩樹 高橋慶江                                                        | 11月7日        |
| 第32話 （第96話）  | さらわれたドラム！牙王VS死ヶ峰!!                     | 谷崎あきら            | 高橋秀弥          | 外山草              | 松本昌代、清水陽一 斉藤千比呂、李東益 朴昌煥                                     | 11月14日       |
| 第33話 （第97話）  | ジャックを救え！タスク、絶望の未来へ!!               | 赤星政尚              | 西田正義          | 又野弘道            | 西田正義                                                                         | 11月21日       |
| 第34話 （第98話）  | 希望の星！超光星護 ジャックナイフ "アステール"!!     | 赤星政尚              | もりたけし        | 工藤寛顕            | 波風立志                                                                         | 11月28日       |
| 第35話 （第99話）  | ロウガVS八角神王 グランガデス！                      | 西園悟                | 坂田純一          | 羽多野浩平          | 安藤正浩、福世孝明                                                               | 12月5日        |
| 第36話 （第100話） | 復活のイカヅチ！未門家襲撃!!                         | 川崎ヒロユキ          | 飯田崇            | ながはまのりひこ    | こかいゆうじ、柳民知                                                             | 12月12日       |
| 第37話 （第101話） | 角王集結！ヤミゲドウ封印!!                           | 赤星政尚              | もりたけし        | 安部元宏            | 橋本純一、清水陽一 松本昌代、李東益 朴昌煥                                       | 12月19日       |
| 第38話 （第102話） | 決戦！闇荒御魂 オオヤミゲドウ!!                      | 谷崎あきら            | 高橋秀弥          | 徐恵眞              | 津熊健徳、岡辰也 キムジョンウン、小沢久美子 松本昌代                             | 12月26日       |
| 第39話 （第103話） | 超決戦！超渋谷大崩壊!!                               | 西園悟                | まつもとよしひさ  | 近藤一英            | 辻浩樹、五月麻帆 高橋慶江                                                        | 2016年 1月9日  |
| 第40話 （第104話） | 地球が石になる日！                                   | 赤星政尚              | 飯田崇            | 又野弘道            | 水野辰哉、李東益 朴昌煥                                                          | 1月16日        |
| 第41話 （第105話） | 衝突する星合体！ジャックVS裏角王!!                   | 川崎ヒロユキ          | もりたけし        | 山崎茂              | 小島えり                                                                         | 1月23日        |
| 第42話 （第106話） | タッグマッチ？斬夜・テツヤVSジン・鈴羽!!             | 西園悟                | 高橋秀弥          | 工藤寛顕            | 波風立志                                                                         | 1月30日        |
| 第43話 （第107話） | なななんと！牙王VSオカダ!?                           | 赤星政尚              | まつもとよしひさ  | 鈴木裕輔            | 徳田拓也、李東益 朴昌煥                                                          | 2月6日         |
| 第44話 （第108話） | 曲者揃い！キリ・ロウガVSノボル・ダビデ!!             | 谷崎あきら            | 西田正義          | 又野弘道            | 西田正義                                                                         | 2月13日        |
| 第45話 （第109話） | 炎王対決！バーンノヴァVSヴェノムノヴァ!!             | 西園悟                | 石屋義畝          | 羽多野浩平          | 福世孝明                                                                         | 2月20日        |
| 第46話 （第110話） | キャプテン・アンサー"オーバーロード"の反逆!!         | 西園悟                | 高田耕一          | 安部元宏            | 松本昌代、斉藤千比呂 橋本純一、しまだひであき 李東益、朴昌煥                     | 2月27日        |
| 第47話 （第111話） | カードの行方！祠堂怒りのDEATH死ンフォニー!!          | 谷崎あきら            | 飯田崇            | ながはまのりひこ    | こかいゆうじ                                                                     | 3月5日         |
| 第48話 （第112話） | 最大最悪最強！ヒャクガンヤミゲドウ!!                 | 川崎ヒロユキ          | もりたけし        | 近藤一英            | 徳田拓也、高橋慶江 辻浩樹                                                        | 3月12日        |
| 第49話 （第113話） | 世界を救え！絶望のハンドレッド!!                     | 赤星政尚              | 高橋秀弥          | 徐恵眞              | 岡辰也、津熊健徳 輿石暁、椎葉幹朗 李周鉉                                         | 3月19日        |
| 第50話 （第114話） | 限界のその先へ！無双奥義 角王∞弾!!                   | 赤星政尚              | 坂田純一          | 工藤寛顕            | 波風立志                                                                         | 3月26日        |
| 第3期              |                                                      |                       |                   |                     |                                                                                  |                |
| 第1話 （第115話）  | ヤベェ！必殺モンスター誕生!!                         | 赤星政尚              | 飯田崇            | 川崎ゆたか          | 橋本純一、しまだひであき 斉藤千比呂、松本昌代 山崎愛、小沢久美子 朴昌煥          | 4月2日         |
| 第2話 （第116話）  | スゲェ！絶対勝てるバディファイト必勝法!!             | 西園悟                | 高田耕一          | 山崎茂              | 小島えり                                                                         | 4月9日         |
| 第3話 （第117話）  | コワァ！ガイトの必殺モンスター!!                     | 山口亮太              | まつもとよしひさ  | 鈴木裕輔            | 高橋慶江、五月麻帆 朴昌煥                                                        | 4月16日        |
| 第4話 （第118話）  | カッケェ！ジャックの必殺モンスター!!                 | 川崎ヒロユキ          | 近藤一英          | 安部元宏            | 松本昌代、しまだひであき 橋本純一、三好智志 工藤ゆき、清水陽一 高橋慶江          | 4月23日        |
| 第5話 （第119話）  | ヒデェ！悪魔のコーチ・アスモダイ!!                   | 谷崎あきら            | 外山草            | 近藤一英            | 辻浩樹、徳田拓也 朴昌煥                                                          | 4月30日        |
| 第6話 （第120話）  | パネェ！アビゲールVSアジ・ダハーカ!!                 | 赤星政尚              | 飯田崇            | ながはまのりひこ    | こかいゆうじ、森田実 ユミンジ                                                    | 5月7日         |
| 第7話 （第121話）  | キタァー！WBCカップ超東驚大会!!                      | 西園悟                | 高田耕一          | 又野弘道            | 波風立志                                                                         | 5月14日        |
| 第8話 （第122話）  | モエモエーッ！愛と勇気の制服戦士ブレザーフリル!!     | 山口亮太              | 高田耕一          | 徐恵眞              | 岡辰也、津熊健徳                                                                 | 5月21日        |
| 第9話 （第123話）  | ナニィ！奪われた必殺モンスター!!                     | 川崎ヒロユキ          | 池田重隆          | 羽多野浩平          | 松本文男                                                                         | 5月28日        |
| 第10話 （第124話） | ギョギョ！そんなマサカな大ピンチ!!                   | 谷崎あきら            | 近藤一英          | 鈴木裕輔            | 高橋慶江、五月麻帆 朴昌煥、入江崇 松本昌代                                       | 6月4日         |
| 第11話 （第125話） | デケェ！番長大決闘!!                                 | 西園悟                | 飯田崇            | 山崎茂              | 小島えり                                                                         | 6月11日        |
| 第12話 （第126話） | ダメダァ！バルバースト・スマッシャー!?               | 赤星政尚              | まつもとよしひさ  | 又野弘道            | 徳田拓也、辻浩樹 朴昌煥、松本昌代 高橋慶江、清水拓磨 輿石暁、服部憲知 宮暁秀     | 6月18日        |
| 第13話 （第127話） | デタァ！無敵竜"リボルテッド"!!                       | 赤星政尚              | 坂田純一          | 横田一平            | 山本径子                                                                         | 6月25日        |
| 第14話 （第128話） | ワッショイ！超東驚大会決勝祭り!!                     | 西園悟                | 川崎ゆたか        | 川崎ゆたか          | 松本昌代、しまだひであき 橋本純一、斉藤千比呂 三好智志、工藤ゆき                 | 7月2日         |
| 第15話 （第129話） | オリャア！グレイトフル・バルラリアット!!             | 西園悟                | 近藤一英          | 東亮佑              | 徳田拓也、辻浩樹 朴昌煥                                                          | 7月9日         |
| 第16話 （第130話） | ショック！斬夜引退宣言!!                             | 山口亮太              | まつもとよしひさ  | ながはまのりひこ    | 鎌田均、粟井重紀 松下純子、服部一郎 岩岡優子                                     | 7月16日        |
| 第17話 （第131話） | ヨーソロォ！日本代表選抜の島へ!!                     | 谷崎あきら            | 飯田崇            | 又野弘道            | 波風立志                                                                         | 7月23日        |
| 第18話 （第132話） | キタキタァー！WBCカップ日本大会!!                    | 赤星政尚              | 坂田純一          | 冨永恒雄            | 松本文男                                                                         | 7月30日        |
| 第19話 （第133話） | マタデタァ！恐怖の天敵ゾディアック!!                 | 川崎ヒロユキ          | 飯田崇            | 徐恵眞              | 岡辰也、津熊健徳 丸山大勝                                                        | 8月6日         |
| 第20話 （第134話） | デンジャー！動き出した狼!!                           | 西園悟                | 徳本善信          | 徳本善信            | 糸島雅彦、三好智志 工藤ゆき                                                      | 8月13日        |
| 第21話 （第135話） | オババッ！五剣天下参上!!                             | 山口亮太              | 近藤一英          | 鈴木裕輔            | 高橋慶江、五月真帆 朴昌煥、松本昌代                                              | 8月20日        |
| 第22話 （第136話） | ウワッ！爆発0秒前!!                                  | 赤星政尚              | まつもとよしひさ  | 山崎茂              | 片岡恵美子、窪敏 粟井重紀                                                        | 8月27日        |
| 第23話 （第137話） | バルゥ！放て、ギャラクティカル・パニッシャー!!       | 谷崎あきら            | 飯田崇            | 又野弘道            | 波風立志                                                                         | 9月3日         |
| 第24話 （第138話） | アチィッ！宿命の灼熱地獄!!                           | 川崎ヒロユキ          | 飯田崇            | 近藤一英            | 徳田拓也、辻浩樹 高橋慶江、竹谷今日子                                            | 9月10日        |
| 第25話 （第139話） | スッゲェ！バルソーサー・オーバーラッシュ!!           | 赤星政尚              | 冨永恒雄          | 冨永恒雄            | 松本文男                                                                         | 9月17日        |
| 第26話 （第140話） | ゴーゴー！バル、怒涛の快進撃!!                       | 西園悟                | 飯田崇            | 東亮佑              | 松本昌代、斉藤千比呂 高橋慶江、橋本純一 工藤ゆき、三好智志                       | 9月24日        |
| 第27話 （第141話） | ガオオォ！これがドラゴンフォースだ!!                 | 西園悟                | 坂田純一          | 前島健一            | 山本径子                                                                         | 10月1日        |
| 第28話 （第142話） | キタキタキタァー！WBCカップ世界大会!!                | 赤星政尚              | 近藤一英          | 山﨑茂              | 片岡恵美子、粟井重紀 窪敏                                                        | 10月8日        |
| 第29話 （第143話） | ワナワナ！逮捕されたジャックナイフ!!                 | 谷崎あきら            | 伊藤達文          | 徐恵眞              | 丸山大勝、津熊健徳                                                               | 10月15日       |
| 第30話 （第144話） | ウェディング！人間山脈デビル・デストロイ!!           | 山口亮太              | 又野弘道          | 近藤一英            | 辻浩樹、徳田拓也 高橋慶江、五月麻帆 竹谷今日子                                   | 10月22日       |
| 第31話 （第145話） | ゼータ！驚愕の機甲戦鬼!!                             | 川崎ヒロユキ          | 飯田崇            | 工藤寛顕            | 波風立志                                                                         | 10月29日       |
| 第32話 （第146話） | ニャニャニャ！にゃにゃにゃにゃ!!                     | 西園悟                | まつもとよしひさ  | 山崎茂              | 片岡恵美子、粟井重紀 窪敏、YU Min-Zi                                             | 11月5日        |
| 第33話 （第147話） | マジッ!?複製模倣兵器 ジェムクローン!!                | 赤星政尚              | 伊藤達文          | 又野弘道            | 橋本純一、三好智志 工藤ゆき、朴昌煥 金海淑                                       | 11月12日       |
| 第34話 （第148話） | リベンジィ！虎は二度吠える!!                         | 西園悟                | 冨永恒雄          | 冨永恒雄            | 松本文男                                                                         | 11月19日       |
| 第35話 （第149話） | ラストファイト！さらばアビゲール!!                   | 川崎ヒロユキ          | 近藤一英 飯田崇   | 東亮佑              | 徳田拓也、辻浩樹 松本昌代、斉藤千比呂 朴昌煥、金海淑                             | 11月26日       |
| 第36話 （第150話） | ガチヤバ！必殺のオリジン・ブレイカー!!               | 赤星政尚              | 川崎ゆたか        | 川崎ゆたか          | 糸島雅彦、山口光紀                                                               | 12月3日        |
| 第37話 （第151話） | ガチスゴ！超太陽竜 バルソレイユ!!                    | 赤星政尚              | 坂田純一          | 山崎茂              | 片岡恵美子、粟井重紀 窪敏                                                        | 12月10日       |
| 第38話 （第152話） | オヤジッ！アジ・ダハーカの最期!!                     | 山口亮太              | 山崎雄太          | 前島健一            | 山本径子                                                                         | 12月17日       |
| 第39話 （第153話） | エンドレス！黒天太陽竜 アジ・ダハーカ "ダ・エーワ"!! | 谷崎あきら            | 飯田崇            | 徐恵眞              | 岡辰也、丸山大勝 山村俊了、Yu min zi Park yu mi                                  | 12月24日       |
| 第40話 （第154話） | ファイナル！WBCカップ世界大会決勝!!                  | 西園悟                | まつもとよしひさ  | 工藤寛顕            | 波風立志                                                                         | 2017年 1月7日  |
| 第41話 （第155話） | ドヒャーッ！超太陽竜VS黒天太陽竜!!                   | 西園悟                | 冨永恒雄          | 冨永恒雄            | 松本文男                                                                         | 1月14日        |
| 第42話 （第156話） | マジカッ！防御力20000の驚異!!                        | 川崎ヒロユキ          | 飯田崇            | 鈴木裕輔            | 高橋慶江、五月麻帆 辻浩樹                                                        | 1月21日        |
| 第43話 （第157話） | ゲキトツ！龍炎寺タスクVS黒渦ガイト!?                 | 赤星政尚              | 伊藤達文          | 山崎茂              | 片岡恵美子、森田実 粟井重紀                                                      | 1月28日        |
| 第44話 （第158話） | リベンジィ！ドクター・ガラの復讐!!                   | 谷崎あきら            | 坂田純一          | 又野弘道            | 斉藤千比呂、奥野浩行 金海淑                                                      | 2月4日         |
| 第45話 （第159話） | マジアチィッ！ジェムクローンの心!!                   | 山口亮太              | 伊藤達文          | 前島健一            | 川口弘明、西村元秀 森くるみ、桝井一平 徳川恵梨                                   | 2月11日        |
| 第46話 （第160話） | グッドラック！ウルフ最期のファイト!!                 | 川崎ヒロユキ          | 坂田純一          | 又野弘道            | 徳田拓也、辻浩樹 高橋慶江、五月麻帆                                              | 2月18日        |
| 第47話 （第161話） | ガチショック！ドラゴン・ドライ驚異の力!!             | 西園悟                | まつもとよしひさ  | 徐恵眞              | 丸山大勝、津熊健徳                                                               | 2月25日        |
| 第48話 （第162話） | シークレット！プロジェクトDDDの全貌!!                | 赤星政尚              | 伊藤達文          | 工藤寛顕            | 橋本純一、松本昌代 金海淑、波風立志                                              | 3月4日         |
| 第49話 （第163話） | ファイッ！バディチャンピオン決定戦!!                 | 赤星政尚              | 飯田崇            | 冨永恒雄            | 松本文男                                                                         | 3月11日        |
| 第50話 （第164話） | クライマックス！放て、エターナル・バルブラスター!!   | 赤星政尚              | 飯田崇            | 山崎茂              | 片岡恵美子、森田実 粟井重紀、松下純子                                            | 3月18日        |
| 第51話 （第165話） | バイバイ！バル、永遠の別れ!!                         | 西園悟                | まつもとよしひさ  | 川崎ゆたか 鈴木裕輔 | 辻浩樹、五月麻帆 高橋慶江、清水拓磨 金海淑                                       | 3月25日        |
| 第4期              |                                                      |                       |                   |                     |                                                                                  |                |
| 第1話 （第166話）  | 最強の魔王竜！その名はバッツ!!                       | 藤田伸三              | 池田重隆          | 池田重隆            | 奥野浩行、松本昌代 舘崎大、清水陽一 糸島雅彦、五月麻帆 小沢久美子                | 4月1日         |
| 第2話 （第167話）  | バッツ地球へ！超東驚大パニック!!                     | 藤田伸三              | 飯田崇            | 山崎茂              | 片岡恵美子、森田実 粟井重紀                                                      | 4月8日         |
| 第3話 （第168話）  | ノーダメージファイター！大宇宙カナタ!!               | 川崎ヒロユキ          | もりたけし        | 安部元宏            | 徳田拓也、辻浩樹 高橋慶江、清水拓磨 金海淑                                       | 4月15日        |
| 第4話 （第169話）  | ワールドバディマスターズ開幕！                       | 三浦浩児              | 池田重隆          | 工藤寛顕            | 森下智恵、山内亜紀 奥野浩行                                                      | 4月22日        |
| 第5話 （第170話）  | トラになれ！ノボル、最後のファイト!!                 | 青木由香              | まつもとよしひさ  | 前島健一            | 山本径子、佐賀野桜子 桝井一平                                                    | 4月29日        |
| 第6話 （第171話）  | 最強戦艦サツキ発進！攻撃目標はバッツ!!               | 青木由香              | まつもとよしひさ  | 徐恵眞              | 丸山大勝                                                                         | 5月6日         |
| 第7話 （第172話）  | ガイトか!?海道か!?迫る死の宣告!!                     | 川崎ヒロユキ          | 飯田崇            | 山崎茂              | 片岡恵美子、山田太郎 竹内アキラ                                                  | 5月13日        |
| 第8話 （第173話）  | 恐怖の奇襲！バッツ絶体絶命!!                         | 藤田伸三              | 工藤寛顕          | 安部元宏            | 辻浩樹、萩原省智 菊田裕司、徳田拓也 金海淑、神龍                                 | 5月20日        |
| 第9話 （第174話）  | ガイトVSカナタ！運命の必殺シュート!!                 | 青木由香              | もりたけし        | 又野弘道            | 奥野浩行、山田太郎                                                               | 5月27日        |
| 第10話 （第175話） | 決勝戦！ワールドナンバー1は誰だ!!                    | 三浦浩児              | 伊藤達文          | 鈴木裕輔            | 萩原省智、辻浩樹 高橋慶江、清水拓磨                                              | 6月3日         |
| 第11話 （第176話） | 死闘決着！ミラージュカード降臨!!                     | 冨岡淳広              | 飯田崇            | 徐恵眞              | 岡辰也、丸山大勝 朝岡卓矢                                                        | 6月10日        |
| 第12話 （第177話） | Cの支配者！ギアゴッドVII!!                           | 川崎ヒロユキ          | 池田重隆          | 東亮佑              | 奥野浩行、辻浩樹 徳田拓也、金海淑                                                | 6月17日        |
| 第13話 （第178話） | ウィズダムの恐るべき陰謀！怒れバッツ!!               | 藤田伸三              | 池田重隆          | 山崎茂              | 片岡恵美子、山田太郎                                                             | 6月24日        |
| 第14話 （第179話） | 激闘の果てに…牙王死す!!                              | 藤田伸三              | 飯田崇            | 神原敏昭            | 丸山大勝、中澤勇一 冨田佳亨、津熊健徳 仁井宏隆                                   | 7月1日         |
| 第15話 （第180話） | トイレの恐怖！相棒学園はオバケだらけ!?               | 青木由香              | 阿部雅司          | 深瀬重              | 奥野浩行、辻浩樹 金海淑                                                          | 7月8日         |
| 第16話 （第181話） | 牙王inタスク！二人で一人の×天バスター!!              | 川崎ヒロユキ          | 工藤寛顕          | 又野弘道            | 服部一郎、佐野陽子 山口光紀、橋本純一 舘崎大、糸島雅彦 鶴元慎子、小沢久美子      | 7月15日        |
| 第17話 （第182話） | タイムリミット！牙王が消滅する日!!                   | 三浦浩児              | もりたけし        | 鈴木裕輔            | 辻浩樹、清水拓磨                                                                 | 7月22日        |
| 第18話 （第183話） | 天国？地獄？ぶんぶく師匠とデカたぬき!!               | 冨岡淳広              | 坂田純一          | 山崎茂              | 片岡恵美子、山田太郎 竹内アキラ                                                  | 7月29日        |
| 第19話 （第184話） | 合宿スタート！復活の×天バスター!!                    | 藤田伸三              | 西嶋克彦          | 東亮佑              | 奥野浩行、高橋慶江 辻浩樹、徳田拓也                                              | 8月5日         |
| 第20話 （第185話） | 死神VS死の宣告！運命の第三ターン!!                   | 川崎ヒロユキ          | まつもとよしひさ  | 徐恵眞              | 岡辰也、中澤勇一 津熊健徳、齋藤香織 高波裕太、曽根亜矢子 佐藤桂                  | 8月12日        |
| 第21話 （第186話） | タッグマッチ！すれ違うカナタとアトラ!!               | 青木由香              | 高田耕一          | 鈴木裕輔            | 辻浩樹、清水拓磨 五月麻帆、堀光明 金海淑                                         | 8月19日        |
| 第22話 （第187話） | 牙王とバッツ！星空の誓い!!                           | 藤田伸三              | もりたけし        | 山崎茂              | 片岡恵美子、山田太郎                                                             | 8月26日        |
| 第23話 （第188話） | バッツ逆天！雷帝フォーメーション完成!!               | 冨岡淳広              | 飯田崇            | 工藤寛顕            | 斉藤千比呂、松本昌代 大野洋美、清水陽一 橋本純一、金海淑 小沢久美子              | 9月2日         |
| 第24話 （第189話） | 逆天殺！闘技のブルータル!!                           | 三浦浩児              | 工藤寛顕          | 深瀬重              | 奥野浩行、徳田拓也 金海淑                                                        | 9月9日         |
| 第25話 （第190話） | 誕生！逆天の黒死竜!!                                 | 川崎ヒロユキ          | 柳沢テツヤ        | 神原敏昭            | 丸山大勝                                                                         | 9月16日        |
| 第26話 （第191話） | 師匠VSウィズダム！衝撃のギアゴッドVIII!!             | 青木由香              | もりたけし        | 東亮佑              | 辻浩樹、徳田拓也 清水拓磨、奥野浩行 金海淑                                       | 9月23日        |
| 第27話 （第192話） | 集結！雷帝軍!!                                       | 藤田伸三              | まつもとよしひさ  | 山崎茂              | 片岡恵美子、山田太郎                                                             | 9月30日        |
| 第28話 （第193話） | 逆天VS逆天殺 放て！×天アルティメットバスター!!       | 冨岡淳広              | 飯田崇            | 鈴木裕輔            | 奥野浩行、五月麻帆 辻浩樹、堀光明                                                | 10月7日        |
| 第29話 （第194話） | パパパンダ来襲！さらば ちびパンダ!!                  | 川崎ヒロユキ          | もりたけし        | 徐恵眞              | 津熊健徳、久保光照 中澤勇一、岡辰也 丸山大勝、朝岡卓矢 仁井宏隆、飯塚葉子 佐藤桂 | 10月14日       |
| 第30話 （第195話） | 無限斬撃！降魔王剣 レヴァンティン!!                  | 藤田伸三              | 池田重隆          | 工藤寛顕            | 橋本純一、松本昌代 清水陽一、奥野浩行 金海淑                                     | 10月21日       |
| 第31話 （第196話） | パーフェクトスルーファイター！気毒スルー!!           | 青木由香              | まつもとよしひさ  | 東亮佑              | 辻浩樹、徳田拓也 高橋慶江、清水拓磨 堀光明、橋本純一 金海淑                      | 10月28日       |
| 第32話 （第197話） | 迫る魔剣！ケイセツの逆天殺!!                         | 冨岡淳広              | 飯田崇            | 山崎茂              | 片岡恵美子、山田太郎                                                             | 11月4日        |
| 第33話 （第198話） | 逆天の力！天晶竜アルドアトラ!!                       | 藤田伸三              | もりたけし        | 深瀬重              | 奥野浩行、斉藤大輔 堀光明、金海淑                                                | 11月11日       |
| 第34話 （第199話） | ガイトVS人工知能！爆裂のミニギアゴッド!!             | 川崎ヒロユキ          | 川崎ゆたか        | 神原敏昭            | 丸山大勝                                                                         | 11月18日       |
| 第35話 （第200話） | ケイセツに届け！カナタの新必殺シュート!!             | 三浦浩児              | まつもとよしひさ  | 鈴木裕輔            | 奥野浩行、五月麻帆 清水拓磨、萩原省智 堀光明                                     | 11月25日       |
| 第36話 （第201話） | Cの超越者！ギアゴッド ver.Ø99!!                      | 藤田伸三              | 飯田崇            | 山崎茂              | 片岡恵美子、山田太郎                                                             | 12月2日        |
| 第37話 （第202話） | ギアゴッドの逆天殺！追いつめられた牙王!!             | 川崎ヒロユキ          | 坂田純一          | 工藤寛顕            | 奥野浩行、清水陽一 小沢久美子、橋本純一 金海淑                                   | 12月9日        |
| 第38話 （第203話） | 掴め！逆天を超える力!!                               | 青木由香              | もりたけし        | 東亮佑              | 奥野浩行、辻浩樹 徳田拓也、清水拓磨 阿部可奈子、金海淑                           | 12月16日       |
| 第39話 （第204話） | 友情の雷帝軍！ギアゴッド反乱!?                       | 冨岡淳広              | 高橋秀弥          | 徐恵眞              | 山村俊了、津熊健徳 朝岡卓矢、野道佳代                                            | 12月23日       |
| 第40話 （第205話） | 新たなバディ！機械じかけの太陽番長!!                 | 川崎ヒロユキ          | まつもとよしひさ  | 深瀬重              | 奥野浩行、斉藤千比呂 橋本純一、辻浩樹 金海淑                                     | 2018年 1月6日  |
| 第41話 （第206話） | 牙王VSカオス牙王！機神フォーメーション完成!!         | 三浦浩児              | 池田重隆          | 鈴木裕輔            | 小沢久美子、鈴木裕輔 萩原省智、辻浩樹 五月麻帆、櫻井拓郎 岡本達明、清水拓磨      | 1月13日        |
| 第42話 （第207話） | バディ解散！さらばバッツ!!                           | 青木由香              | もりたけし        | 山崎茂              | 片岡恵美子、山田太郎                                                             | 1月20日        |
| 第43話 （第208話） | 轟天覇王竜！バールバッツ・ドラグロイヤー!!           | 藤田伸三              | 飯田崇            | 神原敏昭            | 丸山大勝                                                                         | 1月27日        |
| 第44話 （第209話） | 見よ！これがバッツの大逆天だ!!                       | 藤田伸三              | 飯田崇            | 又野弘道            | 奥野浩行、小沢久美子 金海淑                                                      | 2月3日         |
| 第45話 （第210話） | 都市伝説ロボ？ハナコWC降臨!!                         | 青木由香              | 阿部雅司 池田重隆 | 東亮佑              | 辻浩樹、清水拓磨 櫻井拓郎、金海淑                                                | 2月10日        |
| 第46話 （第211話） | 輝け！逆天星竜ジャックナイフ!!                       | 冨岡淳広              | まつもとよしひさ  | 山崎茂              | 片岡恵美子、山田太郎                                                             | 2月17日        |
| 第47話 （第212話） | 神を超える力！究極に至るカオス!!                     | 川崎ヒロユキ          | 川崎ゆたか        | 加藤顕              | 奥野浩行、橋本純一 金海淑                                                        | 2月24日        |
| 第48話 （第213話） | 牙王VSケイセツ！帰ってきたカオススリー!!             | 藤田伸三              | 坂田純一          | 村山靖              | 岡辰也、山村俊了 粟井重紀                                                        | 3月3日         |
| 第49話 （第214話） | ウィズダムの野望！恐怖のアップグレード宣言!!         | 藤田伸三              | 飯田崇            | 萩原省智 鈴木裕輔   | 奥野浩行、萩原省智 辻浩樹、櫻井拓郎 清水拓磨                                     | 3月10日        |
| 第50話 （第215話） | 最終計画始動！カオス化する世界!!                     | 川崎ヒロユキ          | まつもとよしひさ  | 山崎茂              | 片岡恵美子、山田太郎                                                             | 3月17日        |
| 第51話 （第216話） | 最終決戦！未門牙王VSウィズダム!!                     | 冨岡淳広              | 池田重隆          | 神原敏昭            | 岡辰也、丸山大勝 粟井重紀、西村元秀 齋藤香織                                     | 3月24日        |
| 第52話 （第217話） | 勝て牙王！最後のバディファイト!!                     | 藤田伸三              | 池田重隆          | 東亮佑              | 奥野浩行、辻浩樹 萩原省智、櫻井拓郎 橋本純一、金海淑                             | 3月31日        |
| 第4.5期            |                                                      |                       |                   |                     |                                                                                  |                |
| 第1話 （第218話）  | GGGカップ開催！オールスター大集合!!                  | 青木由香              | 坂田純一          | 又野弘道            | 斉藤千比呂、奥野浩行 金海淑、小沢久美子                                          | 4月7日         |
| 第2話 （第219話）  | 牙王VSカナタ！バッツ・ドラム・バル勢ぞろい!!         | 三浦浩児              | 飯田崇            | 山崎茂              | 山田太郎                                                                         | 4月14日        |
| 第3話 （第220話）  | ラスボス総進撃！ワルモノは誰だ!!                     | 川崎ヒロユキ          | まつもとよしひさ  | 加藤顕              | 小川一郎、金海淑                                                                 | 4月21日        |
| 第4話 （第221話）  | パル子がバブ〜っ！牙王、初めての実況!!               | 川崎ヒロユキ          | 工藤寛顕          | 徐恵眞              | 岡辰也、山村俊了 粟井重紀、冨田佳亨                                              | 4月28日        |
| 第5話 （第222話）  | 燃えよノボル！涙のガチンコファイト!!                 | 青木由香              | もりたけし        | 鈴木裕輔            | 奥野浩行、辻浩樹 五月麻帆、櫻井拓郎                                              | 5月5日         |
| 第6話 （第223話）  | 壮絶！煉獄騎士VS創世の超竜神!!                       | 冨岡淳広              | 飯田崇            | 山崎茂              | 山田太郎、片岡恵美子                                                             | 5月12日        |
| 第7話 （第224話）  | 宿命の対決！未門牙王VS龍炎寺タスク!!                 | 青木由香              | 川崎ゆたか        | 川崎ゆたか          | 高橋慶江、櫻井拓郎 金海淑                                                        | 5月19日        |
| 第8話 （第225話）  | またな！太陽番長よ永遠に!!                           | 藤田伸三 川崎ヒロユキ | 飯田崇            | 池田重隆            | 小沢久美子、奥野浩之 小島えり、斉藤千比呂 五月麻帆、金海淑                       | 5月26日        |

### 放送局
| 放送地域       | 放送局             | 放送期間                                                                    | 放送日時                                                 | 系列                  | 備考 |
| 第1期          | 第1期              | 第1期                                                                       | 第1期                                                    | 第1期                 | 第1期 |
| -------------- | ------------------ | --------------------------------------------------------------------------- | -------------------------------------------------------- | --------------------- | --- |
| 愛知県         | テレビ愛知         | 2014年1月4日 - 2015年4月4日                                                 | 土曜 8:00 - 8:30                                         | テレビ東京系列        | 製作局、リピート放送あり 2014年4月1日 火曜 25:55 - 26:25に 総集編「激ファイト！牙王vsライバルたち」を、 同年6月19日 木曜 7:30 - 8:00に 総集編「全員集合！11人のバディファイター!!」を放送。 |
| 北海道         | テレビ北海道       | 2014年1月4日 - 2015年4月4日                                                 | 土曜 8:00 - 8:30                                         | テレビ東京系列        | |
| 関東広域圏     | テレビ東京         | 2014年1月4日 - 2015年4月4日                                                 | 土曜 8:00 - 8:30                                         | テレビ東京系列        | リピート放送あり 2014年6月15日 日曜 10:30 - 11:00に 総集編「全員集合！11人のバディファイター!!」を放送。                                                                                    |
| 大阪府         | テレビ大阪         | 2014年1月4日 - 2015年4月4日                                                 | 土曜 8:00 - 8:30                                         | テレビ東京系列        | |
| 岡山県・香川県 | テレビせとうち     | 2014年1月4日 - 2015年4月4日                                                 | 土曜 8:00 - 8:30                                         | テレビ東京系列        | |
| 福岡県         | TVQ九州放送        | 2014年1月4日 - 2015年4月4日                                                 | 土曜 8:00 - 8:30                                         | テレビ東京系列        | |
| 日本全域       | BSジャパン         | 2014年1月4日 - 2015年4月4日                                                 | 土曜 11:00 - 11:30                                       | テレビ東京系列 BS放送 | 2014年6月14日の同時刻に 総集編「全員集合！11人のバディファイター!!」を放送。 |
| 日本全域       | ニコニコ生放送     | 2014年1月7日 - 2015年1月13日 2015年1月20日 - 4月7日                         | 火曜 19:30 - 20:00 火曜 19:00 - 19:30                    | ネット配信            | |
| 日本全域       | ニコニコチャンネル | 2014年1月7日 - 2015年1月13日 2015年1月20日 - 4月7日                         | 火曜 20:00 更新 火曜 19:30 更新                          | ネット配信            | 最新話1週間無料 |
| 日本全域       | dアニメストア      | 2014年1月8日 - 2015年4月8日                                                 | 水曜 12:00 更新                                          | ネット配信            | 見放題サービス利用者は全話見放題 |
| 長崎県         | 長崎放送           | 2014年3月15日 - 2015年6月13日                                               | 土曜 7:00 - 7:30                                         | TBS系列               | |
| 福島県         | 福島中央テレビ     | 2014年3月29日 - 2015年7月4日                                                | 土曜 10:00 - 10:30                                       | 日本テレビ系列        | |
| 滋賀県         | びわ湖放送         | 2014年4月1日 - 2015年3月24日 2015年3月31日・4月7日                          | 火曜 17:15 - 17:45 火曜 17:30 - 18:00                    | 独立局                | [ 注 43 ] |
| 静岡県         | テレビ静岡         | 2014年4月3日 - 2015年3月26日 2015年4月4日・4月11日                          | 木曜 16:50 - 17:20 土曜 9:55 - 10:25                     | フジテレビ系列        | [ 注 43 ] |
| 岐阜県         | 岐阜放送           | 2014年4月3日 - 2015年4月16日                                                | 木曜 17:30 - 17:59                                       | 独立局                | [ 注 43 ] |
| 和歌山県       | テレビ和歌山       | 2014年4月3日 - 2015年4月9日                                                 | 木曜 17:30 - 18:00                                       | 独立局                | [ 注 43 ] |
| 沖縄県         | 琉球朝日放送       | 2014年4月5日 - 2015年4月11日                                                | 土曜 6:30 - 7:00                                         | テレビ朝日系列        | [ 注 43 ] |
| 山形県         | 山形放送           | 2014年4月5日 - 2015年3月28日 2015年4月4日・4月11日                          | 土曜 25:20 - 25:50 土曜 24:55 - 25:55                    | 日本テレビ系列        | [ 注 43 ] |
| 宮城県         | 仙台放送           | 2014年4月6日 - 2015年5月3日                                                 | 日曜 6:30 - 7:00                                         | フジテレビ系列        | [ 注 43 ] |
| 青森県         | 青森放送           | 2014年4月7日 - 2015年4月20日                                                | 月曜 16:23 - 16:53                                       | 日本テレビ系列        | [ 注 43 ] |
| 石川県         | 北陸放送           | 2014年4月21日 - 2015年5月4日                                                | 月曜 16:25 - 16:53                                       | TBS系列               | [ 注 43 ] |
| 熊本県         | 熊本朝日放送       | 2014年4月26日 - 2015年5月9日                                                | 土曜 6:30 - 7:00                                         | テレビ朝日系列        | [ 注 43 ] |
| 広島県         | 広島ホームテレビ   | 2014年5月17日 - 2015年5月23日                                               | 土曜 7:00 - 7:30                                         | テレビ朝日系列        | [ 注 43 ] |
| 愛媛県         | 愛媛朝日テレビ     | 2014年7月12日 - 2015年7月25日                                               | 土曜 7:00 - 7:30                                         | テレビ朝日系列        | [ 注 43 ] |
| 秋田県         | 秋田テレビ         | 2014年8月5日 - 2015年8月11日                                                | 火曜 16:20 - 16:50                                       | フジテレビ系列        | [ 注 43 ] |
| 鹿児島県       | 鹿児島放送         | 2015年3月28日 - 2016年4月9日                                                | 土曜 7:00 - 7:29                                         | テレビ朝日系列        | [ 注 43 ] |
| 東京都         | TOKYO MX           | 2018年7月7日 - 9月29日 2018年10月7日 - 2019年3月31日 2019年4月7日 - 9月29日 | 土曜 22:00 - 22:30 日曜 11:30 - 12:00 日曜 11:00 - 11:30 | 独立局                | 東京都では実質再放送 |
| 第2期          |                    |                                                                             |                                                          |                       | |
| 愛知県         | テレビ愛知         | 2015年4月11日 - 2016年3月26日                                               | 土曜 8:00 - 8:30                                         | テレビ東京系列        | 製作局 |
| 北海道         | テレビ北海道       | 2015年4月11日 - 2016年3月26日                                               | 土曜 8:00 - 8:30                                         | テレビ東京系列        | |
| 関東広域圏     | テレビ東京         | 2015年4月11日 - 2016年3月26日                                               | 土曜 8:00 - 8:30                                         | テレビ東京系列        | [ 注 44 ] |
| 大阪府         | テレビ大阪         | 2015年4月11日 - 2016年3月26日                                               | 土曜 8:00 - 8:30                                         | テレビ東京系列        | |
| 岡山県・香川県 | テレビせとうち     | 2015年4月11日 - 2016年3月26日                                               | 土曜 8:00 - 8:30                                         | テレビ東京系列        | |
| 福岡県         | TVQ九州放送        | 2015年4月11日 - 2016年3月26日                                               | 土曜 8:00 - 8:30                                         | テレビ東京系列        | |
| 日本全域       | BSジャパン         | 2015年4月11日 - 2016年3月26日                                               | 土曜 11:00 - 11:30                                       | テレビ東京系列 BS放送 | |
| 滋賀県         | びわ湖放送         | 2015年4月14日 - 2016年3月29日                                               | 火曜 17:30 - 18:00                                       | 独立局                | |
| 日本全域       | ニコニコ生放送     | 2015年4月14日 - 5月26日 2015年6月2日 - 2016年3月29日                        | 火曜 19:00 - 19:30 火曜 20:00 - 20:30                    | ネット配信            | |
| 日本全域       | ニコニコチャンネル | 2015年4月14日 - 5月26日 2015年6月2日 - 2016年3月29日                        | 火曜 19:30 更新 火曜 20:30 更新                          | ネット配信            | 2016年5月18日配信終了 |
| 日本全域       | dアニメストア      | 2015年4月15日 - 2016年3月30日                                               | 水曜 12:00 更新                                          | ネット配信            | 見放題サービス利用者は全話見放題 |
| 和歌山県       | テレビ和歌山       | 2015年4月16日 - 2016年3月31日                                               | 木曜 17:30 - 18:00                                       | 独立局                | |
| 沖縄県         | 琉球朝日放送       | 2015年4月18日 - 2016年4月9日                                                | 土曜 6:30 - 7:00                                         | テレビ朝日系列        | |
| 岩手県         | 岩手朝日テレビ     | 2015年4月18日 - 10月10日                                                    | 土曜 7:00 - 7:30                                         | テレビ朝日系列        | 第1期は未放送 第15話で途中打ち切り |
| 静岡県         | テレビ静岡         | 2015年4月18日 - 2016年4月3日                                                | 土曜 9:55 - 10:25                                        | フジテレビ系列        | 最終話のみ日曜 8:30 - 9:00に放送 |
| 岐阜県         | 岐阜放送           | 2015年4月23日 - 7月16日 2015年7月23日 - 2016年4月7日                        | 木曜 17:30 - 17:59 木曜 17:30 - 18:00                    | 独立局                | |
| 青森県         | 青森放送           | 2015年4月27日 - 9月28日 2015年10月6日 - 10月20日                            | 月曜 16:23 - 16:53 火曜 15:50 - 16:20                    | 日本テレビ系列        | 第26話で途中打ち切り |
| 宮城県         | 仙台放送           | 2015年5月10日 - 2016年5月8日                                                | 日曜 6:30 - 7:00                                         | フジテレビ系列        | |
| 石川県         | 北陸放送           | 2015年5月11日 - 2016年5月9日                                                | 月曜 16:25 - 16:53                                       | TBS系列               | |
| 熊本県         | 熊本朝日放送       | 2015年5月16日 - 2016年5月21日                                               | 土曜 6:30 - 7:00                                         | テレビ朝日系列        | |
| 広島県         | 広島ホームテレビ   | 2015年5月30日 - 2016年5月28日                                               | 土曜 7:00 - 7:30                                         | テレビ朝日系列        | |
| 長崎県         | 長崎放送           | 2015年6月20日 - 2016年3月26日 2016年4月2日 - 6月18日                        | 土曜 7:00 - 7:30 土曜 6:30 - 7:00                        | TBS系列               | |
| 鹿児島県       | 鹿児島放送         | 2016年4月23日 - 2017年4月15日                                               | 土曜 7:00 - 7:29                                         | テレビ朝日系列        | |
| 第3期          |                    |                                                                             |                                                          |                       | |
| 愛知県         | テレビ愛知         | 2016年4月2日 - 2017年3月25日                                                | 土曜 8:00 - 8:30                                         | テレビ東京系列        | 製作局 |
| 北海道         | テレビ北海道       | 2016年4月2日 - 2017年3月25日                                                | 土曜 8:00 - 8:30                                         | テレビ東京系列        | |
| 関東広域圏     | テレビ東京         | 2016年4月2日 - 2017年3月25日                                                | 土曜 8:00 - 8:30                                         | テレビ東京系列        | |
| 大阪府         | テレビ大阪         | 2016年4月2日 - 2017年3月25日                                                | 土曜 8:00 - 8:30                                         | テレビ東京系列        | |
| 岡山県・香川県 | テレビせとうち     | 2016年4月2日 - 2017年3月25日                                                | 土曜 8:00 - 8:30                                         | テレビ東京系列        | |
| 福岡県         | TVQ九州放送        | 2016年4月2日 - 2017年3月25日                                                | 土曜 8:00 - 8:30                                         | テレビ東京系列        | |
| 日本全域       | BSジャパン         | 2016年4月2日 - 2017年3月25日                                                | 土曜 11:00 - 11:30                                       | テレビ東京系列 BS放送 | |
| 日本全域       | YouTube            | 2016年4月2日 - 2017年3月25日                                                | 土曜 13:00 更新                                          | ネット配信            | 第1話のみ8:30 更新 |
| 滋賀県         | びわ湖放送         | 2016年4月5日 - 2017年3月28日                                                | 火曜 17:30 - 18:00                                       | 独立局                | |
| 静岡県         | テレビ静岡         | 2016年4月10日 - 2017年4月16日                                               | 日曜 8:30 - 9:00                                         | フジテレビ系列        | |
| 岐阜県         | 岐阜放送           | 2016年4月14日 - 2017年3月30日                                               | 木曜 17:30 - 18:00                                       | 独立局                | |
| 沖縄県         | 琉球朝日放送       | 2016年4月23日 - 2017年4月8日                                                | 土曜 6:30 - 7:00                                         | テレビ朝日系列        | |
| 宮城県         | 仙台放送           | 2016年5月15日 - 2017年5月21日                                               | 日曜 6:30 - 7:00                                         | フジテレビ系列        | |
| 石川県         | 北陸放送           | 2016年5月16日 - 2017年5月15日                                               | 月曜 16:25 - 16:53                                       | TBS系列               | |
| 和歌山県       | テレビ和歌山       | 2016年5月26日 - 2017年5月11日                                               | 木曜 7:30 - 8:00                                         | 独立局                | |
| 広島県         | 広島ホームテレビ   | 2016年6月4日 - 2017年5月20日                                                | 土曜 7:00 - 7:30                                         | テレビ朝日系列        | |
| 長崎県         | 長崎放送           | 2016年6月25日 - 2017年3月25日 2017年4月1日 - 6月17日                        | 土曜 6:30 - 7:00 土曜 5:30 - 6:00                        | TBS系列               | |
| 鹿児島県       | 鹿児島放送         | 2017年4月22日 - 9月30日 2017年10月7日 - 2018年4月28日                       | 土曜 7:00 - 7:29 土曜 5:20 - 5:50                        | テレビ朝日系列        | |
| 第4期          |                    |                                                                             |                                                          |                       | |
| 愛知県         | テレビ愛知         | 2017年4月1日 - 2018年3月31日                                                | 土曜 8:00 - 8:30                                         | テレビ東京系列        | 製作局 |
| 北海道         | テレビ北海道       | 2017年4月1日 - 2018年3月31日                                                | 土曜 8:00 - 8:30                                         | テレビ東京系列        | |
| 関東広域圏     | テレビ東京         | 2017年4月1日 - 2018年3月31日                                                | 土曜 8:00 - 8:30                                         | テレビ東京系列        | |
| 大阪府         | テレビ大阪         | 2017年4月1日 - 2018年3月31日                                                | 土曜 8:00 - 8:30                                         | テレビ東京系列        | |
| 岡山県・香川県 | テレビせとうち     | 2017年4月1日 - 2018年3月31日                                                | 土曜 8:00 - 8:30                                         | テレビ東京系列        | |
| 福岡県         | TVQ九州放送        | 2017年4月1日 - 2018年3月31日                                                | 土曜 8:00 - 8:30                                         | テレビ東京系列        | |
| 日本全域       | BSジャパン         | 2017年4月1日 - 2018年3月31日                                                | 土曜 11:00 - 11:30                                       | テレビ東京系列 BS放送 | |
| 日本全域       | YouTube            | 2017年4月1日 - 2018年3月31日                                                | 土曜 13:00 更新                                          | ネット配信            | |
| 滋賀県         | びわ湖放送         | 2017年4月4日 - 2018年4月3日                                                 | 火曜 17:30 - 18:00                                       | 独立局                | 最終話のみ17:15 - 17:45に放送 |
| 岐阜県         | 岐阜放送           | 2017年4月6日 - 2018年4月5日                                                 | 木曜 17:30 - 18:00                                       | 独立局                | |
| 島根県・鳥取県 | 山陰中央テレビ     | 2017年4月12日 - 2018年4月11日                                               | 水曜 16:20 - 16:50                                       | フジテレビ系列        | 第1期 - 第3期は未放送 |
| 沖縄県         | 琉球朝日放送       | 2017年4月15日 - 2018年4月21日                                               | 土曜 6:30 - 7:00                                         | テレビ朝日系列        | |
| 静岡県         | テレビ静岡         | 2017年4月23日 - 2018年4月29日                                               | 日曜 8:30 - 9:00                                         | フジテレビ系列        | |
| 和歌山県       | テレビ和歌山       | 2017年5月18日 - 2018年4月12日                                               | 木曜 7:30 - 8:00                                         | 独立局                | |
| 石川県         | 北陸放送           | 2017年5月22日 - 7月24日 2017年7月31日 - 2018年5月21日                       | 月曜 16:25 - 16:53 月曜 16:22 - 16:50                    | TBS系列               | |
| 広島県         | 広島ホームテレビ   | 2017年5月27日 - 2018年3月31日 2018年4月7日 - 6月2日                         | 土曜 7:00 - 7:30 土曜 10:15 - 10:45                      | テレビ朝日系列        | |
| 宮城県         | 仙台放送           | 2017年5月28日 - 2018年6月10日                                               | 日曜 6:30 - 7:00                                         | フジテレビ系列        | |
| 第4.5期        |                    |                                                                             |                                                          |                       | |
| 愛知県         | テレビ愛知         | 2018年4月7日 - 5月26日                                                      | 土曜 8:00 - 8:30                                         | テレビ東京系列        | 製作局、リピート放送あり |
| 北海道         | テレビ北海道       | 2018年4月7日 - 5月26日                                                      | 土曜 8:00 - 8:30                                         | テレビ東京系列        | |
| 関東広域圏     | テレビ東京         | 2018年4月7日 - 5月26日                                                      | 土曜 8:00 - 8:30                                         | テレビ東京系列        | |
| 大阪府         | テレビ大阪         | 2018年4月7日 - 5月26日                                                      | 土曜 8:00 - 8:30                                         | テレビ東京系列        | |
| 岡山県・香川県 | テレビせとうち     | 2018年4月7日 - 5月26日                                                      | 土曜 8:00 - 8:30                                         | テレビ東京系列        | |
| 福岡県         | TVQ九州放送        | 2018年4月7日 - 5月26日                                                      | 土曜 8:00 - 8:30                                         | テレビ東京系列        | |
| 日本全域       | BSジャパン         | 2018年4月7日 - 5月26日                                                      | 土曜 11:00 - 11:30                                       | テレビ東京系列 BS放送 | |
| 日本全域       | YouTube            | 2018年4月7日 - 5月26日                                                      | 土曜 13:00 更新                                          | ネット配信            | |
| 長野県         | 長野放送           | 2018年4月8日 - 5月27日                                                      | 日曜 8:30 - 9:00                                         | フジテレビ系列        | 第1期 - 第4期は未放送 |
| 滋賀県         | びわ湖放送         | 2018年4月10日 - 5月29日                                                     | 火曜 17:15 - 17:45                                       | 独立局                | |
| 岐阜県         | 岐阜放送           | 2018年4月12日 - 5月31日                                                     | 木曜 17:30 - 18:00                                       | 独立局                | |
| 新潟県         | 新潟総合テレビ     | 2018年4月17日 - 6月5日                                                      | 火曜 16:20 - 16:50                                       | フジテレビ系列        | 第1期 - 第4期は未放送 |
| 和歌山県       | テレビ和歌山       | 2018年4月17日 - 6月5日                                                      | 火曜 17:30 - 18:00                                       | 独立局                | |
| 鳥取県・島根県 | 山陰中央テレビ     | 2018年4月18日 - 6月6日                                                      | 水曜 16:20 - 16:50                                       | フジテレビ系列        | |
| 沖縄県         | 琉球朝日放送       | 2018年4月28日 - 6月23日                                                     | 土曜 6:30 - 7:00                                         | テレビ朝日系列        | |
| 静岡県         | テレビ静岡         | 2018年5月6日 - 6月24日                                                      | 日曜 8:30 - 9:00                                         | フジテレビ系列        | |
| 石川県         | 北陸放送           | 2018年5月28日 - 7月16日                                                     | 月曜 16:22 - 16:50                                       | TBS系列               | |
| 広島県         | 広島ホームテレビ   | 2018年6月9日 - 8月4日                                                       | 土曜 10:15 - 10:45                                       | テレビ朝日系列        | |
| 宮城県         | 仙台放送           | 2018年6月17日 - 8月5日                                                      | 日曜 6:30 - 7:00                                         | フジテレビ系列        | |

### DVD
ポニーキャニオンより発売されている。各巻には特典としてPRカードが2枚封入されている他、第1巻・第2巻にはオープニング、エンディングのノンテロップ映像第1弾、第7巻・第8巻にはオープニング、エンディングのノンテロップ映像第2弾を、第12巻・第13巻にはオープニング、エンディングのノンテロップ映像第3弾を収録。
| 巻数 | 発売日         | 収録話          | 規格品番   | PRカード                                                                    |
| ---- | -------------- | --------------- | ---------- | --------------------------------------------------------------------------- |
| 1    | 2014年4月16日  | 第1話 - 第4話   | PCBX-51521 | アックスヘッド・ドラゴン 双刃竜 ダブルゼイス                                |
| 2    | 2014年5月21日  | 第5話 - 第8話   | PCBX-51522 | アンガーフィスト・ドラゴン 地獄忍者 残叫                                    |
| 3    | 2014年6月18日  | 第9話 - 第12話  | PCBX-51523 | ブラッディカード・ドラゴン アーマナイト・ウィスプ                           |
| 4    | 2014年7月16日  | 第13話 - 第16話 | PCBX-51524 | 竜騎士 ヴィットマン 義賊忍者 鼠次郎                                         |
| 5    | 2014年8月20日  | 第17話 - 第20話 | PCBX-51525 | バーニングランス・ドラゴン 逆鱗                                             |
| 6    | 2014年9月17日  | 第21話 - 第24話 | PCBX-51526 | 撃炎神 アゴスブルフ マスター・スケルトン                                    |
| 7    | 2014年10月15日 | 第25話 - 第28話 | PCBX-51527 | デスルーラー エフィアルティス この一撃に、世界の運命をかけて!               |
| 8    | 2014年11月19日 | 第29話 - 第32話 | PCBX-51528 | ハイディングソード・ドラゴン 戦乙女 強襲のカーラ                            |
| 9    | 2014年12月17日 | 第33話 - 第36話 | PCBX-51529 | アーマナイト・ハティー ブラックドラゴン エル・ウラカン                      |
| 10   | 2015年1月21日  | 第37話 - 第40話 | PCBX-51530 | 竜騎士 ユーティライネン 現れよ、血盟の騎士                                  |
| 11   | 2015年2月18日  | 第41話 - 第44話 | PCBX-51531 | 蒼穹騎士団 ヴァローナハーケン・ドラゴン 煉獄騎士団 トルバドゥール・ドラゴン |
| 12   | 2015年3月18日  | 第45話 - 第48話 | PCBX-51532 | 魔神童 飛雲丸 戦乙女 救済のエイル                                           |
| 13   | 2015年4月15日  | 第49話 - 第52話 | PCBX-51533 | 紅蓮闘士 イグナイテッド・ドラゴン こんな事もあろうかと・・・                |
| 14   | 2015年5月20日  | 第53話 - 第56話 | PCBX-51534 | 我道竜王 オニストリート 女王 カシオペア                                     |
| 15   | 2015年6月17日  | 第57話 - 第60話 | PCBX-51535 | アーマナイト・リトルドレイク RD メタモルエフェクト                          |
| 16   | 2015年7月15日  | 第61話 - 第64話 | PCBX-51536 | キャラクターフラッグ ドラゴンワールド キャラクターフラッグ ドラゴン・アイン |

## 関連番組

### ラジオ
2014年4月5日から2016年4月30日まで『フューチャーラジオ バディファイト』のタイトルで放送された。HiBiKi Radio Stationでは毎週土曜23:30配信、ラジオ大阪では毎週土曜24:00 - 24:30で放送となる。パーソナリティは、斉藤壮馬（龍炎寺タスク 役）、森嶋秀太（大盛爆 役）。全109回。
2016年5月7日から2018年3月31日まで『フューチャーラジオ バディファイトSSS』（フューチャーラジオ バディファイト トリプルエス）にリニューアルされて放送された。HiBiKi Radio Stationでは毎週土曜23:30配信、ラジオ大阪では毎週土曜24:00 - 24:30で放送となる。パーソナリティは、斉藤壮馬（龍炎寺タスク 役）、森嶋秀太（大盛爆 役）、蒼井翔太（黒渦ガイト 役）。全100回。
2016年9月28日からとらのあな対象店舗でインターネットラジオステーション＜音泉＞か響 - HiBiKi Radio Station -のCD購入者に、オリジナル特典として『熊出村 村おこし放送』&『フューチャーラジオ バディファイトSSS』コラボラジオCD「熊出村フューチャーラジオ バディ村おこし放送SSS（トリプルエス）」が配布されるキャンペーンが行われた。出演者は日岡なつみ（雨宿まち 役）、安元洋貴（クマ井ナツ 役、ジャック 役）、斉藤壮馬（龍炎寺タスク 役）。
ゲスト
フューチャーラジオ バディファイト
- 第11回、92回、93回、CD新規撮りおろし回 - 水野麻里絵（未門牙王 役）
- 第17回、92回、93回 - 大畑伸太郎（ドラム 役）
- 第54回 - 安元洋貴（ジャック 役）
- 第57回 - 徳井青空（奈々菜パル子 役）
- 第58回、59回 - 山本和臣（黒岳テツヤ 役）
- 第70回 - 斎賀みつき（如月斬夜 役）
- 第73回、74回 - 太田哲治（アスモダイ 役）
- 第75回、76回 - 増田俊樹（イカヅチ 役）
- 第81回、82回 - 高橋秀幸（アニメオープニング「Beyond the limits」担当）

フューチャーラジオ バディファイトSSS
- 第24回、25回 - 日野聡（臥炎キョウヤ 役）
- 第34回、35回、87回、88回 - 黒田崇矢（アビゲール 役）
- 第44回、45回 - 村中知（バル 役）

| ラジオ大阪 毎週土曜 24:00 - 24:30 | ラジオ大阪 毎週土曜 24:00 - 24:30                                        | ラジオ大阪 毎週土曜 24:00 - 24:30   |
| 前番組                            | 番組名                                                                   | 次番組                              |
| --------------------------------- | ------------------------------------------------------------------------ | ----------------------------------- |
| 熱風海陸ブシラヂオ                | フューチャーラジオ バディファイト ↓ フューチャーラジオ バディファイトSSS | 美男高校地球防衛部RADIO HAPPY KISS! |

### テレビ番組
アニメ「バディファイト」真夏の激熱SP!! ふなっしーVSオカダ・カズチカ
2014年8月16日にテレビ東京で放送。番組内でアニメ第1期の総集編や必殺技、想い出の名ファイトなどが紹介された。
エブリ!バディ部
BSジャパンで毎週土曜10:30 - 11:00に放送されたバラエティ番組。2015年4月4日から9月26日までシーズン1、2016年4月2日から9月24日までシーズン2を放送。部長のもりしーとマネージャーのそらまるが、アニメやカードの最新情報やファイトのテクニックを紹介。出演は森嶋秀太（もりしー）、徳井青空（そらまる）、真田来神（らいか君）（シーズン1のみ）、三遊亭とむ（とむ君）、アミーゴ★タカタ。シーズン1の途中からゴッド★フナヤマ、シーズン2の途中から通りすがりのバディマスター キヨさん、見習い研修生 かっちゃんが参加している。シーズン1、2それぞれ全26回。
| BSジャパン 土曜10:30枠   | BSジャパン 土曜10:30枠                                   | BSジャパン 土曜10:30枠                                         |
| 前番組                   | 番組名                                                   | 次番組                                                         |
| ------------------------ | -------------------------------------------------------- | -------------------------------------------------------------- |
| ヴァンガードスタジアム   | エブリ!バディ部 （2015年4月4日 - 9月26日）               | サタデーヴァンガード1030                                       |
| サタデーヴァンガード1030 | エブリ!バディ部 （シーズン2） （2016年4月2日 - 9月24日） | カードファイト!! ヴァンガードG ギアースクライシス編 （再放送） |

### Webアニメ
いずれもYouTubeコロコロチャンネルで配信。
とびだせ!!バディくん
第3期冒頭ショートアニメの特別版。プロデュースはまえだくん。
- スペシャルVer.1話 - 2016年4月28日配信
- スペシャルVer.2話 - 2016年4月30日配信
- スペシャルVer.3話 - 2016年5月3日配信
- 海道大Ver. - 2016年7月1日配信

40周年だよ!! コロコロオールスター小学校
『コロコロコミック』40周年を記念して作られた、歴代人気キャラクターが登場するアニメ。『バディファイト』からは未門牙王が登場し、第1話では『デュエル・マスターズ』の切札ジョーとカードゲーム対決をする。

## 関連商品

### CD
- 「Card of the Future PSYCHIC LOVER x Suara」 - 2014年2月19日発売
- 「Buddy Buddy Fight!」 - 2014年2月19日発売
- 「夏色Fighting!!」 - 2014年8月20日発売
- ラジオCD「フューチャーラジオ バディファイト」Vol.1 - 2014年10月29日発売
- 「バディバディBAAAAAN!!」 - 2015年1月7日発売
- 「シャイニーアップ！」 - 2015年1月7日発売
- ラジオCD「フューチャーラジオ バディファイト」Vol.2 - 2015年1月28日発売
- 「Buddy Lights」 - 2015年5月13日発売
- 「Luminize」 - 2015年5月20日発売
- 「ミルキィ100ワールド」 - 2015年9月9日発売
- 「Beyond the limits」 - 2015年10月21日発売
- 「ワク☆ドキSHOOTER」 - 2016年5月18日発売
- 「クロノグラフ」 - 2016年5月25日発売
- ラジオCD「フューチャーラジオバディファイトSSS」ここからはラジオCDの時間だ編 - 2016年9月28日発売
- ラジオCD「熊出村フューチャーラジオ バディ村おこし放送SSS」 - 2016年9月28日配布
- 「Brave Soul Fight!」 - 2017年4月26日発売
- 「向い風にファイト！」 - 2017年6月7日発売
- 「バディファイト×バディファイター」 - 2017年11月29日発売
- 「クリスマスのうた」 - 2017年12月13日発売。第4期エンディングテーマ「B.O.F」収録

### 書籍
- フューチャーカード バディファイト 爆勝WデッキBOOK（小学館、2014年6月28日発売）
  - 月刊コロコロコミック7月号増刊。『フューチャーカード バディファイト』初の公式本。限定デッキ26枚2個の計52枚を付録とし、田村光久による特別読切漫画『龍炎寺タスク物語』を収録。

### ゲーム
フューチャーカード バディファイト 友情の爆熱ファイト！
ニンテンドー3DSソフト。開発はフリュー株式会社。2015年4月16日発売。
ゲームオリジナル主人公は「天道 勇気」と「月宮 真」の2人。キャラクターデザイン原案は田村光久。
フューチャーカード バディファイト 目指せ！バディチャンピオン！
ニンテンドー3DSソフト。開発はフリュー株式会社。2017年3月16日発売。
フューチャーカード バディファイト 誕生！オレたちの最強バディ！
ニンテンドー3DSソフト。開発はフリュー株式会社。2018年3月15日発売。
ゲームオリジナル主人公とゲームオリジナルバディは「空峰 翔太」と「バーン」。
バディスマ!! 〜スマホでスタート！バディファイト！〜
スマートフォン用ゲームアプリ。2018年6月1日配信され、2021年5月31日に配信終了。